# Milano
Milano (AFI: /miˈlaːno/ ; Milan in dialetto milanese, [miˈlɑ̃ː] o [miˈlãː]) è un comune italiano di 1 367 788 abitanti, è il capoluogo della regione Lombardia e dell'omonima città metropolitana, centro di una delle più popolose aree metropolitane d'Europa; è inoltre il secondo comune più popoloso d'Italia, dopo Roma.
Il mito vuole che sia stata fondata intorno al 590 a.C. da una tribù celtica facente parte del gruppo degli Insubri e appartenente alla cultura di Golasecca. La città fu conquistata dagli antichi Romani nel 222 a.C.; con il passare dei secoli, Mediolanum accrebbe la sua importanza sino a divenire capitale dell'Impero romano d'Occidente; nel 313 d.C. fu promulgato dall'imperatore Costantino I l'editto di Milano, che concesse a tutti i cittadini, quindi anche ai cristiani, la libertà di culto.
Dal XII fino al XVI secolo, Milano fu una delle più grandi città europee e un importante centro commerciale, divenendo così capitale del Ducato di Milano, che fu una delle maggiori forze politiche, artistiche e della moda nel Rinascimento. All'inizio del XVI secolo, però, perse l'indipendenza a favore dell'Impero spagnolo per poi passare, quasi due secoli dopo, sotto la corona austriaca; grazie alle politiche asburgiche, Milano divenne uno dei principali centri dell'illuminismo italiano. Capitale del Regno d'Italia napoleonico, dopo la Restaurazione fu tra i più attivi centri del Risorgimento, fino al suo ingresso nel Regno d'Italia sabaudo.
Principale centro economico e finanziario della Repubblica Italiana, Milano ne guidò lo sviluppo industriale, costituendo con Torino e Genova il cosiddetto Triangolo industriale, in particolar modo durante gli anni del boom economico, quando la crescita industriale e urbanistica coinvolse anche le città limitrofe, creando la vasta area metropolitana milanese. In ambito culturale, Milano è il principale centro italiano dell'editoria ed è ai vertici del circuito musicale mondiale grazie alla stagione lirica del Teatro alla Scala e alla sua lunga tradizione operistica. È, inoltre, tra i principali poli fieristici europei, vantando con due esposizioni universali ospitate (Expo 1906 e 2015), e del disegno industriale; è considerata anche una delle capitali mondiali della moda. Nel 2009 fu capitale europea dello sport.
Milano è una delle mete del turismo internazionale, infatti figura tra le quaranta città più visitate al mondo, attestandosi seconda in Italia dopo Roma e sesta nell'Unione europea. Milano è considerata una città globale per il suo notevole impatto economico.

## Geografia fisica

### Territorio

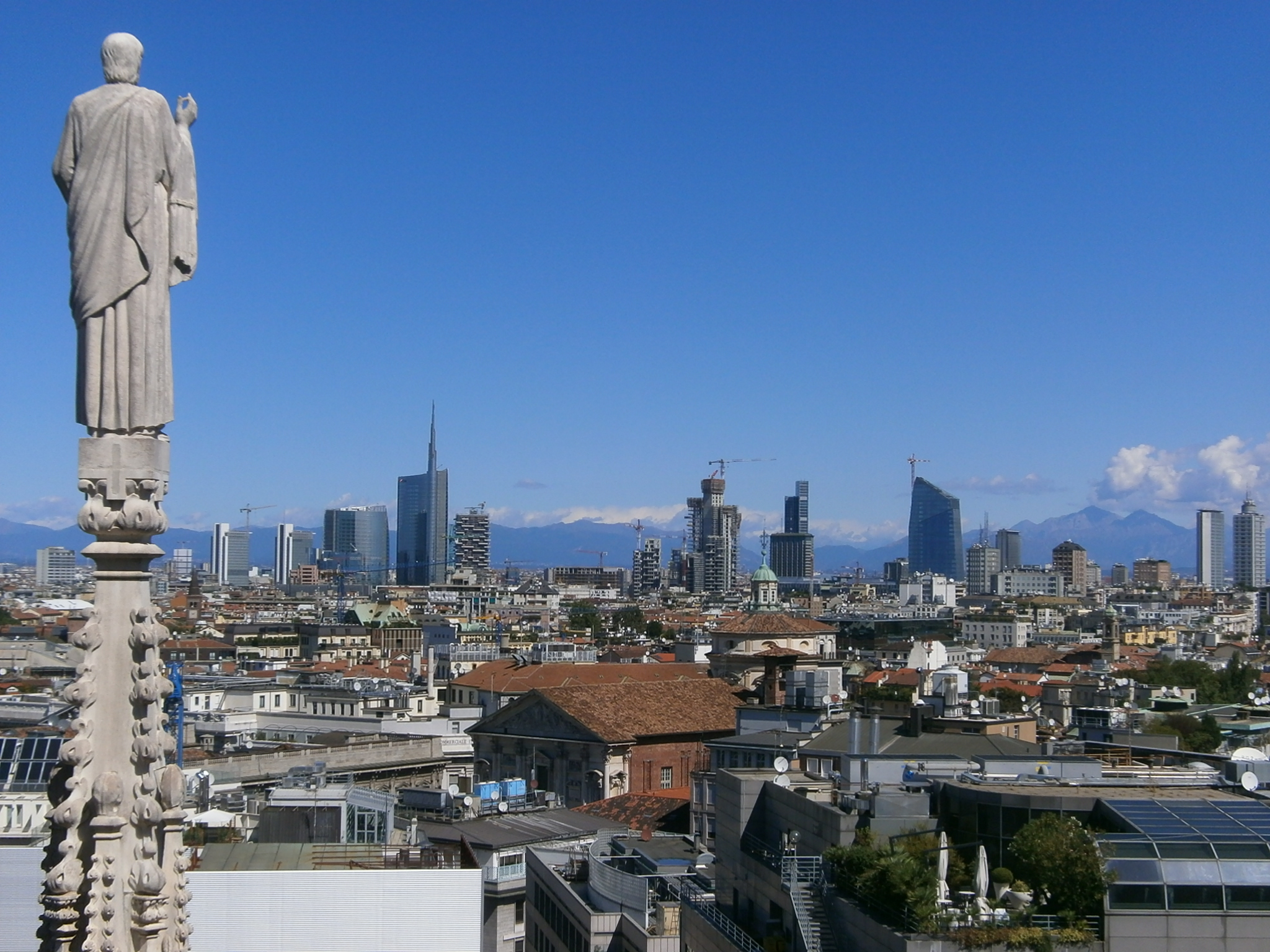
Panorama di Milano verso nord dalla terrazza più alta del Duomo, con le montagne del lago di Como sullo sfondo

Milano poggia su un terreno di origine fluvio-glaciale a cemento carbonatico, comune a tutta la Pianura Padana. La sua caratteristica principale è quella di essere facilmente carsificabile. Tale roccia è ricoperta dai sedimenti fluviali quaternari ed è visibile lungo i principali corsi d'acqua che la solcano, costituendo conglomerati rocciosi che in Lombardia sono conosciuti come "ceppi".
Milano occupa un'area di 181,67 km² nella parte occidentale della Lombardia, situata a 25 km a est del fiume Ticino, a 25 km a ovest del fiume Adda, a 35 km a nord del fiume Po e a 50 km a sud del lago di Como, lungo la cosiddetta "fascia delle risorgive", laddove vi è l'incontro, nel sottosuolo, tra strati geologici a differente permeabilità, aspetto che permette alle acque profonde di riaffiorare in superficie.
L'idrografia di Milano e della zona dei comuni confinanti è particolarmente complessa, sia per cause naturali, vista la cospicua presenza di fiumi, torrenti e fontanili, che formano un vero e proprio groviglio idrico, sia per questioni legate ai lavori di canalizzazioni e di deviazione dei corsi d'acqua di matrice antropica, aventi il proprio inizio durante l'epoca romana, che hanno portato alla realizzazione di numerose rogge, canali e laghi artificiali. Dal momento che l'acqua è abbondante e facilmente raggiungibile, a Milano gli antichi Romani non realizzarono mai acquedotti.
I corsi d'acqua più importanti che interessano la Milano moderna e la sua area metropolitana sono i fiumi Lambro, Olona e Seveso, i torrenti Bozzente, Garbogera, Lura, Merlata e Pudiga, i navigli della Martesana, Grande, Pavese, di Bereguardo, di Paderno e Vettabbia, e i corsi d'acqua artificiali Ticinello, Vetra, Redefossi, Cavo Ticinello e Lambro Meridionale. A Milano sono situati anche due importanti bacini artificiali: la Darsena di Porta Ticinese e l'Idroscalo di Milano.
Tra le architetture degne di nota ad essi collegati, si annoverano svariate conche di navigazione (tra cui la conca dell'Incoronata, la conca di Viarenna, la conca Fallata e la conchetta), alcuni mulini ad acqua (tra cui Molino Dorino e Mulino Vettabbia) e il ponte delle Gabelle.

### Clima

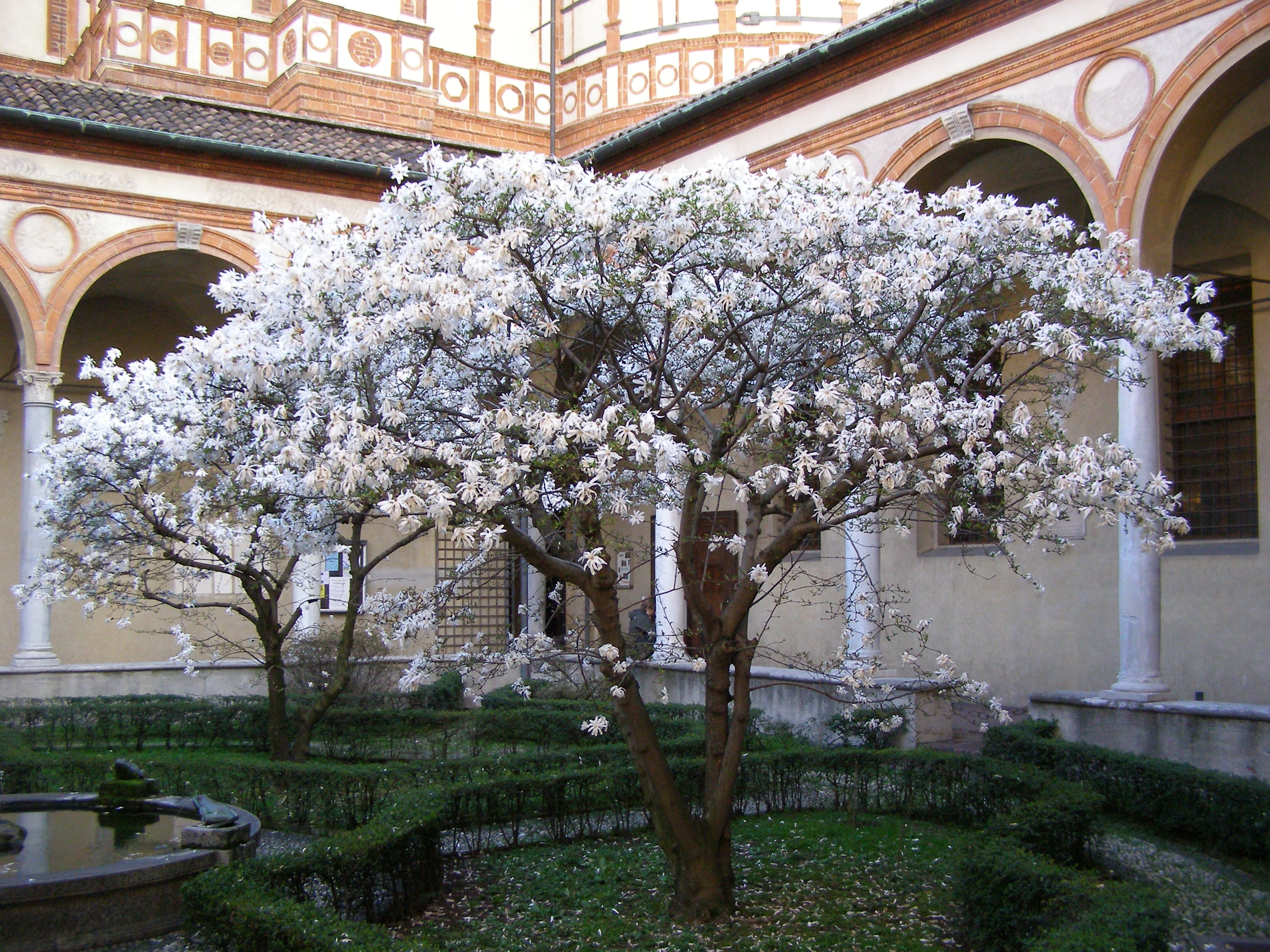
Il chiostro della chiesa di Santa Maria delle Grazie in una foto della primavera del 2010

Milano ha un clima temperato caldo, stabilmente umido, con estate molto calda (classificazione Köppen-Geiger Cfa). La città è infatti situata a occidente del bacino della Pianura Padana ed è caratterizzata da una sensibile escursione termica annua (estate calda e inverno freddo).
Milano, come gran parte della Pianura Padana, accusa una scarsa ventilazione che favorisce il ristagno delle nebbie e degli inquinanti, anche in ragione dell'alta densità abitativa.
Gli inverni milanesi sono quindi più freddi rispetto a quelli delle città costiere, senza però raggiungere gli estremi tipici dell'Europa centrale grazie alla latitudine più meridionale e alla protezione fornita dalla catena delle Alpi. Le estati invece sono calde e afose.

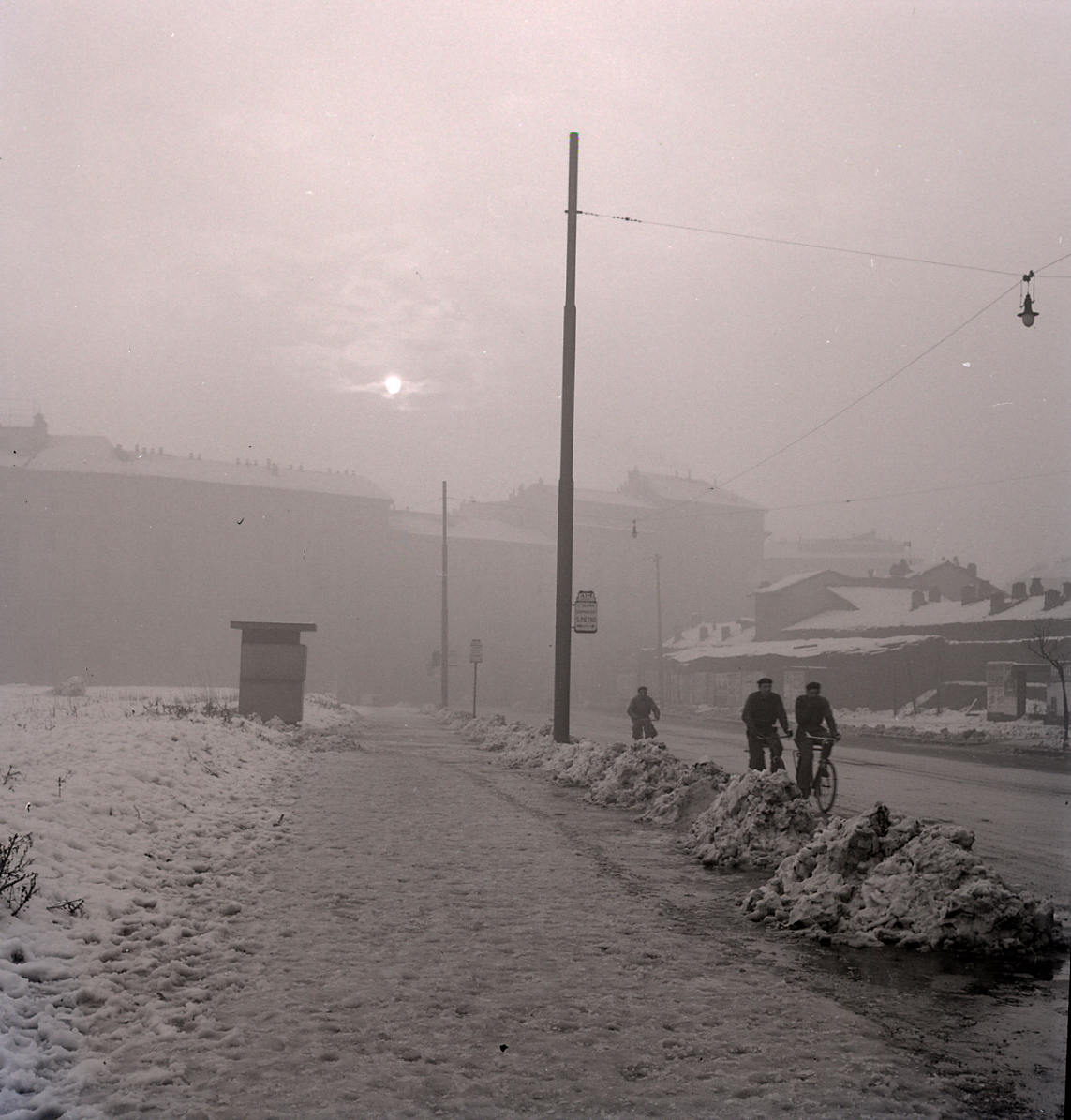
Neve e nebbia a Milano in una foto del 1960

Nel complesso le precipitazioni nell'area milanese sono ben distribuite nel corso dell'anno, anche se la stagione invernale registra periodi relativamente lunghi senza precipitazioni, con un minimo di circa 40 mm a febbraio. Le stagioni intermedie sono piovose, specialmente il medio autunno e la primavera. Leggermente più scarse le precipitazioni nella periferia sud e maggiori in quella nordest.
Prima degli anni novanta le nevicate invernali erano frequenti. Ad ogni modo, laddove le irruzioni di aria fredda provengono da est o ovest, si possono creare significativi accumuli nevosi, come il 28 dicembre 2020. Considerando il periodo che va dagli anni sessanta agli anni novanta del XX secolo, la "media nivometrica" della città di Milano (ovvero i centimetri totali medi annui di accumulo nevoso) è più bassa di quella di alcune città del nord-ovest e dell'Emilia (come Piacenza, Parma, Bologna, Torino), ma più elevata di altre città del nord-est (come Udine, Verona, Venezia), fermandosi a 25,2 cm annui in città. La nevicata più abbondante del XX secolo risale al gennaio 1985, con 90 cm di accumulo.
Gli estremi termici di Milano dal 1763 a oggi sono stati di −17,3 °C nel 1855 e di 39,8 °C nel 2003 (quest'ultima registrata alla stazione meteorologica di Milano Brera). L'escursione termica media in una giornata di sole è di circa 10-13 gradi. L'umidità è statisticamente presente durante tutto l'anno in special modo nei mesi invernali e durante la notte. Le nebbie sono favorite dal cielo sereno, che consente il raffreddamento da irraggiamento, dal suolo superficialmente umido, dalla scarsa ventilazione della Pianura Padana occidentale e da particolari configurazioni bariche invernali come i regimi altopressori che in questo periodo dell'anno tendono a presentarsi con una certa frequenza.
Di seguito è riportata la tabella con le medie climatiche e i valori massimi e minimi assoluti registrati nel trentennio 1971-2000 e pubblicati nell'Atlante Climatico d'Italia del Servizio Meteorologico dell'Aeronautica Militare relativo al citato trentennio.
| Milano Linate (1971-2000)       | Mesi         | Mesi         | Mesi        | Mesi        | Mesi        | Mesi        | Mesi        | Mesi        | Mesi        | Mesi        | Mesi        | Mesi        | Stagioni | Stagioni | Stagioni | Stagioni | Anno  |
| Milano Linate (1971-2000)       | Gen          | Feb          | Mar         | Apr         | Mag         | Giu         | Lug         | Ago         | Set         | Ott         | Nov         | Dic         | Inv      | Pri      | Est      | Aut      | Anno  |
| ------------------------------- | ------------ | ------------ | ----------- | ----------- | ----------- | ----------- | ----------- | ----------- | ----------- | ----------- | ----------- | ----------- | -------- | -------- | -------- | -------- | ----- |
| T. max. media (°C)              | 5,9          | 9,0          | 14,3        | 17,4        | 22,3        | 26,2        | 29,2        | 28,5        | 24,4        | 17,8        | 10,7        | 6,4         | 7,1      | 18,0     | 28,0     | 17,6     | 17,7  |
| T. min. media (°C)              | −0,9         | 0,3          | 3,8         | 7,0         | 11,6        | 15,4        | 18,0        | 17,6        | 14,0        | 9,0         | 3,7         | 0,1         | −0,2     | 7,5      | 17,0     | 8,9      | 8,3   |
| T. max. assoluta (°C)           | 21,7 (2000)  | 23,8 (1990)  | 27,3 (1997) | 26,8 (1997) | 32,0 (1997) | 35,4 (1996) | 37,2 (1983) | 37,1 (1998) | 33,0 (1983) | 30,4 (1997) | 21,4 (1998) | 18,1 (1991) | 23,8     | 32,0     | 37,2     | 33,0     | 37,2  |
| T. min. assoluta (°C)           | −14,4 (1985) | −12,8 (1991) | −7,4 (1971) | −2,4 (1973) | 1,2 (1991)  | 8,0 (1991)  | 10,1 (1974) | 8,4 (1972)  | 3,0 (1972)  | −2,3 (1973) | −6,0 (1983) | −9,9 (1981) | −14,4    | −7,4     | 8,0      | −6,0     | −14,4 |
| Giorni di calura (Tmax ≥ 30 °C) | 0            | 0            | 0           | 0           | 0           | 4           | 14          | 12          | 1           | 0           | 0           | 0           | 0        | 0        | 30       | 1        | 31    |
| Giorni di gelo (Tmin ≤ 0 °C)    | 18           | 13           | 4           | 1           | 0           | 0           | 0           | 0           | 0           | 0           | 5           | 16          | 47       | 5        | 0        | 5        | 57    |
| Precipitazioni (mm)             | 58,7         | 49,2         | 65,0        | 75,5        | 95,5        | 66,7        | 66,8        | 88,8        | 93,1        | 122,4       | 76,7        | 61,7        | 169,6    | 236,0    | 222,3    | 292,2    | 920,1 |
| Giorni di pioggia               | 7            | 5            | 7           | 8           | 9           | 8           | 5           | 7           | 6           | 8           | 6           | 6           | 18       | 24       | 20       | 20       | 82    |
| Giorni di neve                  | 7            | 1            | 0,1         | 0,0         | 0,0         | 0,0         | 0,0         | 0,0         | 0,0         | 0,0         | 1,0         | 3,0         | 11,0     | 0,1      | 0,0      | 1,0      | 12,1  |
| Giorni di nebbia                | 21           | 12           | 5           | 2           | 1           | 1           | 1           | 1           | 4           | 12          | 16          | 17          | 50       | 8        | 3        | 32       | 93    |
| Umidità relativa media (%)      | 83           | 75           | 70          | 72          | 72          | 71          | 70          | 72          | 74          | 80          | 83          | 84          | 80,7     | 71,3     | 71       | 79       | 75,5  |

## Origine del nome

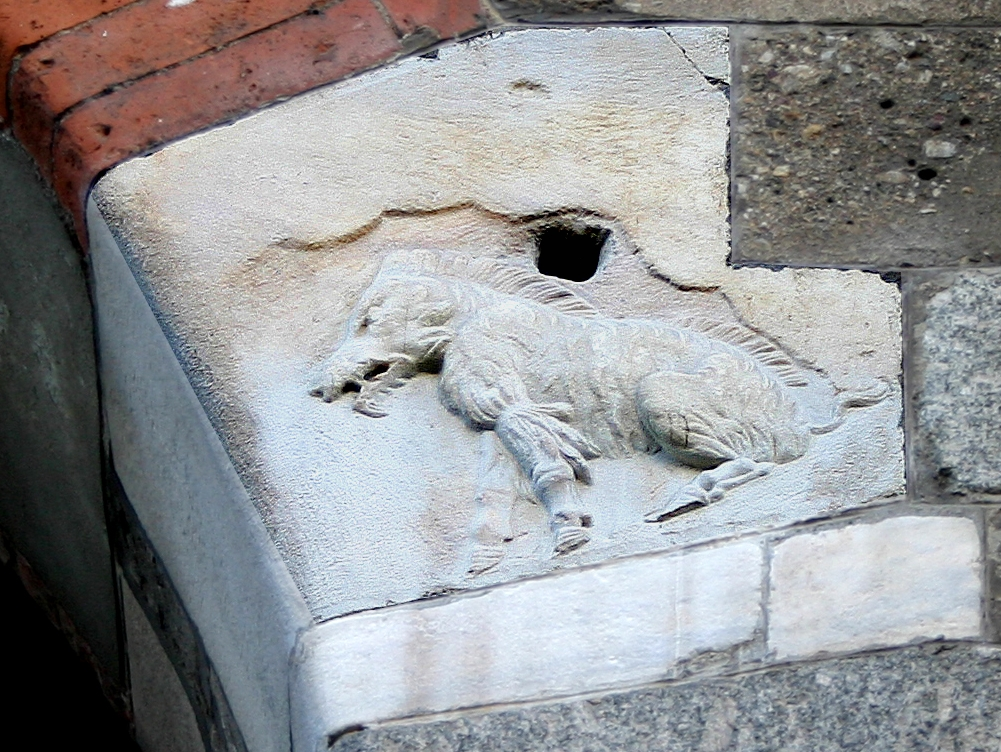
Bassorilievo della scrofa semilanuta, da cui secondo la tradizione, deriva il toponimo cittadino.

Il nome antico di Milano è attestato come Mediolanum presso le antiche fonti scritte latine e come Mediólanon presso le fonti greche.
Esiste anche un'attestazione epigrafica del nome di Milano nella lingua celtica locale, presente in un graffito ritrovato su un tratto delle mura romane di Milano, dove si legge Meśiolano tracciato in un alfabeto etrusco settentrionale (con o), come nella generalità delle iscrizioni galliche. Il simbolo trascritto ś è qui usato per rappresentare una /d/ etimologica, come mostrano altri usi di tale simbolo in celtico, oltre al fatto che questo stesso segno ᛞ in runico ha precisamente il valore di /d/.
In Mediolanum i linguisti riconoscono, tradizionalmente, un termine composto formato dalle parole medio e (p)lanum, ovvero "in mezzo alla pianura" o "pianura di mezzo", con *planum divenuto lanum con caduta della p- di inizio di parola, che è tipica delle lingue celtiche.
Alcune teorie diffuse in scritti non specialistici, che ignorano l'esistenza di una sicura attestazione del nome celtico offerta dal graffito sopra ricordato, fanno riferimento ad un ipotetico toponimo celtico Medhelan, che avrebbe il significato di "in mezzo alla pianura", vista la sua posizione centrale nella Pianura Padana, oppure di "luogo fra corsi d'acqua" data la presenza dei fiumi Olona, Lambro, Seveso e dei torrenti Nirone e Pudiga; altre ipotesi individuano il significato di "santuario centrale" (con riferimento, per il secondo termine del composto, a lanon = "santuario") oppure quello di "terra fertile" (celt. med = "fertile"; land o lan = "terra").
Nonostante una certa diffusione di questa teoria (peraltro solo in scritti perlopiù non specialistici), il termine Medhelan è opera di una ricostruzione soggettiva e non è attestato in alcuna fonte antica, epigrafica o letteraria. Il suono dh, presente nella ricostruzione dell'indeuropeo rappresenta una media aspirata, e le medie aspirate in celtico sono ricadute nelle medie, per cui non stupisce trovare il suono d in Mediolanum, mentre non è chiaro che valore avrebbe dh nella ricostruzione *Medhelan.
In dialetto milanese, il nome più antico di cui è giunta traccia documentata è invece Miran.
Vi sono state decine di Mediólanon in tutta l'Europa celtica, soprattutto in Francia (come Montmélian), tutte accomunate dalla medesima etimologia.

## Storia

### Epoca celtica

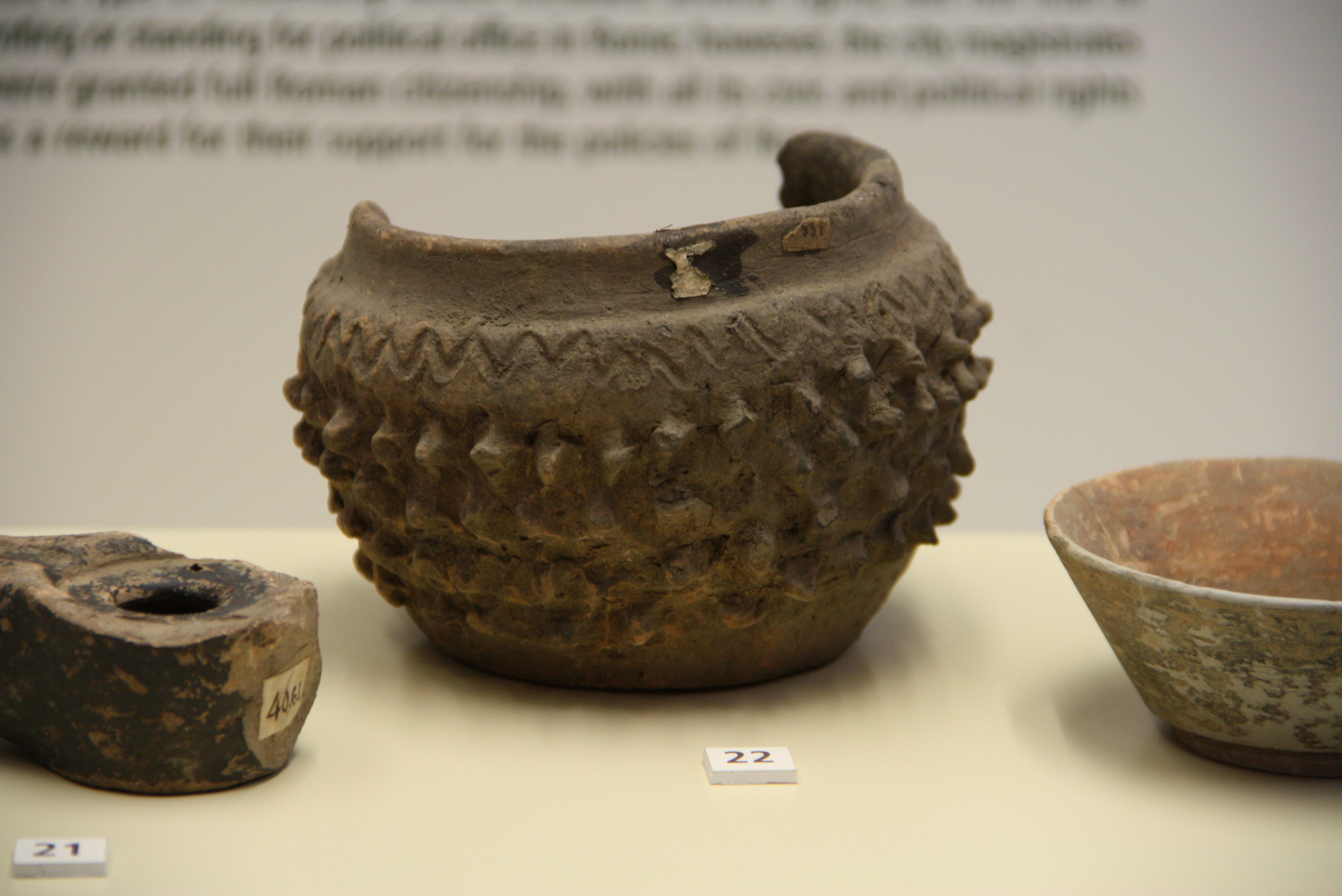
Olletta celtica risalente al periodo precedente la conquista romana (III-II secolo a.C.), che è conservata al Civico museo archeologico di Milano

Milano fu fondata intorno al 590 a.C., da una tribù celtica facente parte del gruppo degli Insubri e appartenente alla cultura di Golasecca. Il nome originario, tramandato dagli autori latini come Mediolanum (Tacito, Plinio il vecchio) o Mediolanium (Tito Livio) e da quelli greci come Μεδιόλανον (Polibio, Plutarco, Cassio Dione) o Μεδιολάνιον (Strabone), compare in un antico graffito celtico nella forma Meśiolano (dove ś rende, molto probabilmente, il suono /d/).
La città romana fu poi a sua volta gradualmente sovrapposta e rimpiazzata da quella medievale. Il centro urbano di Milano è quindi costantemente cresciuto a macchia d'olio, fino ai tempi moderni, attorno al primo nucleo celtico.
Secondo la tradizione leggendaria riportata da Tito Livio e poi ripresa in epoca medioevale da Bonvesin de la Riva la fondazione di Milano avvenne nel VI secolo a.C. nel luogo dove fu trovata una scrofa semilanuta, per opera della tribù celtica guidata da Belloveso, che sconfisse gli Etruschi, popolazione che fino ad allora aveva dominato la zona, nella battaglia del Ticino.
In base ai ritrovamenti archeologici, l'oppidum celtico doveva avere medesima localizzazione ed estensione dell'insediamento golasecchiano, che era più antico, ma non sono mai venute alla luce opere difensive urbane, probabilmente costruite in legno e terra, evento che spiega l'attribuzione della definizione di "villaggio" da parte di Polibio e Strabone. La carta di distribuzione dei ritrovamenti della prima età del ferro mostra che l'insediamento golasecchiano (V secolo a.C.) occupava un'area di circa 12 ettari nei pressi della moderna piazza San Sepolcro.

### Epoca romana

Modello in legno conservato presso il Civico museo archeologico di Milano che mostra una ricostruzione della Mediolanum imperiale

Dopo essere stata la più importante città dei Celti insubri Milano fu conquistata dai Romani nel 222 a.C. in seguito a un aspro assedio dai consoli Gneo Cornelio Scipione Calvo e Marco Claudio Marcello. La conquista fu contrastata dalla discesa di Annibale, con il quale la popolazione celtica si alleò. Fu solo nei primi anni del II secolo a.C. che gli Insubri e i Boi si assoggettarono definitivamente alla dominazione romana.
Per via della sua favorevole posizione di retrovia Milano fu di importanza strategica per le campagne di Cesare durante la conquista della Gallia. Negli anni dal 58 a.C. al 50 a.C. Milano divenne il più importante centro della Gallia Cisalpina e, sull'onda del suo sviluppo economico, nel 49 a.C. venne elevata da Cesare, nell'ambito della Lex Roscia, allo status di municipium.
Dopo che Giulio Cesare aprì la Britannia ai commerci e all'influenza romani con soldati mediolanensi, alla crescita dell'importanza militare si accompagnò il riconoscimento politico. Al momento della suddivisione dell'Impero romano effettuata da Diocleziano nel 286 Milano divenne, con Treviri, capitale dell'Impero romano d'Occidente.

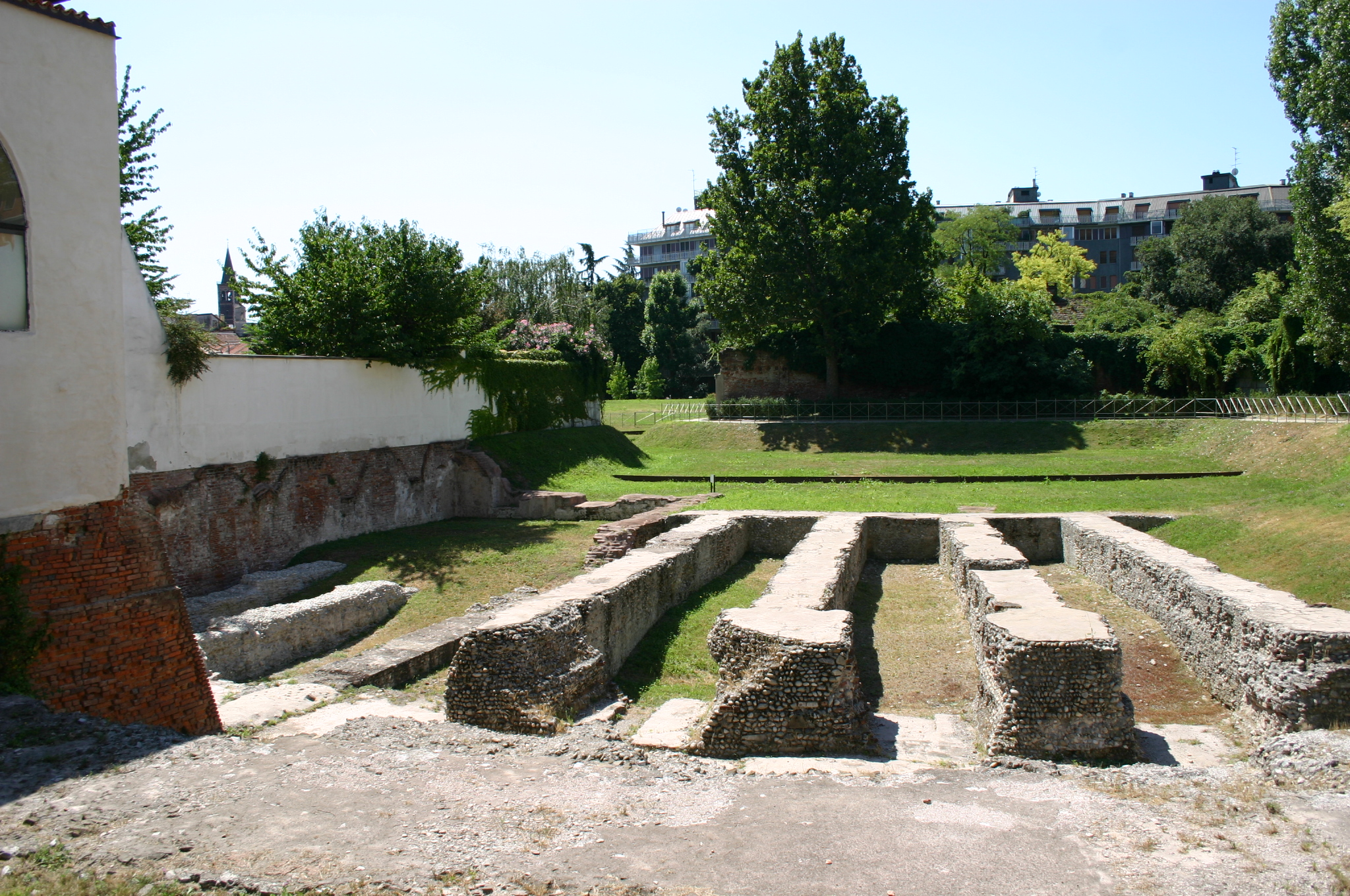
I resti dell'anfiteatro romano di Milano, nel cortile dell'antiquarium, risalenti alla fine del I secolo d.C. Terzo anfiteatro per dimensioni dell'Italia romana dopo il Colosseo e l'anfiteatro di Capua.

Costantino si accordò nel 313 a Milano con Licinio per consentire a tutti i cittadini, quindi anche ai cristiani, la libertà di onorare le proprie divinità grazie alla promulgazione dell'Editto di Milano (chiamato anche Editto di Costantino). Subito dopo si iniziarono a costruire numerose basiliche. Ecco cosa racconta Ausonio della Mediolanum del 380-390:
(Ausonio, Ordo urbium nobilium, VII.)

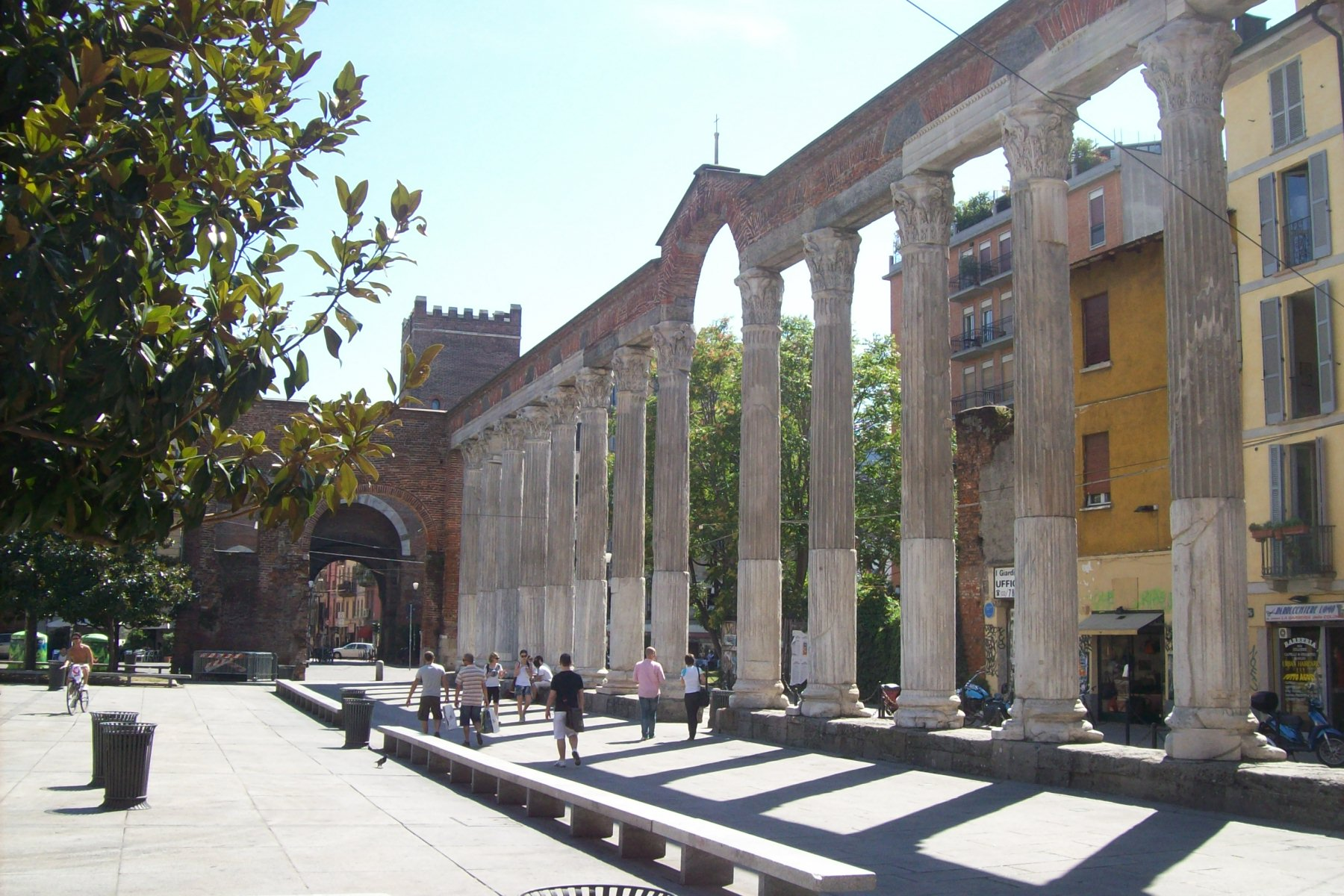
Le Colonne di San Lorenzo

Nel periodo del vescovo Ambrogio e dell'imperatore Teodosio I, che dichiarò il cristianesimo l'unica religione dell'impero con l'Editto di Tessalonica, Milano fu il centro più influente della Chiesa d'Occidente (qui Sant'Agostino si convertì al cristianesimo nel 386 ricevendo il battesimo l'anno seguente).
L'antica Mediolanum era difesa da una cinta muraria provvista di torri e da quattro fortificazioni, il Castrum Vetus, il Castrum Portae Novae, l'Arx Romana e il Castrum Portae Jovis. Le mura romane di Milano e le relative porte cittadine furono distrutte durante l'assedio di Milano del 1162, per opera di Federico Barbarossa, venendo poi sostituite dalle mura medievali di Milano.

### Epoca medievale

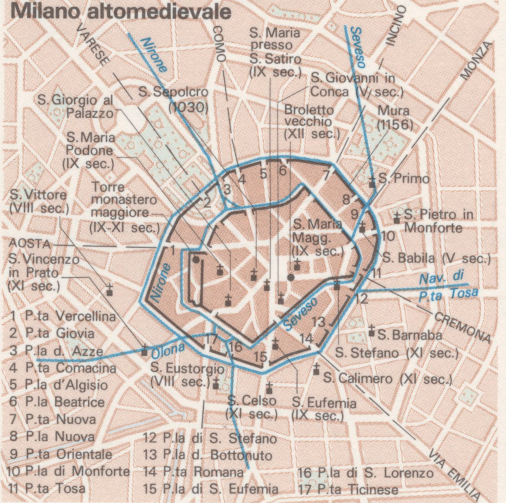
Mappa dello sviluppo urbano di Milano nell'Alto Medioevo, sovrapposta alla Milano moderna

Milano seguì poi le vicende della decadenza dell'Impero romano. Nel 402 d.C., dopo un lungo assedio, la città riuscì a respingere i Visigoti comandati dal re Alarico: dopo questi fatti l'imperatore Onorio prese la decisione di spostare la sede della capitale dell'impero da Milano a Ravenna. Allo sfaldamento della società tardo-antica e alla conseguente caduta dell'Impero romano d'Occidente, fece da contraltare il primo insediamento a Milano di un popolo germanico: quello degli Eruli di Odoacre.
Nel 493, in questo contesto, i Goti guidati da Teodorico sconfissero Odoacre, che aveva poco prima deposto l'ultimo imperatore romano d'occidente, Romolo Augusto, ponendo fine alla storia della civiltà romana in questa parte d'Europa. La sempre più precaria situazione politica e militare causò però alla città diverse ferite e Milano conobbe, nel 539, la sua prima distruzione: l'imperatore romano d'Oriente Giustiniano I (527-565), deciso a riconquistare i territori imperiali d'occidente, attaccò il re goto Teodato inviando in Italia al comando delle sue truppe i generali Belisario e Narsete, dando inizio a quella che diventerà la lunga Guerra gotica.

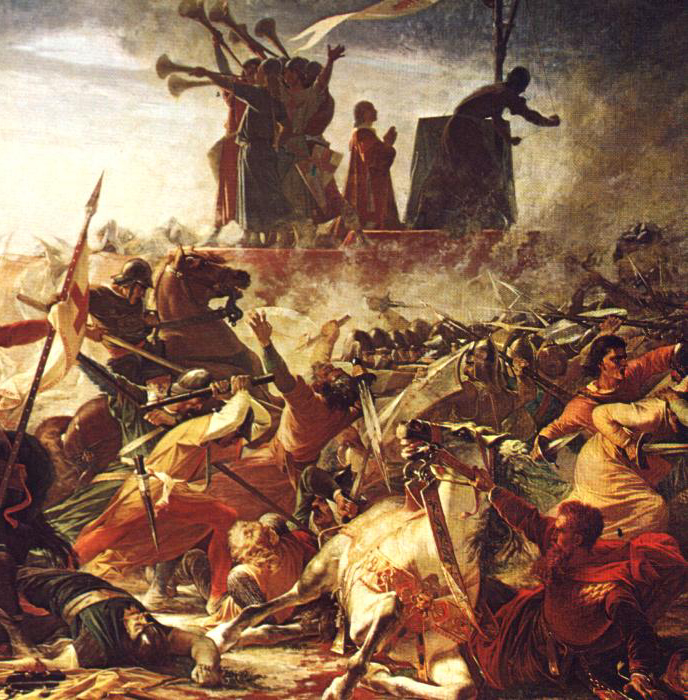
Raffigurazione della battaglia di Legnano, scontro militare importante per la rinascita della città, su un dipinto di Amos Cassioli

Nel 539 Milano, per dissensi tra i due generali, si trovò alla mercé dei Goti di Uraia che la incendiarono, massacrando la popolazione. A questo evento si deve la distruzione dei marmi e dei grandi edifici della Milano romana, dagli edifici civili ai templi pagani, fino alle grandi e ricche ville patrizie, che vennero letteralmente e sistematicamente spogliate e infine date alle fiamme con tutta la città. Milano fu poi riconquistata (entro il 559) da Narsete, e per opera di quest'ultimo ricostruita. Nel breve periodo bizantino potrebbe essere stata elevata a capitale della diocesi italiana (Italia del Nord), anche se di questo fatto non sono presenti prove documentali certe.
Nel VI secolo, con la discesa dei Longobardi nella Pianura Padana, Milano subì saccheggi e spoliazioni, che durarono diversi decenni, ai quali seguì un primo impulso di rinascita. Capitale del dominio longobardo era la vicina Pavia ma anche Milano rivestì, per un breve periodo, questa funzione sotto il regno di Agilulfo e Teodolinda e del loro figlio Adaloaldo, dal 604 circa al 626 circa. Il Regno longobardo finì nel 774 con la conquista di Pavia da parte di Carlo Magno, che fatti prigionieri l'ultimo re Desiderio e la moglie, si proclamò Gratia Dei rex Francorum et Longobardorum venendo poi, nell'800, incoronato a Roma da Leone III primo imperatore del Sacro Romano Impero.

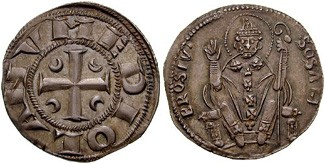
"Ambrosino", moneta milanese del XIV secolo.
Oggi la città premia con gli Ambrogini i suoi cittadini benemeriti

L'importanza di Milano fu confermata quale sede di un conte imperiale e di un vescovo. Con la deposizione di Carlo il Grosso (887), venne meno l'autorità del governo centrale e furono proprio i conti e i vescovi a esercitare il potere locale: la città evolse in libero comune estendendo gradualmente la sua influenza su gran parte della Lombardia (XI secolo). In particolare l'istituzione del moderno comune di Milano avvenne nel 1117: in tale anno fu infatti attestata per la prima volta l'attività dei consoli di Milano. L'accresciuta importanza e l'indipendenza portarono all'inevitabile scontro con il Sacro Romano Impero. Quasi completamente distrutta nell'aprile del 1162 da Federico Barbarossa, rinacque dopo la vittoria della Lega Lombarda nella battaglia di Legnano (29 maggio 1176).
Nel frattempo, come già accennato, Milano aveva scelto di autogovernarsi mediante dei consoli. Tuttavia, anche per questioni di discordie interne, tra la fine del XII e l'inizio del XIII secolo, si passò al regime dei podestà, che erano chiamati da altre città (Brescia, Lodi, Piacenza, Bologna, Como, Vercelli, Bergamo, Mantova, Genova, Parma, Venezia, Modena, Cremona, Pavia, Reggio Emilia, Forlì) nella speranza che fossero super partes. Le provenienze, quindi, ricoprirono gran parte dell'Italia settentrionale, mentre la città più lontana da cui venne chiamato un podestà a Milano risulta essere Forlì.

### Epoca moderna

Il Ducato di Milano e i domini dei Visconti (segnati in verde brillante) all'inizio del XV secolo, all'apice della loro potenza, durante il regno del duca Gian Galeazzo Visconti

Nel tardo Medioevo Milano vide la lotta delle famiglie dei Della Torre (chiamati anche "Torriani") e Visconti per il possesso della città, con il predominio di questi ultimi, che avrebbero poi lasciato il passo alla famiglia Sforza solo nella metà del XV secolo, all'alba del Rinascimento.
La signoria dei Visconti, diventata Ducato di Milano nel 1396, perseguì con successo una politica espansionistica, e la città divenne la capitale di uno Stato esteso, potente e ricco che aveva bisogno anche di simboli per sancire il proprio ruolo egemone. Gian Galeazzo Visconti volle per la sua città una cattedrale che rivaleggiasse con le maggiori d'Europa: il Duomo di Milano, la cui costruzione iniziò nel 1386.

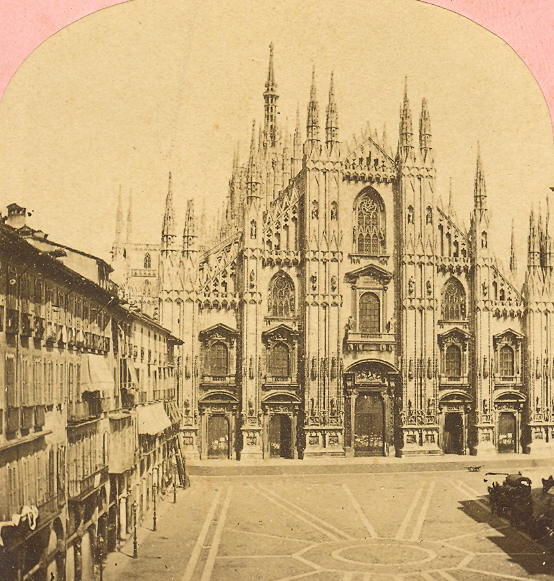
Piazza del Duomo nel 1860 circa. Sulla sinistra si intravede il Coperto dei Figini, che è stato demolito nel 1864 per allargare la piazza

La Cerchia dei Navigli, ovvero il fossato delle mura medievali di Milano reso navigabile, in via Francesco Sforza verso via Santa Sofia all'inizio del XX secolo prima del suo interramento, che avvenne tra il 1929 e il 1930

Quartiere del Rebecchino, che venne demolito nel 1875 per allargare piazza del Duomo

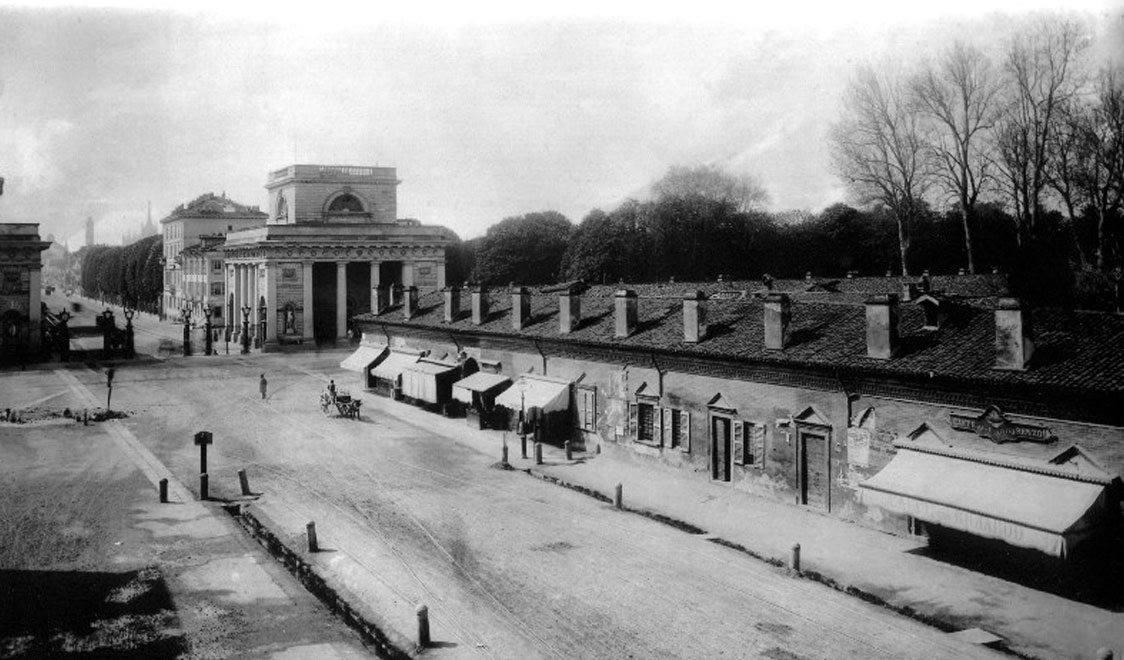
Sulla destra, il Lazzaretto di Milano ancora integro (fu demolito fra il 1882 e il 1890) in una foto del 1870, mentre sullo sfondo si vede Porta Venezia. Il vialone che li costeggia diventerà corso Buenos Aires

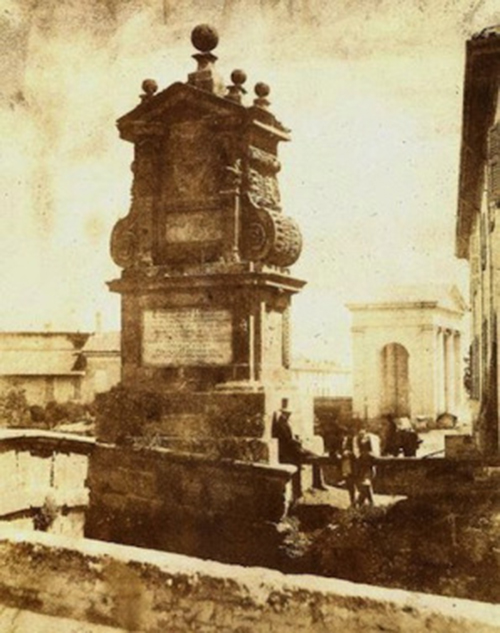
Il Trofeo Fuentes, che era collocato fino al 1872 sull'incile del Naviglio Pavese alla Darsena di Porta Ticinese, su una delle prime foto di Milano (1845 circa)

L'economia della città era andata crescendo: nel XIII secolo Milano era una delle poche città europee ad avere più di 100 000 abitanti, l'artigianato era in pieno sviluppo, soprattutto per la lavorazione dei metalli e dei tessuti, agricoltura e allevamento erano fiorenti e i traffici intensi, anche grazie alla costruzione del Naviglio Grande, che favorì gli scambi e irrigò sapientemente le campagne.
A manifestare l'orgoglio per questa crescita furono compiute opere come il Castello Sforzesco (già esistente in epoca viscontea con il nome di Castello di Porta Giovia ma riadattato, ingrandito e completato dagli Sforza. Il Castello di Porta Giovia sorgeva a sud nello stesso luogo del Castrum Portae Jovis romano) e l'Ospedale Maggiore. Gli Sforza riuscirono inoltre ad attrarre a Milano personalità come Leonardo da Vinci, che riprogettò e migliorò l'idraulica dei navigli e dipinse l'Ultima Cena, e il Bramante, che lavorò alla chiesa di Santa Maria presso San Satiro, alla basilica di Sant'Ambrogio e alla chiesa di Santa Maria delle Grazie condizionando lo sviluppo del Rinascimento lombardo.
Nel 1499 la Francia avanzò diritti di successione sul Ducato di Milano con Luigi XII, che invase il ducato scacciandone Ludovico il Moro. Carlo V d'Asburgo, in quanto imperatore del Sacro Romano Impero, vi intronò Francesco II Sforza che morì senza eredi nel 1535, e quindi Carlo V, con un diploma imperiale, nominò duca il proprio figlio Filippo II di Spagna.

Le mura spagnole di Milano verso Porta Volta in una foto risalente al XX secolo. La loro trasformazione in giardini fu realizzata dagli austriaci nel XVIII secolo. Vennero demolite tra la fine del XIX secolo e l'inizio del XX secolo

Il laghetto di San Marco. Fu interrato tra il 1929 e il 1930 contestualmente agli analoghi lavori di chiusura della Cerchia dei Navigli

La Darsena di Milano alla metà del XX secolo. È stata realizzata all'epoca della dominazione spagnola

I diritti dell'Impero spagnolo sul Ducato di Milano furono riconosciuti definitivamente con la pace di Cateau-Cambrésis (1559). La dominazione spagnola iniziò con un lungo periodo di pace (1535-1620). Carlo V emanò le Costitutiones Mediolanensis Dominii, che lasciarono al ducato un'ampia autonomia di governo, con l'unico vincolo di fedeltà al sovrano, ma creano un dannoso dualismo con gli uffici regi che non sarà mai completamente superato.
Carlo V fece anche redigere l'estimo del ducato, che avrebbe dovuto consentire una migliore esazione fiscale: in realtà provocò resistenze nel clero e nelle oligarchie che controllavano il governo cittadino e ducale, i quali non volevano rinunciare a privilegi e immunità. Incominciò così un inasprimento fiscale che non cesserà che nel 1706.
La devastante peste del 1630 segnò profondamente la città e la sua cultura, tanto da essere stata in seguito ripresa da Alessandro Manzoni, sia ne I promessi sposi sia nella Storia della colonna infame, scritto d'alto pregio storico e sociale, nel quale il Manzoni propone una riflessione profonda sugli errori commessi dai giudici, che abusarono del loro potere, per arrivare a una sentenza di condanna di due persone in quanto considerate untori.
Pochi sono i segni evidenti rimasti a Milano della dominazione spagnola: le mura spagnole di Milano, demolite tra la fine del XIX e l'inizio del XX secolo, la chiesa barocca di San Giuseppe, il Collegio Elvetico in via Senato e la Darsena di Porta Ticinese, fatta scavare dal governatore spagnolo Pedro Enríquez de Acevedo, conte di Fuentes.
Il XVIII secolo vide Milano passare dalla dominazione spagnola a quella austriaca, che continuò fino all'epoca napoleonica, eccezion fatta per una parentesi di tre anni, tra il 1733 e il 1736, durante i quali la città subì il controllo del Regno di Sardegna. Fu un periodo di rifiorimento culturale che conobbe l'opera di intellettuali come Pietro Verri, Cesare Beccaria e Paolo Frisi. Grazie alle politiche asburgiche, Milano divenne uno dei principali centri dell'illuminismo italiano.
Con la morte di Carlo II di Spagna dilagò la grande guerra per la sua successione. Il 24 settembre 1706 Eugenio di Savoia fu alle porte di Milano e il governatore spagnolo, il principe di Vaudémont, abbandonò precipitosamente la città lasciandola in balia della nuova dominazione austriaca. Seguì il governatore Massimiliano Carlo di Löwenstein-Wertheim-Rochefort, che venne ricordato per aver ricostruito il Teatro Regio Ducale, che fu poi distrutto da un incendio.
L'Impero austriaco dominò Milano fino al 9 maggio 1796, data in cui l'arciduca Ferdinando d'Asburgo-Este lasciò la città a causa dell'arrivo di Napoleone Bonaparte impegnato nella campagna d'Italia. Dal 1796 al 1797 Milano fu capitale della Repubblica Transpadana, dal 1797 al 1802 sede del governo della Repubblica Cisalpina, dal 1802 al 1805 capitale della Repubblica Italiana napoleonica e dal 1805 al 1814 sede del governo del Regno d'Italia napoleonico.
L'arrivo di Napoleone Bonaparte suscitò un'ondata d'entusiasmo nei milanesi che videro in lui la possibilità di realizzazione dei nuovi ideali rivoluzionari francesi tanto attesi durante il periodo conservatore degli austriaci. L'esercito francese entrò a Milano il 15 maggio e, dopo circa un anno di disordini di ispirazione giacobina, ne seguì la costituzione della Repubblica Cisalpina nel 1797. Essa tuttavia non ebbe vita facile perché, partito Napoleone, Milano ricadde nel giacobinismo e non riuscì a opporre alcuna resistenza al ritorno degli austriaci nel 1799, che intrapresero una cieca repressione. Dopo la nomina di Napoleone a primo console, grazie alla vittoria nella battaglia di Marengo, la città divenne capitale del Regno d'Italia napoleonico.

### Epoca contemporanea

#### Dall'epoca napoleonica alla seconda guerra mondiale

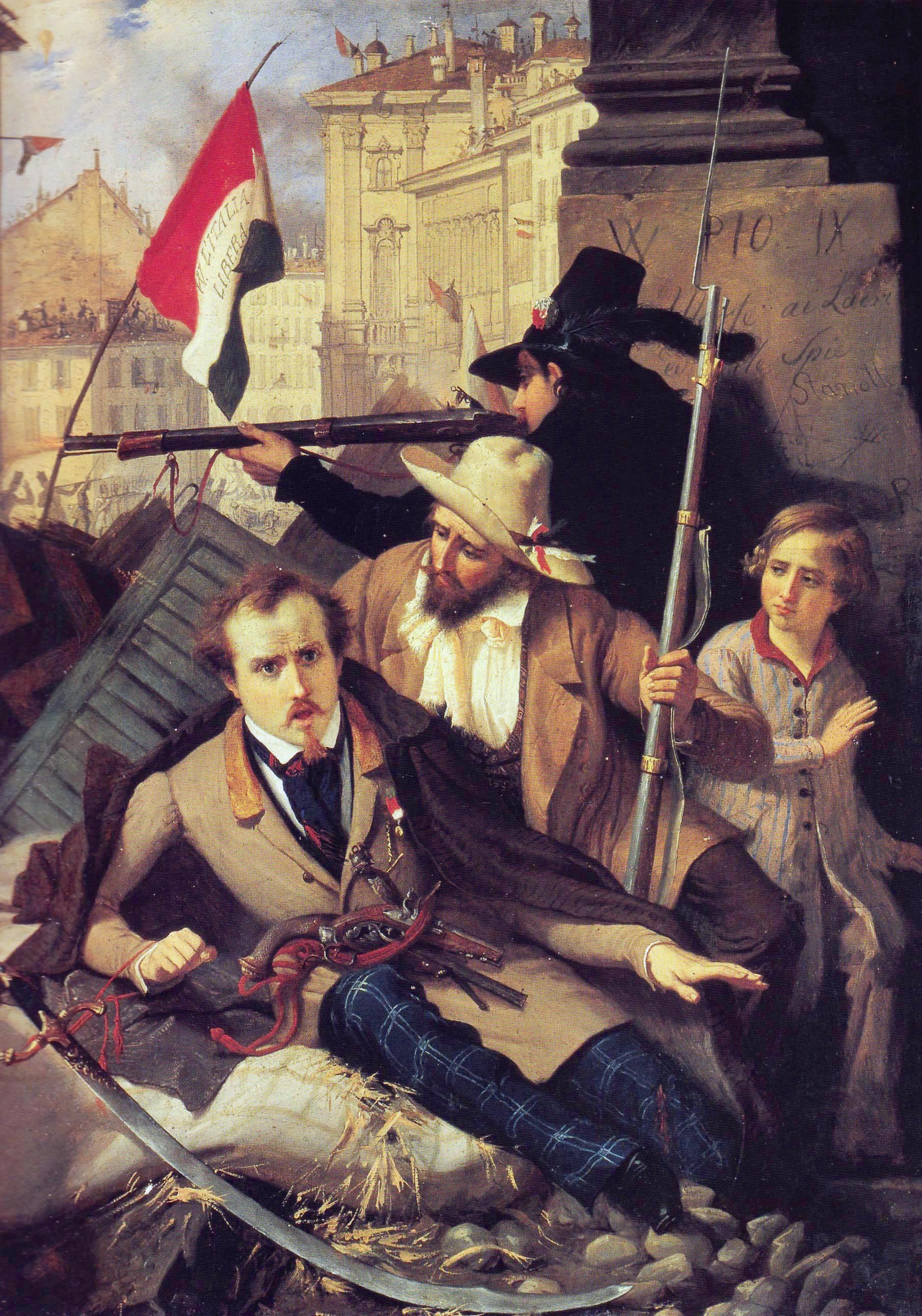
Rappresentazione di un episodio delle Cinque giornate di Milano (18-22 marzo 1848) su un dipinto di Baldassare Verazzi

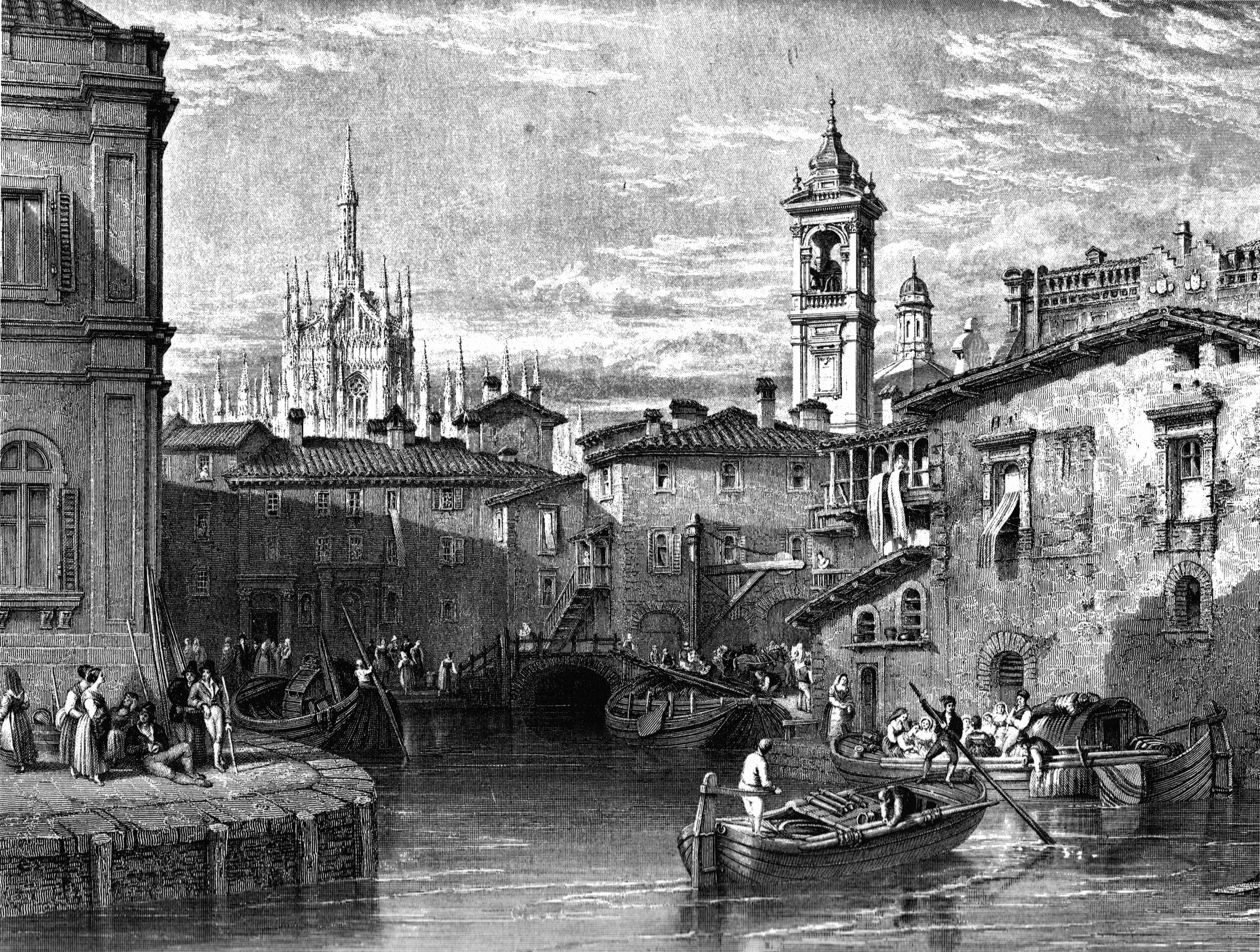
Stampa d'epoca (1845 ca.) che raffigura il laghetto di Santo Stefano, per il quale transitarono per oltre quattro secoli i materiali per il cantiere della Veneranda Fabbrica del Duomo di Milano. Fu interrato nel 1857 per "insalubrità"

I portici meridionali di piazza del Duomo in costruzione, 1873

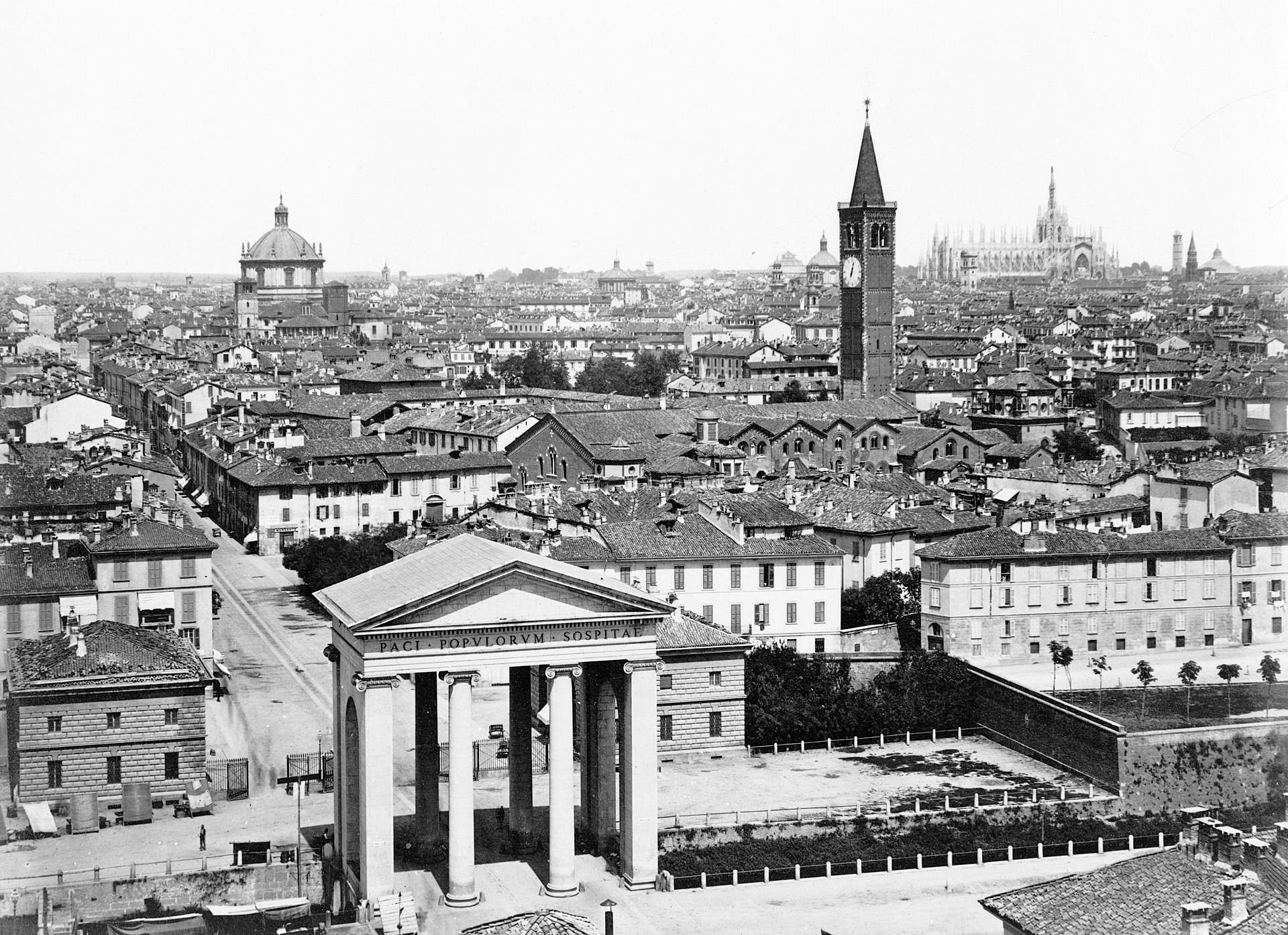
Panoramica di Milano nella seconda metà dell'Ottocento. In primo piano Porta Ticinese sottopassata dal Cavo Ticinello ancora a cielo aperto

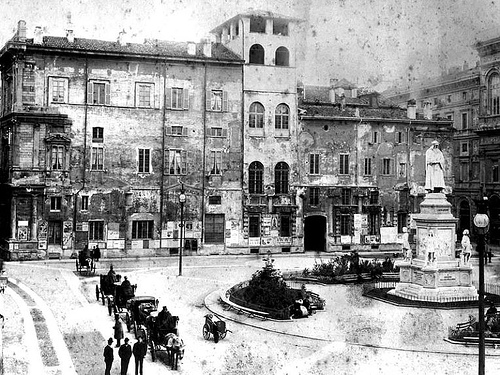
La facciata di Palazzo Marino su piazza della Scala prima del rifacimento portato a termine da Luca Beltrami nel 1892

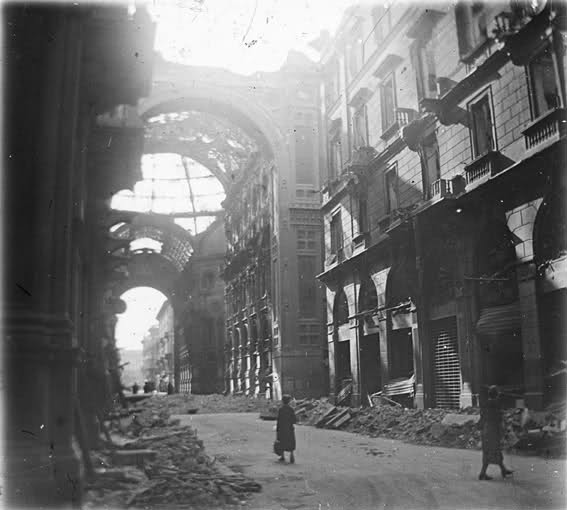
Resti della Galleria Vittorio Emanuele II bombardata nel 1943

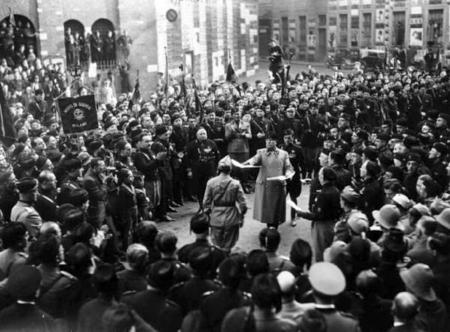
Piazza San Sepolcro nel 1919: Benito Mussolini fonda i Fasci italiani di combattimento

Alla caduta di Napoleone Bonaparte, con il Congresso di Vienna (1815), Milano tornò sotto il dominio austriaco, non più come ducato, ma come capitale del neonato Regno Lombardo-Veneto e ciò rimase fino al 1859, quando in seguito alla seconda guerra d'indipendenza, entrò a far parte del Regno di Sardegna, che divenne poi Regno d'Italia nel 1861.
Dopo l'annessione di Roma allo Stato italiano (1870) e la sua trasformazione in capitale, per diverso tempo Milano venne qualificata con il titolo di Capitale morale; la definizione è attribuita da Ruggiero Bonghi come parola d'autore coniata negli anni in cui dirigeva La Perseveranza, e conobbe una certa diffusione sulla scia del successo della Fiera industriale del 1881. Con essa si alludeva al carattere milanese dell'epoca, grazie al quale fu compiuta l'industrializzazione della città e delle zone limitrofe.
Nel 1883 fu inaugurata a Milano la Centrale Santa Radegonda, prima centrale elettrica d'Europa e seconda al mondo dopo quella di New York. La costruzione, guidata da Giuseppe Colombo, è ricordata su una colonna della via omonima da una targa posta successivamente da Luigi Dadda.
A cavallo del XIX e XX secolo Milano conobbe uno straordinario sviluppo industriale e del settore terziario che la pose al centro delle vicende economiche d'Italia. Fu sede dell'Esposizione universale del 1906, che celebrava l'apertura del Traforo del Sempione. Lo sforzo bellico durante la prima guerra mondiale fece registrare un forte sviluppo dell'industria, non solo pesante, con conseguenti difficoltà nella successiva riconversione postbellica; ciò si unì alla delusione per le molte aspettative di maggiore benessere e democrazia ingenerate, non solo in Italia, dalla propaganda per l'arruolamento: dapprima le tensioni sociali sfociarono in quello che gli storici chiamano il biennio rosso, in reazione al quale trovò nuova linfa il fascismo.
Milano era, all'inizio del XX secolo, per la sua composizione sociale, una città a forte connotazione socialista: Filippo Turati, che vi aveva fondato nel 1889 la Lega Socialista Milanese, fu tra i fondatori, nel 1892, del Partito Socialista Italiano. L'organo del partito, il quotidiano Avanti!, ebbe qui, a partire dal 1911, la sua sede e Benito Mussolini ne fu uno dei direttori (1913-1914). Socialisti furono gli ultimi due sindaci di Milano eletti democraticamente, Emilio Caldara nel 1914 e Angelo Filippetti nel 1920.
Il 14 febbraio 1916, in piena prima guerra mondiale, Milano subì il primo bombardamento aereo della sua storia; due bombardieri da guerra, modello Etrich Taube, della Imperial-regia Aviazione austro-ungarica sganciarono numerose bombe nelle zone di Porta Romana e Porta Vittoria provocando 16 morti e circa 40 feriti. I due bombardieri si ritirano indisturbati alla base aerea di Gardolo (in Trentino, allora parte dell'Impero austro-ungarico), da dove erano partiti.
Gli anni immediatamente successivi alla prima guerra mondiale furono densi di tensioni sociali culminate nel già accennato biennio rosso con scontri sanguinosi fra movimenti anarchici, operai e comunisti e il nascente movimento fascista di cui Milano fu la culla vedendone la fondazione il 23 marzo 1919 con il nome di Movimento dei Fasci italiani di combattimento nella sala del Circolo dell'Alleanza Industriale in piazza San Sepolcro. Il 12 aprile 1928 la città fu scossa dal grave attentato a Vittorio Emanuele III, in cui 20 persone rimasero uccise dallo scoppio di un ordigno esplosivo mentre erano in attesa di assistere al passaggio del Re in occasione della cerimonia di inaugurazione della VIII edizione della Fiera Campionaria. Nel biennio 1929-30 si procedette alla copertura della Cerchia dei Navigli, cambiando così radicalmente l'aspetto di molti paesaggi urbani della città.
Durante la seconda guerra mondiale Milano registrò i più gravi bombardamenti aerei mai subiti da una grande città italiana. Nell'agosto del 1943 nell'arco di una settimana Milano subì numerose incursioni aeree, che distrussero un terzo dell'area edificata e colpirono il 50 per cento degli edifici, lasciando 150 000 persone senzatetto. Gli aerei sganciarono le bombe da quote molto elevate, colpendo a caso gli edifici del centro storico. Il Teatro alla Scala, Palazzo Marino, la Rinascente, la sede del Corriere della Sera, gli stabilimenti della Pirelli, dell'Alfa Romeo e della Breda vennero pesantemente bombardati mentre la Galleria Vittorio Emanuele fu scoperchiata. Il Duomo fu risparmiato nonostante il crollo di decine di statue. Colpiti pure il Castello Sforzesco, la chiesa di Santa Maria delle Grazie, Palazzo Reale, la Pinacoteca Ambrosiana e l'ospedale Fatebenefratelli.
Tragica fu la strage dei 184 bambini della scuola elementare di Gorla, il 20 ottobre 1944. Diciassette aerei del 451º Bomb Group dell'aviazione statunitense, fallito il bersaglio (gli stabilimenti Breda) perché fuori rotta, sganciarono 170 bombe da duecento chili sui quartieri di Gorla, Precotto e Turro. Una di queste colpì le scale della scuola mentre i bambini, gli insegnanti e il personale cercavano di raggiungere i rifugi: quel giorno si contarono 614 vittime.
Il 29 aprile 1945 i corpi di 18 gerarchi fascisti tra cui Mussolini stesso vennero esposti in piazzale Loreto. I gerarchi erano stati fucilati da un gruppo di partigiani comandati da Walter Audisio il pomeriggio del 28 aprile. La folla incominciò a calpestare e colpire i corpi ricoprendoli di sputi, e solo grazie all'intervento di vigili del fuoco e di alcuni partigiani i cadaveri furono sottratti all'ira della folla e appesi a testa in giù sulla pensilina del distributore presente nella piazza.

#### Dal secondo dopoguerra al nuovo millennio

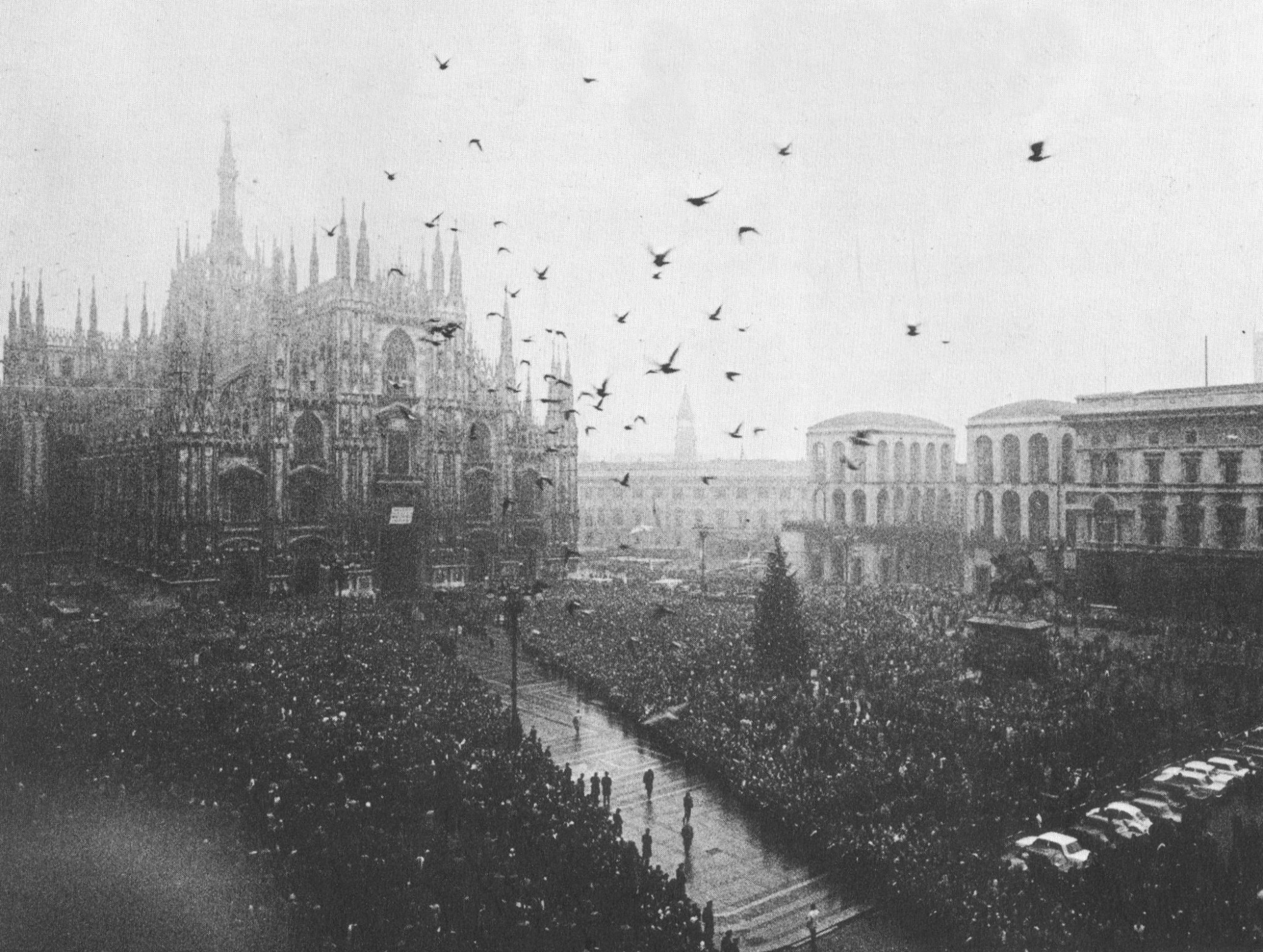
Funerali delle vittime della strage di piazza Fontana nel 1969

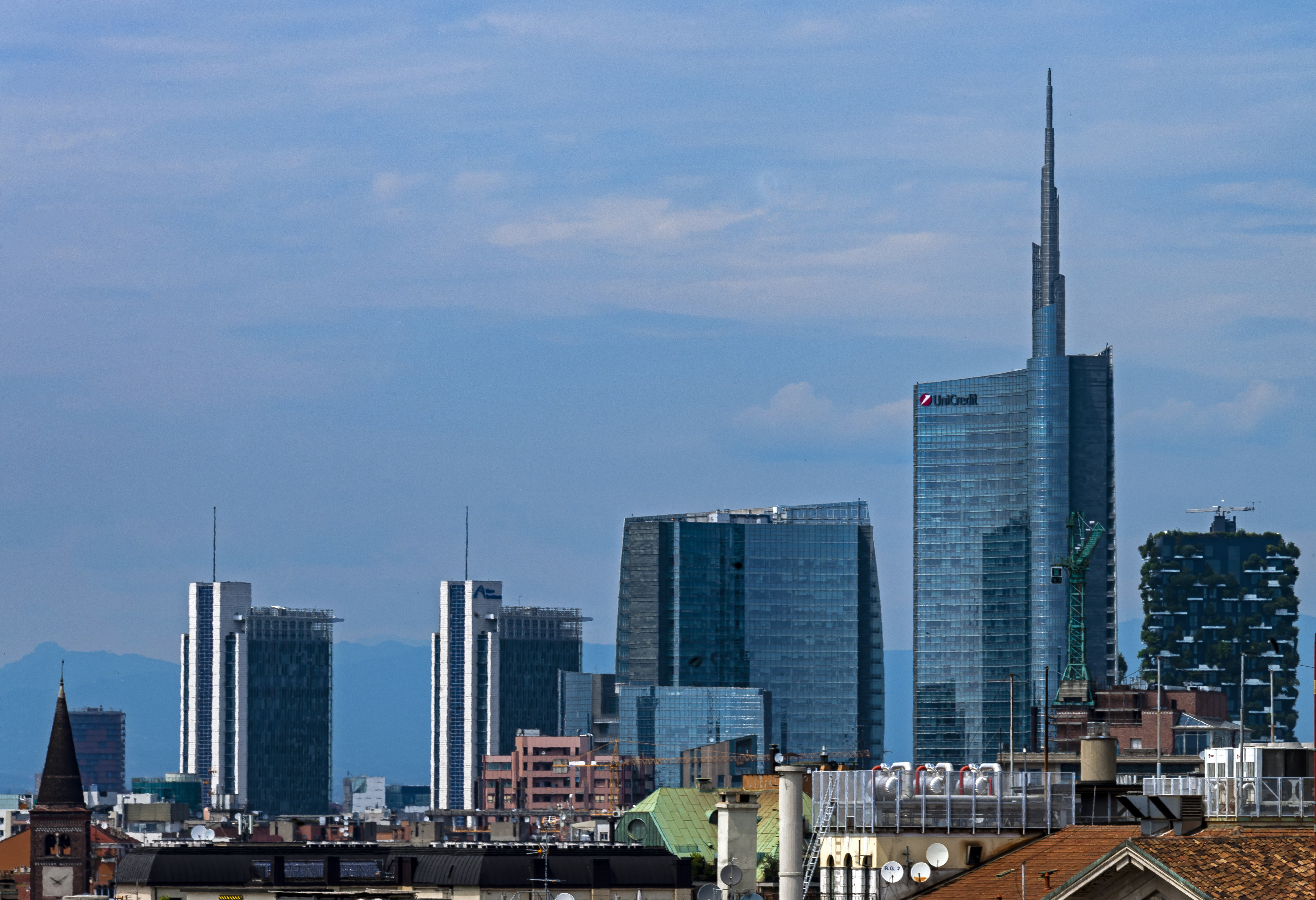
Skyline del Progetto Porta Nuova

Città emblema della Resistenza (il 25 aprile, festa nazionale della liberazione, ricorda l'insurrezione generale partigiana del 25 aprile 1945 che ha portato alla liberazione di Milano) fu, nel secondo dopoguerra, dopo la nascita della Repubblica Italiana (1946), uno dei motori della ricostruzione industriale e culturale dell'Italia postbellica.
A Milano si svolsero alcuni dei maggiori scontri del Sessantotto italiano e qui ci fu il primo episodio della cosiddetta strategia della tensione (il 12 dicembre 1969 con la strage di piazza Fontana). Dalla fine degli anni ottanta la città iniziò a essere ricordata come "Milano da bere", denominazione derivante da uno slogan pubblicitario diventato simbolo di un'epoca in cui essa e l'intera nazione potevano godere di un benessere diffuso.
Nell'ultimo quarto di secolo la città fu al centro della politica italiana: con l'ascesa al governo della classe dirigente milanese del Partito Socialista Italiano – guidata da Bettino Craxi – al governo nazionale, poi con lo scandalo di Tangentopoli, poi ancora con l'ascesa dell'imprenditore milanese Silvio Berlusconi, a guida di una coalizione di centrodestra.
Oggi Milano è un importante centro commerciale e industriale, sia all'interno dell'Unione europea sia a livello internazionale, oltre che il maggior polo italiano per i servizi e il terziario, la finanza, la moda, l'editoria e l'industria. È inoltre sede della Borsa Italiana (in piazza degli Affari), uno dei più importanti centri finanziari d'Europa, ed è un grande polo di attrazione per le sedi amministrative di decine di multinazionali. Milano è uno dei maggiori centri universitari, editoriali e televisivi d'Europa. È inoltre sede della Fiera di Milano, polo fieristico con la maggior superficie espositiva d'Europa.
Dopo l'assegnazione ufficiale da parte del Bureau international des Expositions il 31 marzo 2008, dal 1º maggio al 31 ottobre 2015 la città ha ospitato l'Expo 2015, sul tema dell'alimentazione. La città di Milano è presente nelle pubblicazioni del Globalization and World Cities Study Group dell'Università di Loughborough, dove nel 2004 è stata classificata come incipient global city insieme a Amsterdam, Boston, Chicago, Madrid, Mosca e Toronto. Nel 2016 ha vinto il Premio europeo per le città accessibili..

### Simboli
(Blasonatura del gonfalone, dello stemma e della bandiera di Milano riportata nello statuto del comune)

La bandiera di Milano, costituita come lo stemma da una croce di San Giorgio rossa in campo bianco. Riprende fedelmente il vessillo del Ducato di Milano, che fu usato dal 1395 al 1797

I simboli di Milano sono lo stemma, il gonfalone e la bandiera, così come riportato nello Statuto comunale.
La bandiera utilizzata dalla moderna città di Milano riprende fedelmente quella usata dal Ducato di Milano dal 1395 al 1797, ovvero un vessillo bianco con una croce di San Giorgio di colore rosso. A seconda del periodo storico e in particolare della dinastia regnante che dominava la città, si sono succeduti diversi stendardi civici (il cosiddetto Vexillum civitas), che di volta in volta rappresentava la famiglia nobiliare che governava il ducato milanese, fermo restando la conservazione della primigenia bandiera cittadina bianca con croce di San Giorgio di colore rosso come vessillo ufficiale dello Stato (il cosiddetto Vexillum publicum).

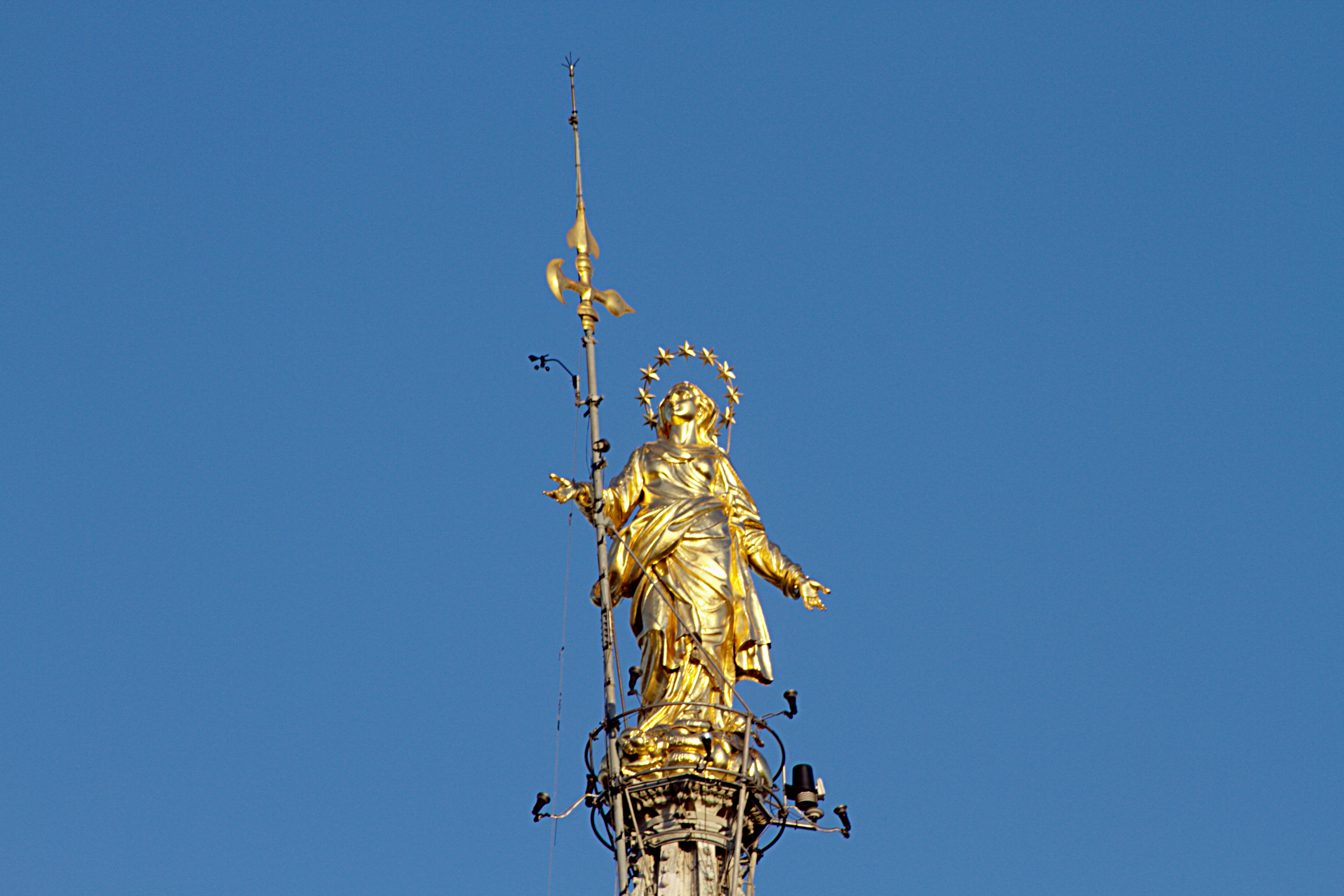
La Madonnina, statua presente sulla sommità del Duomo di Milano

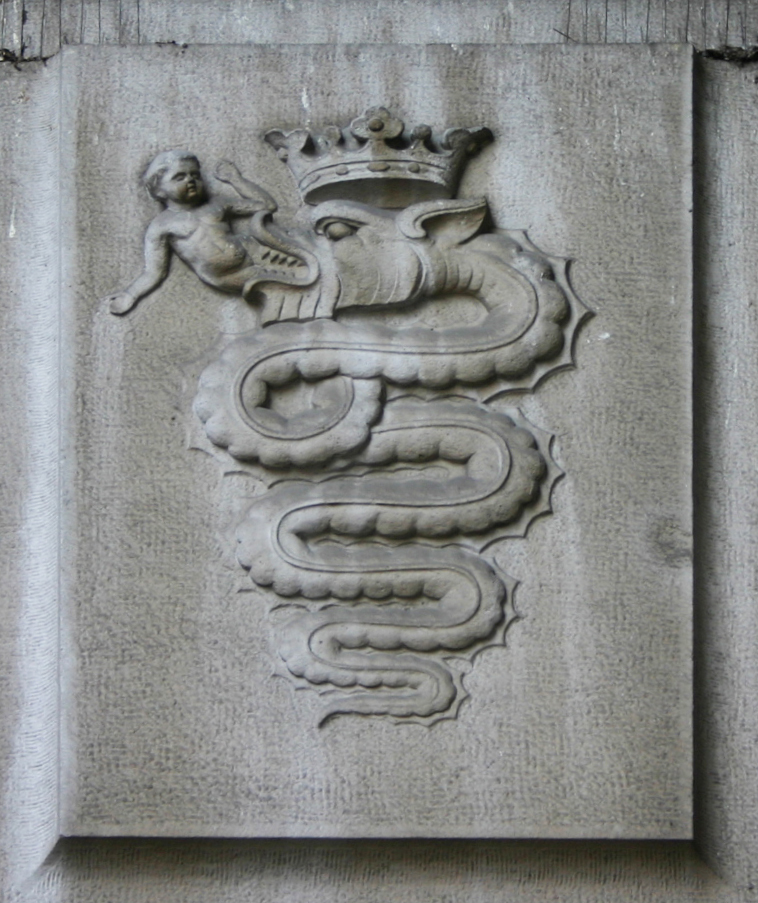
Il biscione scolpito nell'androne della stazione di Milano Centrale

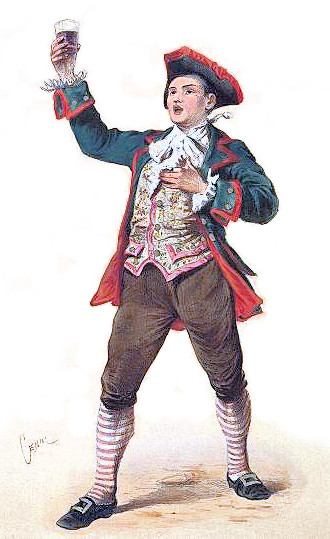
Meneghino, uno dei simboli più famosi di Milano, tant'è che viene spesso identificato con il capoluogo lombardo

Lo stemma di Milano è costituito da uno scudo sannitico di color argento (bianco) su cui è sovrapposta una croce di San Giorgio rossa. Il tutto è racchiuso ai lati da un ramo di alloro e uno di quercia, legati insieme da un nastro tricolore. Lo scudo, che è timbrato da una corona turrita colore oro o nero, simbolo del titolo di città, è in uso, nella sua forma moderna, dal 19 marzo 1934, quando fu emanato il relativo decreto di concessione da parte dello Stato. La croce di San Giorgio rossa su campo bianco come simbolo della città meneghina nacque nel Medioevo: tale soggetto, che è stato riportato per la prima volta sulla bandiera di Milano, è stato poi l'ispirazione per la realizzazione dello stemma cittadino.
Il primo gonfalone di Milano è stato un arazzo realizzato intorno al 1565 dai ricamatori Scipione Delfinone e Camillo Pusterla su disegno di Giuseppe Arcimboldi e Giuseppe Meda. Restaurato una ventina di volte nei successivi tre secoli, è custodito all'interno del Castello Sforzesco, nella Sala del Gonfalone. Una sua copia, che è custodita a Palazzo Marino, nella Sala dell'Alessi, viene esibita nelle ricorrenze ufficiali più importanti per rappresentare la città di Milano. Entrambi i gonfaloni menzionati raffigurano, al centro, sant'Ambrogio, vescovo di Milano e santo patrono della città.
Altri simboli sono la scrofa semilanuta, animale legato alla leggenda della fondazione di Milano, la "Madonnina", una statua d'oro di Maria collocata sulla guglia più elevata del Duomo di Milano, il biscione (in dialetto milanese el bisson), ritratto nell'atto di ingoiare o proteggere, a seconda delle interpretazioni, un fanciullo o un uomo nudo e sovrastato da una corona d'oro, originariamente simbolo del casato dei Visconti, Signori e poi Duchi di Milano tra XIII e XV secolo, e infine Meneghino, maschera legata alla città dopo avere soppiantato quella più antica e tradizionale di "Baltramm de Gaggian". Il nome "meneghino" viene talvolta usato, a mo' di aggettivo, come sostituto di "milanese" (si veda ad esempio la nota istituzione culturale Famiglia meneghina).

### Onorificenze
Il gonfalone di Milano è decorato da due onorificenze. Milano è stata la prima, tra le ventisette città decorate di medaglia d'oro come "benemerite del Risorgimento nazionale", a essere insignita di questa onorificenza per le azioni altamente patriottiche compiute dalla città nel periodo risorgimentale (inteso dalla Casa regnante dei Savoia, che concesse a Milano questa onorificenza, come il periodo compreso fra il 1848 e il 1918).
Il capoluogo lombardo è anche tra le città decorate al valor militare per la guerra di liberazione; in particolare è insignita della medaglia d'oro al valor militare per i sacrifici subiti della sua popolazione e per la sua attività nella Resistenza partigiana durante la seconda guerra mondiale.
Le motivazioni della concessione delle due onorificenze sono:

## Monumenti e luoghi d'interesse

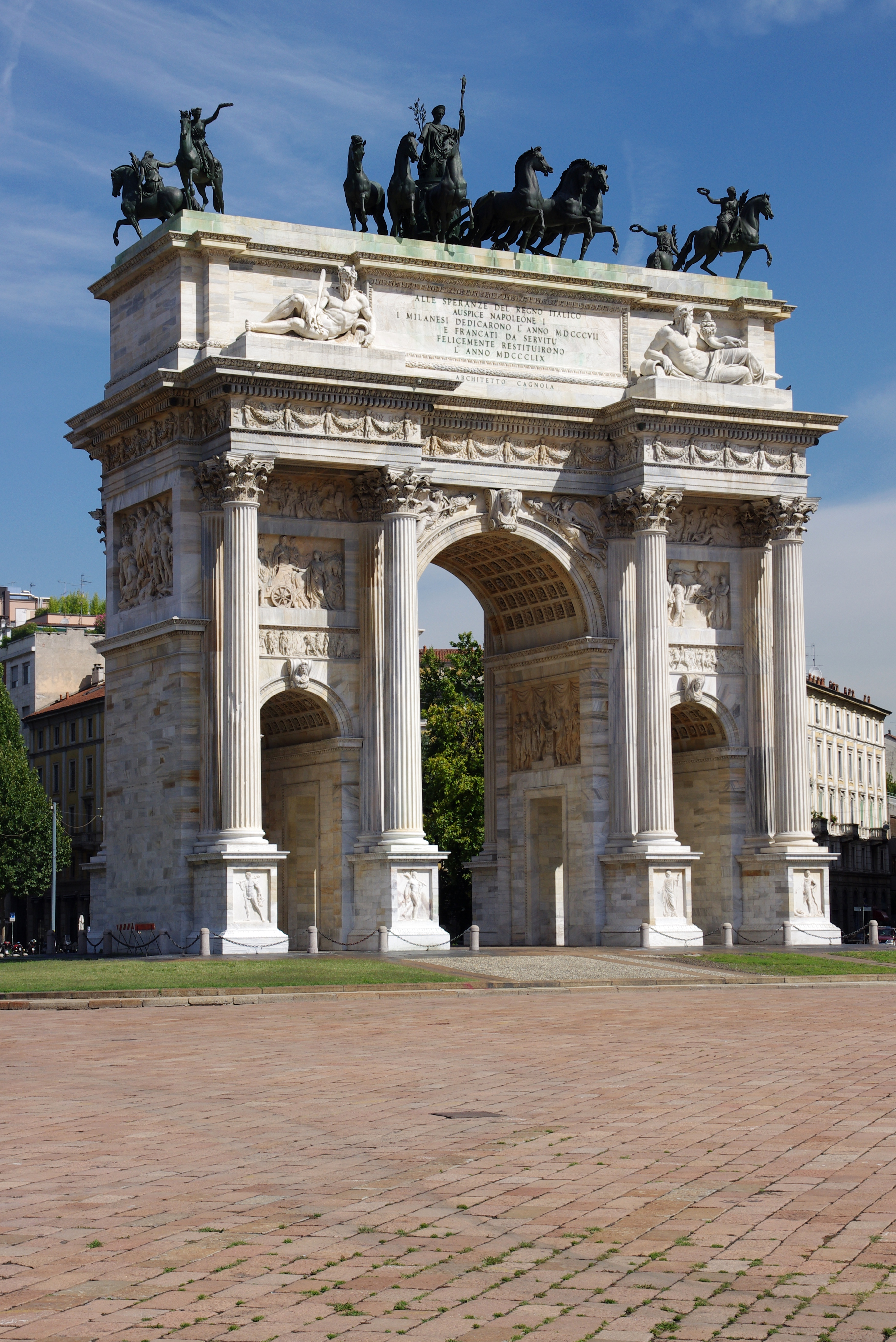
L'Arco della Pace

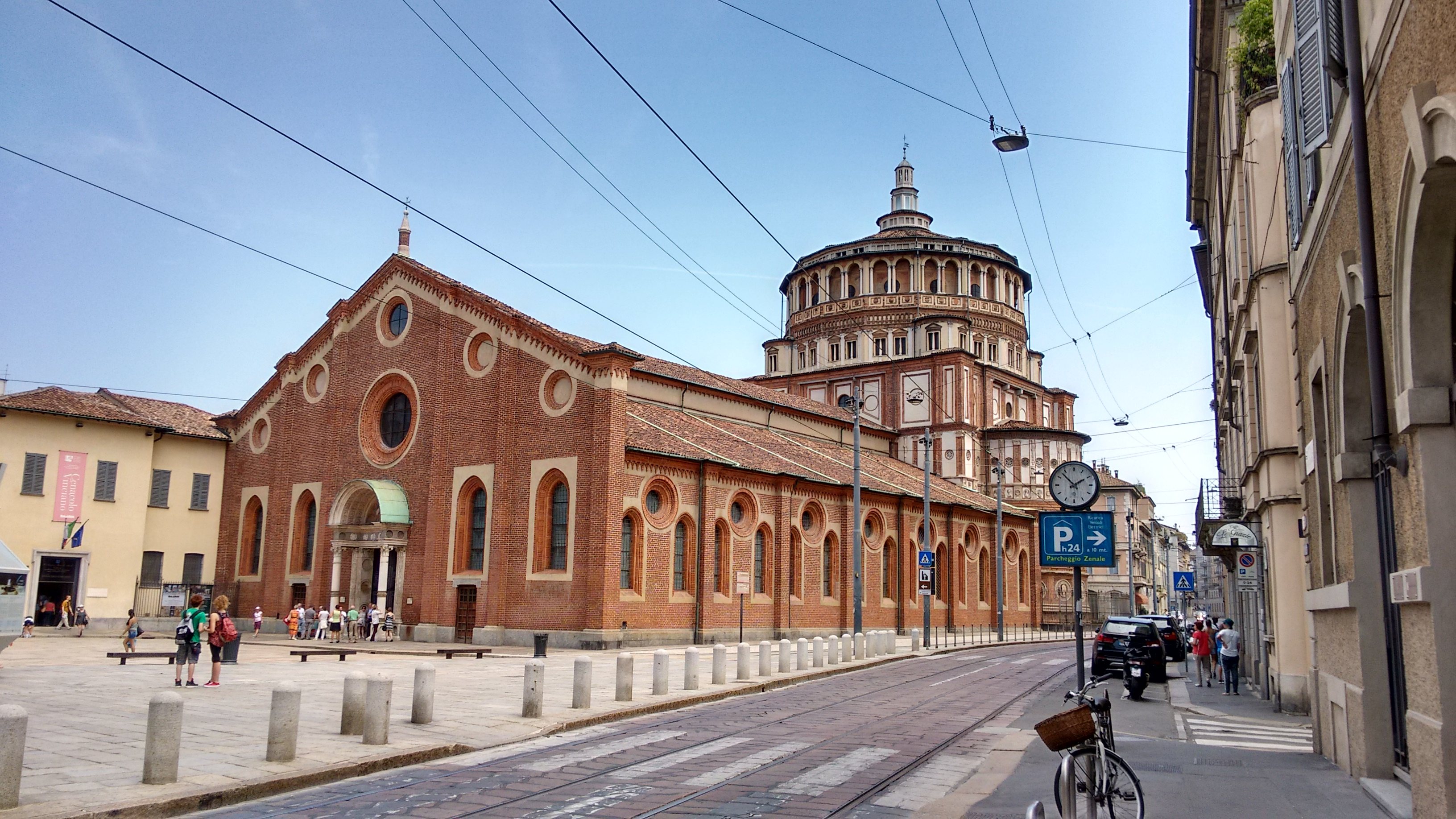
La chiesa di Santa Maria delle Grazie, patrimonio dell'umanità UNESCO assieme al Cenacolo vinciano

Gran parte del patrimonio artistico-architettonico di Milano si trova nel centro storico, che deve il suo aspetto attuale a numerosi rimaneggiamenti urbanistici effettuati tra l'Unità d'Italia e il primo dopoguerra.
Il monumento simbolo della città è la basilica cattedrale metropolitana della Natività della Beata Vergine Maria, più conosciuta con il nome di Duomo di Milano, situata nell'omonima piazza, centro della vita economica e culturale cittadina. A breve distanza si trova il settecentesco Teatro alla Scala, uno dei teatri lirici più famosi al mondo. A collegare piazza della Scala e piazza del Duomo è la galleria Vittorio Emanuele II, un passaggio coperto con strutture di ferro e vetro a vista in stile eclettico.

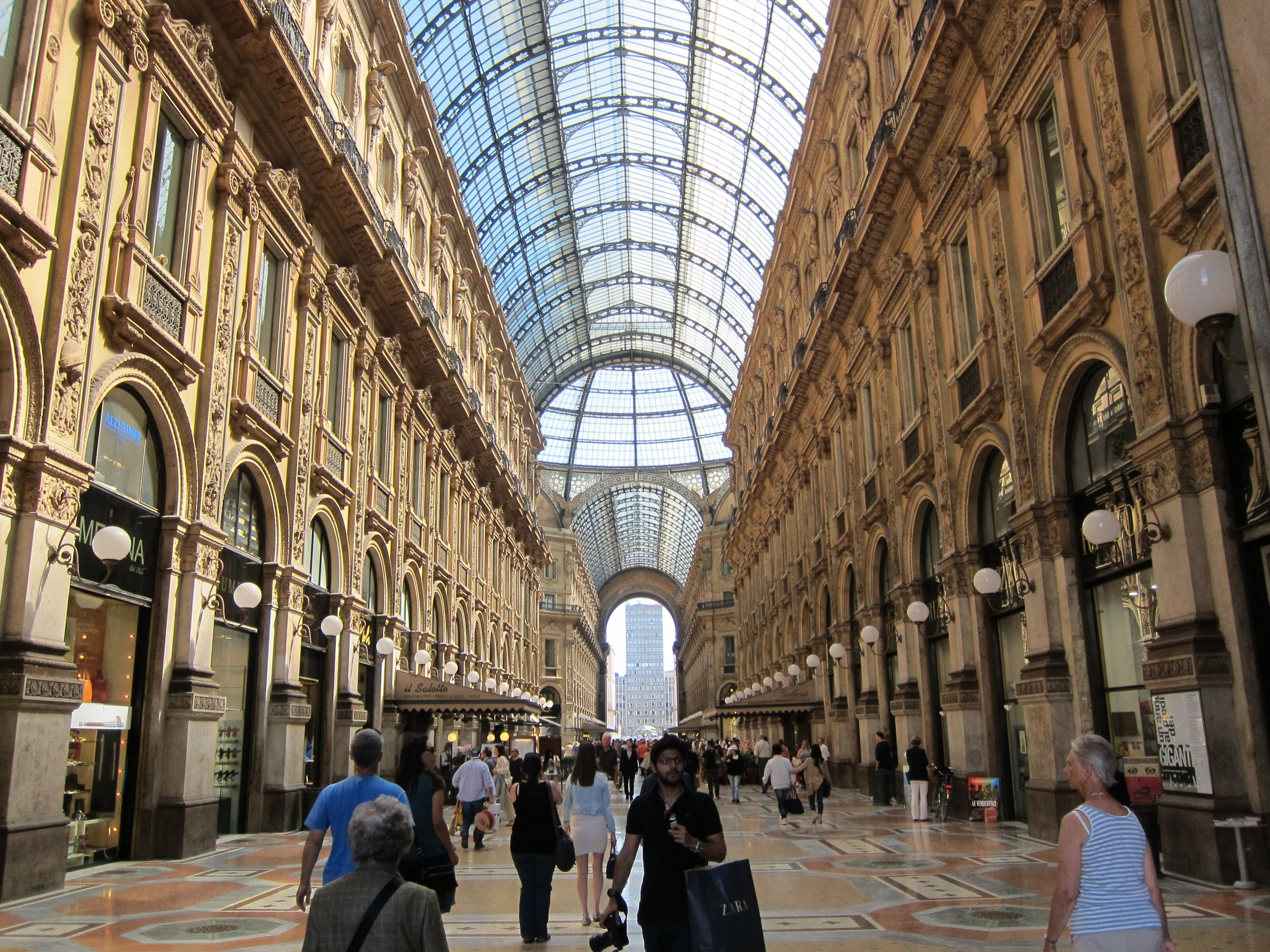
La Galleria Vittorio Emanuele II

Altro monumento simbolo di Milano è il Castello Sforzesco, originariamente concepito come struttura esclusivamente militare, fu poi ridisegnato come elegante corte per i signori della città. Poco lontano si trovano la basilica di Sant'Ambrogio, considerata la seconda chiesa più importante della città, e il complesso ospitante la chiesa di Santa Maria delle Grazie con il Cenacolo leonardesco, dichiarato patrimonio dell'umanità dell'UNESCO.
Altro sito di notevole interesse artistico è il Cimitero monumentale, che ospita le tombe dei cittadini milanesi più illustri; di più moderna realizzazione si possono trovare la stazione di Milano Centrale, costruita in uno stile che unisce la maestosità delle strutture fasciste a decorazioni in stile liberty, e lo stadio Giuseppe Meazza, chiamato La Scala del calcio. Di particolare rilevanza è l'Arco della Pace, un arco trionfale situato all'inizio di corso Sempione che rappresenta uno dei maggiori monumenti neoclassici di Milano.

### Architetture religiose

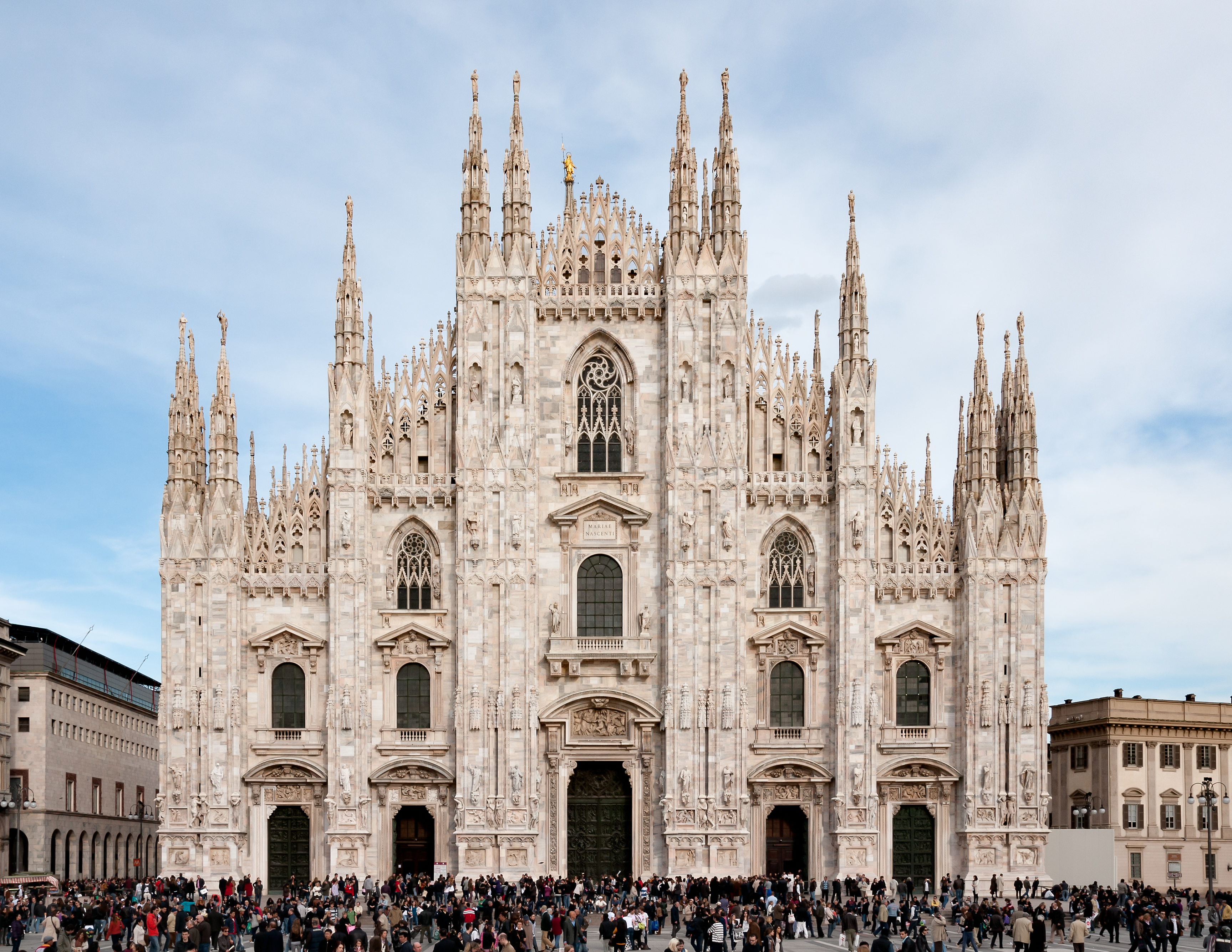
La Cattedrale di Santa Maria Nascente, più nota come Duomo di Milano, uno dei simboli della città

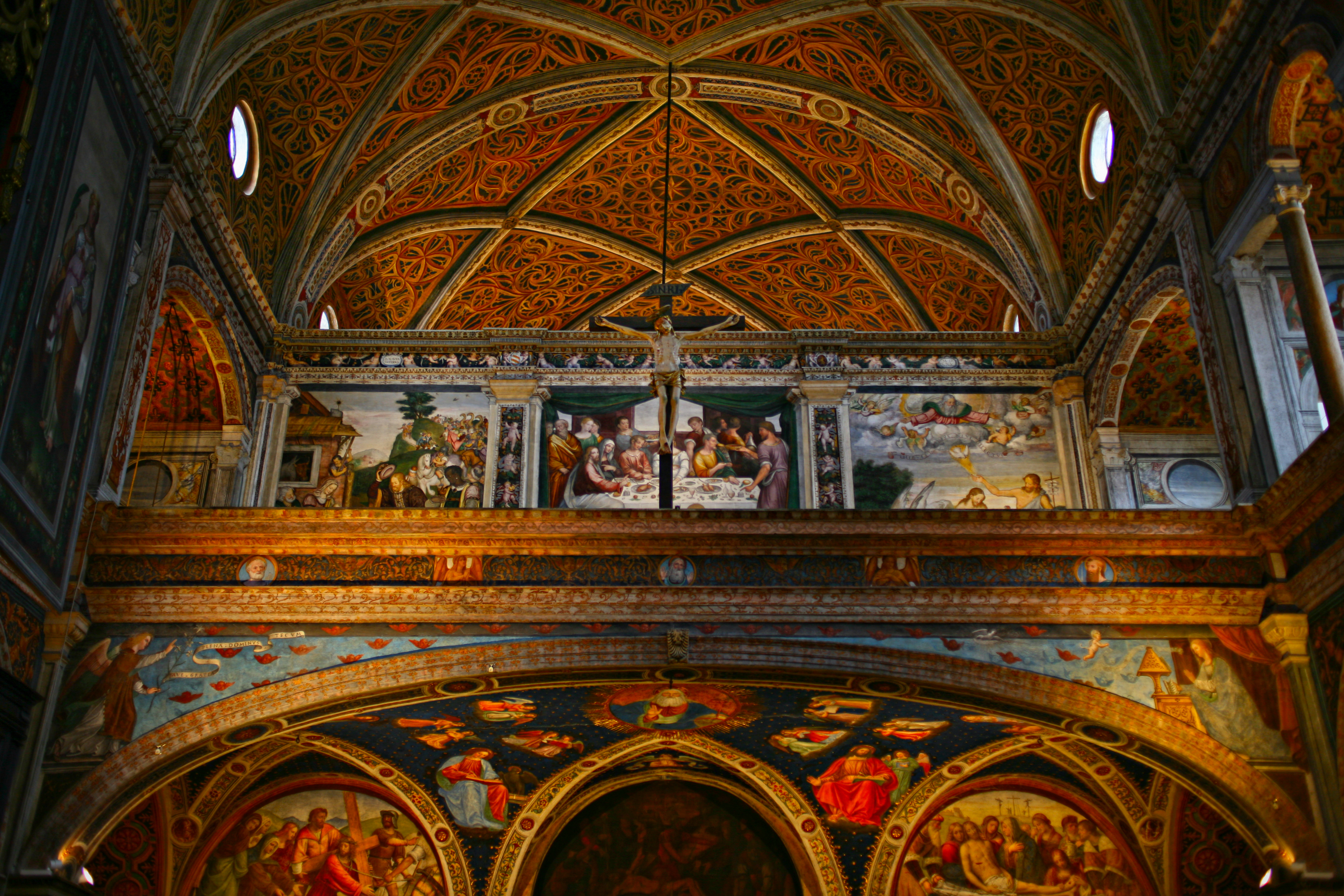
Particolare del soffitto del coro della chiesa di San Maurizio al Monastero Maggiore

Il Duomo di Milano è il principale luogo di culto cattolico della città di Milano e cattedrale dell'omonima arcidiocesi. Altri edifici di valore sono le basiliche paleocristiane di Milano: la basilica di Sant'Ambrogio, considerata da sempre il massimo esempio dell'architettura romanica lombarda, nonché uno dei più antichi monumenti dell'arte cristiana, la basilica di San Lorenzo, edificio a pianta centrale bizantino conosciuto anche per la vicinanza delle omonime colonne, la basilica di San Nazaro in Brolo e la basilica di San Simpliciano, legate come le precedenti alla figura di sant'Ambrogio.

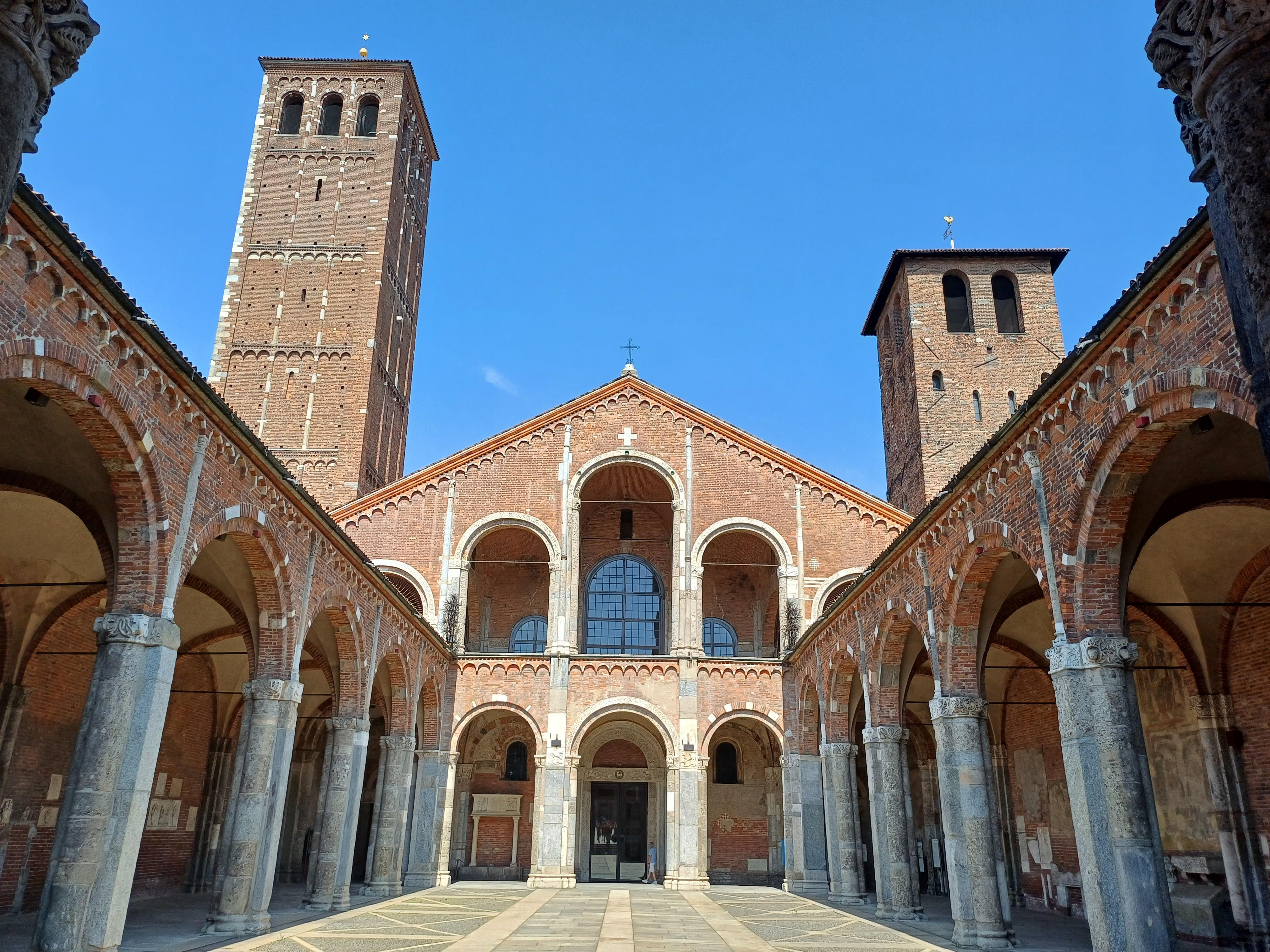
La basilica di Sant'Ambrogio, seconda chiesa per importanza di Milano

Il centro storico milanese ospita inoltre la chiesa di San Maurizio al Monastero Maggiore, contenente un ciclo di affreschi di autori quali Bernardino Luini e Simone Peterzano tale da essere definita la Cappella Sistina lombarda, la chiesa di Sant'Antonio Abate, riedificata alla fine del XVI secolo secondo i canoni della controriforma e sede di opere di Giulio Cesare Procaccini e del Cerano e la barocca chiesa di Sant'Alessandro, che si affaccia su una delle piazze meglio conservate della Milano precedente agli interventi ricostruttivi postbellici.
La chiesa di San Giuseppe è considerata il primo edificio genuinamente barocco della città, mentre la chiesa di Santa Maria presso San Satiro rimane celebre per il finto coro progettato da Bramante tramite la tecnica del trompe-l'œil; sono da ricordare anche la chiesa di San Marco e la basilica di Sant'Eustorgio, che ospita la cappella Portinari, considerata uno dei capolavori del Rinascimento lombardo. Celebre in tutto il mondo è la chiesa di Santa Maria delle Grazie, inclusa con il Cenacolo Vinciano nell'elenco dei patrimoni dell'umanità redatto dall'UNESCO.
Esternamente all'area urbana sorgono due importanti complessi monastici: la Certosa di Garegnano con i suoi importanti affreschi opera di Simone Peterzano e l'Abbazia di Chiaravalle, uno dei primi esempi di gotico in Italia. Di grande rilevanza artistica è inoltre il Cimitero monumentale con il proprio famedio, ricchissimo di sculture funerarie di varie epoche e stili.

### Architetture civili

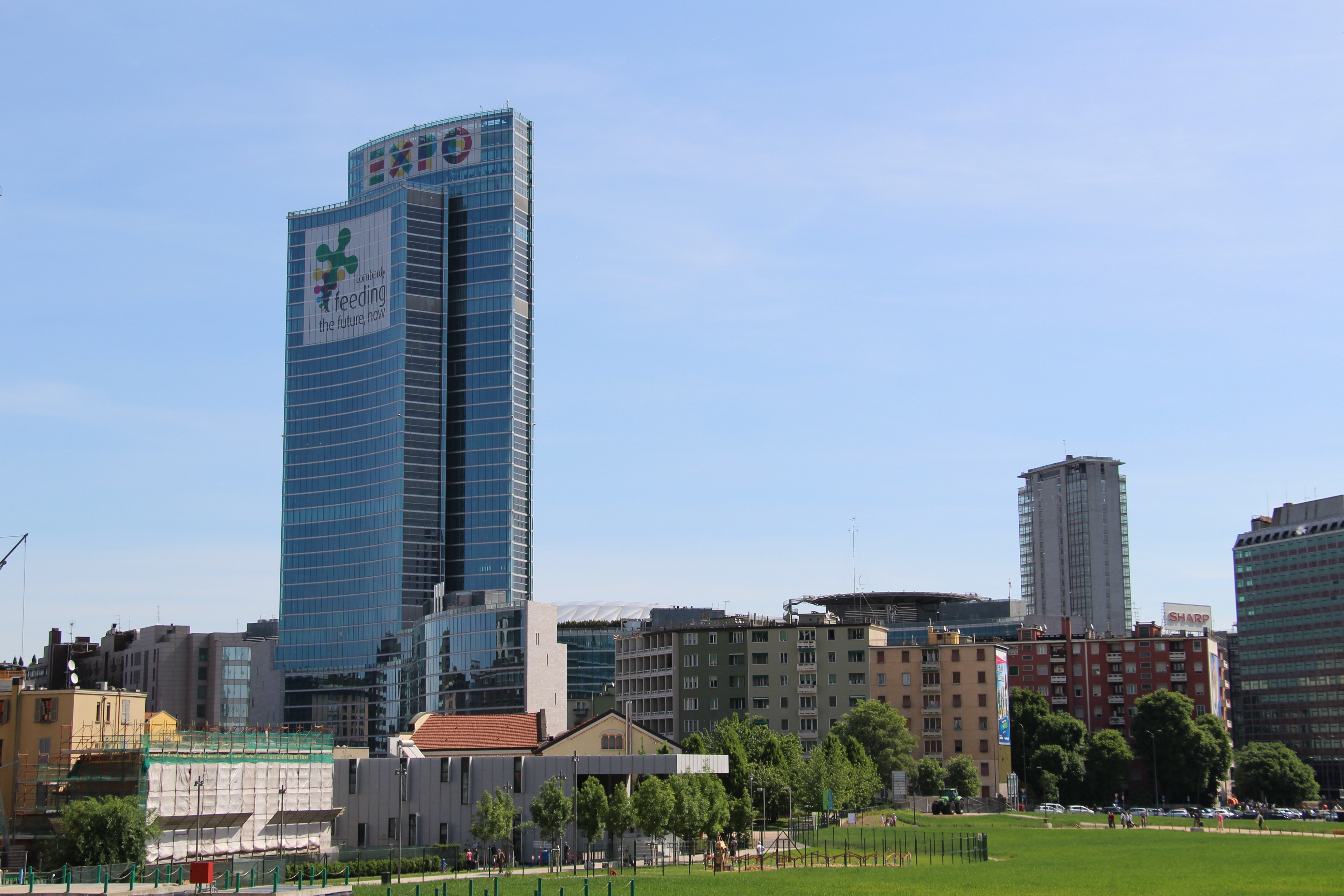
In primo piano il Parco Biblioteca degli Alberi, e sullo sfondo Palazzo Lombardia

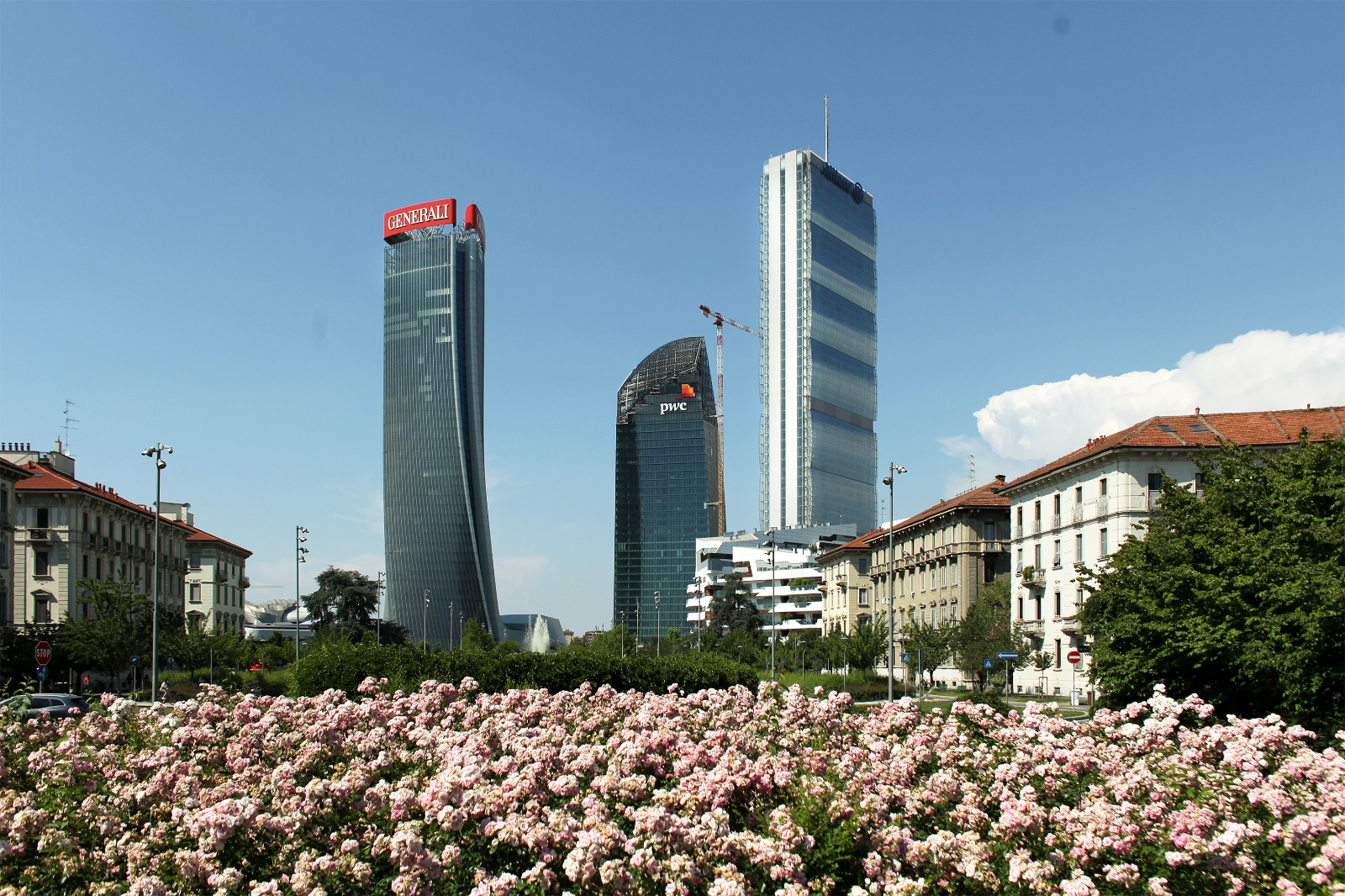
Le tre torri di CityLife

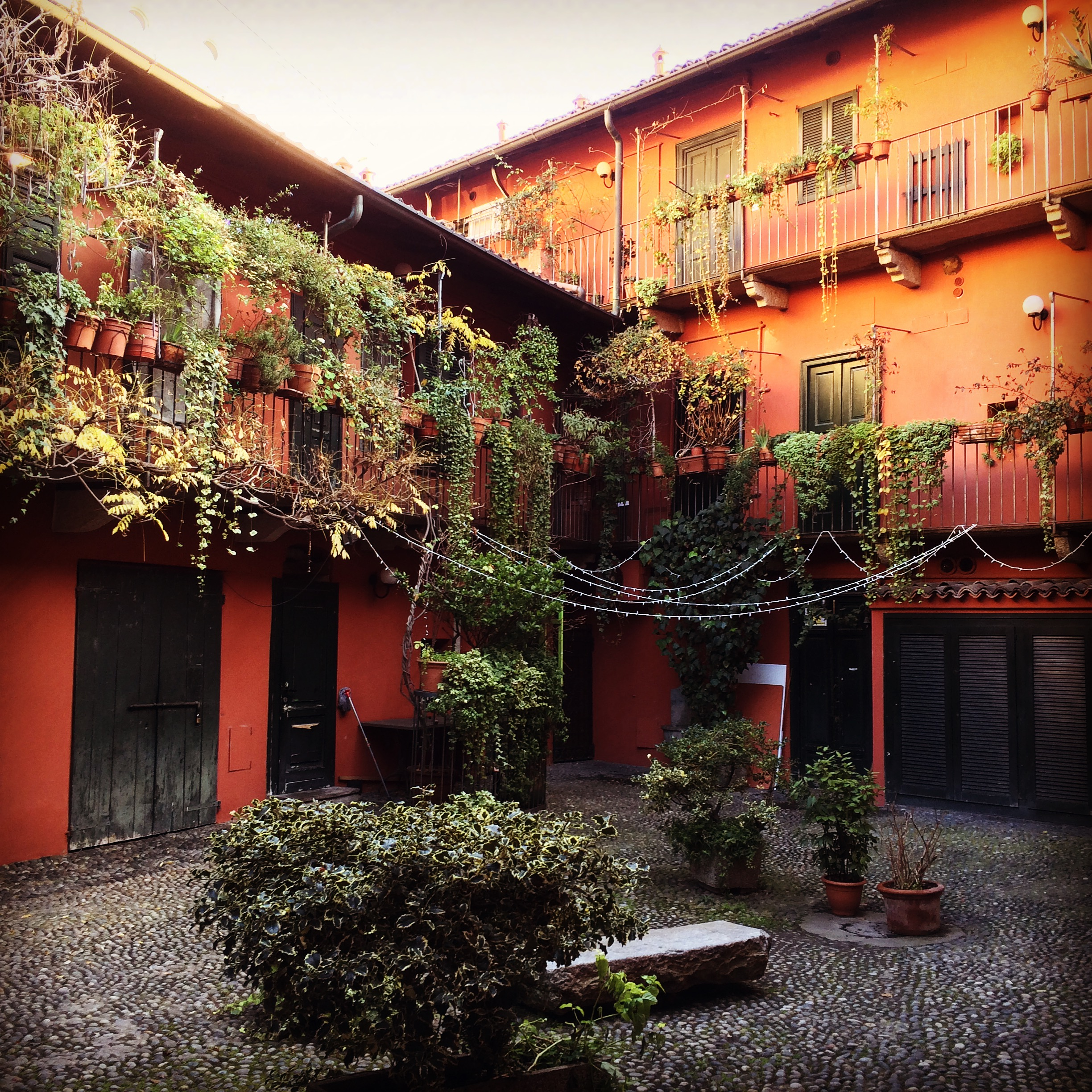
Una tipica casa di ringhiera milanese oggi, ad Alzaia Naviglio Grande

Il centro di Milano è ricco di ville e palazzi, costruiti soprattutto nei secoli XVII e XVIII come dimore private delle maggiori famiglie della città; gli stili architettonici rappresentati nel centro cittadino sono molti, dal neogotico, al barocco all'eclettico sino al liberty e al razionalismo del dopoguerra. La storia degli edifici civili milanesi si estende fino ai giorni nostri, comprendendo le numerose architetture moderne caratterizzanti le zone di più innovativa concezione del territorio cittadino.
Milano non ha mai avuto un centro di potere civile adeguato alla propria importanza: tale fatto è dovuto principalmente alla mancanza di una corte all'interno della città a partire dal XVI secolo, quando venne perduta l'indipendenza. Fra i palazzi pubblici, infatti, vanno ricordati solo il medievale Palazzo della Ragione (inserito nel complesso di piazza Mercanti) e il successivo Palazzo Reale, per secoli sede rappresentativa del governo della città; dopo la costruzione del Castello Sforzesco, evidentemente catalogato tra le architetture militari, Milano non diede più alla luce un edificio di concezione pubblica sino al 2010, quando fu inaugurato Palazzo Lombardia.
Maggiore importanza avevano le dimore private, fra le quali vanno ricordati Palazzo Marino (ora sede del municipio della città), Palazzo Litta, Palazzo Belgioioso e per il Tardo Liberty Casa Frisia. Interi quartieri, come quello intorno a via Monte Napoleone o a Corso Venezia, sono composti di palazzi nobiliari in stile neoclassico. Degne di nota, tra le torri di Milano, sono la torre del Comune, che un tempo scandiva gli orari ufficiali di apertura e chiusura delle attività e che è situata sul Palazzo dei Giureconsulti, la Torre dei Gorani, che faceva parte della demolita Casa Gorani e la torre dei Meravigli, che invece è incorporata nella Casa dei Meravigli.

### Architetture militari

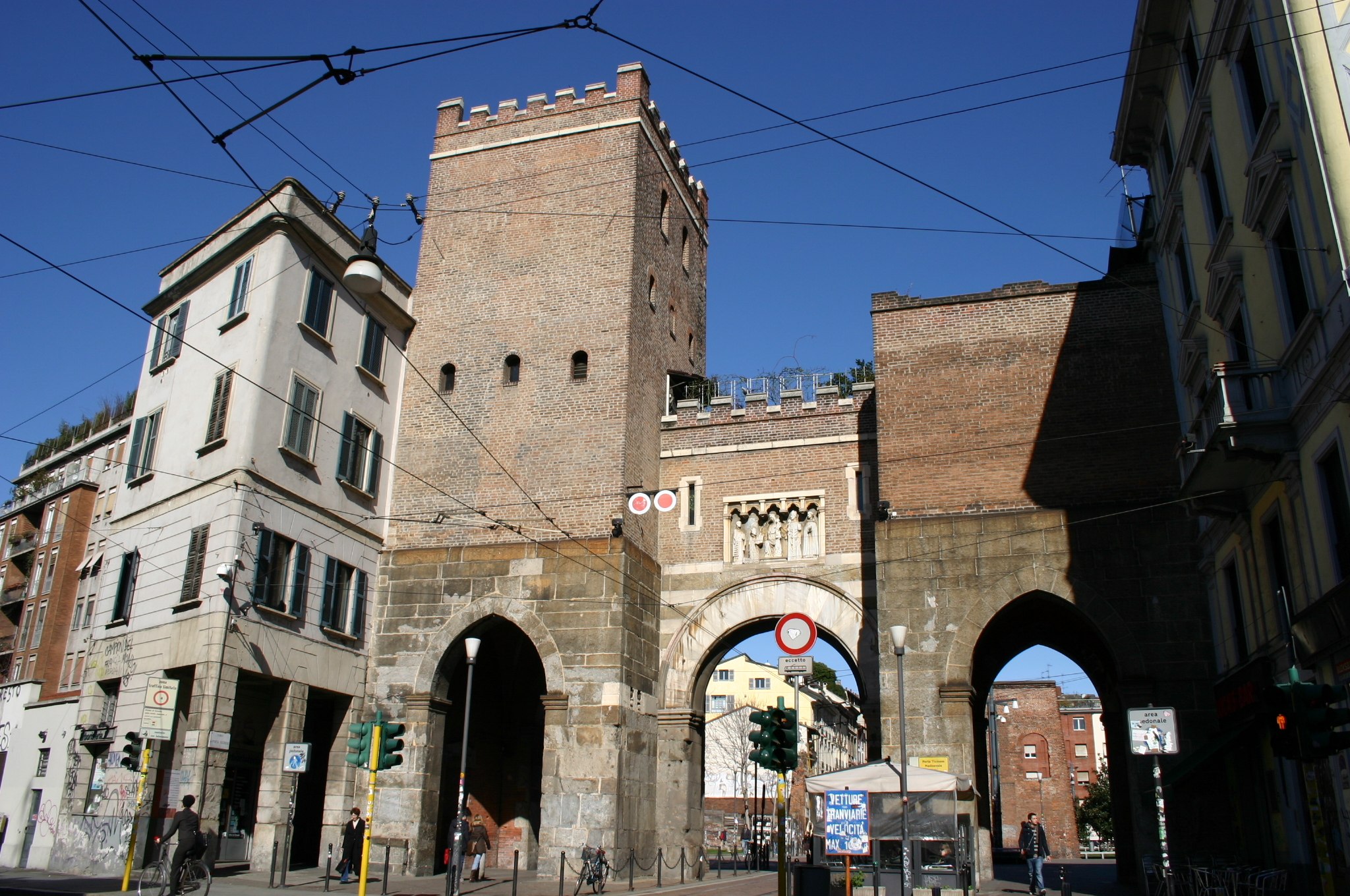
Porta Ticinese medievale

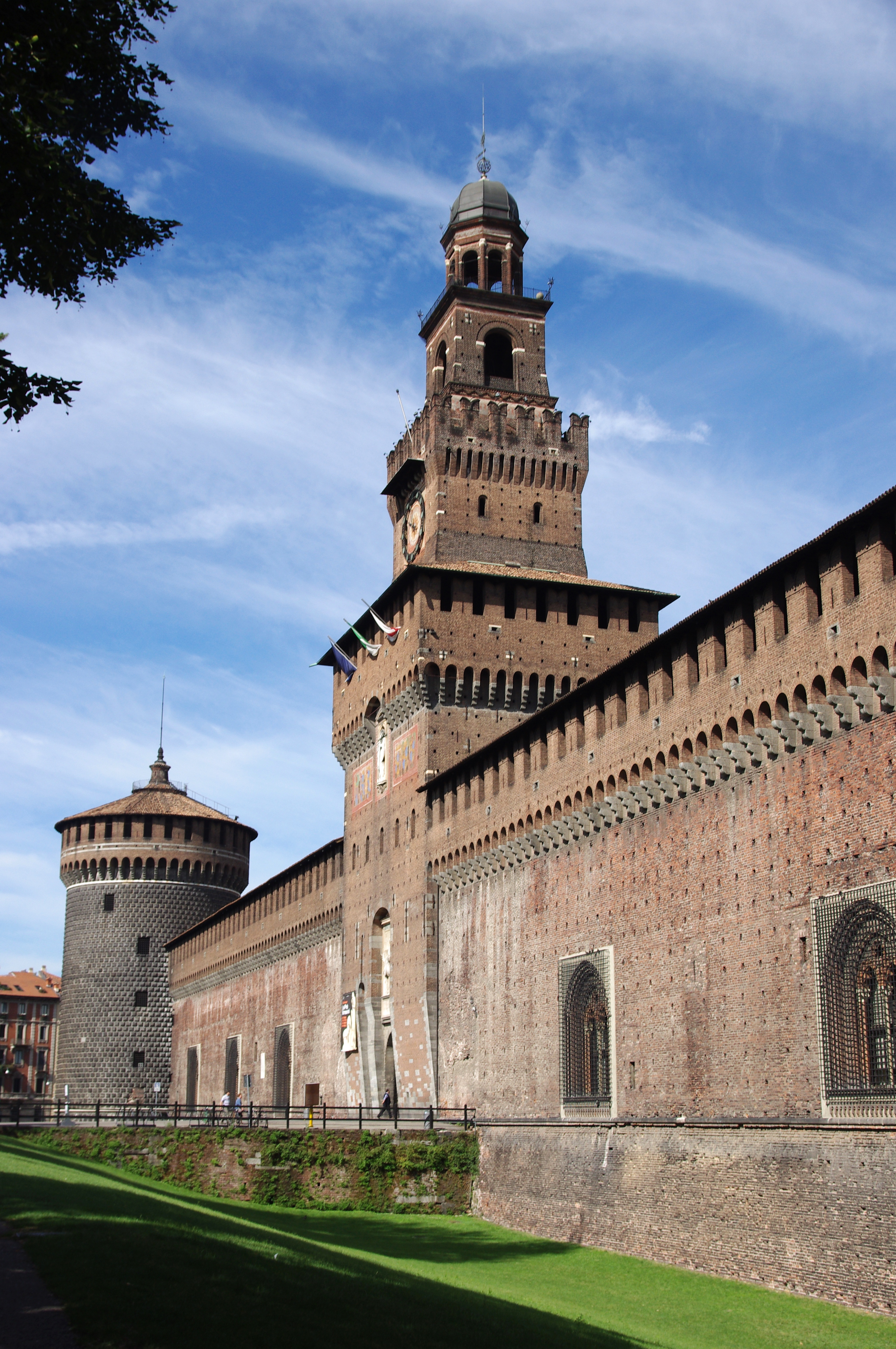
Il Castello Sforzesco, che sorge nello stesso luogo del medievale Castello di Porta Giovia, di cui rappresenta un ampliamento, e del Castrum Portae Jovis romano

Le mura di Milano si sono evolute negli anni con la città: dal primo nucleo romano, si passa alla cinta medievale, per finire con l'ultima cinta più esterna, più conosciuta come "mura spagnole". Delle mura romane rimangono solo delle rovine; delle mura medievali restano dei rarissimi tratti scoperti che sono sopravvissuti alla conversione in abitazioni una volta costruite le mura spagnole, all'epoca della loro edificazione le più estese d'Europa, abbattute per gran parte fra la fine dell'Ottocento e i primi decenni del Novecento per ragioni viabilistiche.
Oltre ad alcuni tratti delle antiche mura spagnole lunghi in totale circa un chilometro, restano a ricordare le uniche porte cittadine della cinta medievali giunte sino a noi, ovvero Porta Nuova medievale e Porta Ticinese medievale. Sulla cinta spagnola le porte sono state invece in gran parte conservate: a parte la manierista Porta Romana, le rimanenti risalgono alla sistemazione austriaca dei bastioni in stile neoclassico.
L'architettura militare più imponente è il Castello Sforzesco, maniero convertito nel Rinascimento a elegante corte dei Duchi di Milano: la fortezza era comunque tra le maggiori dell'epoca, tanto che il castello non fu mai espugnato in battaglia. Usato esclusivamente come caserma militare dai governi stranieri, fu restaurato e trasformato a fine Ottocento in un grande complesso museale, e ornato dai giardini dell'omonima piazza e dal Parco Sempione. Un tempo era gestito dal Castellano del Castello Sforzesco di Milano. Sorge sullo stesso luogo del Castello di Porta Giovia, di cui rappresenta un ampliamento, e del Castrum Portae Jovis romano.

### Vie e piazze

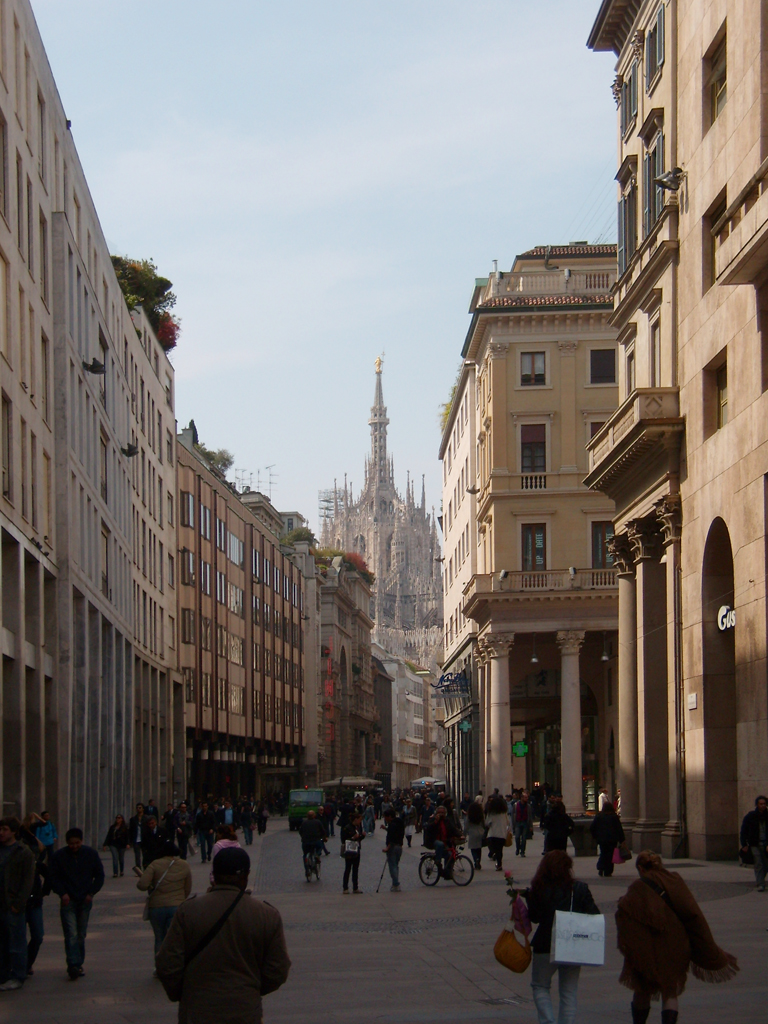
Corso Vittorio Emanuele II

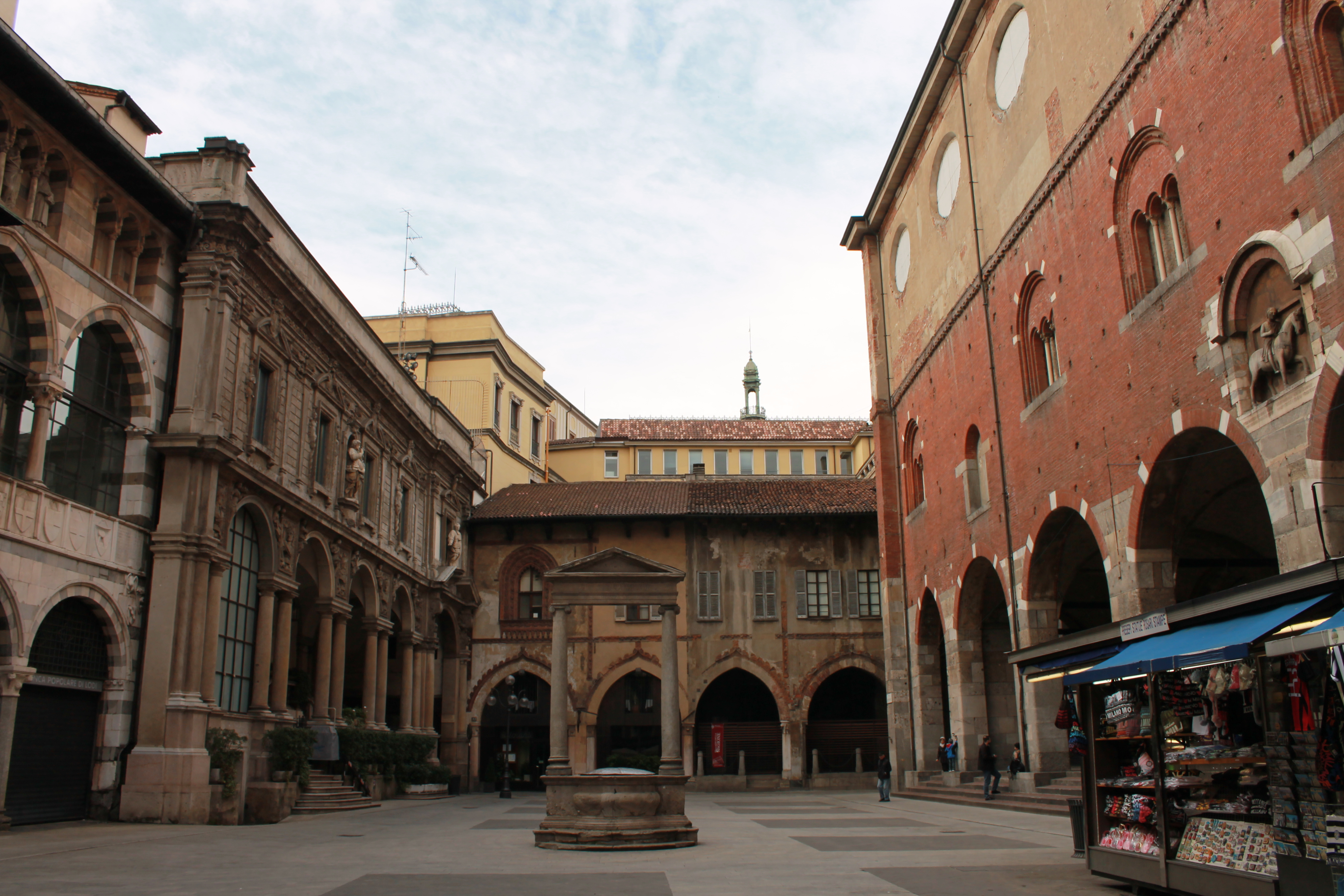
Piazza Mercanti, dove si trovano il Palazzo della Ragione, la Casa dei Panigarola e la Loggia degli Osii

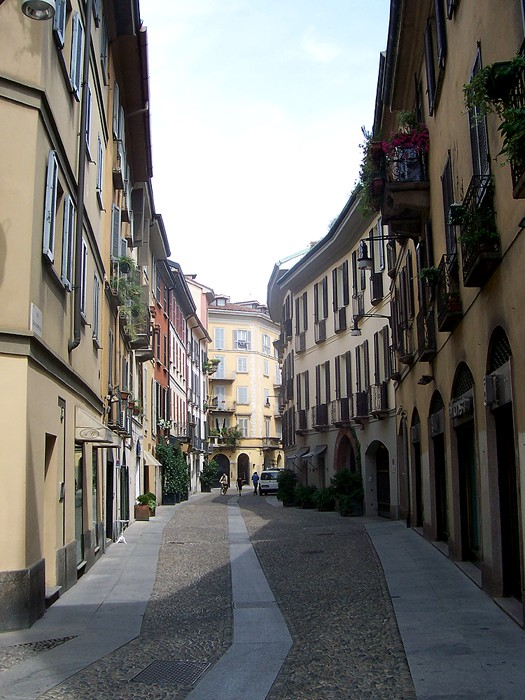
Via Madonnina, una delle vie principali e più caratteristiche del quartiere Brera

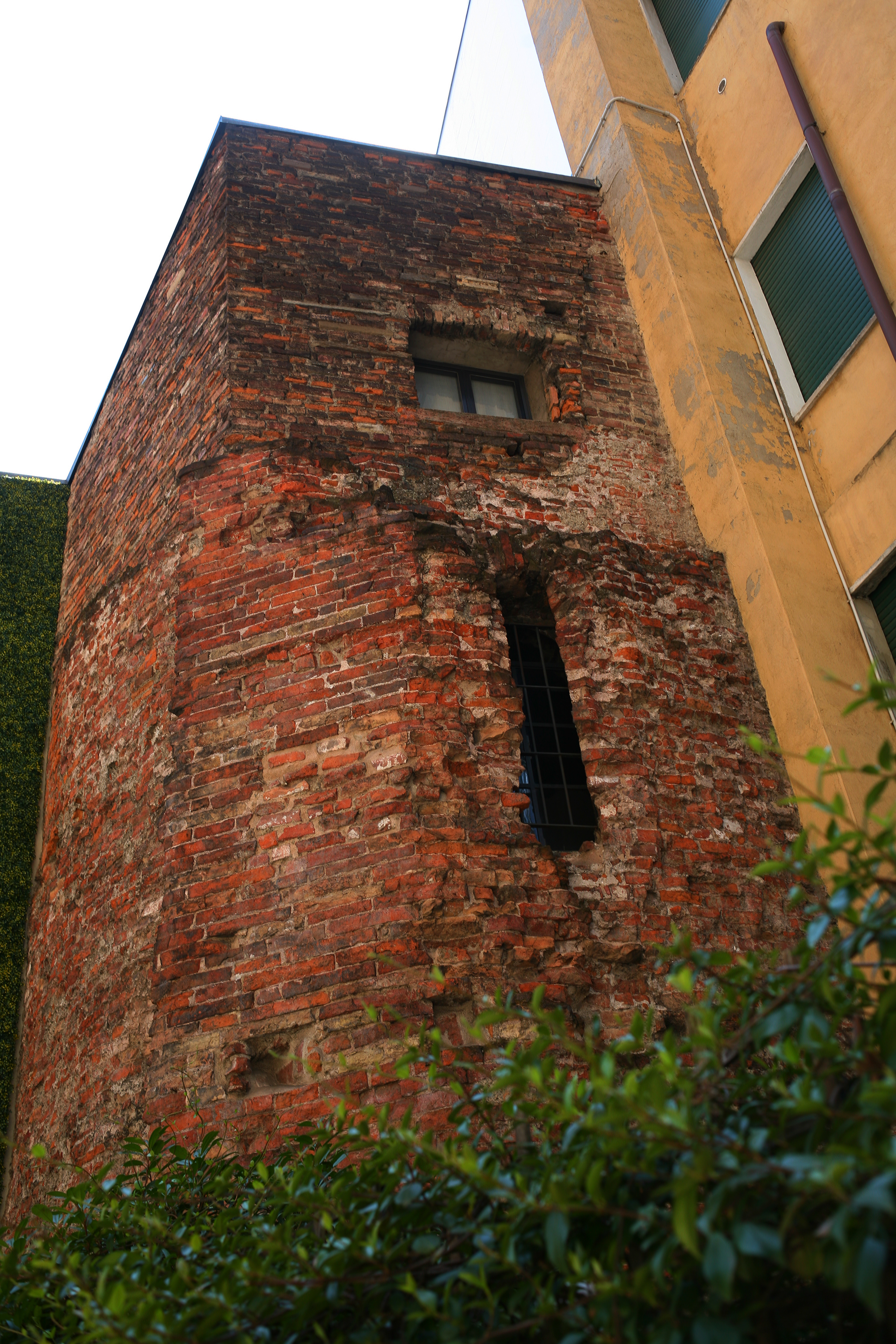
I resti di Porta Ticinese romana

Sono diverse le vie e piazze di Milano che hanno rilevanza storica, architettonica, sociale o commerciale. Tra le piazze, quella più importante è piazza del Duomo (suo vero e proprio centro geometrico e commerciale da oltre sette secoli), piazza degli Affari (nota per la presenza della Borsa Italiana, sede del mercato finanziario nazionale, qui istituita il 16 gennaio 1808), piazza Gae Aulenti (situata nel Centro direzionale di Milano e simbolo della Milano contemporanea), piazza Cordusio (posta dove sorgeva la corte dei duchi longobardi, la Curia Ducis, da cui deriva il nome della piazza), piazza Mercanti (creata come centro della vita cittadina in epoca medioevale) e piazza San Fedele (situata all'interno di un'importante area pedonale).
Altre piazze di Milano degne di menzione sono piazza San Sepolcro (che in epoca romana era il foro della città, incrocio tra il cardo e il decumano), piazza della Scala (collegata a piazza del Duomo tramite la galleria Vittorio Emanuele II, dove si trovano l'omonimo teatro e Palazzo Marino, municipio della città), piazza Vetra (dove è situato il parco delle Basiliche, che unisce la basilica di San Lorenzo e la basilica di Sant'Eustorgio), piazza San Babila (che è stata a lungo il punto d'incontro favorito dall'alta borghesia milanese, vista la sua posizione centrale) e il Carrobbio (largo le cui origini risalgono all'epoca romana).
Per quanto riguarda le vie, sono degne di nota via Manzoni (considerata una delle zone più lussuose della città, nonché uno dei maggiori centri dello shopping dell'alta moda mondiale), via Brera (reputata una delle più caratteristiche di Milano, sia per la presenza del palazzo della Pinacoteca di Brera, sia per alcuni storici locali che si affacciano su questa strada), Viale Beatrice d'Este, corso Buenos Aires (importante strada commerciale con oltre 350 punti vendita di vari tipi di merce che generano un fatturato quotidiano complessivo tra i più alti al mondo) e via Monte Napoleone (considerata una delle zone più lussuose e uno dei maggiori centri degli acquisti del prêt-à-porter).
Altre vie importanti di Milano sono corso Venezia (conosciuto come una delle vie più eleganti di Milano e facente parte del Quadrilatero della moda), corso Vittorio Emanuele II (tra le strade più importanti della città, dove si aprono numerosi negozi, soprattutto di abbigliamento, che lo rendono uno dei principali centri di acquisti cittadino), corso Como (importante strada pedonale e commerciale di Milano), via Dante (altra importante strada commerciale aperta alla fine del XIX secolo per collegare direttamente piazza del Cordusio con il Castello Sforzesco) e il Verziere (antica denominazione popolare dell'area un tempo adibita a mercato di frutta e verdura e dove si trova ancora oggi un celebre monumento manieristico-barocco, la Colonna del Verziere).

### Siti archeologici

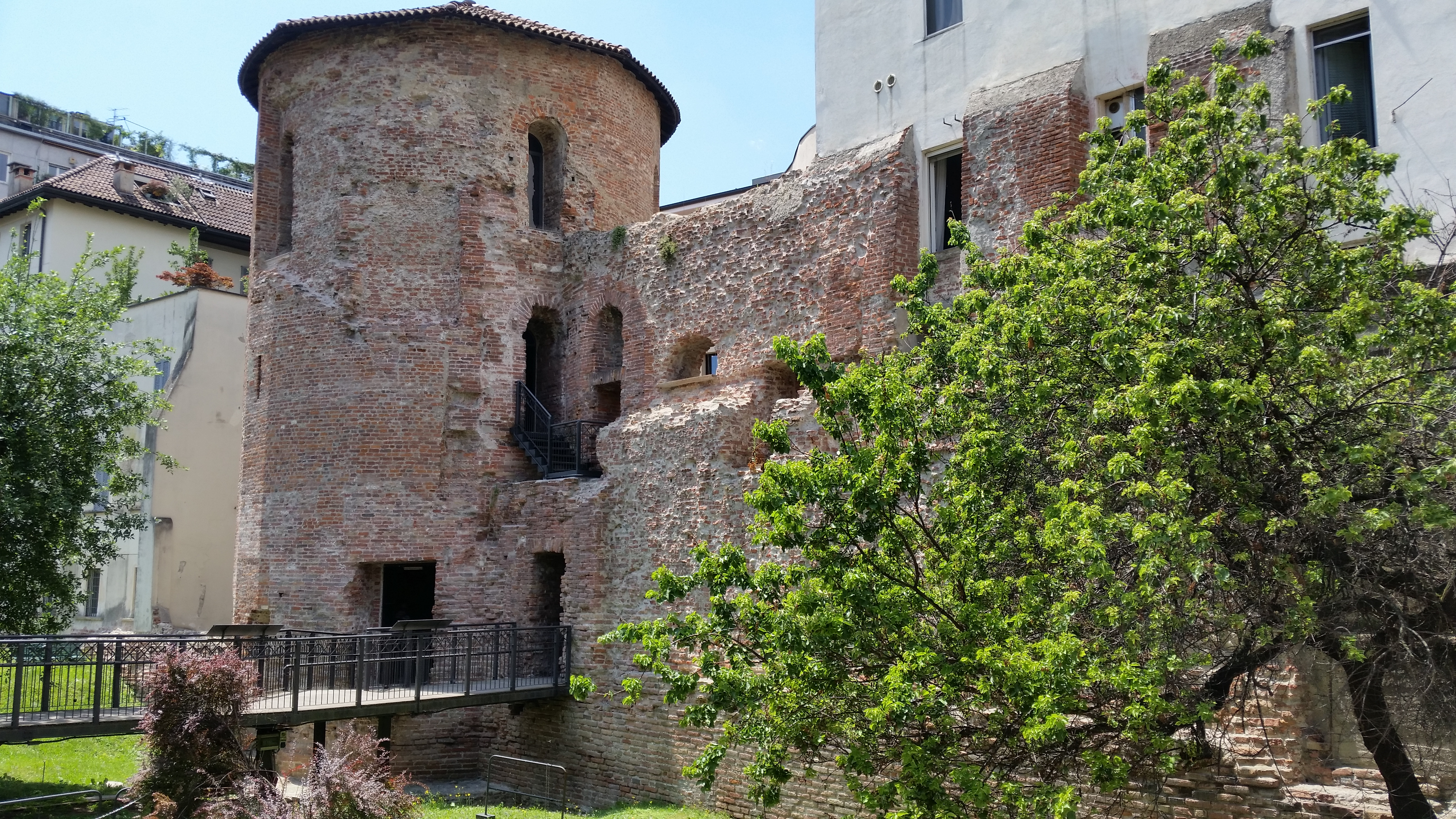
Un breve tratto delle mura romane, che si trovano all'interno del cortile del Civico museo archeologico di Milano

La presenza di siti archeologici che raccontano la Milano romana è di grande rilievo, soprattutto considerando la varietà dei resti che sono venuti alla luce nel corso dei secoli. A Milano è giunta la testimonianza tangibile delle mura romane di Milano (costruite in due fasi, una in epoca repubblicana attorno al 49 a.C. ed una seconda dopo il 291 in epoca imperiale al tempo dell'imperatore Massimiano quando Mediolanum divenne capitale dell'Impero romano d'Occidente), del teatro romano di Milano (realizzato in età augustea tra la fine del I secolo a.C. e l'inizio del I secolo), del foro romano di Milano (ovvero della piazza principale del centro cittadino fin dalla fondazione della città romana in epoca repubblicana) e dell'anfiteatro romano di Milano, terza struttura di questo tipo per dimensioni in tutto l'impero dopo il Colosseo e l'anfiteatro di Capua.

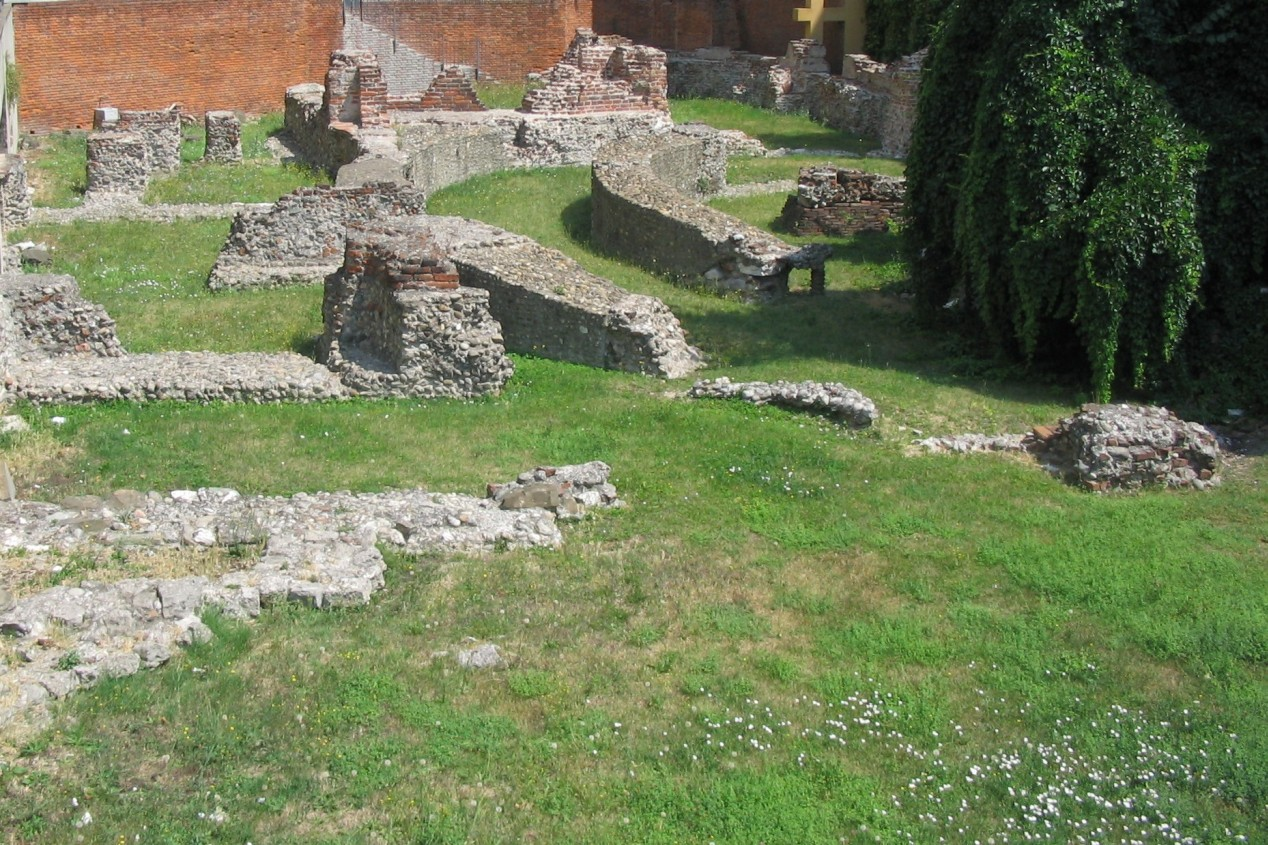
I resti del palazzo imperiale romano di Milano, che sono situati in via Brisa

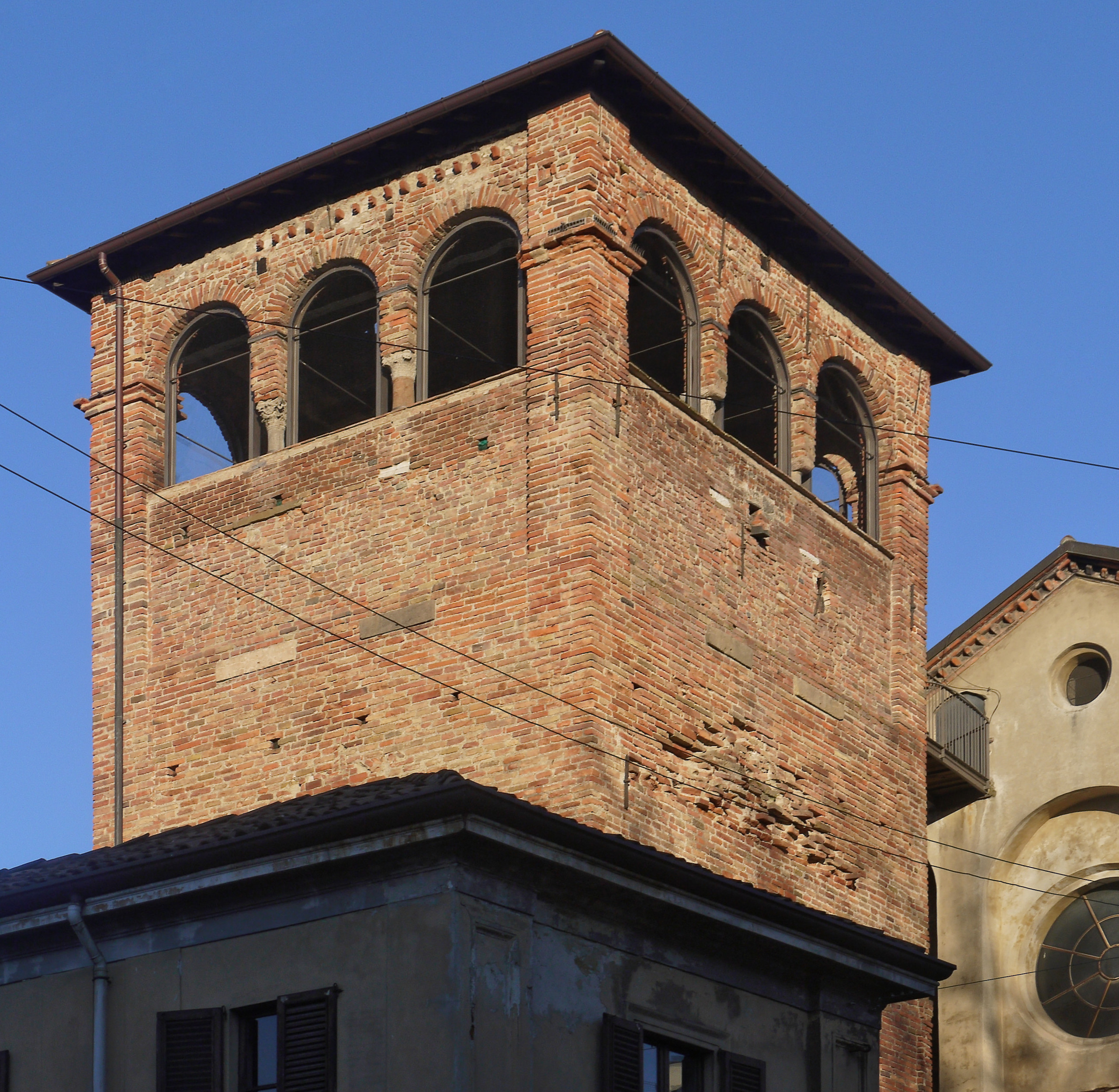
Una delle due torri laterali dei carceres, ovvero dei cancelli di partenza da cui partivano le bighe del circo romano di Milano. I resti di questa torre sono diventati in seguito il campanile della chiesa di San Maurizio al Monastero Maggiore. Ora fa parte del cortile del Civico museo archeologico di Milano

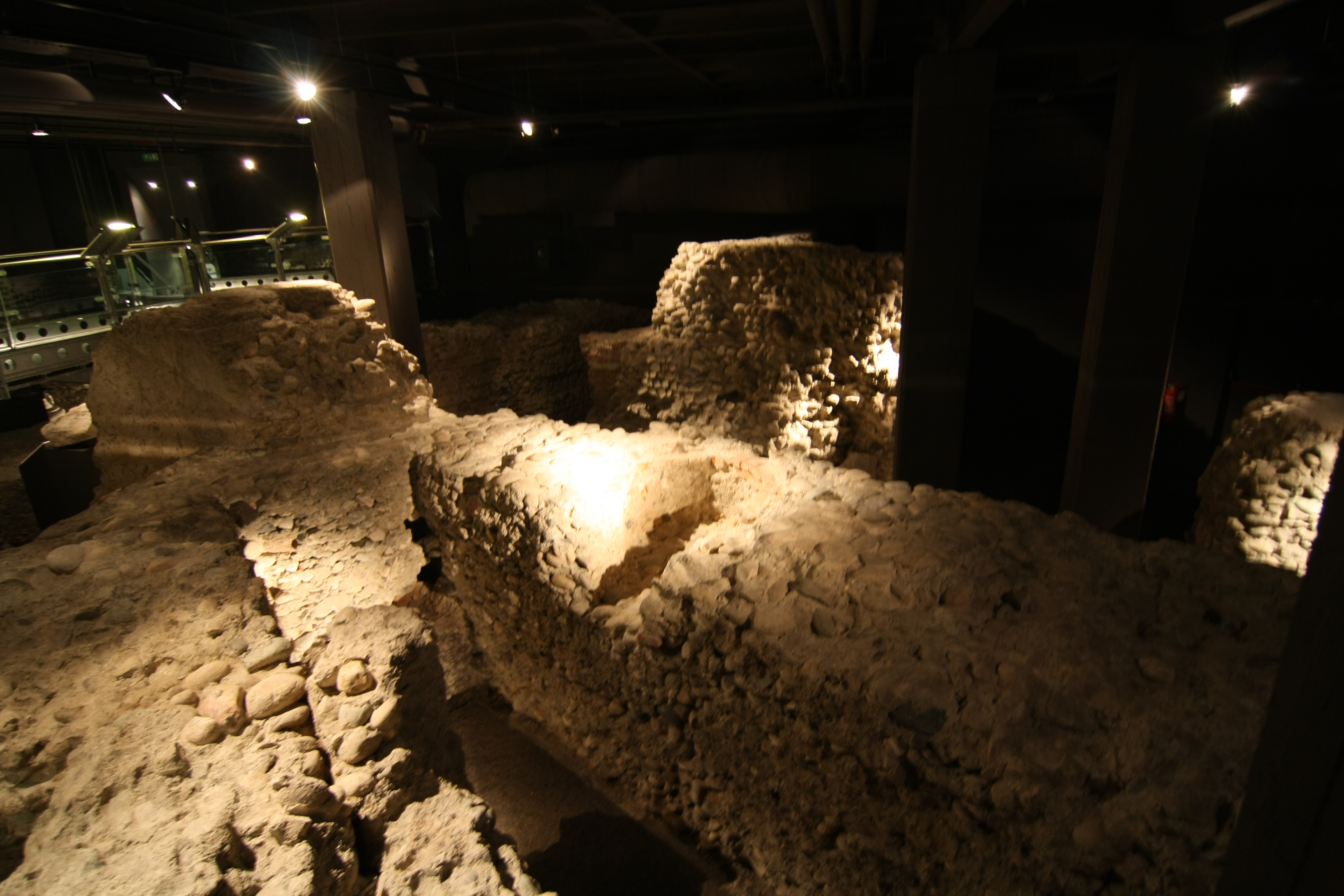
Resti del teatro romano di Milano, visitabili nel museo sensibile istituito nei sotterranei di Palazzo Turati presso la Camera di Commercio della città

Altri resti romani che si trovano a Milano sono quelli del circo romano di Milano (che ebbe diverse ed importanti funzioni durante l'epoca in cui Mediolanum fu capitale dell'Impero romano d'Occidente), del palazzo imperiale romano di Milano (antica struttura costruita dall'imperatore Massimiano dopo il 291 circa quando Mediolanum divenne capitale imperiale), delle Terme Erculee (erette anch'esse tra la fine del III secolo e l'inizio del IV dall'imperatore Massimiano), dei magazzini annonari romani di Milano (che risalgono all'età flavia e all'epoca tardo imperiale) e del Mausoleo imperiale di San Vittore al Corpo (antica costruzione romana a pianta circolare databile verso la fine del IV secolo che probabilmente accolse le tombe della famiglia dei Valentiniani).
Sono giunti sino a noi anche i resti di Porta Ticinese romana (per la precisione, un troncone di una delle due torri che fiancheggiavano la porta), nonché di alcune domus e delle Colonne di San Lorenzo (si tratta di sedici colonne, alte circa 7 metri e mezzo, in marmo, con capitelli corinzi che sostengono la trabeazione che provengono da edifici romani risalenti al II o III secolo, probabilmente un tempio pagano sito nell'area dell'attuale piazza Santa Maria Beltrade, e che vennero trasportate nell'attuale locazione a completare l'erigenda basilica di San Lorenzo), che sono i reperti romani di Milano più conosciuti.
Degna di menzione è anche l'architettura paleocristiana di Milano grazie alla presenza della basilica di Sant'Eustorgio (che fu fondata probabilmente nel secolo IV e che conserva reliquie dei Magi), della basilica di Sant'Ambrogio (che rappresenta a oggi non solo un monumento dell'epoca paleocristiana e medioevale, ma anche un punto fondamentale della storia milanese e della Chiesa ambrosiana), della basilica di San Nazaro in Brolo (che è stata fatta edificare da sant'Ambrogio nel IV secolo), della basilica di San Simpliciano (nel cui convento si trova anche il Chiostro grande), della basilica di San Lorenzo (ricostruita e modificata più volte nelle forme esterne conservando quasi completamente la primitiva pianta di epoca tardo-antica) e della cripta di San Giovanni in Conca, ovvero dei resti dell'omonima basilica risalente al V-VI secolo che è stata demolita tra il 1948 e il 1952.

### Aree naturali

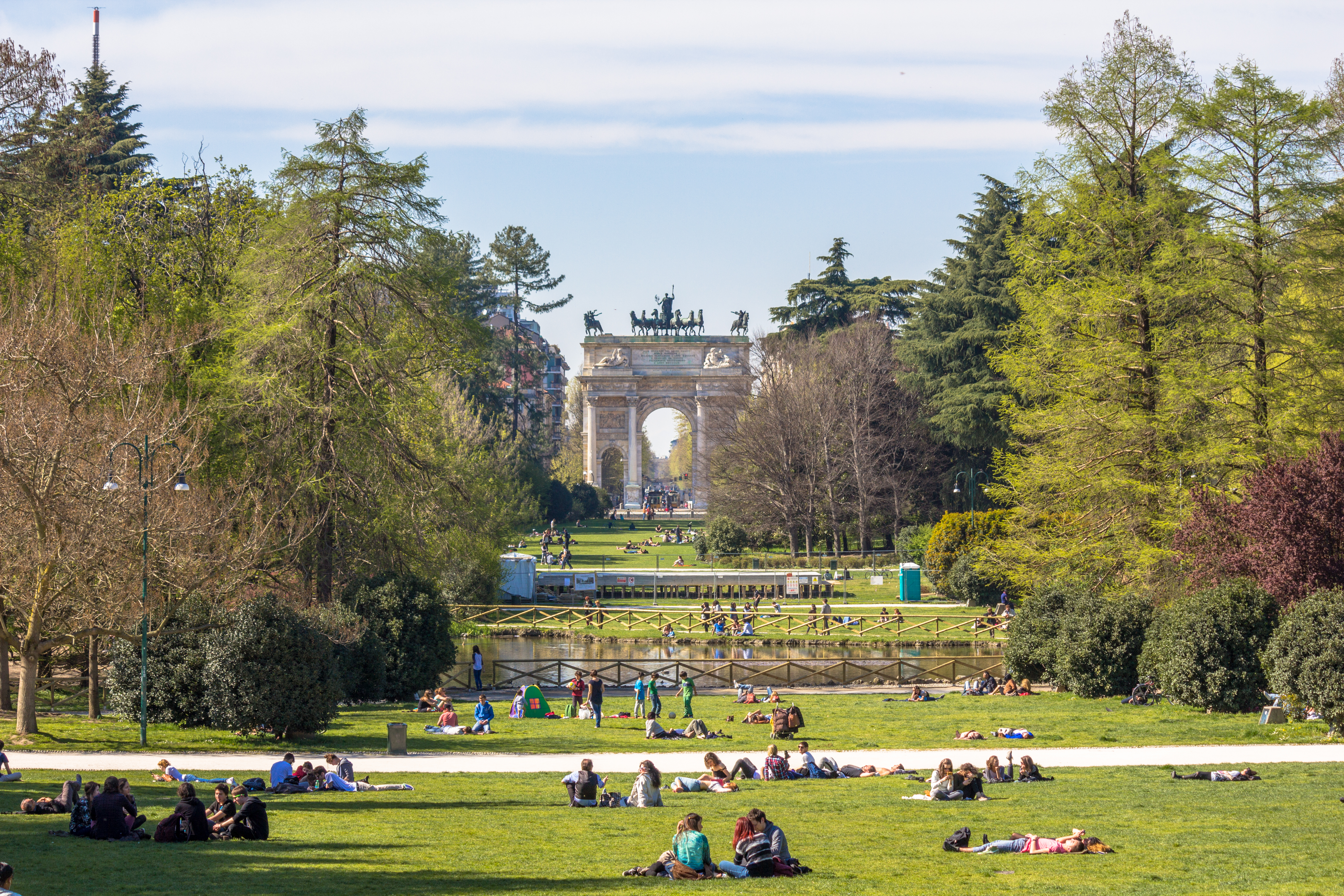
Parco Sempione verso l'Arco della Pace

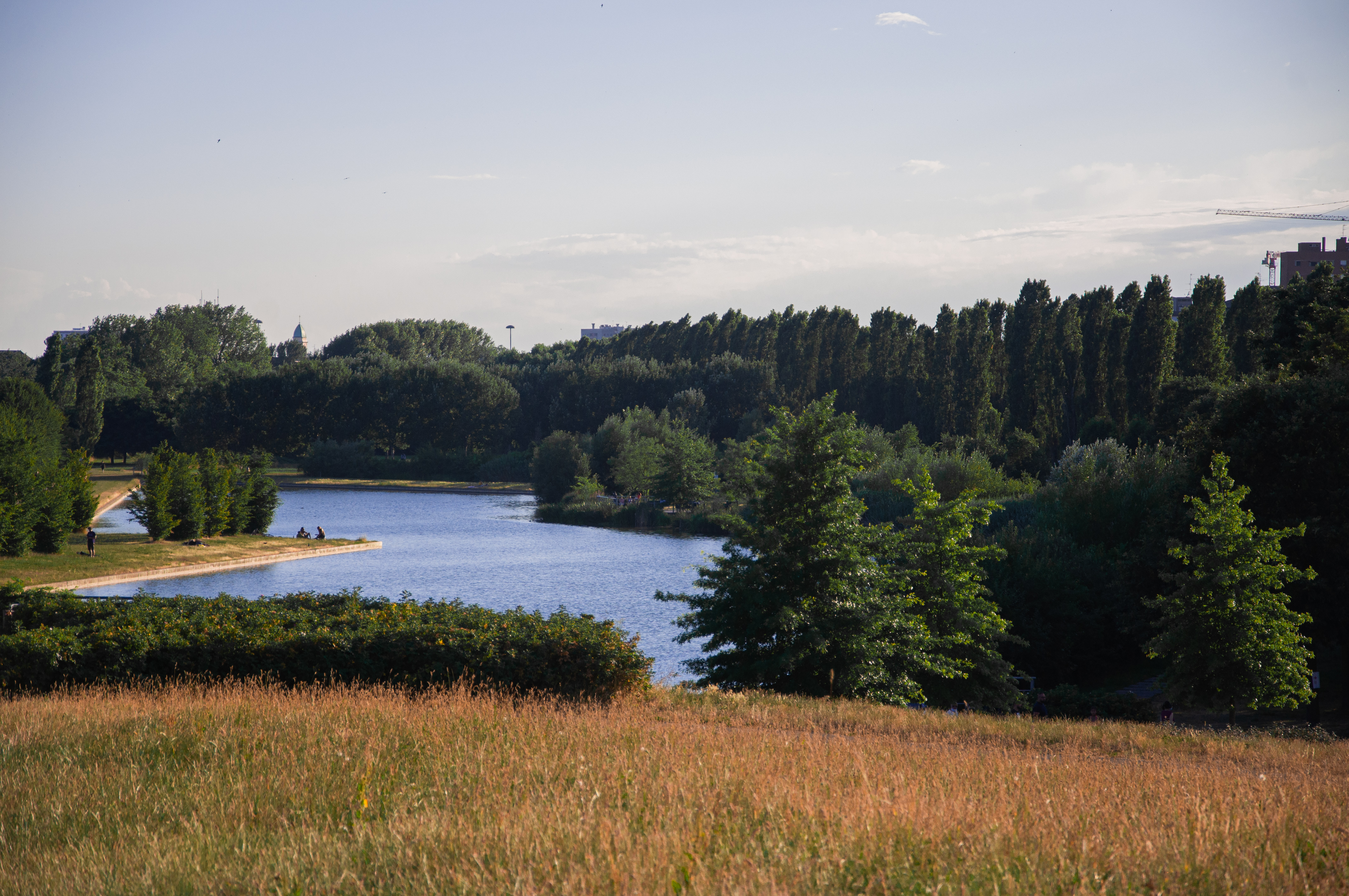
Veduta sul Parco Nord

Tre sono i parchi urbani storici della città: i Giardini pubblici (1784) oggi intitolati a Indro Montanelli, il Parco Sempione (1893) e il Parco Ravizza (1902). Altri parchi urbani di medie dimensioni, di realizzazione più recente, sono il Parco delle Basiliche (1934), il Parco Solari (1935) (poi intitolato a Luigi Giussani), il Parco di Largo Marinai d'Italia (1969) (oggi intitolato a Vittorio Formentano) e il Parco Biblioteca degli Alberi (2018).
Parchi di estensione maggiore si trovano fuori dall'area edificata: il Parco Lambro, il Parco Forlanini, il Parco delle Cave, il Boscoincittà e il Parco di Trenno. Per la sua particolarità, si segnala il "Monte Stella", ricavato dalle macerie degli edifici bombardati nella seconda guerra mondiale.

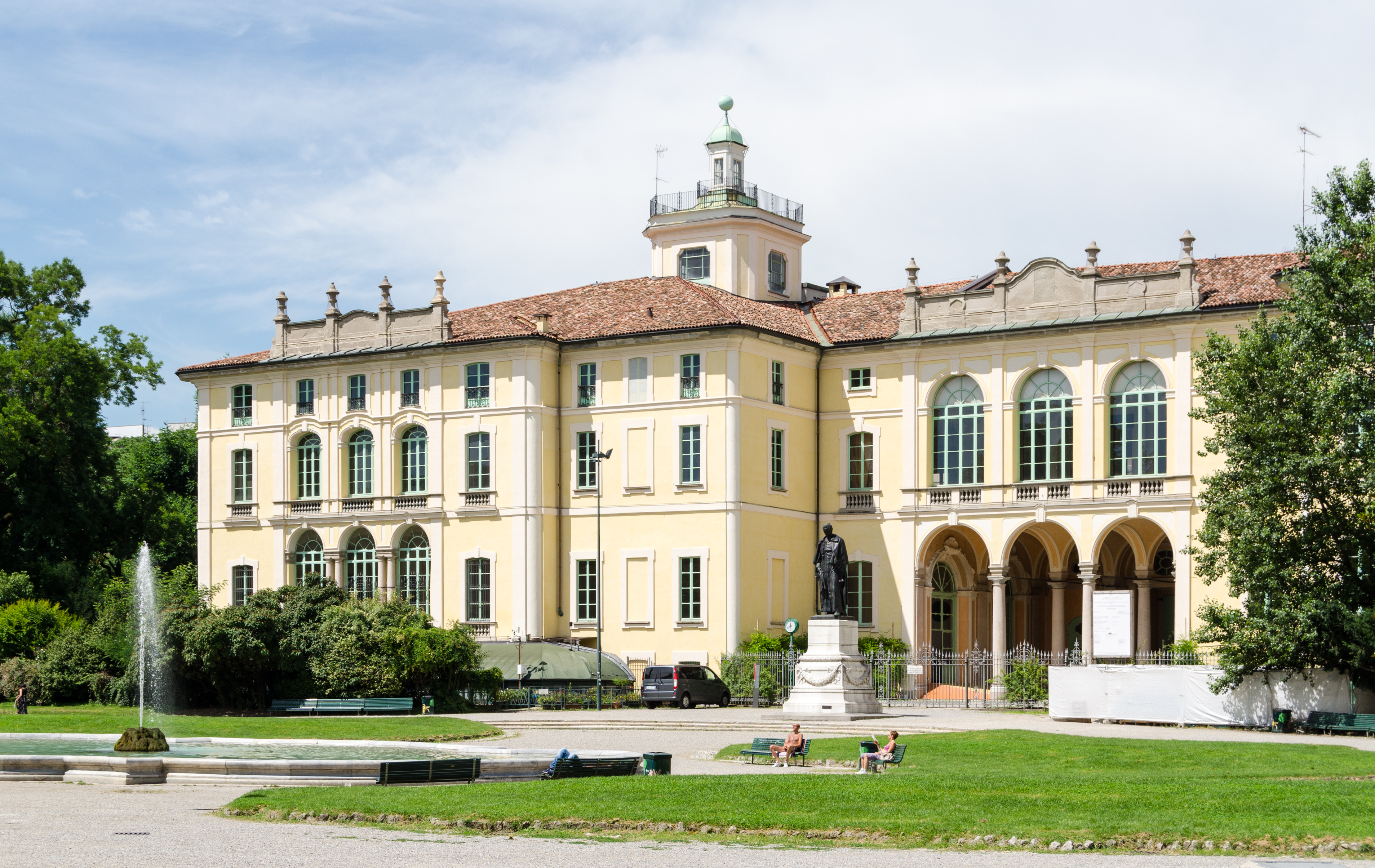
Palazzo Dugnani, che si trova nei Giardini pubblici Indro Montanelli

Nella zona nord del territorio comunale è posto il Parco Nord, a carattere sovracomunale. Un'ampia parte del territorio, a est, sud e ovest, è invece compresa nel Parco agricolo Sud Milano, una vasta area a carattere naturalistico e agricolo che circonda la città dai tre lati. Resti ben conservati delle mura spagnole sono visibili lungo viale Vittorio Veneto nei pressi di Porta Venezia, dove hanno mantenuto l'aspetto originale, quella di "passeggiata" alberata.
A est della città, presso l'Aeroporto di Linate, nel territorio dei comuni di Segrate e Peschiera Borromeo, si trova l'Idroscalo di Milano, un vasto bacino artificiale scavato nel 1928-1930 per l'ammaraggio e il decollo degli idrovolanti, e riconvertito già nel 1934 ad area per gare e attività sportive e uso balneare pubblico. Molto frequentato nei mesi estivi e dotato di una vasta area verde, l'Idroscalo è spesso definito "il mare dei milanesi". Nell'arco dell'anno l'area viene utilizzata per manifestazioni sportive nautiche, come canottaggio, motonautica o sci d'acqua.

## Società

### Evoluzione demografica

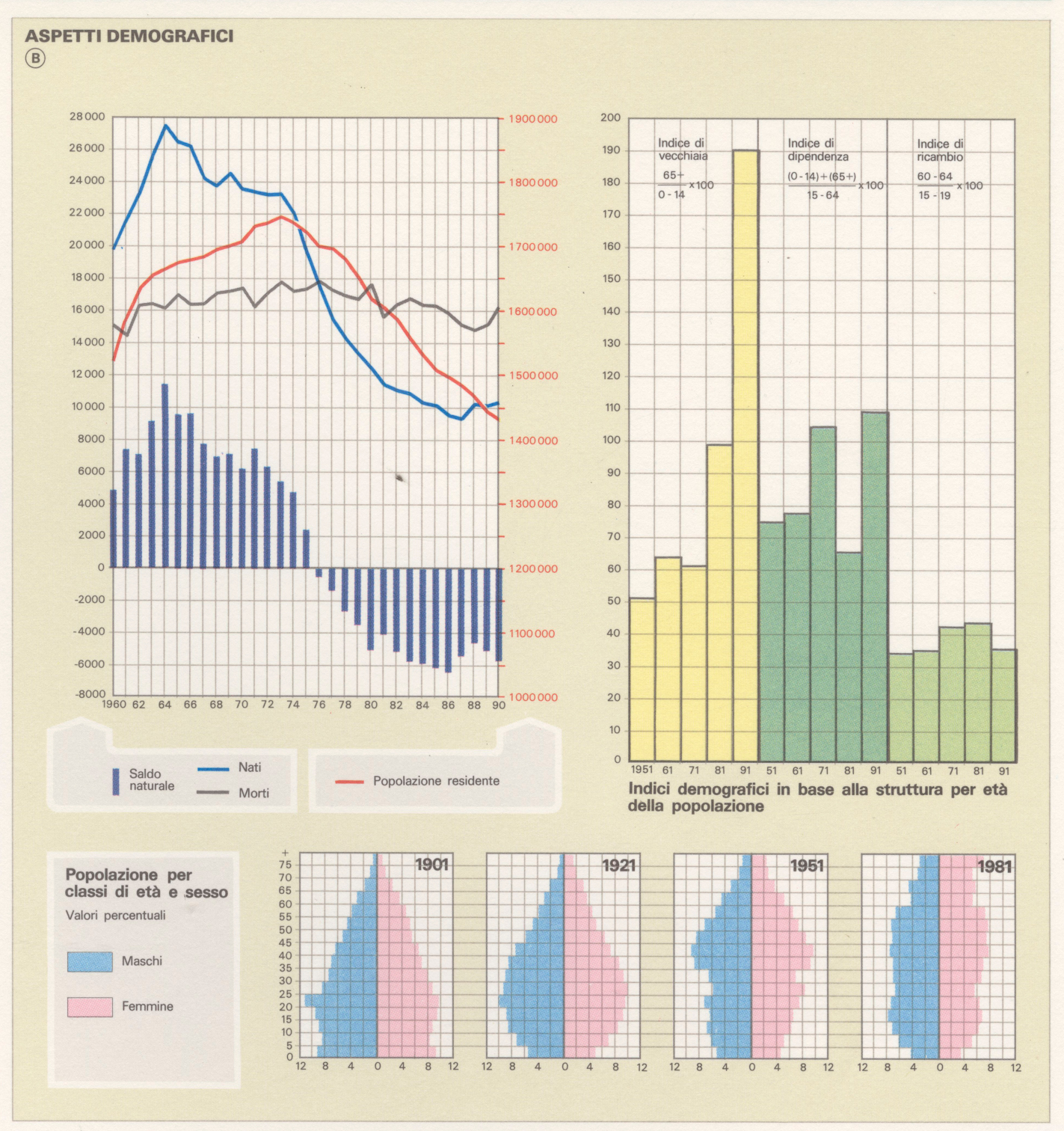
Evoluzione demografica di Milano

Milano è capoluogo della regione Lombardia, dell'omonima città metropolitana, e centro di una delle più popolose aree metropolitane d'Europa.
Al momento dell'Unità d'Italia Milano era il terzo comune italiano per numero di abitanti, superata da Napoli e Palermo. Nel censimento del 1871 era la quinta città d'Italia (dopo Napoli, Roma, Palermo e Torino). Nel secondo dopoguerra fu interessata da un cospicuo flusso migratorio da tutte le regioni d'Italia, fino a raggiungere il suo massimo di 1 743 427 abitanti al 31 dicembre 1973.

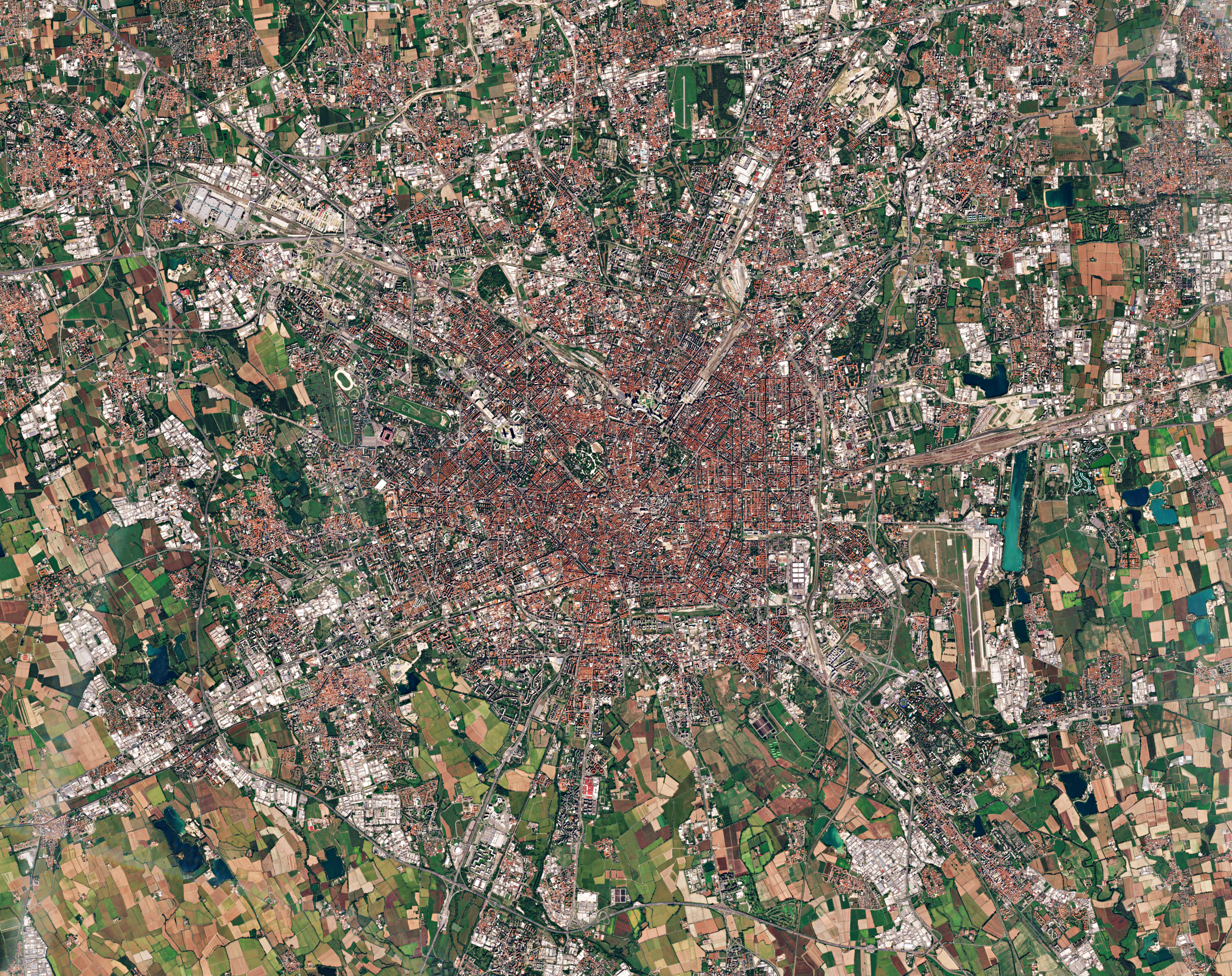
Foto satellitare dell'area milanese

In seguito l'area milanese ha conosciuto un forte fenomeno di suburbanizzazione, dato dal trasferimento di molti abitanti verso i comuni della città metropolitana di Milano. La popolazione residente al 31 dicembre 2017 è di 1 380 873 abitanti. Il 25 gennaio 2023 il sindaco Giuseppe Sala ha annunciato che la popolazione della città di Milano è tornata a superare la cifra di 1 400 000 abitanti.
La popolazione storica è indicata qui sotto senza considerare il comune dei Corpi Santi, che venne annesso a Milano nel 1873. Degno di nota è il drastico calo degli abitanti a causa della peste del 1630.
Popolazione storica (migliaia)

Abitanti censiti (migliaia)

### Suddivisioni amministrative

I nove municipi di Milano

La città è suddivisa in nove municipi. I nove municipi sono ulteriormente suddivisi in 88 N.I.L. (nuclei di identità locale).
- Municipio 1: Centro storico
- Municipio 2: Stazione Centrale, Gorla, Turro, Precotto, Greco, Crescenzago, Nolo
- Municipio 3: Città Studi, Lambrate, Venezia
- Municipio 4: Vittoria, Forlanini
- Municipio 5: Vigentino, Chiaravalle, Gratosoglio
- Municipio 6: Barona, Lorenteggio
- Municipio 7: Baggio, De Angeli, San Siro
- Municipio 8: Fiera, Gallaratese, Certosa, Quarto Oggiaro
- Municipio 9: Stazione Garibaldi, Isola, Porta Nuova, Centro Direzionale, Bicocca, Prato Centenaro, Niguarda, Bovisa, Dergano, Affori, Bruzzano, Comasina

La città era un tempo suddivisa in venti zone che avevano ciascuna un'estensione inferiore rispetto a quella dei moderni municipi e che sono state ridotte a nove nel 1999. Nel 2016 queste zone sono state soppiantate dai municipi sul modello del comune di Roma. Inoltre, a fini statistici, la città è divisa in 88 Nuclei d'identità locale.

### Etnie e minoranze straniere
Al 31 dicembre 2023 gli stranieri residenti nel comune erano 269 397, ovvero il 19,64% della popolazione. Di seguito sono riportati i gruppi più consistenti
- Egitto 42 023
- Filippine 35 906
- Cina 33 465
- Perù 15 884
- Sri Lanka 15 876
- Romania 13 543
- Bangladesh 12 151
- Ucraina 8 766
- Marocco 7 789
- Ecuador 7 781

A Milano si sta affacciando il fenomeno dei quartieri ad alto indice straniero, in particolare relativo alla comunità cinese, insediata da decenni nell'area fra via Canonica (a ridosso dei Bastioni di Porta Volta) e via Paolo Sarpi, interna a corso Sempione, colloquialmente nota come Chinatown di Milano.
Oltre a Chinatown, a Milano esistono altri quattro quartieri etnici, sebbene non ufficialmente riconosciuti:
- Piccola Bangladesh, area ad alta concentrazione di bengalesi: tra le vie Gaffurio, Benedetto Marcello, Vitruvio e Settembrini, e con il vertice in piazza Caiazzo[141]
- Nuova Kasbah, area fortemente abitata da cittadini stranieri, ma senza un'etnia prevalente: tra piazzale Loreto e il comune di Sesto San Giovanni[142][143]
- Asmarina, area a predominanza eritrea: tra viale Tunisia, piazza della Repubblica, viale Vittorio Veneto e corso Buenos Aires[144][145]
- Quartiere Arabo: nell'area di san Siro, dove la popolazione di origine araba ha ormai superato quella italiana[146][147][148].

### Lingue e dialetti

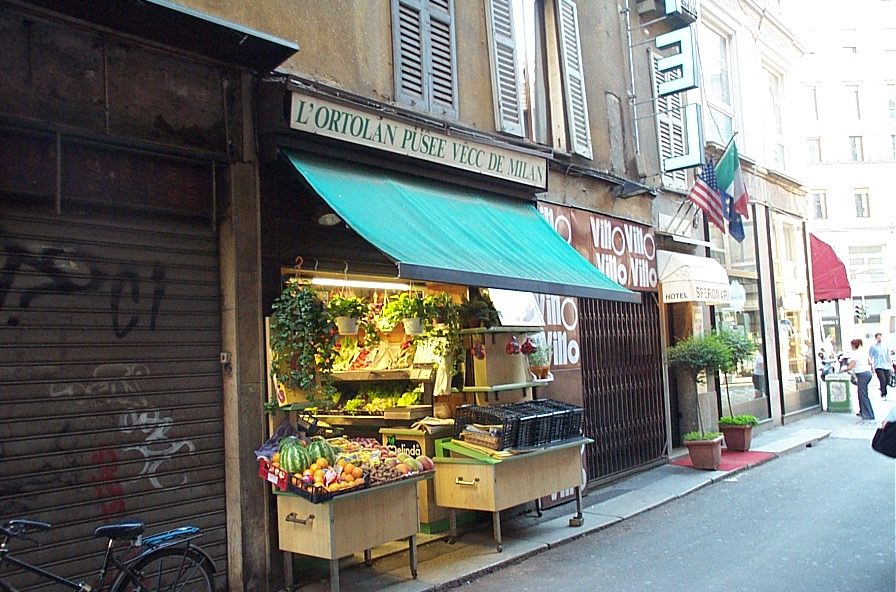
Un ortolano di Milano con l'insegna del negozio scritta in dialetto milanese (L'ortolán püŝee vêcc de Milan, ovvero "L'ortolano più vecchio di Milano")

Nella città metropolitana di Milano è relativamente diffusa la lingua lombarda nella sua variante dialettale milanese, che si estende fino alla parte settentrionale della provincia di Pavia. Il milanese, detto anche meneghino dall'omonima maschera della città di Milano, è comunemente considerato la varietà più importante della lingua lombarda per tradizione e letteratura, con le prime attestazioni storiche che risalgono al XIII secolo per mano di scrittori come Pietro da Barsegapè e Bonvesin de la Riva. Nel corso dei secoli il milanese seppe inoltre imporsi tra la popolazione anche come lingua di cultura; attraverso poesie, dizionari, riviste ed opere teatrali che si fecero portatrici delle numerose istanze sociali della città e dei suoi abitanti. Tra gli autori che più hanno contribuito al panorama letterario milanese vale la pena menzionare i poeti Carlo Porta, Delio Tessa e Franco Loi, i drammaturghi Carlo Bertolazzi ed Edoardo Ferravilla e lo scrittore Cletto Arrighi.
Il milanese non ha un riconoscimento giuridico (legge nº 482 del 1999) e non è oggetto di tutela da parte della Repubblica Italiana, mentre la lingua lombarda è riconosciuta ufficiosamente con la Raccomandazione nº 928 del 7 ottobre 1981 del Consiglio d'Europa. Un notevole avvicinamento del dialetto all'italiano si è avuto, soprattutto nel corso del XX secolo, anche per via dell'acquisizione di lessico dalla lingua nazionale (per esempio scòla rispetto a scoeura "scuola", ecc.), un fenomeno abbastanza comprensibile se si pensa che chi parla milanese in genere parla anche italiano.

### Religione

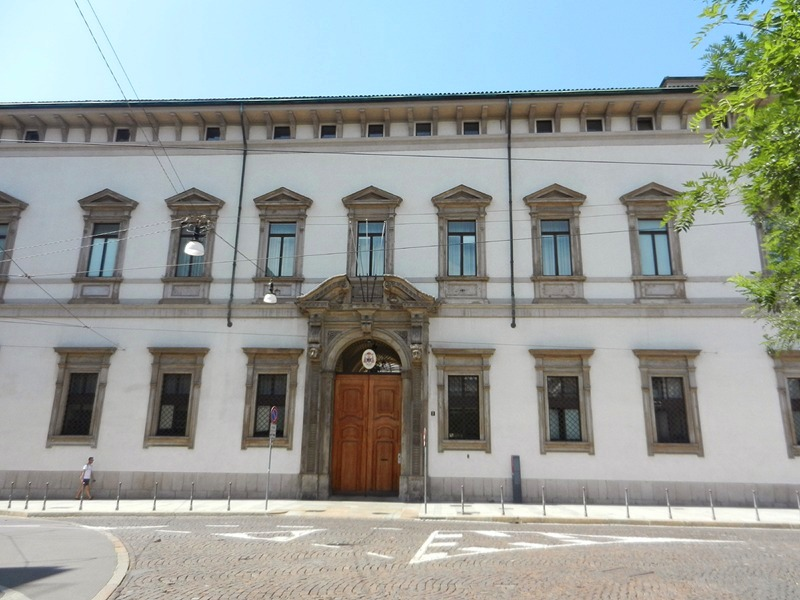
Il Palazzo Arcivescovile in piazza Fontana

La prima confessione religiosa a Milano è quella cattolica. La liturgia differisce da quella tipica della maggior parte del mondo cattolico in quanto Milano segue un proprio rito, chiamato rito ambrosiano, derivante dalla tradizione che si è stratificata nella liturgia milanese. Anticamente vi erano vari riti locali, che furono via via aboliti. Il rito ambrosiano sopravvisse e si assestò nel corso dei secoli sia per l'importanza della sede milanese sia perché, nel momento di massima uniformazione della liturgia, ovvero in corrispondenza del Concilio di Trento, regnava un papa milanese, Pio IV. Altro motivo della conservazione del rito ambrosiano fu il fatto che l'anima del Concilio fosse san Carlo Borromeo, vescovo di Milano e nipote di Pio IV.
La seconda comunità religiosa è quella musulmana, che si ritrova in moschee come quella di viale Jenner e quella di Segrate (che si riunisce nella Moschea di Segrate), che si trova però sul territorio del comune di Milano, anche se in un suo punto estremo. Da tempo a Milano esistono degli edifici di culto per protestanti, come la Chiesa valdese in via Francesco Sforza, la Chiesa Evangelica delle Assemblee di Dio in via delle Forze Armate, la Chiesa ortodossa, come quella rumena di via De Amicis e la chiesa ortodossa di via Giulini, che fa capo al patriarcato di Mosca e la Chiesa ortodossa bulgara.
Milano è sede anche della seconda comunità ebraica italiana per numero di fedeli, almeno 7 000, seconda solamente alla comunità ebraica di Roma. A Milano fa capo anche la comunità armena più importante d'Italia, presente sia con la chiesa armeno-cattolica sia con la chiesa apostolica armena.

### Tradizioni e folclore

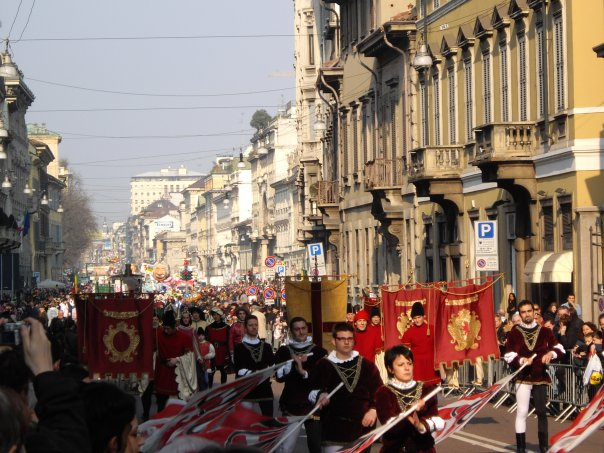
Partenza del corteo storico del Carnevale Ambrosiano del 2009 dai Bastioni di Porta Venezia

Tra le tradizioni milanesi degno di menzione è il Carnevale Ambrosiano, evento annuale di carattere storico e religioso le cui manifestazioni coinvolgono la città di Milano, l'intera arcidiocesi di Milano e i territori di alcune delle diocesi vicine durante il quale sono protagoniste, tra le altre, le maschere milanesi di Meneghino e della Cecca.
Altro evento annuale è la consegna dell'Ambrogino d'oro, nome non ufficiale con cui sono comunemente chiamate le onorificenze conferite dal comune di Milano, la cui denominazione è ispirata a sant'Ambrogio, patrono della città. Degni di nota sono anche i Giochi sforzeschi, convegno ludico organizzato in collaborazione con il comune di Milano che è iniziato nel 1999.

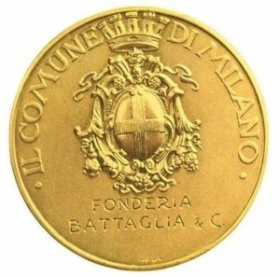
La medaglia dell'Ambrogino d'oro

Per quanto riguarda gli eventi commerciali, importanti sono la fiera di Sinigallia, storico mercatino delle pulci che si svolge ogni sabato nei pressi della Darsena di Porta Ticinese, e gli Oh Bej! Oh Bej!, antico mercatino tipico del periodo natalizio che si tiene generalmente dal 7 dicembre, giorno di sant'Ambrogio, fino alla domenica successiva. Degno di nota è anche il Tredesin de Mars, festa tradizionale milanese nata per commemorare l'annuncio del Cristianesimo alla città da parte di san Barnaba.

### Istituzioni, enti e associazioni

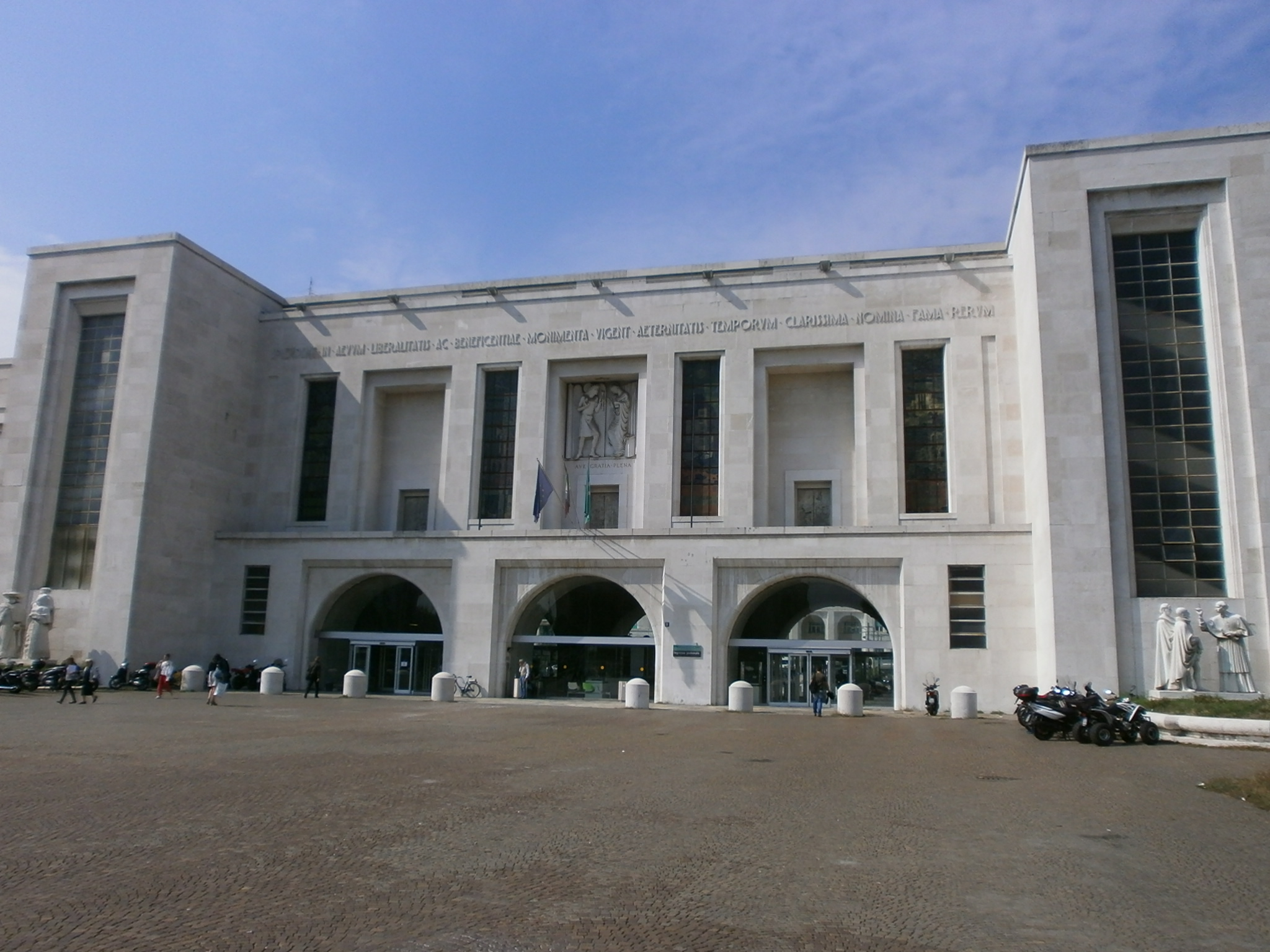
Ospedale Niguarda Ca' Granda

Il più antico ospedale milanese al servizio dell'intera città di cui è rimasta traccia documentata è l'ospedale del Brolo. Fondato nel 1158, quattro anni prima della resa a Federico Barbarossa, funzionò per oltre tre secoli. Dopo il 1456, cedette il suo ruolo primario alla Ca' Granda che divenne, per incorporazioni di altre opere benefiche, lasciti e donazioni, una delle più importanti istituzioni milanesi. L'antica denominazione "Ca' Granda" è ancora portata dall'ospedale di Niguarda, il cui nome completo è Ospedale Niguarda Ca' Granda e dal Policlinico di Milano, il cui nome completo è Fondazione IRCCS Ca' Granda Ospedale Maggiore Policlinico.
Il sistema sanitario di Milano, come quello dell'intera Italia, non dipende più dall'autorità locale ma è di competenza della regione, che agisce sul territorio tramite le aziende sanitarie locali. Il sito ufficiale della regione Lombardia registra a Milano 31 ospedali, tra pubblici e convenzionati, specialistici o generali che coprono a 360° le patologie previste dai protocolli nazionali. A essi ricorrono sovente pazienti provenienti da altre regioni. La sanità lombarda è tra quelle "virtuose", che non hanno cioè deficit di bilancio. Tra gli ospedali, sono diversi quelli che appartengono alla categoria degli Istituti di ricovero e cura a carattere scientifico, i cosiddetti IRCCS. Ricordiamo, tra quelli specialistici, l'Istituto Nazionale Neurologico Carlo Besta, la Fondazione IRCCS Istituto Nazionale dei Tumori, l'Istituto Europeo di Oncologia, l'Istituto ortopedico Gaetano Pini e il Centro cardiologico Monzino, mentre tra gli ospedali a indirizzo generale i più importanti sono l'Ospedale Maggiore di Milano, l'Ospedale Niguarda Ca' Granda, l'Azienda ospedaliera Fatebenefratelli e Oftalmico e l'Istituto scientifico universitario San Raffaele.

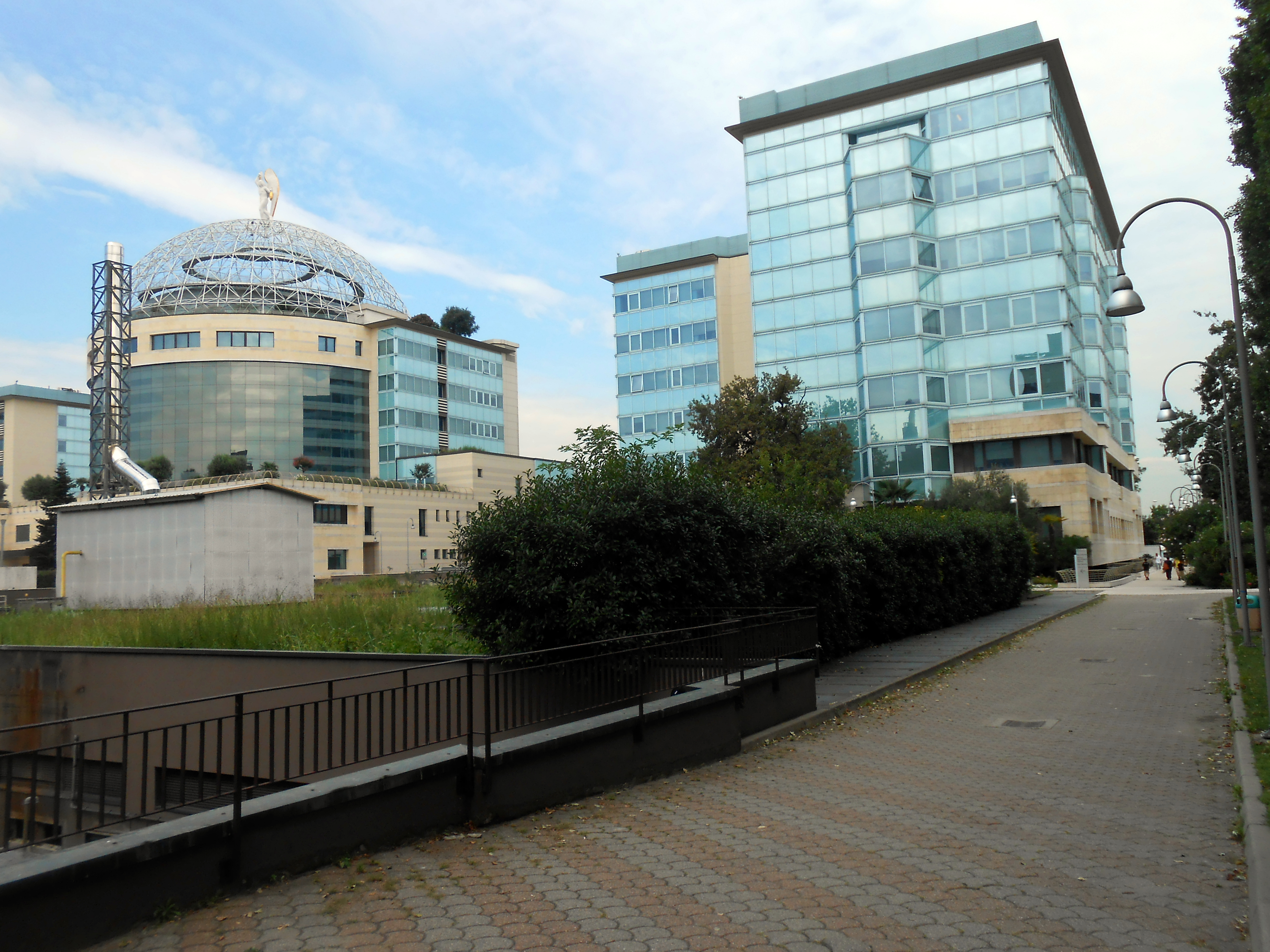
Ospedale San Raffaele

Accanto alla cura caritatevole degli ammalati, la filantropia milanese si è fatta carico, nel tempo, di fondare e sostenere istituzioni diventate poi storiche e familiari nel panorama sociale cittadino per l'assistenza agli anziani e agli orfani: la Baggina, l'Orfanotrofio dei Martinitt e l'Orfanotrofio delle Stelline. Caratteristica delle tre iniziative era il fatto che i beneficati dovessero, nelle loro possibilità, praticare o imparare un mestiere per mantenere o crearsi la dignità personale. A questo tema si riallacciano le numerose iniziative per l'alfabetizzazione e per l'insegnamento delle arti e dei mestieri che troverà un largo seguito tra i protagonisti dell'industrializzazione della città, che avvenne nel XIX secolo. Un importante ruolo filantropico è anche svolto dalla Fondazione Cariplo.
Fra le istituzioni scientifiche con sede a Milano si possono ricordare l'Istituto lombardo accademia di scienze e lettere, l'Osservatorio astronomico di Brera e l'Orto botanico di Brera, FAST-Federazione delle associazioni scientifiche e tecniche Italiane. Milano è sede di numerose organizzazioni di cooperazione allo sviluppo che hanno uffici legali o operativi nella città e che operano a livello internazionale.

## Cultura

### Istruzione

#### Scuole
Come in tutte le grandi città, a Milano vi è un gran numero di scuole, pubbliche e private, che consentono percorsi didattici molto specifici o personalizzati a chi ha la necessità o le possibilità economiche.
Nel 2021 si contavano oltre 900 scuole di ogni ordine e grado, tra cui: oltre 500 istituti tra scuole dell'infazia e primarie, 125 scuole secondarie di primo grado e oltre 250 scuole secondarie di secondo grado. Alcune di queste vantano secoli di storia, come il liceo classico "Cesare Beccaria", originariamente avviato nel 1603 in Piazza Missori dai Padri Barnabiti, e il liceo classico "Giuseppe Parini", erede del "Regio Ginnasio di Brera" istituito nel 1774 da Maria Teresa d'Austria in zona Brera.
È possibile frequentare scuole in lingua inglese, francese (Liceo "Stendhal") e tedesca (Scuola germanica di Milano). All'Accademia Teatro alla Scala si può combinare la scuola dell'obbligo con una scuola di danza classica.

#### Università

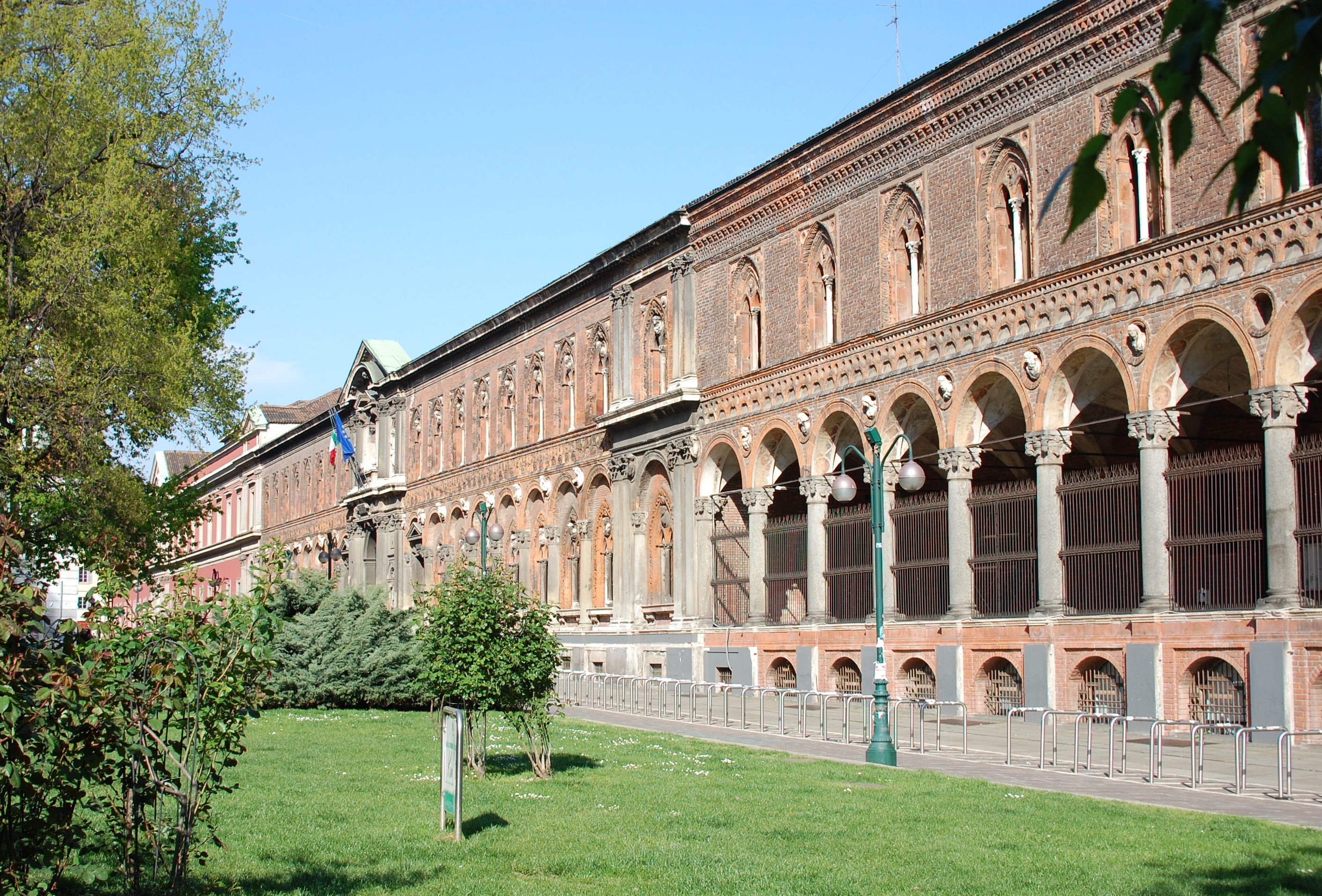
La Ca' Granda, un tempo sede dell'Ospedale Maggiore di Milano e in seguito diventata sede dell'Università degli Studi di Milano

Il sistema di istruzione superiore di Milano comprende 39 centri universitari (44 facoltà, 174 000 nuovi studenti all'anno, pari al 10% dell'intera popolazione universitaria italiana), e ha il maggior numero di laureati e studenti post laurea (rispettivamente, 34 000 e più di 5 000) in Italia. Milano è la prima città in Italia per offerta di facoltà. Un consorzio tra gli atenei (escluse le Accademie e il Conservatorio) ha dato luogo alla nascita nel 2003 di un "collegio di eccellenza" : il Collegio di Milano.
Quattro atenei milanesi sono presenti nel QS World University Rankings: l'Università degli Studi di Milano, il Politecnico di Milano, l'Università Cattolica del Sacro Cuore e l'Università commerciale "Luigi Bocconi", che garantiscono un'eccellenza accademica riconosciuta in tutto il mondo dai datori di lavoro. Secondo un sondaggio del comune effettuato nel 2012, Milano è anche la meta del 40% dei laureati italiani all'estero che tornano in Italia.
La città ospita, inoltre, il prestigioso Conservatorio di Musica "Giuseppe Verdi", fondato nel 1807.

#### Biblioteche

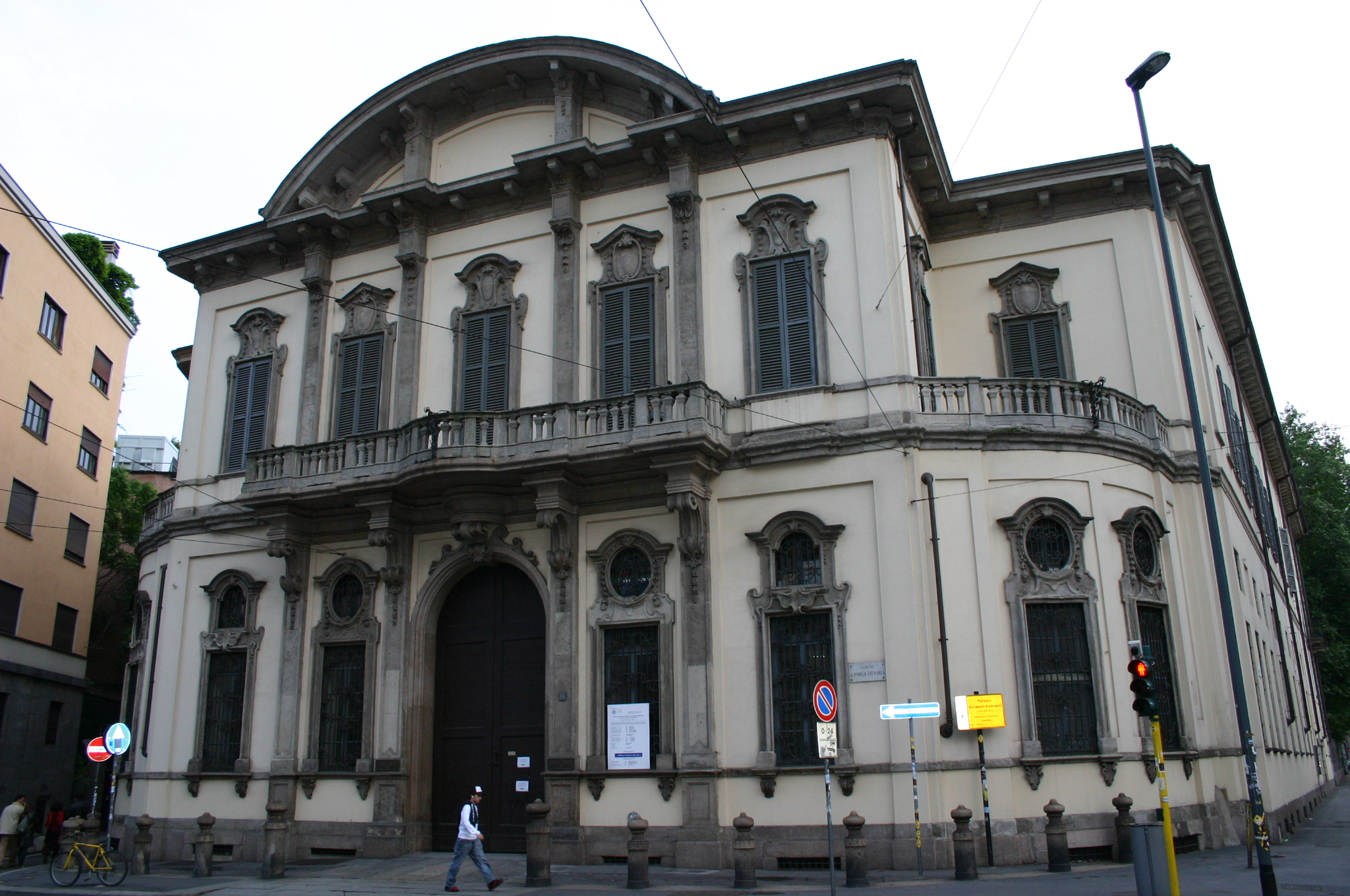
Facciata della Biblioteca comunale centrale di Milano, in Corso di Porta Vittoria

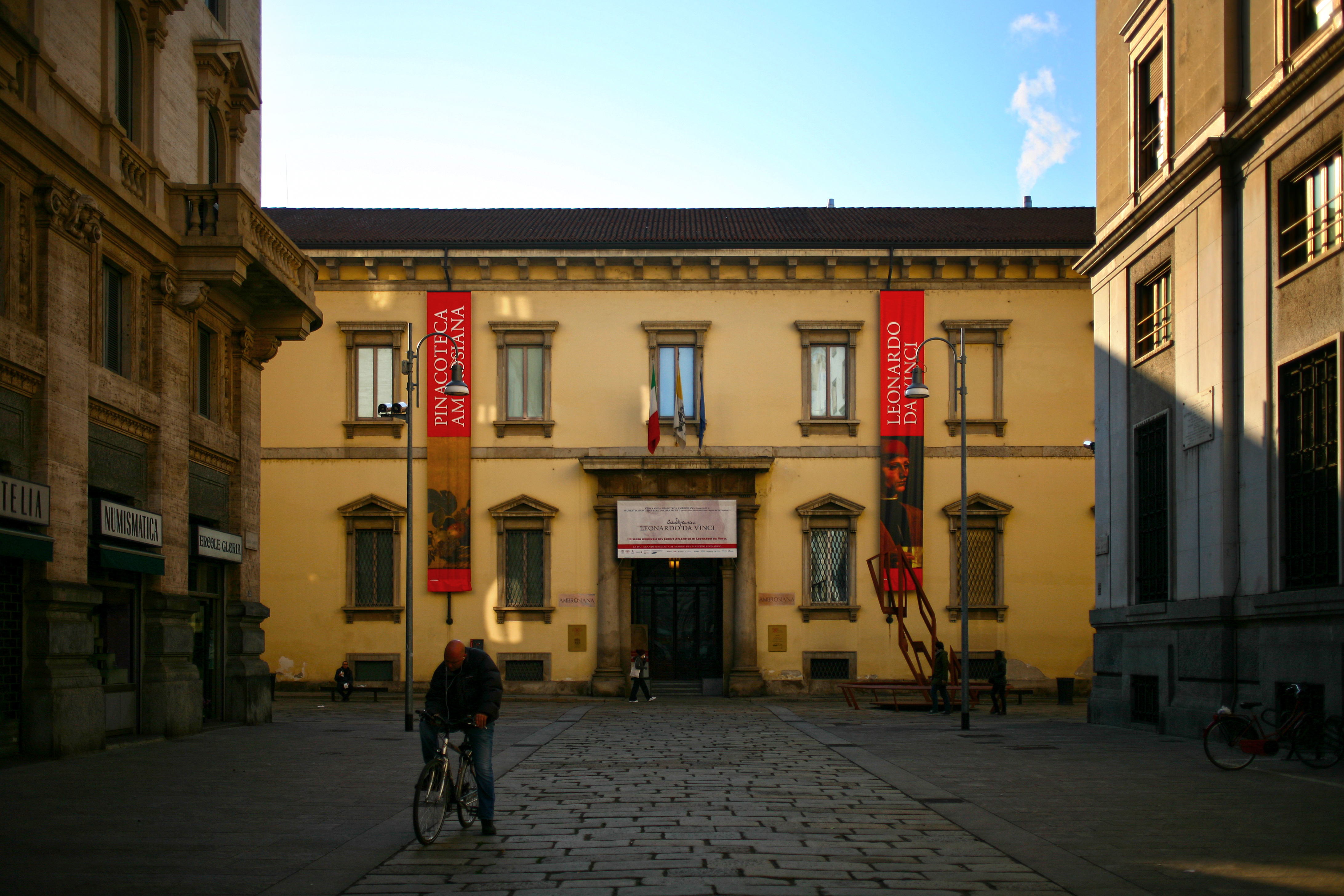
Biblioteca Ambrosiana

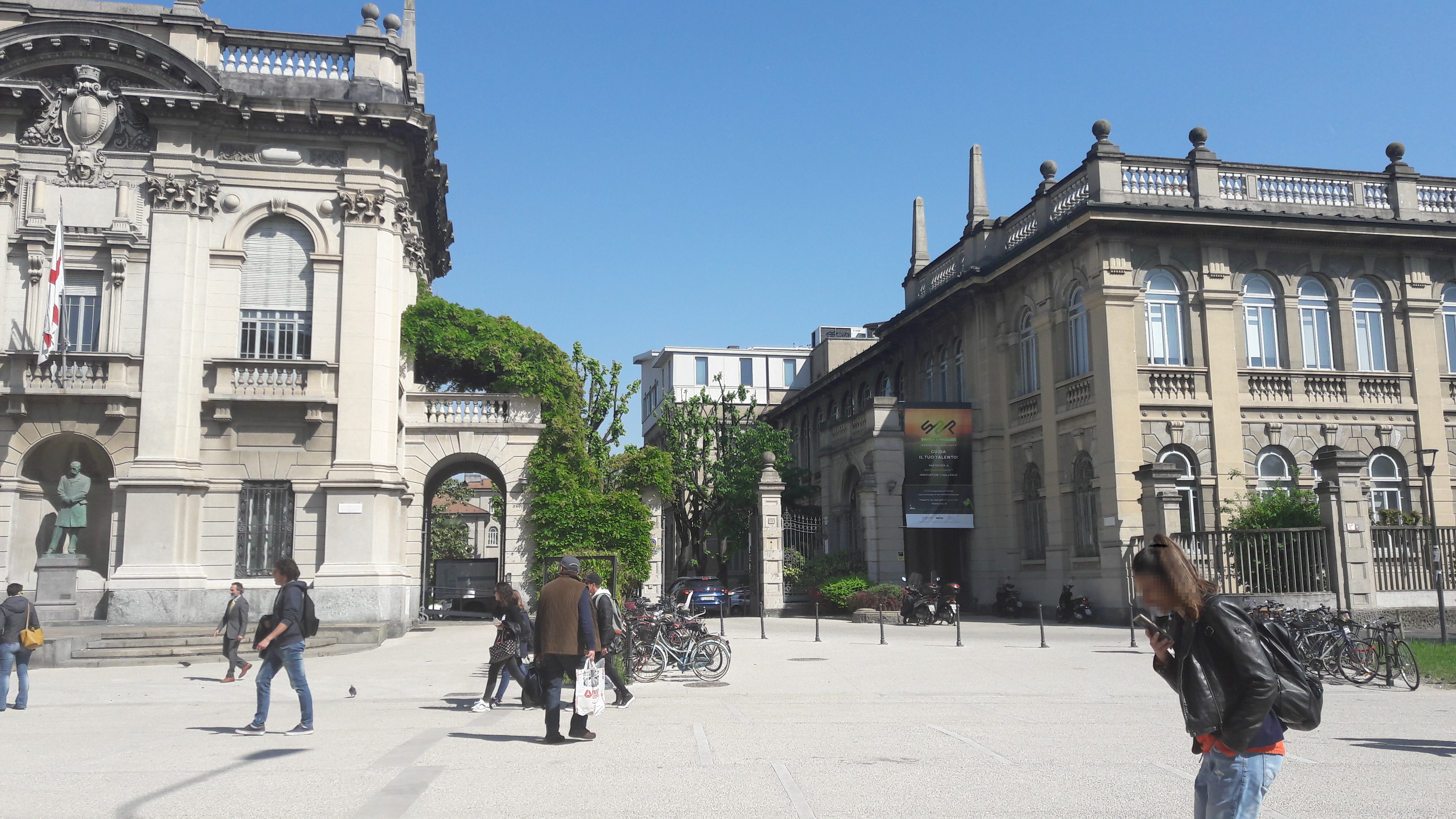
Il Politecnico di Milano. Ospita la più importante biblioteca scientifica italiana

La tradizione bibliotecaria di Milano si rispecchia nelle sue tre storiche biblioteche, la Biblioteca Ambrosiana, la Biblioteca nazionale braidense e la Biblioteca Trivulziana, che conserva il Codice Trivulziano di Leonardo da Vinci.
L'Ambrosiana, fondata nel 1607 dal cardinale Federico Borromeo, fu anche la prima biblioteca in Italia a essere stata aperta e resa fruibile al pubblico; conserva un patrimonio notevole di codici miniati e il Codice Atlantico di Leonardo da Vinci. La Braidense, voluta nel 1770 da Maria Teresa d'Austria, fu pensata per equilibrare con un vasto numero di libri a stampa la grande quantità di manoscritti dell'Ambrosiana. Nel 1890 venne istituita la Biblioteca comunale centrale di Milano, sede principale del sistema bibliotecario della città che si articola in ventiquattro punti di prestito e lettura distribuiti uniformemente sull'intero territorio comunale.
Fra le biblioteche universitarie vanno citate la Biblioteca Campus Leonardo del Politecnico di Milano, a oggi la più importante biblioteca scientifica in Italia, e quella dell'Università degli Studi, particolarmente ricca e articolata soprattutto per quanto concerne le facoltà di giurisprudenza, scienze politiche e lettere e filosofia, contenendo circa 500 000 volumi. Di grande interesse per la storia della musica e del teatro è la Biblioteca del Conservatorio Giuseppe Verdi, istituita nel 1807 da Napoleone Bonaparte, che divenne durante il Regno Lombardo-Veneto l'archivio musicale dello Stato con l'obbligo di conferirvi copia di tutte le opere musicali pubblicate.

#### Musei

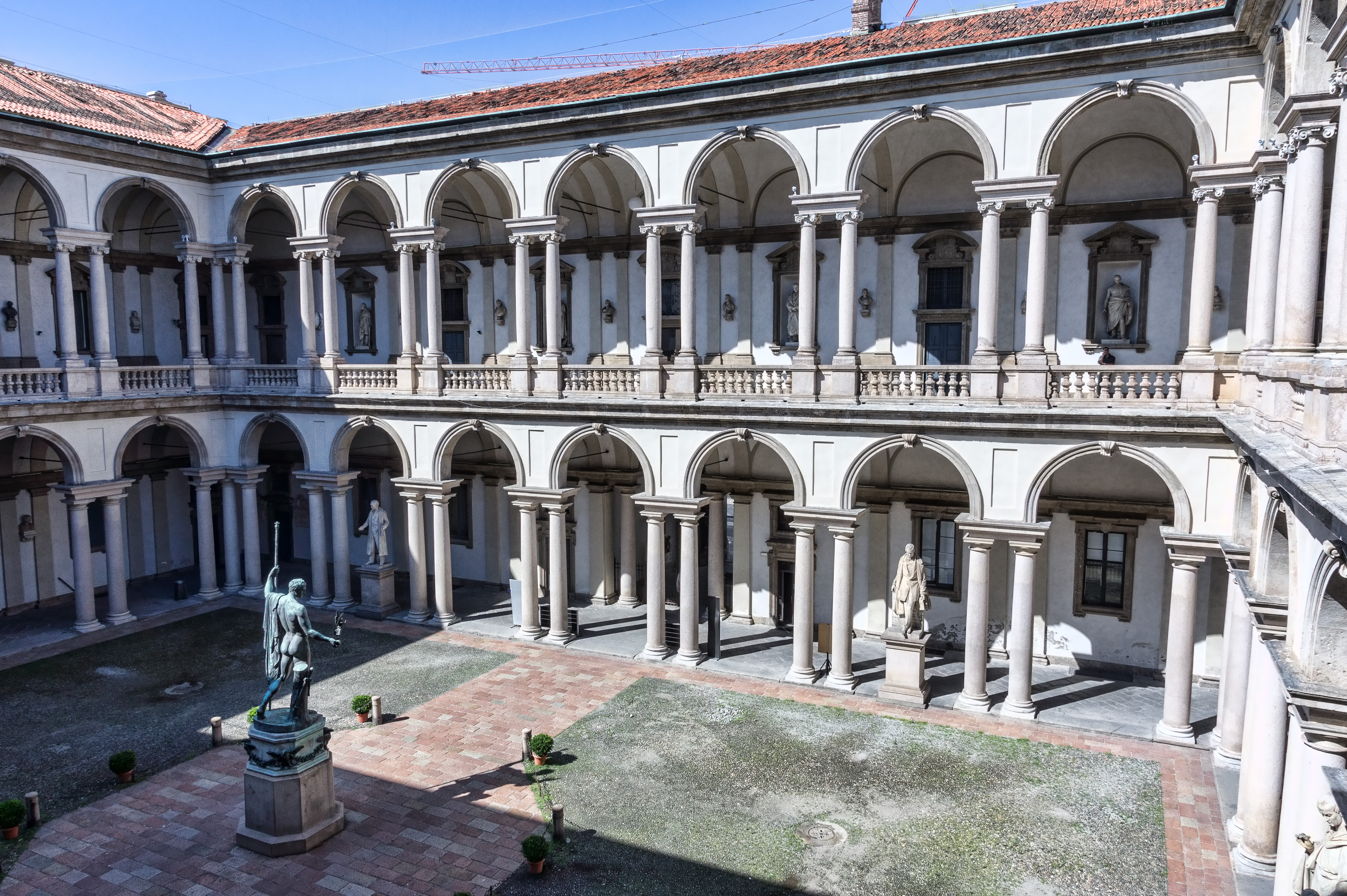
Il Cortile d'onore del palazzo di Brera

Milano possiede un notevole tesoro artistico ripartito in più collezioni; la città è un centro estremamente vitale di mostre e di attività culturali, con iniziative e centri d'apprendimento legati alla storia e alla scienza.
La Pinacoteca di Brera è la pinacoteca più celebre di Milano: ospita al suo interno una collezione che contiene le opere dei più importanti artisti del panorama italiano e internazionale, dal XIV al XX secolo. La più antica pinacoteca milanese è invece la Pinacoteca Ambrosiana, fondata nel XVII secolo dal cardinale Federico Borromeo assieme alla Biblioteca Ambrosiana.

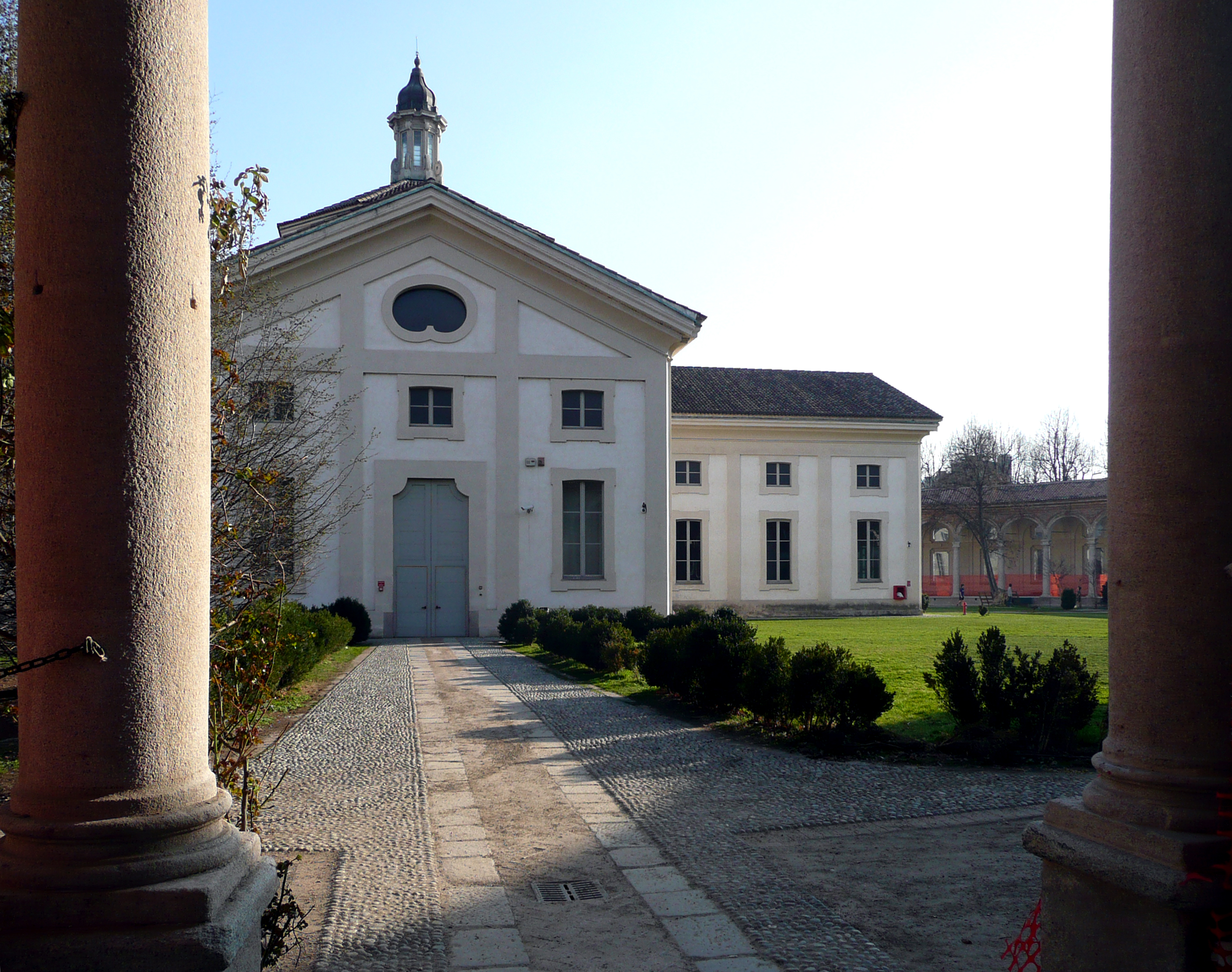
Rotonda della Besana

Il Palazzo Reale di Milano, insieme al Palazzo della Ragione e alla Rotonda della Besana, è la principale sede espositiva di mostre temporanee. Il Castello Sforzesco è invece sede di musei permanenti, come il Museo d'arte antica (con la Sala delle Asse di Leonardo da Vinci), il Museo degli strumenti musicali, il Museo del mobile, la collezione d'Arti applicate e una pinacoteca che raccoglie oltre 200 dipinti della pittura italiana dal XIII al XVIII secolo. Di recente costituzione è il Museo del Novecento, che è ospitato all'interno del Palazzo dell'Arengario e dell'adiacente Palazzo Reale e che espone opere d'arte moderna realizzate nel corso del XX secolo, mentre quelle del XIX secolo hanno sede nella neoclassica Villa Reale, già Villa Belgiojoso Bonaparte, esempio edilizio di grande eleganza, progettato da Leopoldo Pollack. La Triennale di Milano, sede di esposizioni di arte moderna, forma con il Padiglione d'arte contemporanea di Milano le sedi espositive della città per questo tipo di arte. Sono poi presenti le Case museo di Milano, un circuito museale che raggruppa quattro edifici storici milanesi: il Museo Bagatti Valsecchi, la Casa-museo Boschi Di Stefano, la Villa Necchi Campiglio e il Museo Poldi Pezzoli.
Il patrimonio archeologico dalla preistoria all'età romana è esposto principalmente al Civico museo archeologico di Milano presso i resti dell'antico circo romano, oltre che all'Antiquarium nel parco dell'anfiteatro, mentre alla storia della Milano cristiana sono dedicati il Museo diocesano e il Museo dell'Opera del Duomo.
Tra i musei a carattere scientifico si possono annoverare il Museo nazionale della scienza e della tecnologia, celebre anche per la mostra permanente su Leonardo da Vinci e per il sottomarino Enrico Toti, e il Museo civico di storia naturale di Milano, il più grande museo di storia naturale italiano e tra i più importanti musei naturalistici d'Europa. Ci sono inoltre il Planetario di Milano, l'Osservatorio astronomico di Brera e l'Acquario civico di Milano.
La città ospita il Centro di Documentazione sul Progetto Grafico di AIAP, fondato nel 1945 per conservare e valorizzare i materiali della progettazione grafica e della comunicazione visiva e si configura anche come centro di ricerca professionale. Custodisce più di 70000 artefatti messi a disposizione sia di studiosi che di mostre itineranti.

### Media

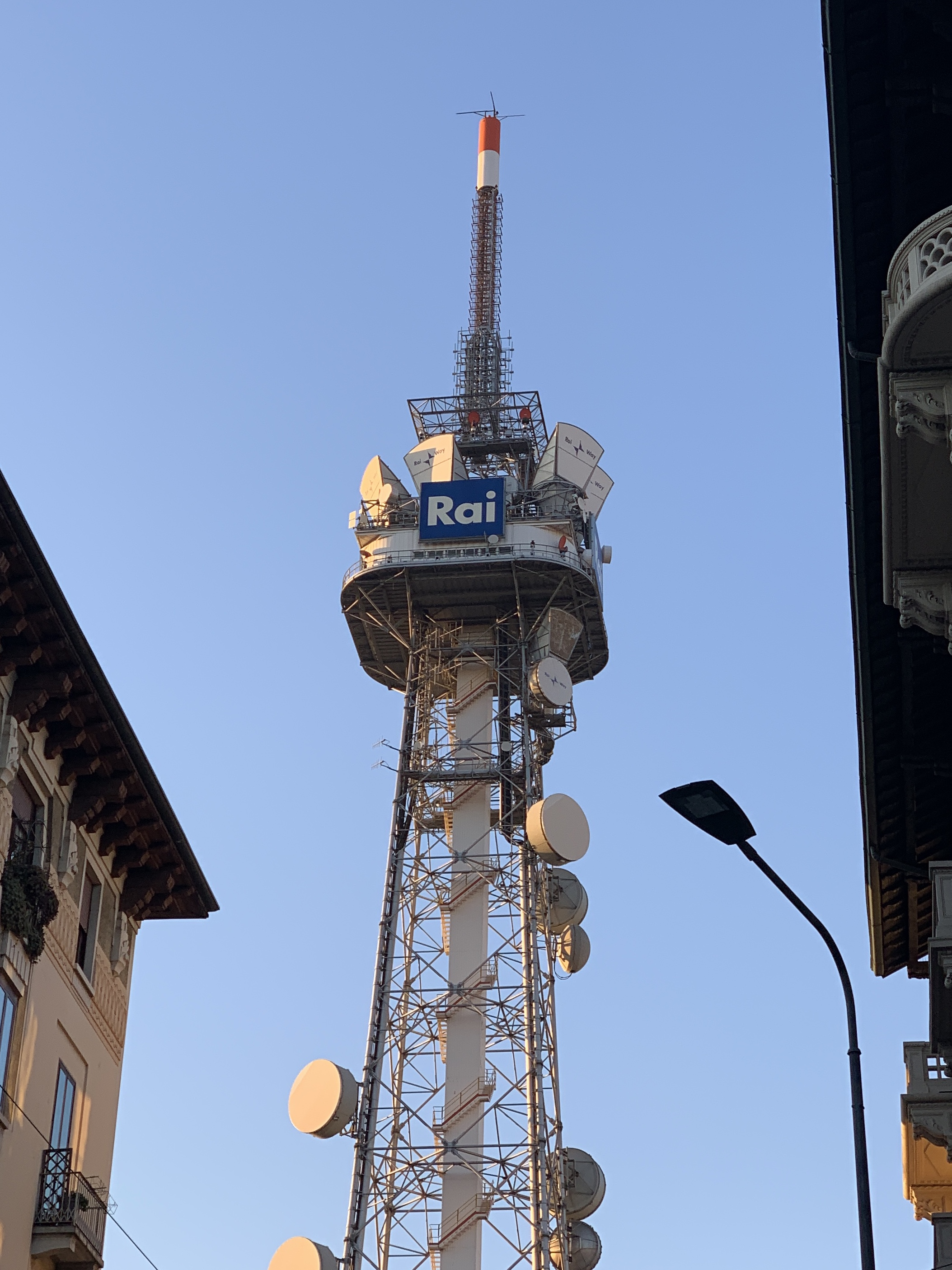
L'antenna Rai situata all'interno dello storico centro di produzione di Milano di corso Sempione

#### Televisione
Milano fu, insieme a Roma e a Torino, uno dei centri principali per l'introduzione della televisione in Italia; nei primi anni trenta furono presentati nel capoluogo lombardo i primi esperimenti televisivi italiani, mentre nel decennio successivo cominciarono a essere distribuite trasmissioni sperimentali giornaliere.
Con l'inizio della programmazione regolare nel 1954 prenderà importanza il centro di produzione Rai di corso Sempione, mentre l'intera industria elettronica e radiotelevisiva della nazione avrà come grande centro proprio marchi milanesi quali Magneti Marelli, CGE, llocchio Bacchini e Mivar. I primi anni della televisione italiana videro quindi Milano come il centro più importante a livello nazionale; il suo dominio fu intaccato solo a partire dalla seconda metà degli anni settanta, con l'introduzione della televisione a colori.
In seguito a Milano si vennero a creare le tre più importanti emittenti televisive private, Canale 5, Italia 1 e Rete 4, che permisero alla città di mantenere una figura di rilievo come centro di produzione che è ancora oggi presente. Milano è la sede principale dei più importanti gruppi televisivi e canali privati in Italia: Mediaset, Sky Italia, Warner Bros. Discovery Italia, Paramount Global Italia e Dazn ed ospita il Centro di Produzione Rai di Milano, dove vengono realizzate alcune tra le più importanti trasmissioni della tv di Stato. Inoltre, in città sono presenti molti Centri di Produzione dove vengono realizzati programmi televisivi e spot pubblicitari, tra cui gli studi EMG di Via Deruta 20 e Cologno Monzese, UMC di Via Belli 14 e gli avveniristici Milano City Studios.
Le emittenti televisive localizzate nella regione milanese occupano il 25% degli addetti nazionali del settore, che è un record nazionale.
Milano nel 2007 ospitò anche un episodio televisivo di Monday Night Raw della WWE.

#### Stampa

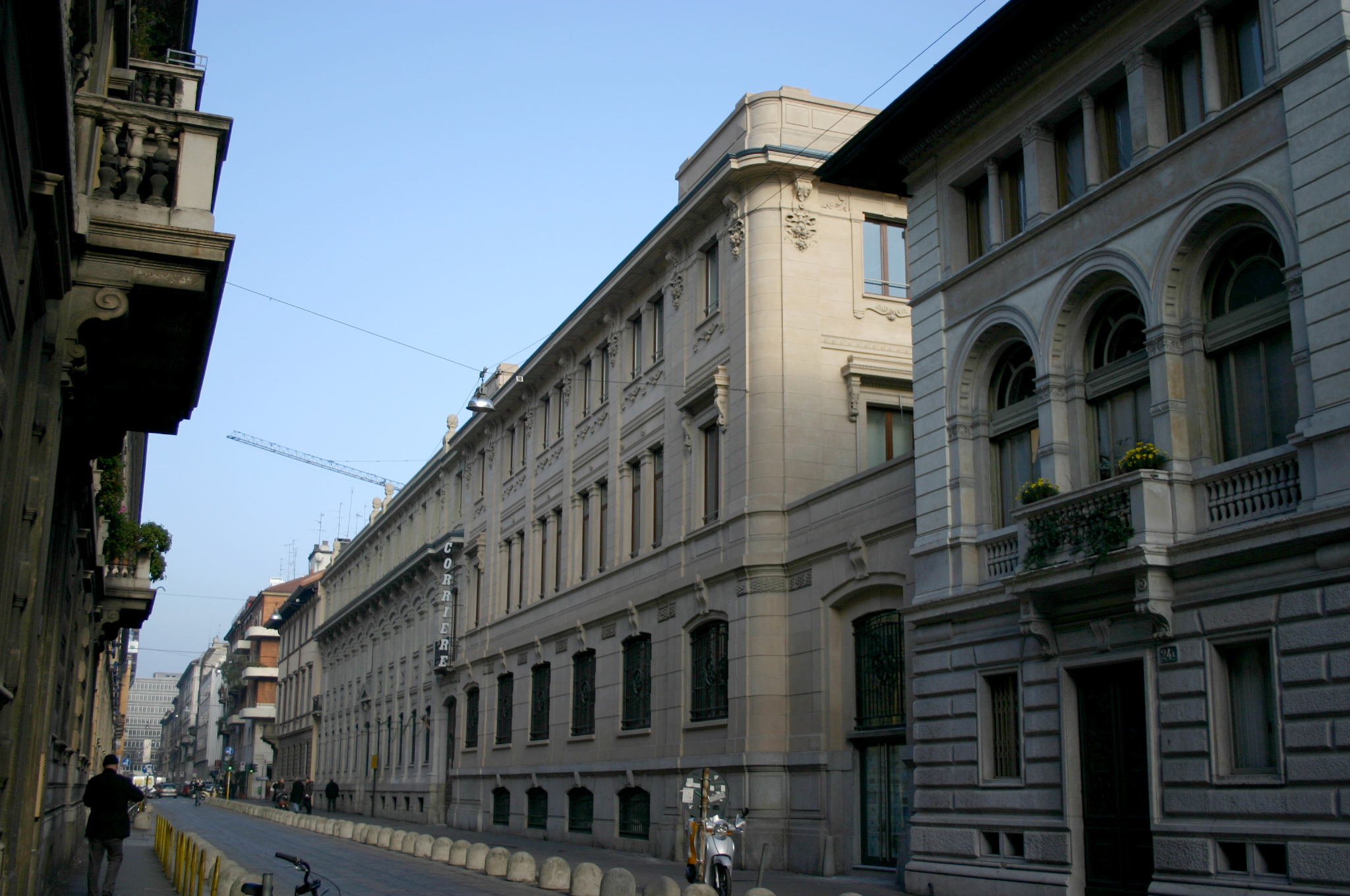
Via Solferino 28, sede del Corriere della Sera.

Milano è sede di alcuni tra i più importanti quotidiani e periodici nazionali. Tra i quotidiani: il Corriere della Sera, il primo quotidiano di cronaca più venduto in Italia, Il Sole 24 Ore, il quarto quotidiano più venduto ma il primo tra i quotidiani economici, La Gazzetta dello Sport, il quotidiano sportivo più venduto nel Paese, City, il quotidiano free-press più letto in Italia, oltre che Il Giorno, Il Foglio, Il Giornale, Libero, La Verità, Italia Oggi, Finanza e Mercati, Milano Finanza, Secondamano, Mf Fashion, Metro, Lo Sportsman.
Tra le riviste settimanali: Panorama, il settimanale più venduto in Italia, Famiglia Cristiana, Oggi, Donna Moderna, Chi, Gente, Tempo, TuStyle, TV Sorrisi e Canzoni, Vanity Fair, Terra e Vita, SportWeek, Cronaca Vera, L'Europeo, il Musichiere.
Tra i mensili: alVolante, il mensile automobilistico più letto in Italia, Bimbisani &belli, Cose di Casa, Max, Maxim, Cosmopolitan, Vogue, Rolling Stone, Focus, Newton, For Men, Men's Health, Airone, Biblioteche Oggi, Boy4boy, Il Calendario del Popolo, Casabella, Cellulare Magazine, La Cucina Italiana, Domus, Gardenia, Giardinaggio, GQ, L'Italia Scacchistica, Linux Magazine, Musica e dischi, Musica Jazz, Pride, Prima Comunicazione, Scarp de' tenis, Sipario, ticonzero, Virtual.

#### Radio
Hanno sede in città molte importanti emittenti radiofoniche nazionali come: Radio 24, R101, Radio 105, Radio Deejay, Virgin Radio, Radio Italia, RTL 102.5, Radio Monte Carlo, Radio Italia, Radio RAI (con gli studi radiofonici siti in corso Sempione) e la sede operativa di Radio Dimensione Suono. Sono presenti anche gli studi di alcune emittenti locali/regionali tra cui: Discoradio, Radio Popolare, Radio Lombardia, Radio Millennium e RMC 2

#### Discografia
A Milano hanno sede le più importanti etichette discografiche tra cui: Universal Music Italia, Warner Music Italia e Sony Music Italia.

### Arte

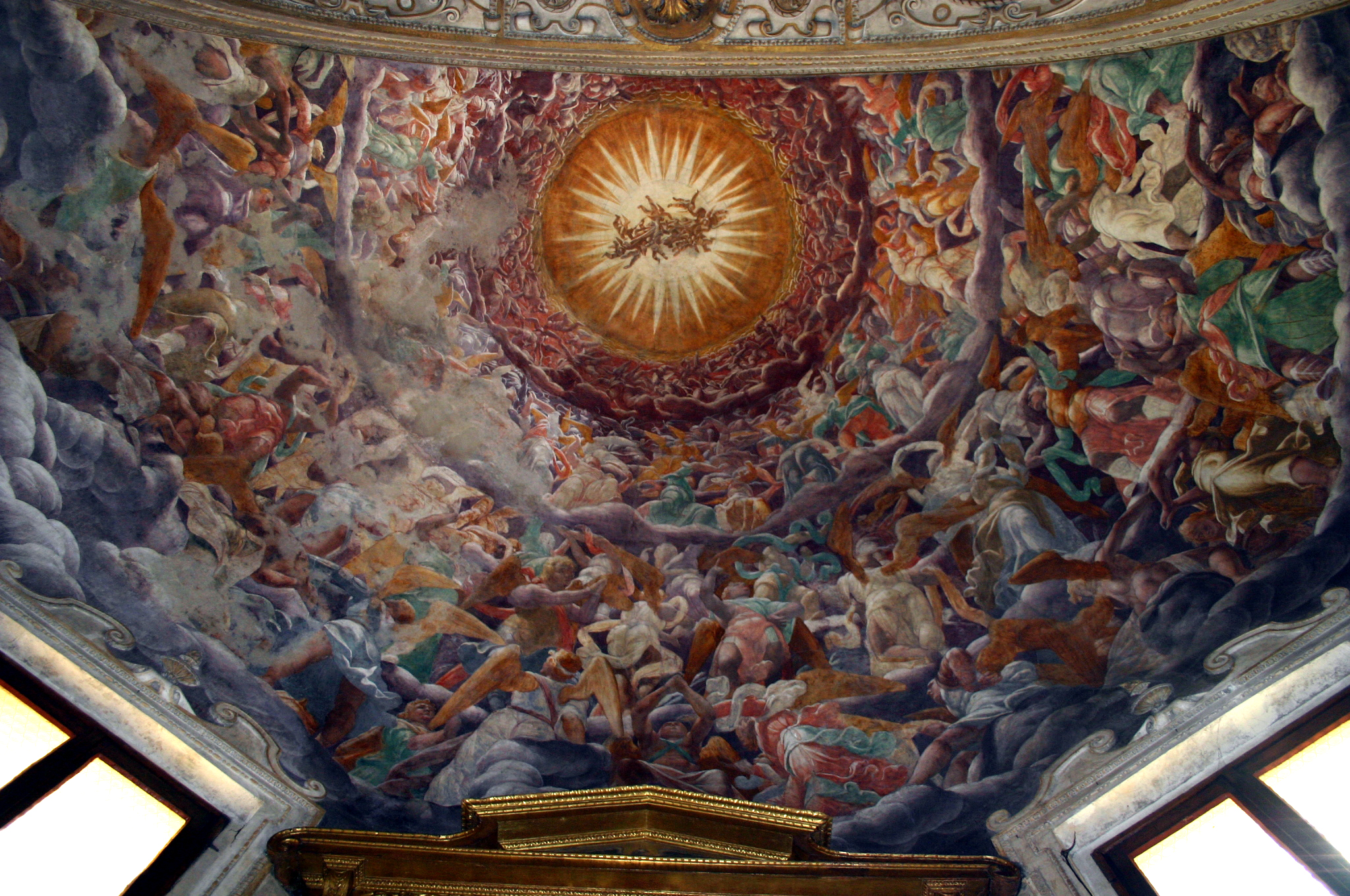
Giovanni Paolo Lomazzo, Gloria Angelica, cappella Foppa, chiesa di San Marco, tipico esempio di arte del secondo Cinquecento a Milano

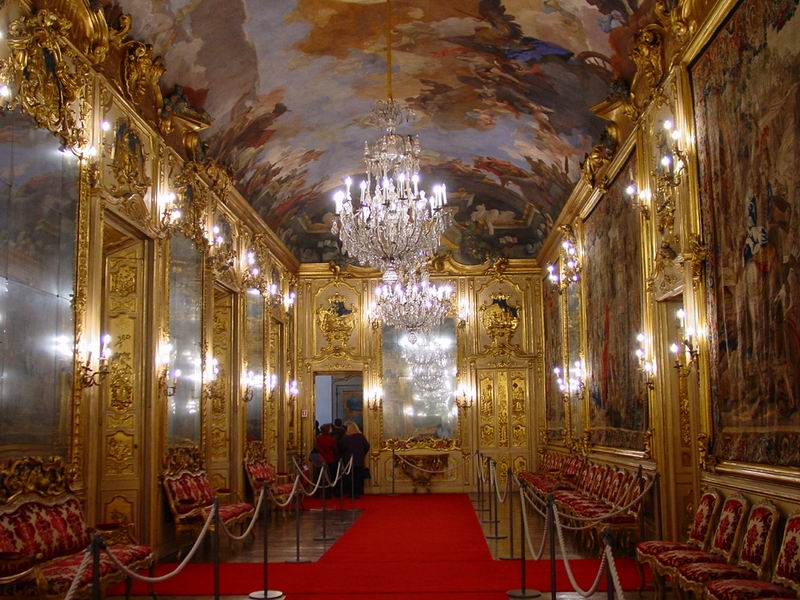
La Galleria degli arazzi con gli affreschi di Giambattista Tiepolo a Palazzo Clerici: uno degli interni più significativi del panorama barocco milanese

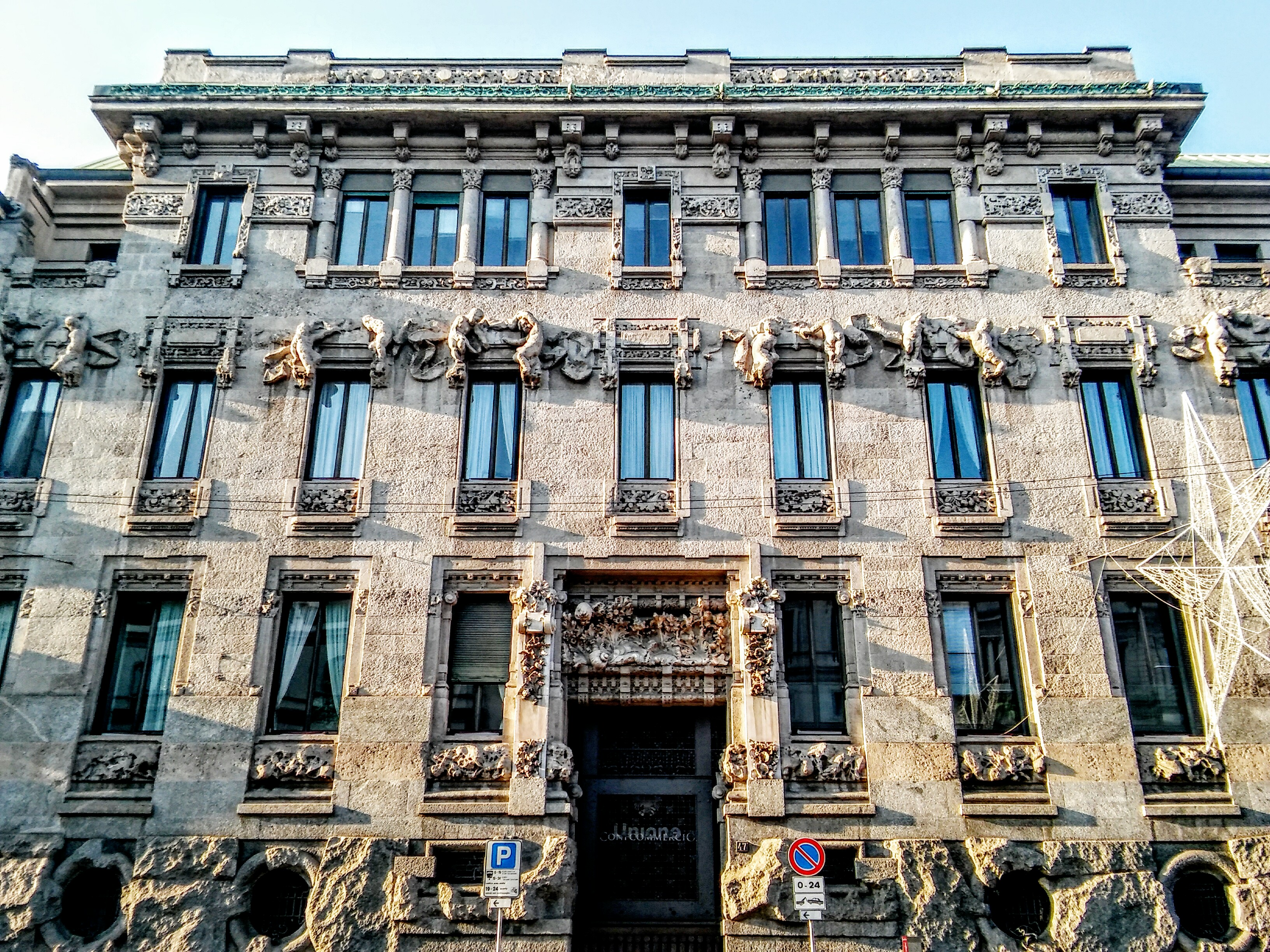
Palazzo Castiglioni, importante esempio di liberty milanese

Milano ha fornito importanti contributi allo sviluppo della storia dell'arte e ha dato i natali ad alcuni movimenti d'arte moderna.
Il gotico milanese fu un'esperienza artistica cittadina a cavallo tra la seconda metà del XIII secolo e la prima metà del XV secolo che venne inizialmente introdotto nel territorio milanese dai monaci cistercensi. Fu il principale linguaggio artistico del vasto programma mecenatesco e autocelebrativo dei Visconti, signori di Milano, al cui dominio sulla città viene solitamente associato il periodo gotico milanese. Degna di nota è anche l'arte del secondo Cinquecento a Milano, che si sviluppò, a Milano, come altrove, su più filoni e stili riassumibili nel manierismo, nell'arte controriformata e classicismo. Queste correnti si divisero la scena artistica cittadina spesso subendo reciproche contaminazioni.
Grazie all'operato dei cardinali Borromeo e alla sua importanza nei domini italiani, prima spagnoli e poi austriaci, in un periodo a cavallo tra il Seicento e la prima metà del Settecento, Milano visse una vivace stagione artistica durante la quale assunse il ruolo di centro propulsore del barocco lombardo, di cui il barocco milanese fu la corrente dominante. Degna di nota fu anche la stagione neoclassica milanese, che fu tra le più importanti in Italia e in Europa. Durò dalla fine del regno di Maria Teresa d'Austria, e continuò per tutto il successivo Regno d'Italia napoleonico e durante la Restaurazione: in questo periodo Milano fu protagonista di una forte rinascita culturale ed economica, in cui il Neoclassicismo fu lo stile artistico dominante e la maggiore espressione.
Importante per la storia dell'arte fu anche il liberty milanese, ovvero l'esperienza del suddetto stile diffusosi a Milano tra i primi anni del Novecento e lo scoppio della prima guerra mondiale. Nel capoluogo lombardo lo stile liberty trovò, grazie allo stretto legame con la rampante borghesia industriale dell'epoca, un fertile terreno per un rapido sviluppo che lo vide spaziare dalle influenze dell'art nouveau floreale francese allo Jugendstil tedesco e all'eclettismo.
Milano è stata la culla di alcuni movimenti d'arte moderna Nel febbraio 1910 i pittori Umberto Boccioni, Carlo Carrà, Giacomo Balla, Gino Severini e Luigi Russolo firmarono a Milano il Manifesto dei pittori futuristi e nell'aprile dello stesso anno il Manifesto tecnico della pittura futurista, che contribuirono, insieme con altri manifesti firmati in altre città italiane, a fondare il movimento artistico del Futurismo. Milano ha dato anche i natali al movimento artistico chiamato Novecento, che nacque in città alla fine del 1922 grazie a Mario Sironi, Achille Funi, Leonardo Dudreville, Anselmo Bucci, Emilio Malerba, Pietro Marussig e Ubaldo Oppi.

### Teatro

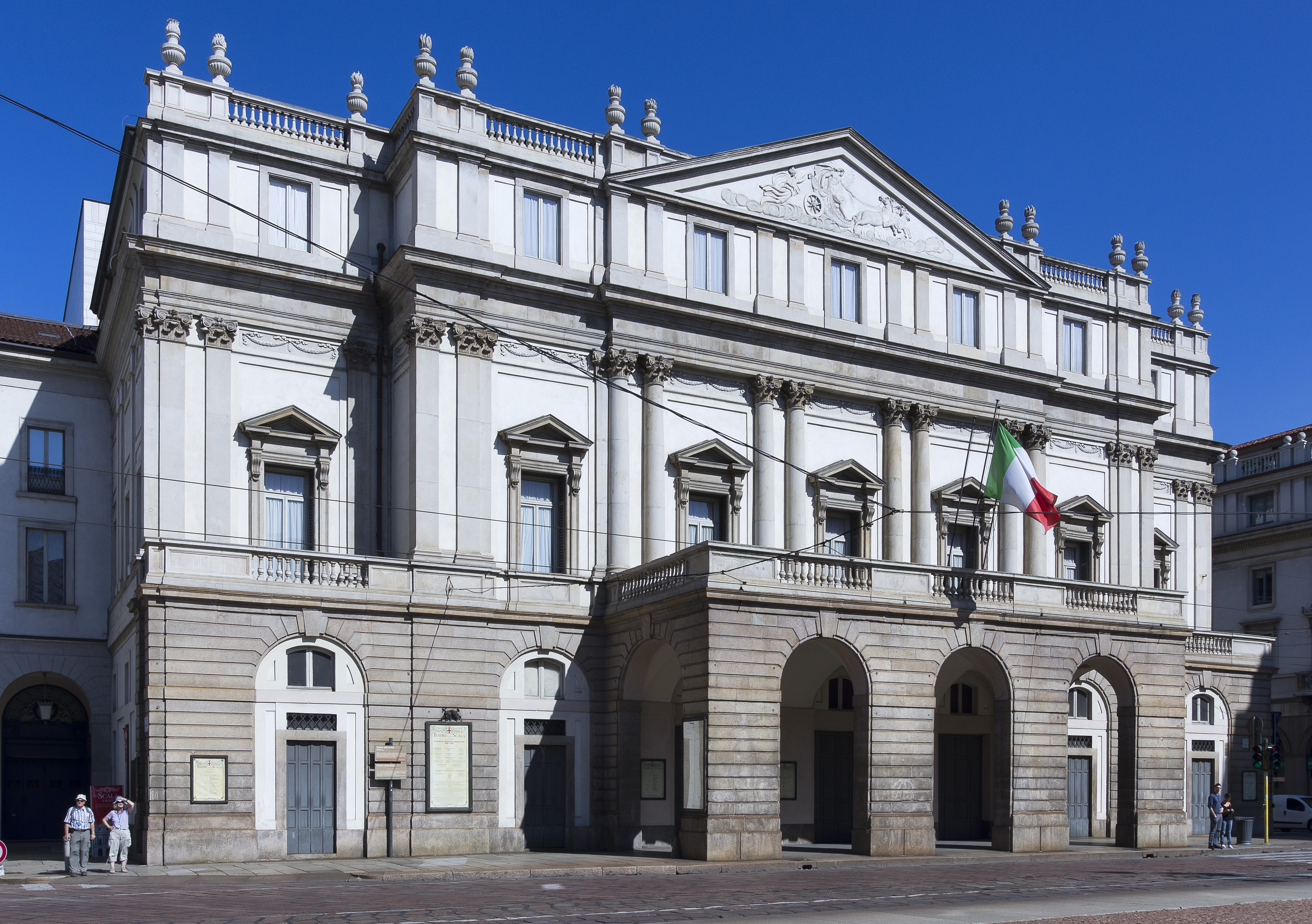
Il Teatro alla Scala, che deve il nome alla demolita chiesa di Santa Maria alla Scala (fondata da Regina della Scala, della dinastia degli Scaligeri di Verona)

A Milano le sale sono numerose e ogni anno vengono messi in scena circa trecento spettacoli. La città ha avuto il pregio di ospitare figure teatrali di livello internazionale: il regista Giorgio Strehler (al quale è intitolato il Teatro Strehler, ovvero la sala più grande del Piccolo Teatro di Milano), l'attore-autore Dario Fo, Premio Nobel per la letteratura nel 1997, e il regista e autore teatrale Carmelo Bene.
I teatri milanesi sono sparsi per tutta la città. Brera, il quartiere notturno per eccellenza, ne ospita tre, altre sale si trovano lungo corsi trafficati o vicoli nascosti, piazze note e strade decentrate.

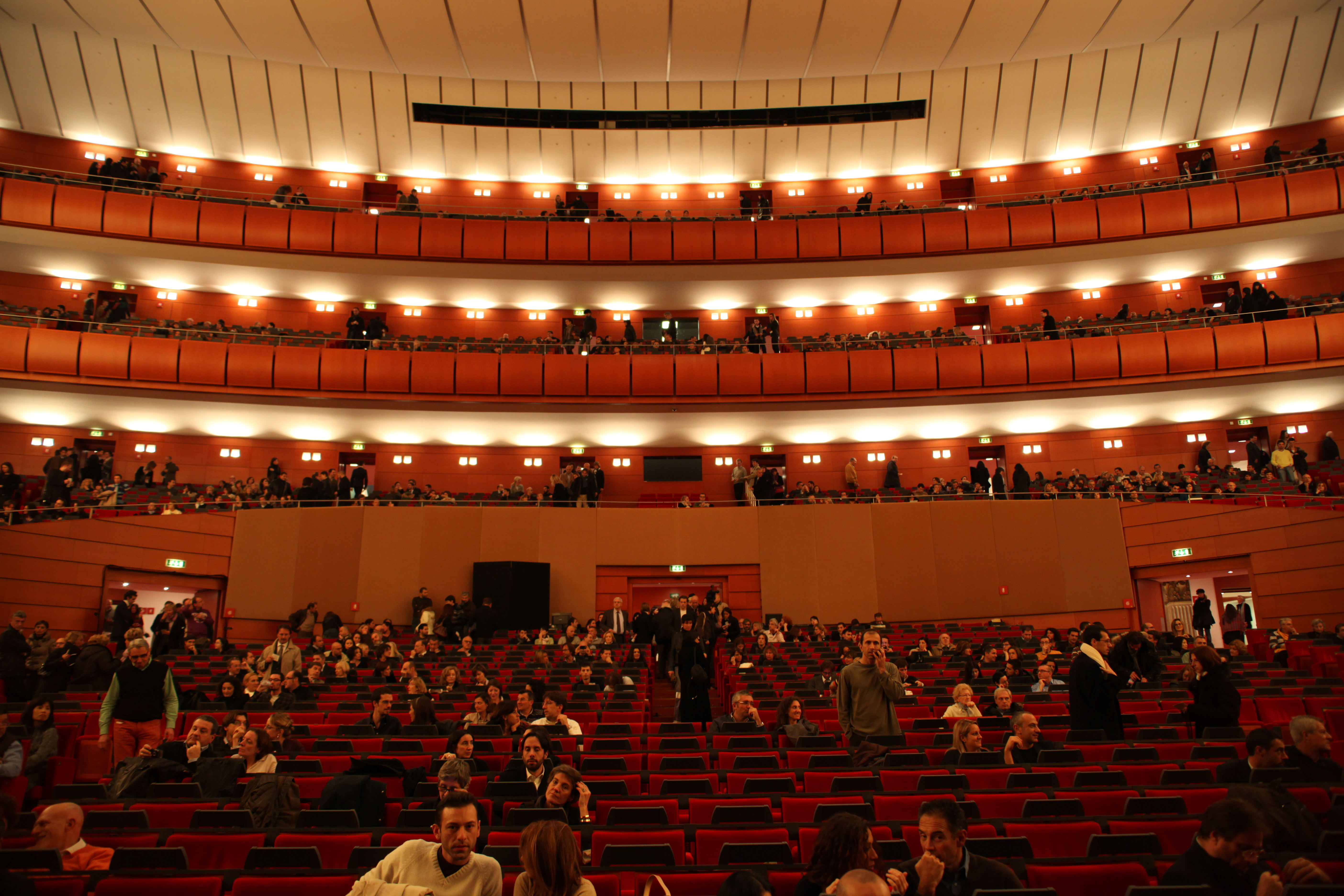
Interno del Teatro degli Arcimboldi

L'ente lirico di Milano è il Teatro alla Scala, che è uno dei teatri più famosi al mondo e che è conosciuto per essere il "tempio della lirica". Il Teatro alla Scala prende il nome dalla chiesa di Santa Maria alla Scala, in seguito demolita, che derivò a sua volta la denominazione dalla sua fondatrice, Regina della Scala, della dinastia degli Scaligeri di Verona. L'altra sala adatta alla lirica è il nuovo Teatro degli Arcimboldi, che prende il nome dalla Bicocca degli Arcimboldi, villino nobiliare costruito nella seconda metà del XV secolo come dimora di campagna della famiglia Arcimboldi.
Fra i teatri di prosa, il Piccolo Teatro di Milano (fondato nell'immediato dopoguerra da Paolo Grassi e Giorgio Strehler) è il più antico teatro stabile italiano. Altre importanti sale sono il Teatro Franco Parenti (fondato da Franco Parenti) il Teatro Carcano(diretto per molti anni da Gabriele Lavia) e il Teatro Elfo Puccini (che ha lanciato Gabriele Salvatores).
Al teatro leggero sono dedicati il Teatro Manzoni, il Teatro Nuovo e il Teatro San Babila. 

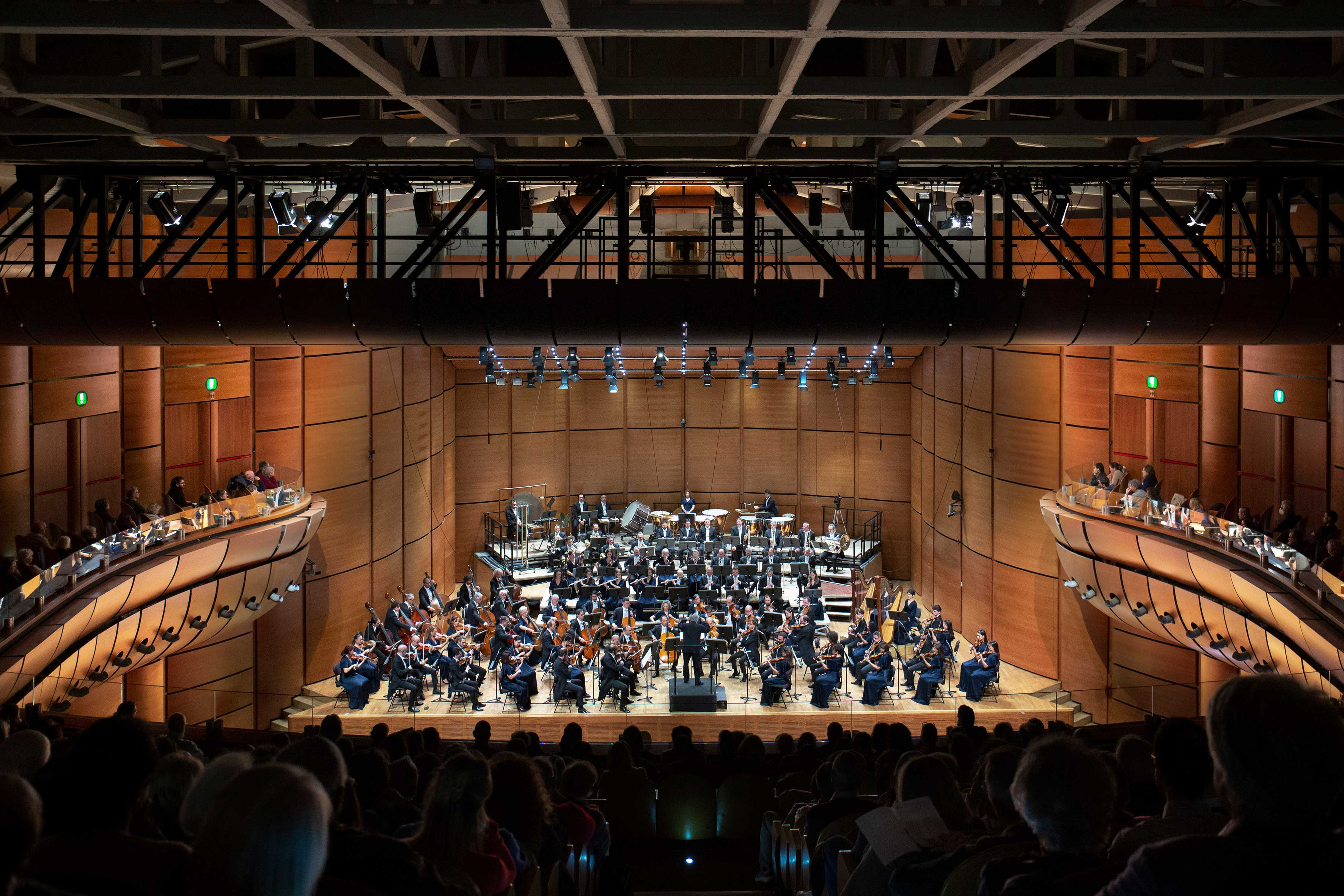
Interno dell'Auditorium di Milano

Fra le più importanti sale da concerto vi è l'Auditorium di Milano, che ospita stabilmente le formazioni orchestrali e corali dell'Orchestra Sinfonica "Giuseppe Verdi" di Milano.
Menzione particolare merita anche la presenza di prestigiosi locali di cabaret come lo Zelig, che ha dato poi vita all'omonima trasmissione televisiva di successo. Altro locale degno di nota è stato il Derby, che è stato attivo tra gli anni sessanta e settanta e che è diventato noto soprattutto per i numerosi artisti esordienti che ne hanno calcato la scena, poi divenuti popolari personaggi nel mondo della musica, dello spettacolo e del cinema italiano.

### Cinema

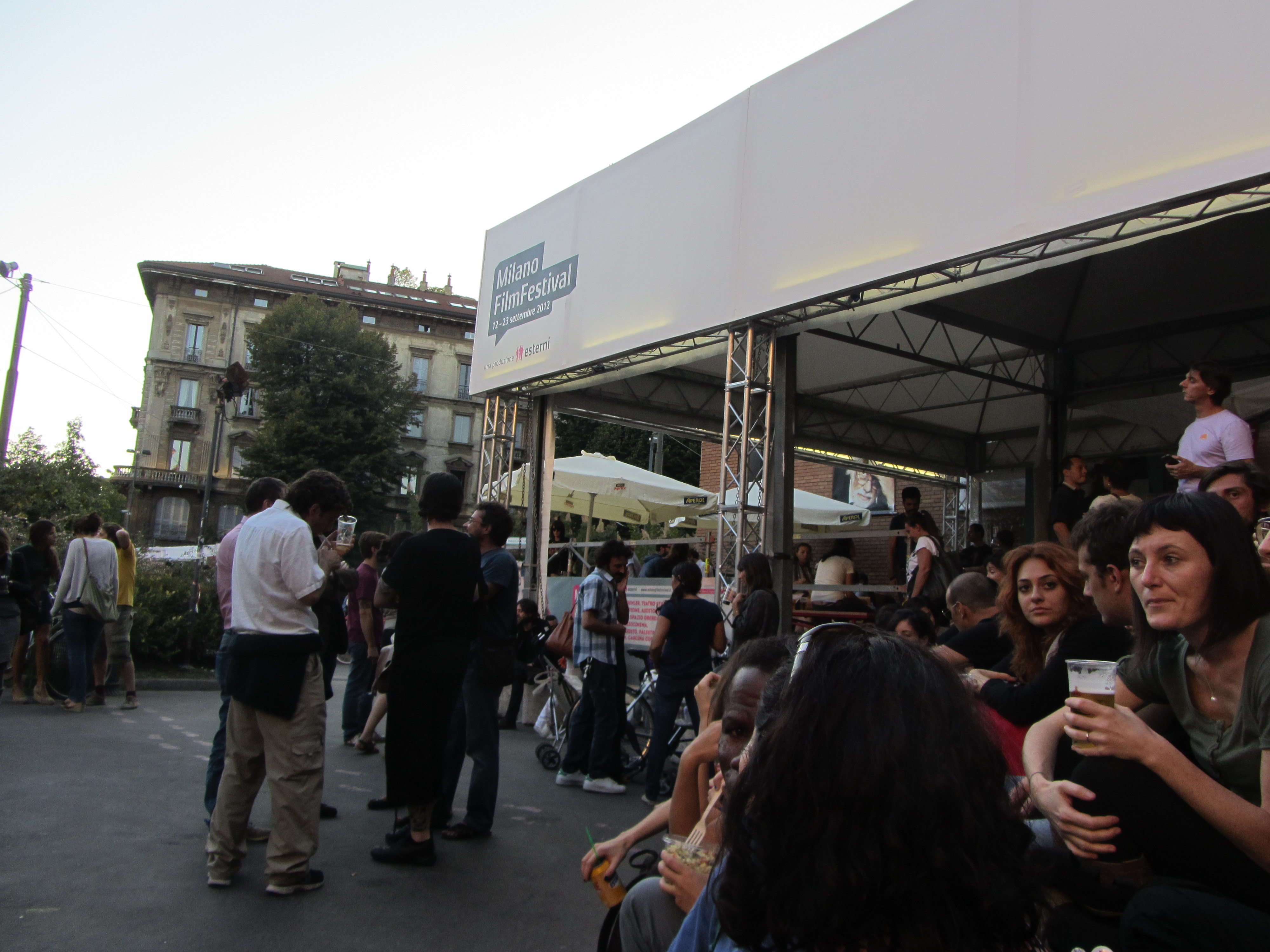
Un momento del Milano Film Festival del 2012

Dal 1996 è organizzato il Milano Film Festival, festival cinematografico in cui sono invitati lungometraggi e cortometraggi di provenienza internazionale. Il festival si tiene nel mese di settembre in varie sale e spazi aperti della città. Inoltre, nel 2000, è stato fondato il MIFF, il Milano International Film Festival, che si tiene in maggio e che è dedicato ai film indipendenti di respiro internazionale. I vincitori del MIFF Awards vengono premiati con il Cavallo di Leonardo.
Dal 1986 si svolge il Festival MIX Milano di cinema gaylesbico e queer culture, una rassegna cinematografica a tematica LGBTI+, generalmente calendarizzata nei mesi di luglio e giugno in concomitanza col Pride cittadino. Ospite della città è anche il Festival del cinema africano, d'Asia e America Latina di Milano, che si svolge in primavera; originariamente dedicato solo al cinema africano, nel tempo ha poi aperto il concorso anche al cinema asiatico e al cinema sudamericano.
Fra gli altri festival si segnala anche quello organizzato dalla Cineteca Italiana di Milano, Il cinema italiano visto da Milano, focalizzato interamente sul cinema italiano e sui giovani autori emergenti nazionali. Il festival si svolge tradizionalmente a febbraio presso lo Spazio Oberdan e il nuovo Museo Interattivo del Cinema (MIC) nella vecchia Manifattura Tabacchi.
Nella città di Milano sono stati girati interamente, o parzialmente, 113 film nel 2011, 130 nel 2012, 180 nel 2013, 210 nel 2014 e 230 nel 2015.

### Musica

Giorgio Gaber ed Enzo Jannacci, due dei più grandi interpreti della canzone italiana e della canzone milanese del secondo dopoguerra

La tradizione operistica milanese, importata da Venezia e sempre sostenuta dalla città, è iniziata nella corte spagnola ai tempi del Salone Margherita, così chiamato in onore di Margherita d'Austria-Stiria, ed esaltata dalla presenza del Regio Ducal Teatro e successivamente del Teatro alla Scala: ciò ha posto Milano ai vertici del circuito musicale mondiale.
Milano è sede di alcune orchestre sinfoniche, fra cui la Filarmonica della Scala, l'Orchestra sinfonica Giuseppe Verdi, che si esibisce nell'Auditorium di Milano, e l'orchestra dei Pomeriggi Musicali, che ha sede nel Teatro Dal Verme.

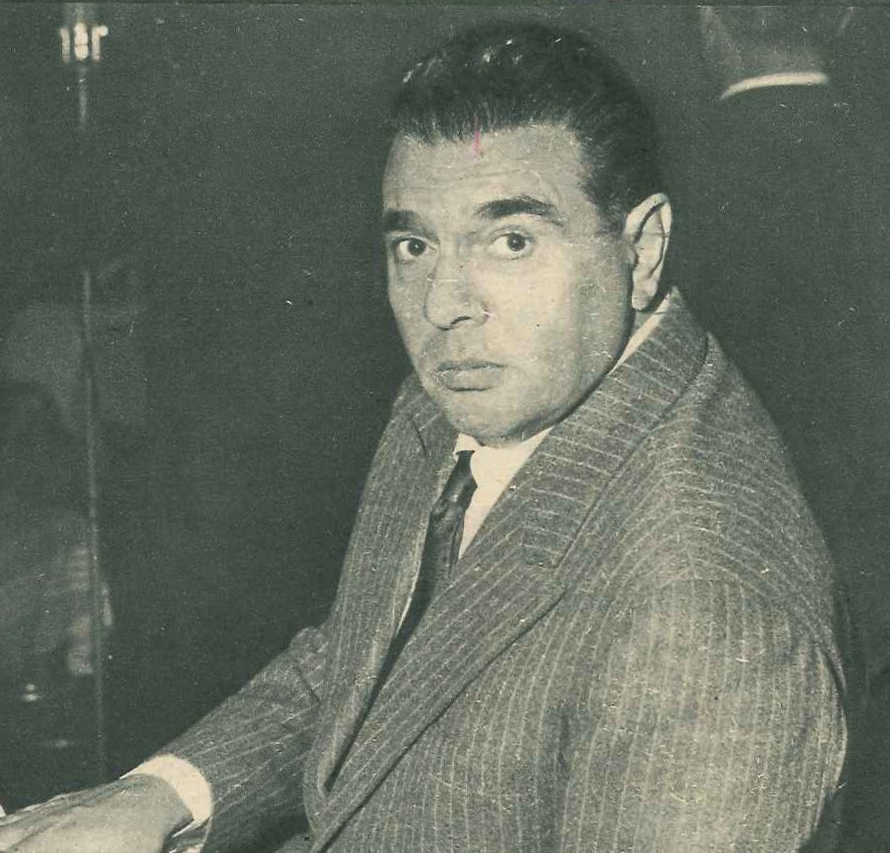
Giovanni D'Anzi, autore della celebre canzone O mia bela Madunina

Nel 2007 si è svolta la prima edizione del Milano Jazzin' Festival (MJF), un evento musicale estivo dedicato al jazz, con concerti di artisti di fama internazionale proseguendo in una tradizione che sin dagli anni sessanta e settanta aveva visto nascere e poi chiudere club come il Jazz Power ed il Capolinea. La manifestazione si svolge nell'Arena Civica ed è accompagnata da altri eventi pubblici prevalentemente nella zona del Parco Sempione. Dal Global City Report 2012, Milano risulta essere la prima città in Europa per creatività musicale.
Degna di nota è la canzone milanese, ovvero la musica popolare originaria di Milano che è cantata in dialetto milanese. Secondo i più autorevoli storici della musica, si può estrapolare la canzone milanese popolare per distinguerla da quella lombarda solamente, tranne le eccezioni, nel XX secolo, in coincidenza con le prime canzoni della prolifica coppia di autori formata da Alfredo Bracchi e Giovanni D'Anzi. Nel XX secolo gli autori che hanno utilizzato a vario titolo il dialetto milanese per scrivere le proprie canzoni sono stati, tra gli altri, Enzo Jannacci, Giorgio Gaber, Nanni Svampa e Dario Fo, vincitore del premio Nobel per la letteratura nel 1997.

### Cucina

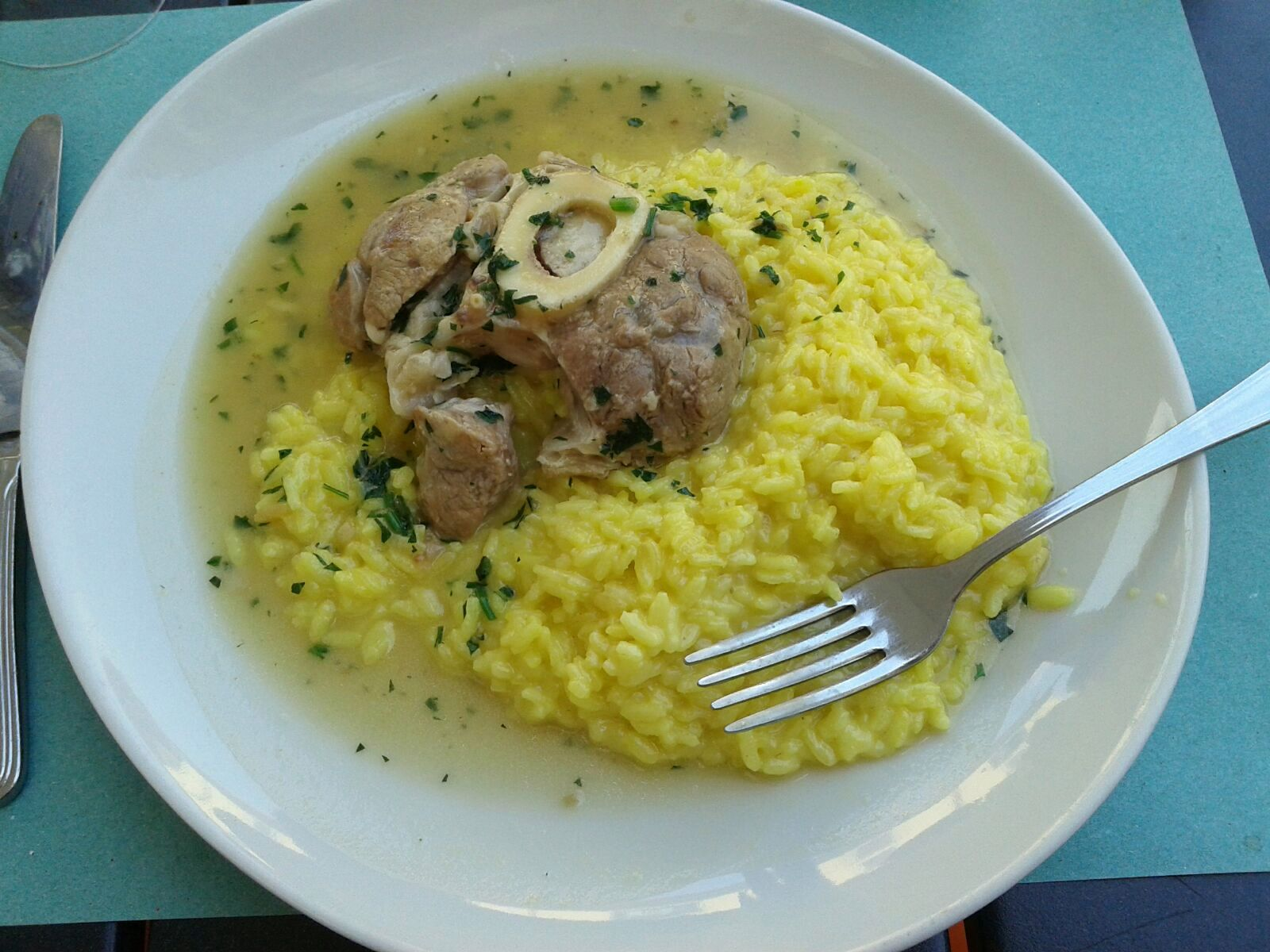
Ossobuco con risotto alla milanese, piatto della tradizione gastronomica ambrosiana

La pietanza più celebre della cucina milanese è il risotto giallo allo zafferano nelle sue numerose varianti: Gianni Brera racconta di una cuoca in grado di prepararne ventiquattro tipi diversi.
Molto varia per gli apporti delle campagne circostanti, delle tradizioni del territorio che la circonda e anche per le diverse dominazioni straniere succedutesi nei secoli, la cucina milanese oggi conserva alcuni piatti tradizionali, talvolta "rivisitati" per ridurne la carica calorica, un tempo assai robusta. È, in generale, per cotture prolungate a fiamma leggera.

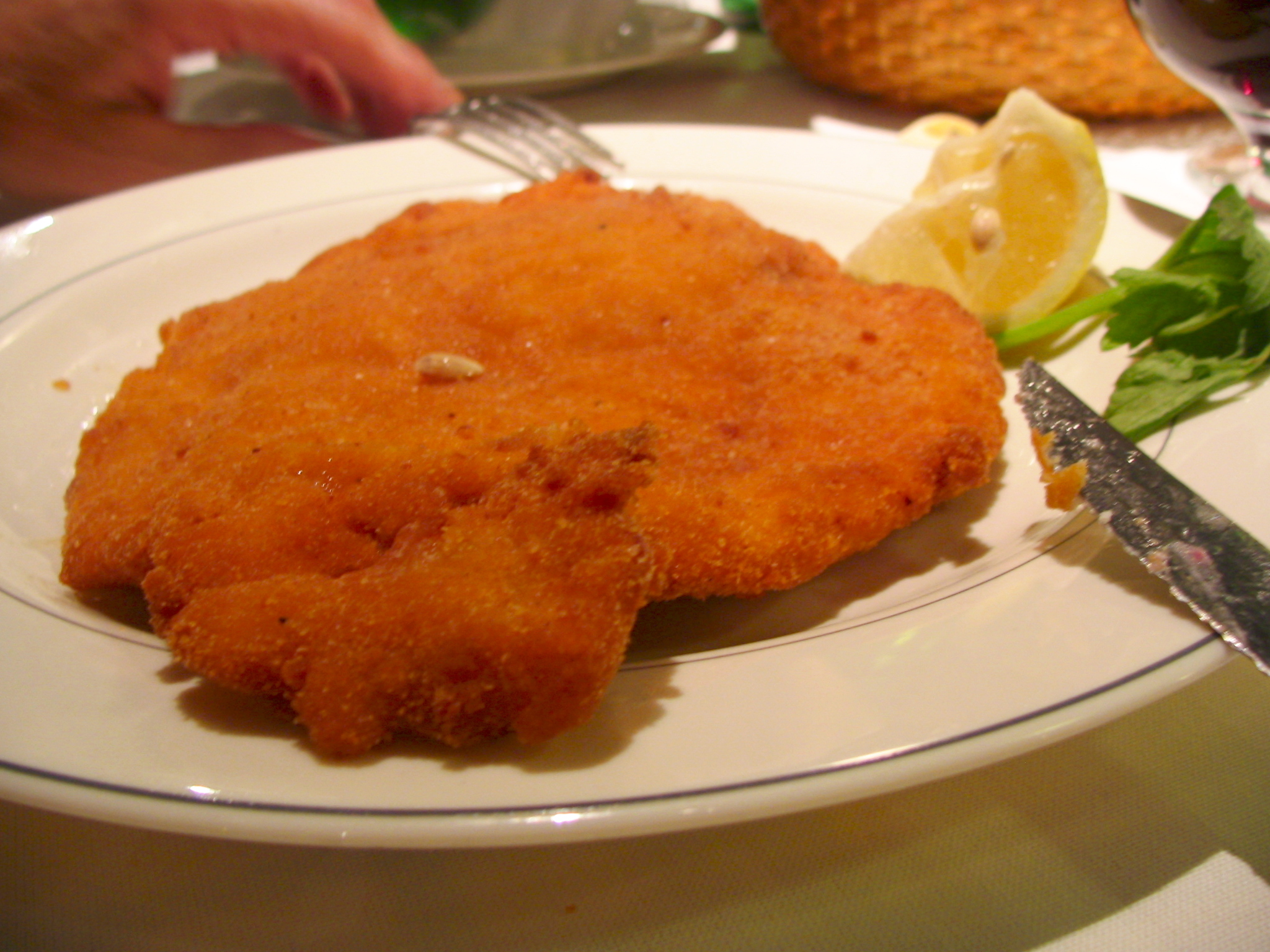
Cotoletta alla milanese

Tra le pietanze ricordiamo il minestrone alla milanese, la busecca, la Cassœula, la cotoletta alla milanese, il fritto misto alla milanese, i mondeghili, l'Ossobuco alla milanese, il rustin negàa, la trippa alla milanese, l'aspic, la barbajada, l'insalata di nervetti e il salame Milano. Tipo di pane originario di Milano è la michetta.
Tra i dolci, oltre al panatton (panettone), degne di nota sono la carsenza, la charlotte alla milanese, la colomba pasquale (che si è diffusa in tutta Italia), il pan dei morti, il pan meino, la veneziana e la carsenza, dolce delle festività natalizie che si consuma, per tradizione, nel giorno di Capodanno.
L'abbondante uso di burro, panna e mascarpone in cucina non andava a genio a Ugo Foscolo, che ribattezzò ironicamente Milano come "Paneropoli", da pànera, "panna, crema" in milanese.
Degna di nota è l'Antica trattoria Bagutto, ristorante più antico d'Italia e secondo in Europa, dopo lo Stiftskeller St. Peter di Salisburgo.

### Eventi

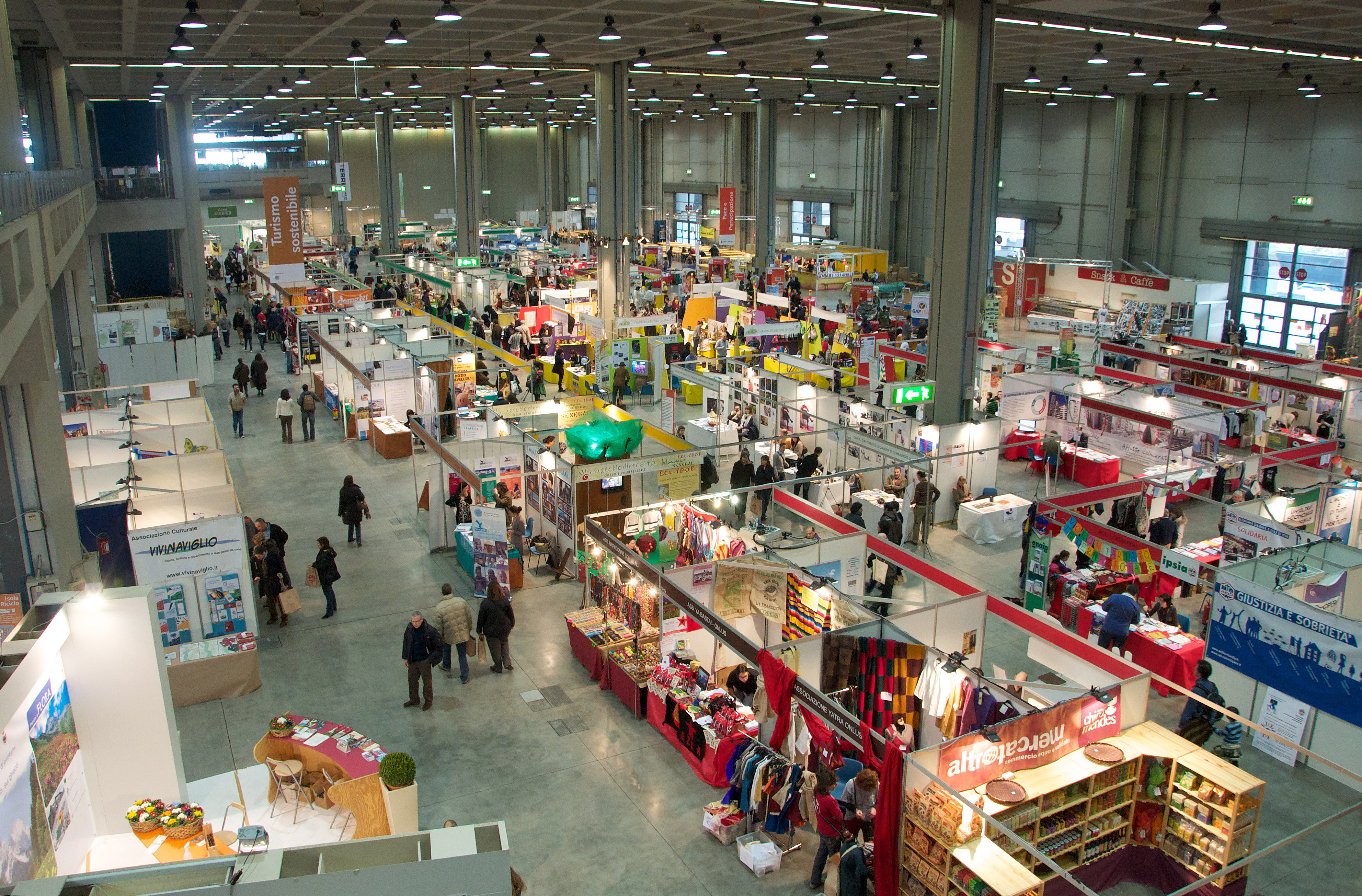
Fieramilanocity

Dal 1920 nel capoluogo lombardo viene organizzata la Fiera di Milano, considerata uno dei poli fieristici più moderni e importanti in Europa. La Fiera di Milano è costituita dai due poli espositivi di Fieramilano (situato in un'area al confine tra i comuni di Rho e di Pero) e di Fieramilanocity (situato nel quartiere Portello del comune di Milano). Estendendosi per 753 000 m² di superficie complessiva è il polo fieristico più grande d'Europa.

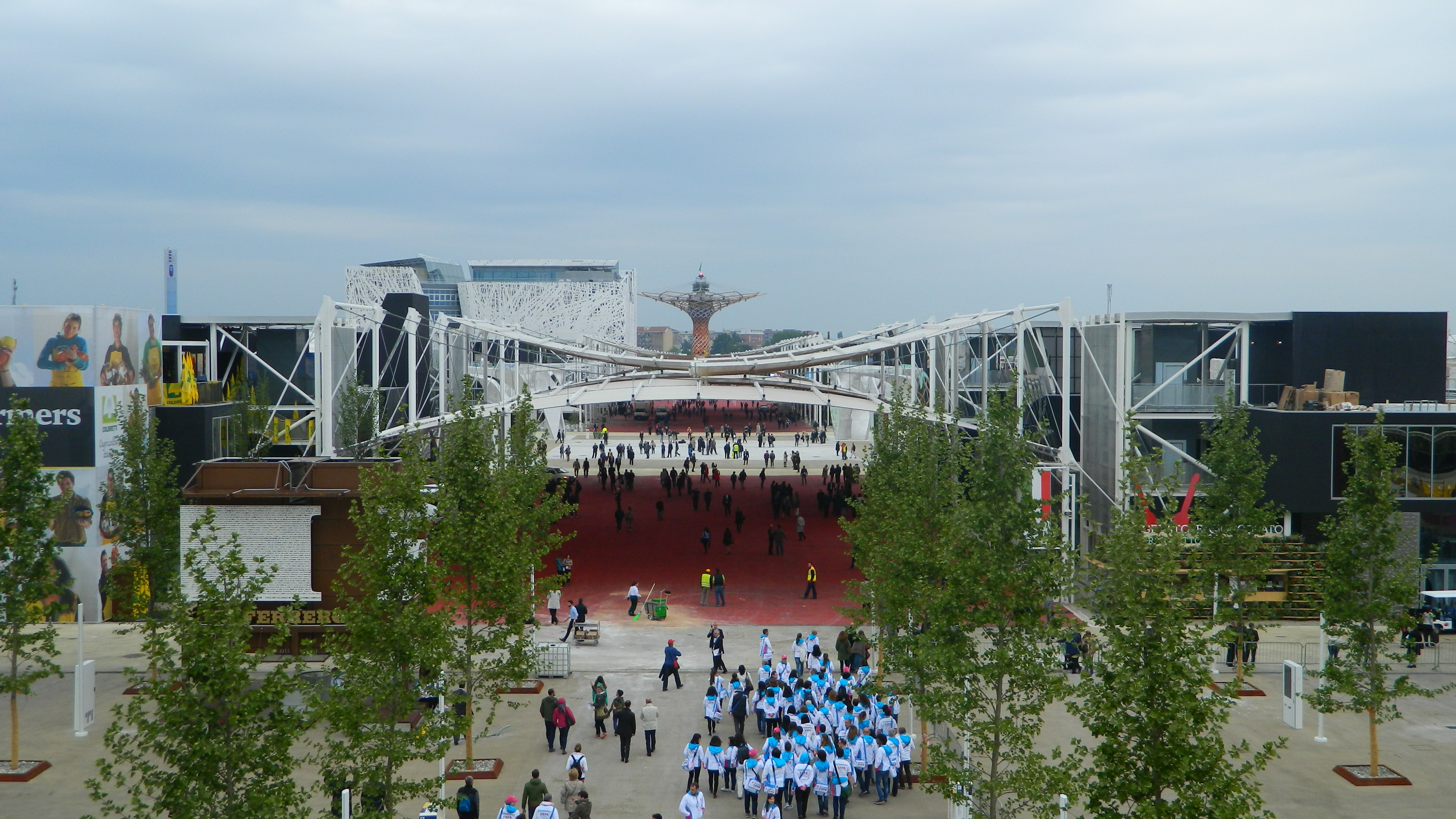
L'Expo 2015, che si è svolto a Milano. Sullo sfondo Palazzo Italia e l'Albero della Vita

Lunedì 31 marzo 2008 a Parigi a Milano è stata assegnata l'organizzazione dell'Expo 2015 dai delegati dell'Ufficio Internazionale delle Esposizioni. Nella votazione finale Milano ha battuto l'altra città candidata, la turca Smirne, per 86 voti a 65, dopo che in una prima votazione guastata da problemi tecnici sembrava aver prevalso Smirne. L'esposizione universale è poi avvenuta dal 1º maggio al 31 ottobre 2015.
Il tema selezionato per l'Expo 2015 è stato "Nutrire il pianeta, energia per la vita" e ha inteso includere tutto ciò che riguarda l'alimentazione, dall'educazione alimentare alla grave mancanza di cibo che affligge molte zone del mondo, alle tematiche legate agli OGM.
Milano fu già sede dell'Esposizione Internazionale del 1906, detta anche Esposizione internazionale del Sempione, con tema "i trasporti". Il tema scelto fu quello dei trasporti a festeggiamento del traforo del Sempione, che era stato inaugurato nel febbraio del 1905, da cui l'Esposizione trasse il nome e l'ispirazione.
Il 24 giugno 2019, alla sede del Comitato Olimpico Internazionale a Losanna in Svizzera, la città di Milano è stata proclamata vincitrice degli XXV Giochi olimpici invernali che si terranno assieme a Cortina d'Ampezzo e altre città lombarde nel periodo dal 6 al 22 febbraio del 2026. Questa è la quarta edizione dei Giochi olimpici che si svolgeranno in Italia (la terza di quelli invernali) dopo Cortina d'Ampezzo 1956, Roma 1960 e Torino 2006.
Altri eventi di rilievo organizzati a Milano sono il Salone Internazionale del Mobile, il Fuori Salone, la Settimana della moda di Milano, la Borsa internazionale del turismo, il Micam, l'EICMA, Bookcity e l'Artigiano in Fiera.

## Geografia antropica

### Urbanistica

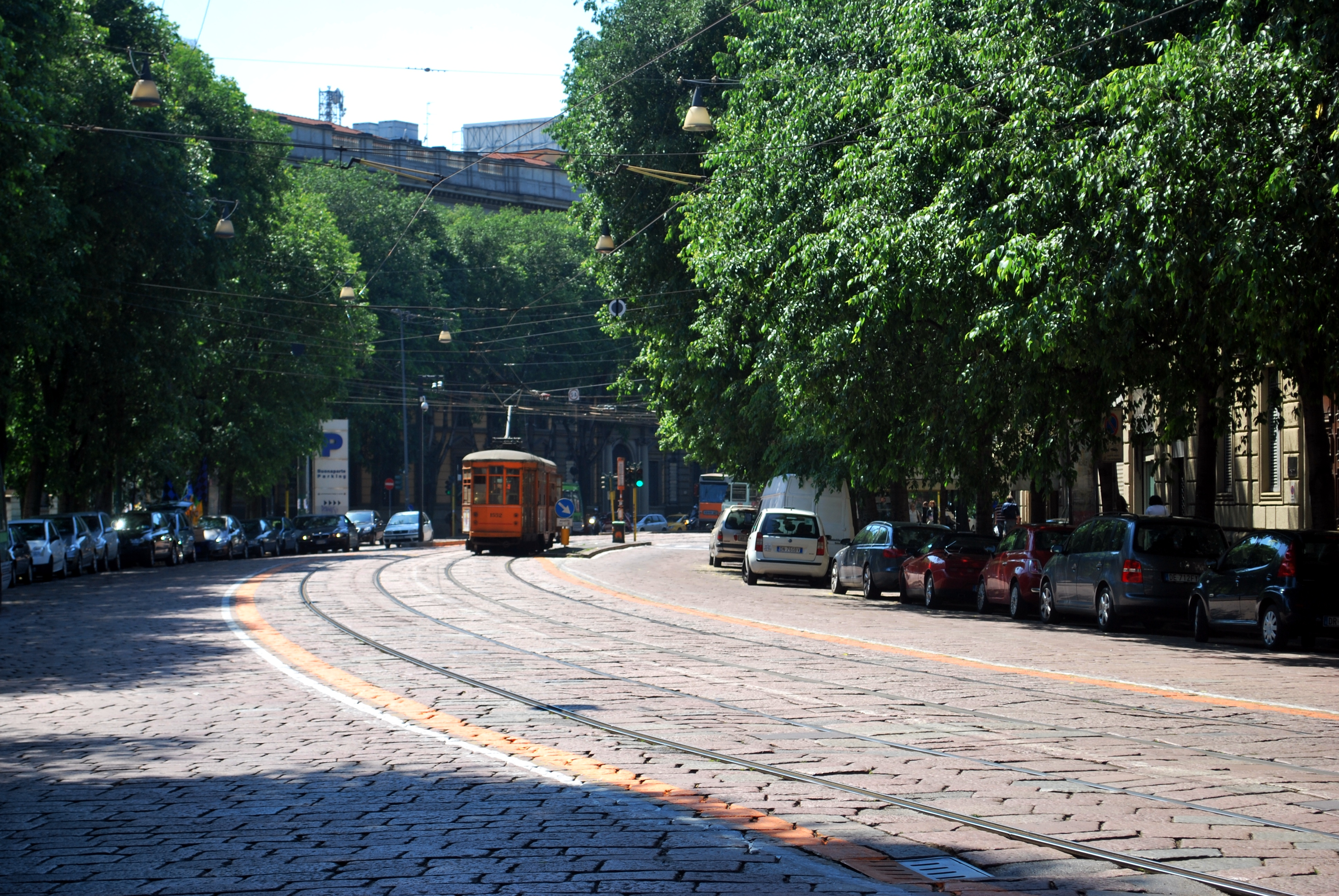
Un tratto delle strade che formano Foro Buonaparte

L'urbanistica di Milano ha origine dalle sostanziali modifiche dell'impianto urbanistico storico decise dal primo piano regolatore generale comunale della città, approvato nel 1884 e noto come Piano Beruto, con il quale il centro urbano venne fatto centrare su piazza del Duomo, creando un'ulteriore circonvallazione, oggi nota come circonvallazione esterna.
A tal proposito Cesare Beruto, redattore del citato piano regolatore, scriveva:
(Cesare Beruto)
Dal primo decennio degli anni duemila la città sta vivendo un profondo rinnovamento dal punto di vista architettonico e urbano, con la realizzazione di numerosi progetti che puntano da un lato a riqualificare intere zone e grandi quartieri (come il Progetto Bicocca), e dall'altro a proiettare la sua immagine in Europa e nel mondo (Fieramilano, Progetto CityLife e Progetto Porta Nuova), grazie anche a importanti concorsi internazionali cui hanno partecipato architetti quali Renzo Piano, Norman Foster, César Pelli, Massimiliano Fuksas, Arata Isozaki, Daniel Libeskind, Zaha Hadid e Ieoh Ming Pei.
Nel 2012 è stata completata la Torre UniCredit, che è stata realizzata nell'ambito Progetto Porta Nuova all'interno del Centro direzionale. Con i suoi 231 m alla punta della guglia è il grattacielo più alto d'Italia.

### Suddivisioni storiche
Anticamente Milano era divisa in sei sestieri e trenta contrade, suddivisioni risalenti almeno al Medioevo che sono scomparse nel XIX secolo. Esse si estendevano limitatamente ai confini del moderno centro storico, che è delimitato dalla Cerchia dei Navigli, ovvero dal tracciato delle mura medievali di Milano, di cui la Cerchia costituiva originariamente il fossato difensivo.
I sestieri prendevano il nome dalle porte principali che si aprivano sulle mura cittadine erette in epoca medievale. Ogni sestiere era poi a sua volta diviso in cinque contrade. Sia i sestieri sia le contrade di Milano erano provviste di stemmi. Gli stendardi dei sestieri, su cui era riportato il relativo stemma, erano portato in guerra dalle truppe comunali di Milano insieme con il gonfalone della città.

Stemma del sestiere di Porta Comasina
Stemma del sestiere di Porta Nuova
Stemma del sestiere di Porta Orientale
Stemma del sestiere di Porta Romana
Stemma del sestiere di Porta Ticinese
Stemma del sestiere di Porta Vercellina

### Località

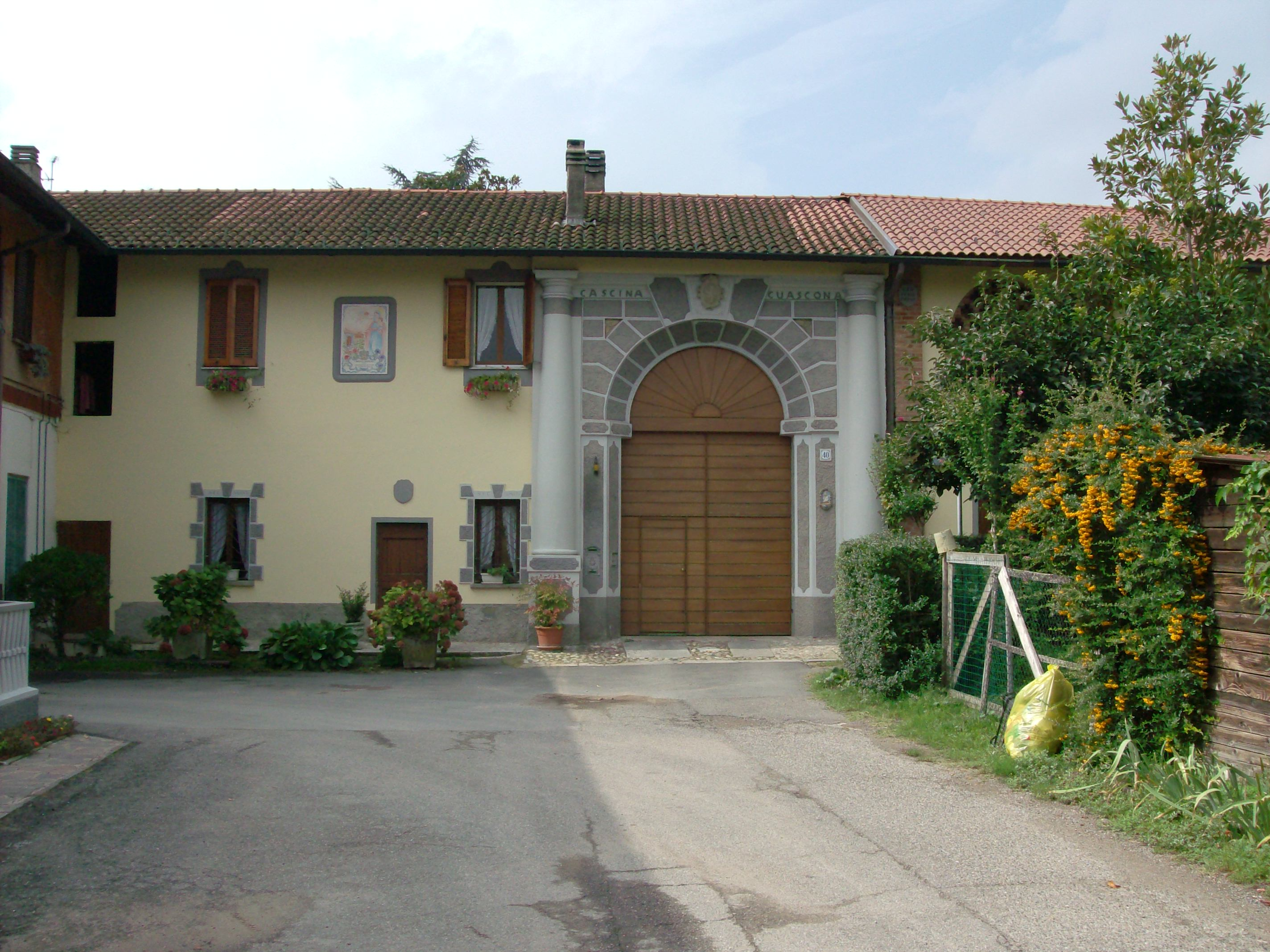
La Cascina Guascona

Benché lo statuto comunale non preveda località con lo status ufficiale di "frazione", vi sono piccole località di Milano che mantengono la propria fisionomia rurale: questi sono individuati dall'ISTAT, secondo cui il territorio comunale comprende le località di Belgioioso, Cascina Malandra, Chiaravalle, Cascina Chiesa Rossa, Figino, Ronchetto delle Rane, Cantalupa, Cascina Cascinetta, Cascina Selvanesco, Vaiano Valle e le Cascine Guascona e Guasconcina.

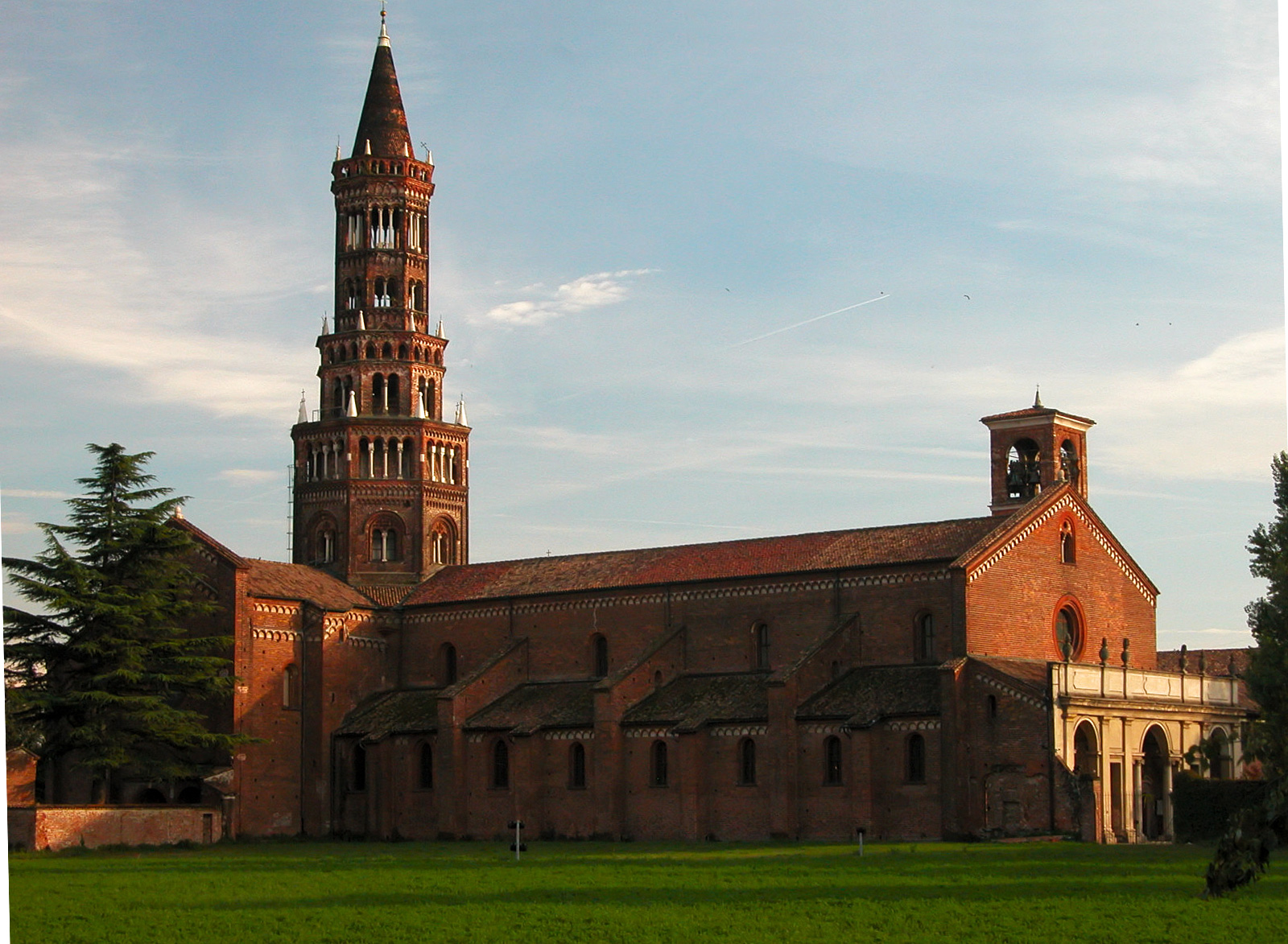
L'Abbazia di Chiaravalle, che si trova nell'ex comune autonomo di Chiaravalle Milanese, aggregato a Milano nel 1923

Oggi a Milano sono sopravvissute un centinaio di cascine, cinquantanove delle quali fanno parte del demanio comunale come, per esempio, Cascina Torchiera o Cascina Monterobbio. Gli altri proprietari sono l'Ospedale Maggiore, l'Aler (ex Istituto Autonomo Case Popolari), la curia o grandi immobiliari: diciotto sono diroccate, le altre hanno trovato utilizzo come biblioteche, aree di svago, centri di accoglienza (per anziani, disabili o tossicodipendenti) o centri residenziali. Tredici, però, in piena area urbana, sono ancora condotte da fittavoli, secondo l'uso milanese, come aziende agricole in attività.
Tra queste citiamo: la Cascina Campi a Trenno, la Cascina Paradiso a Muggiano (cavalli e foraggio), la cascina Gaggioli in via Selvanesco, il Mulino della Pace Barona, la cascina Battivacco alla Barona (riso), la cascina Basmetto alla Barona (riso), la cascina Campazzo (latte) e la cascina Nosedo (latte e derivati). Sempre a sud della Barona, sono presenti le secentesche cascine San Marco e San Marchetto.

## Economia

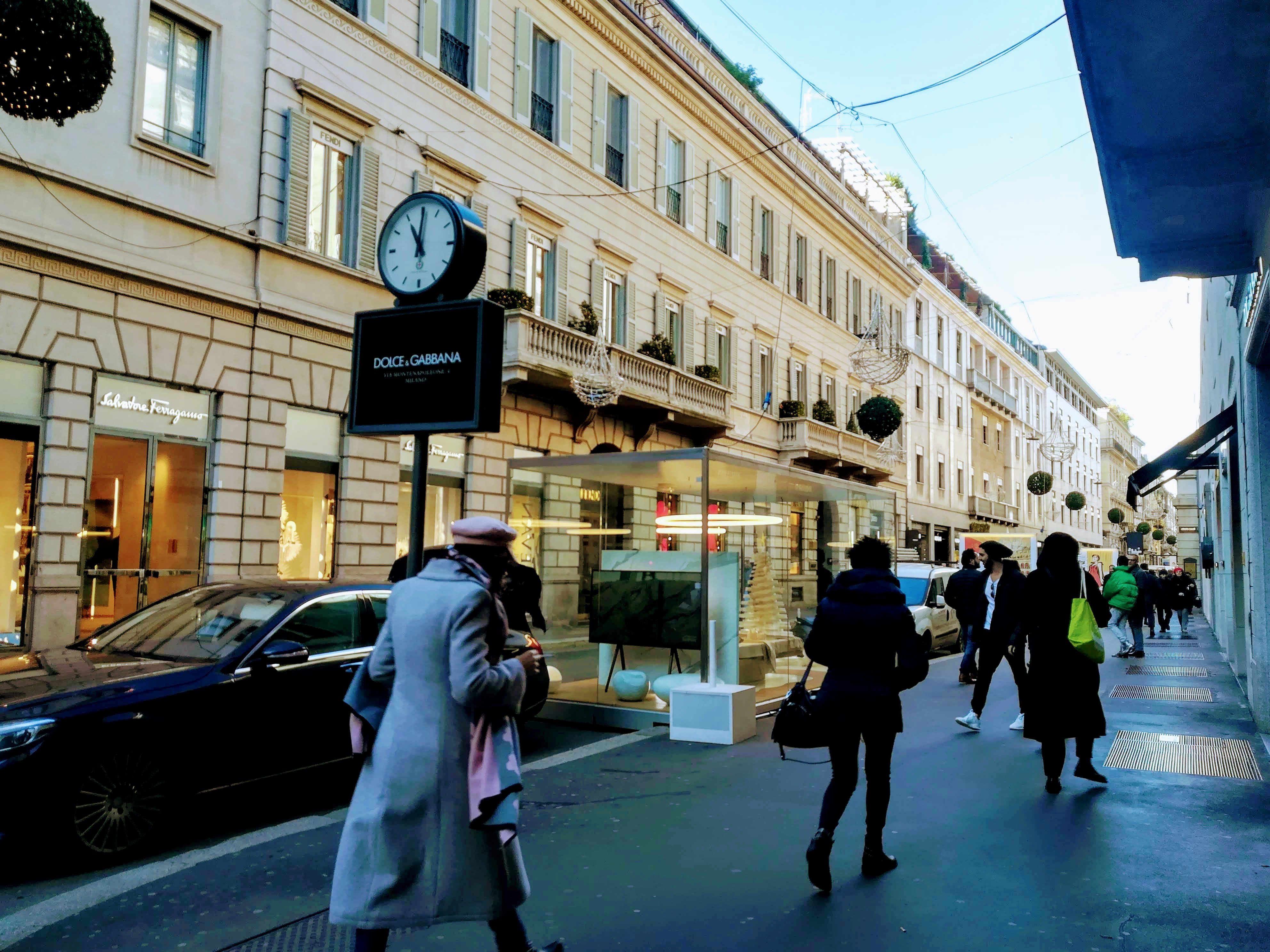
Via Monte Napoleone, prestigiosa via del quadrilatero della moda

Durante la sua storia, Milano ha spesso anticipato le linee di tendenza dell'economia della penisola: una robusta agricoltura e un diffuso artigianato con scambi commerciali intensi fin dal Medioevo e nel Rinascimento, sfruttamento delle risorse idriche e sviluppo delle comunicazioni nel periodo protoindustriale e diffusione spinta delle attività manifatturiere, anche le più pesanti, durante l'industrializzazione, con una particolare attenzione alle attività bancarie e finanziarie.

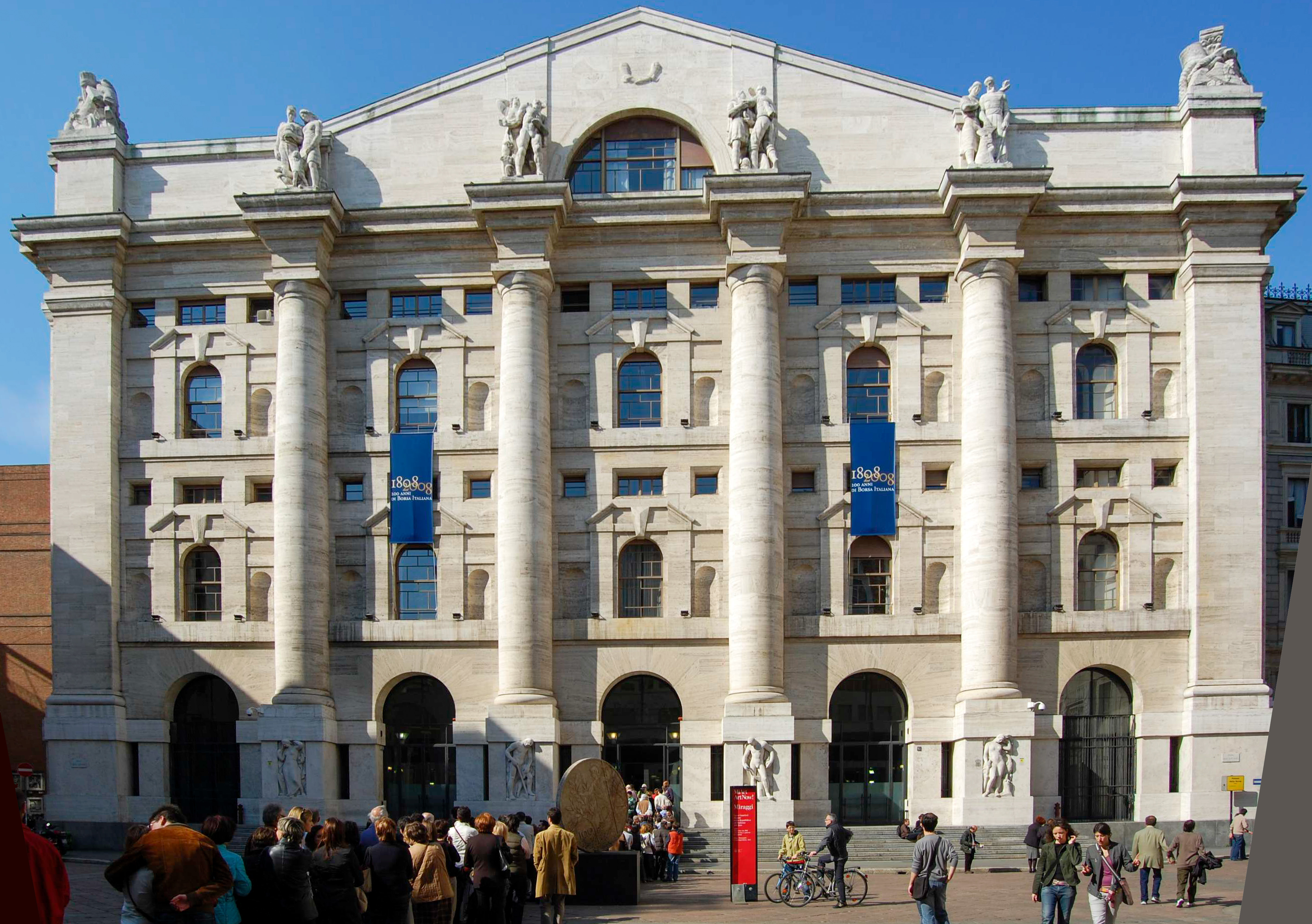
Palazzo Mezzanotte, sede della Borsa Italiana

Dalla seconda metà del secolo scorso ha anticipato il processo di terziarizzazione dell'economia nazionale puntando sul prevalere sempre più marcato di un terziario avanzato in diverse direzioni, dalle tradizionali alle innovative: finanza, commerci nazionali e internazionali, direzioni aziendali, editoria, design industriale, pubblicità, intrattenimento, ricerca scientifica, biotecnologia, informatica, attività universitarie, moda, design, editoria, società di marketing e media televisivi.
Milano, sede della Borsa Italiana, quinta in Europa e nona al mondo, è il principale centro finanziario e il più importante polo economico del Paese con un reddito pro capite di circa 46000 €. Il prodotto interno lordo totale generato dalla città di Milano si attesta invece a 39 miliardi di euro. Per il 2022 Assolombarda ha stimato per la città di Milano un PIL in aumento del 4,8%, superiore a quello della media nazionale e lombarda (+3,9%). In pratica Milano da sola genera il 5% dell’intero PIL dell’Italia, registrando un PIL pro capite di 50 000 € superiore alla media europea di 30 000 €.

### Turismo

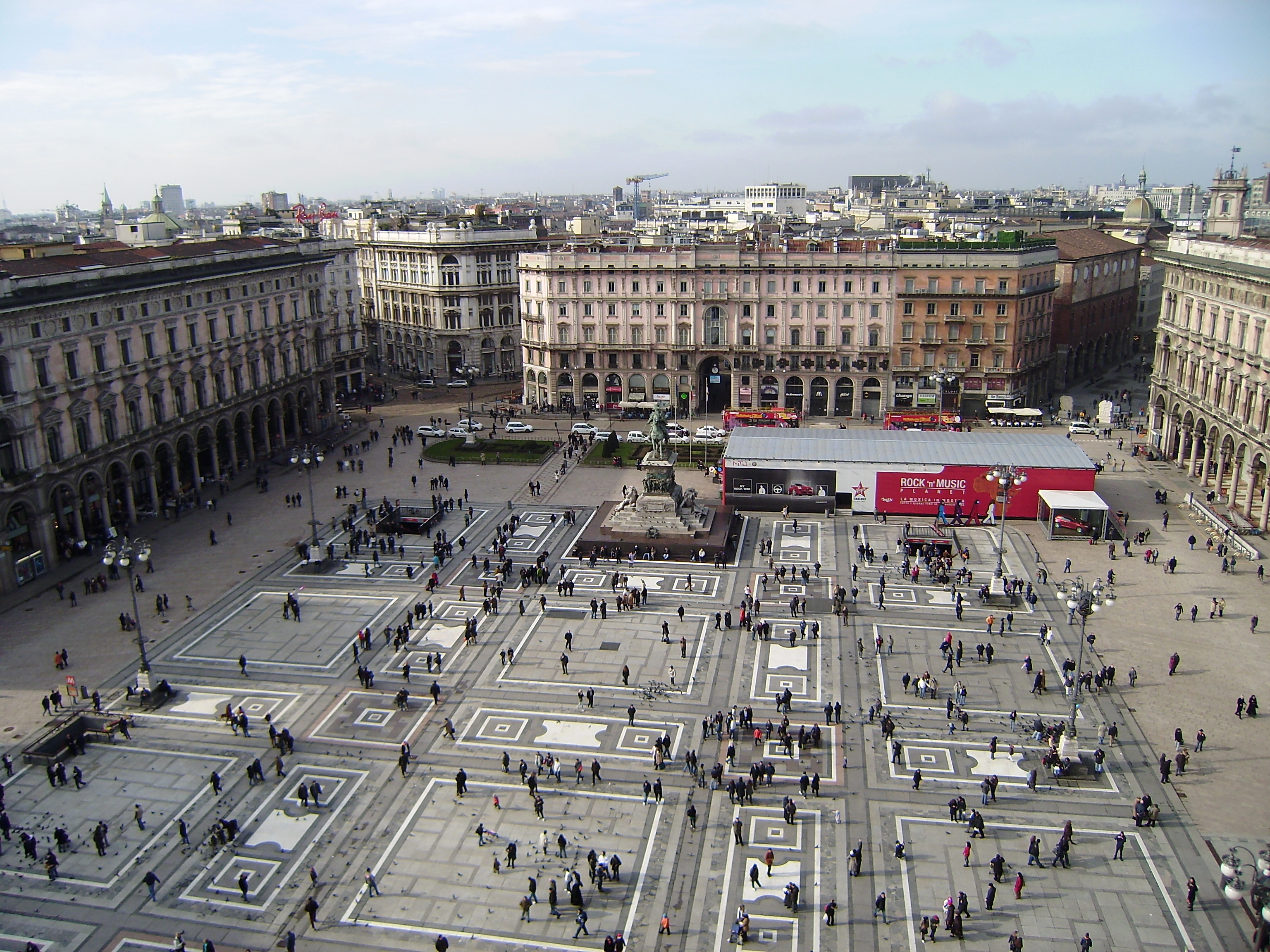
Piazza del Duomo, tipica meta dei turisti in visita a Milano

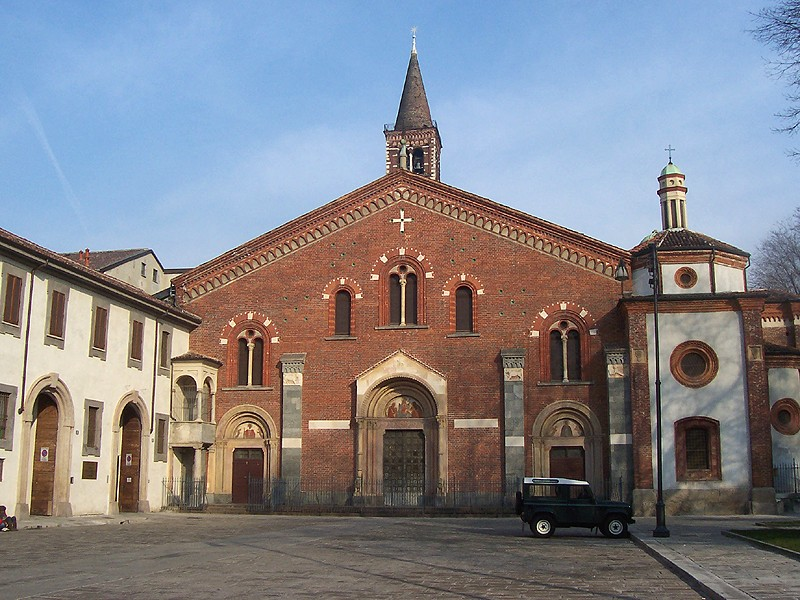
Basilica e convento di Sant'Eustorgio. All'interno della basilica sono conservate alcune reliquie dei Magi

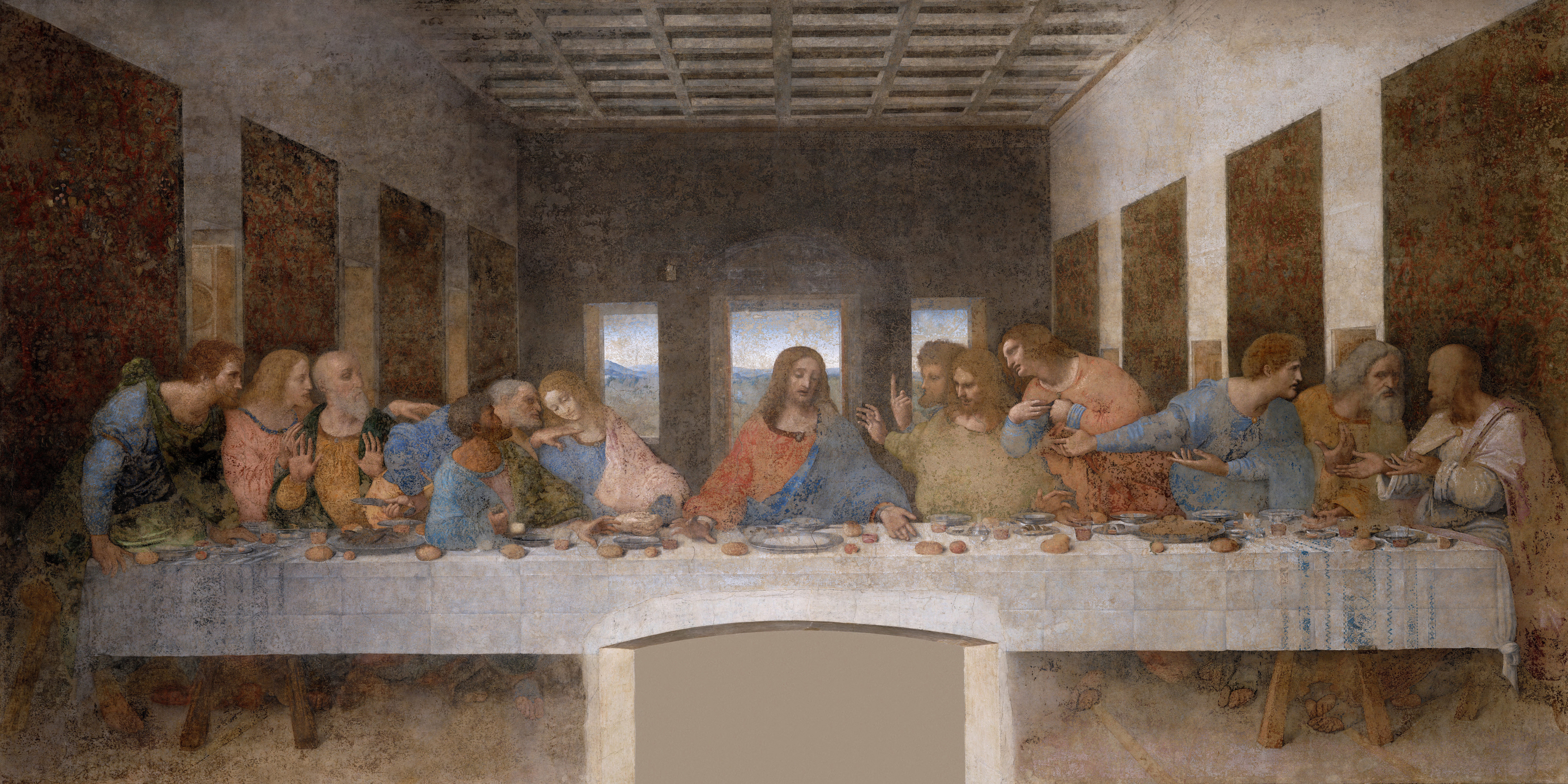
L'ultima cena di Leonardo da Vinci, patrimonio dell'umanità UNESCO

Nelle classifiche delle città più visitate del mondo nel 2018 Milano si conferma al quinto posto in Europa per numero di turisti dall'estero. Secondo La classifica di Global Destination Cities di Mastercard relativa alle presenze di turisti e lavoratori, Milano si attesta a circa 9,1 milioni di presenze, come 16ª città più visitata al mondo, 5ª d'Europa e 2ª d'Italia dopo Roma. Secondo una classifica che si basa invece sui turisti internazionali, Milano, a livello mondiale, si attesta alla 24ª posizione seguendo Roma alla 14ª.
La sua attrattiva è data dal suo essere un importante centro economico dell'editoria, della ricerca, della moda e del design e dal suo patrimonio architettonico e artistico che si mescola alla modernità: monumenti, chiese, palazzi storici, grattacieli, shopping, moda ed eventi di vario genere contribuiscono alla vocazione internazionale della metropoli. Milano è inoltre posizionata a circa 50 km dai grandi laghi lombardi (Lago di Como, Lago Maggiore, Lago di Lugano), la cui bellezza paesaggistica gode di rinomanza mondiale.
Storicamente, i grandi nomi della musica e della letteratura romantica italiana (tra cui Gioachino Rossini, Vincenzo Bellini, Giuseppe Parini, Alessandro Manzoni, Giuseppe Verdi, ecc.) erano soliti soggiornare sui laghi durante la loro permanenza a Milano, spesso ospiti nelle ville dei nobili milanesi, contribuendo così allo sviluppo di un turismo culturale che a partire dal Settecento legò la grande città alle vicine bellezze naturali.

## Infrastrutture e trasporti

### Strade

Mappa della rete autostradale intorno a Milano

Milano è un importante nodo stradale e autostradale, punto di congiunzione della grande trasversale padana est-ovest (la A4, Torino - Trieste) con la dorsale nord-sud (la A1, per Bologna, Firenze, Roma e Napoli). Altre arterie autostradali che raggiungono la città sono la A35 Brebemi per Brescia, la A7 per Genova, e le autostrade dei Laghi, ossia la A8 per Varese e la A9 per Como. La città è lambita dagli itinerari europei E35, E62 ed E64.
Le autostrade sono collegate fra loro dal sistema delle tre tangenziali, la Ovest (A50), la Est (A51) e la Nord (A52), con una lunghezza complessiva di 74,4 km. Sommando alle tre tangenziali il tratto urbano dell'autostrada A4, si ottiene un sistema di autostrade urbane di oltre 100 km di lunghezza, che circonda totalmente la città.
La Città di Milano è dotata di 6 caselli autostradali; essi sono:
- A4 direzione Torino: Barriera Milano Ghisolfa
- A4 direzione Venezia: Barriera Milano Est
- A8 direzione Varese: Barriera Milano Nord
- A7 direzione Genova: Barriera Milano Ovest
- A1 direzione Bologna: Barriera Milano Sud
- A51 direzione A1: Barriera Sesto San Giovanni (da / per A4)

Milano è raggiunta da quattro strade statali (la 9 Via Emilia, la 33 del Sempione, la 36 del Lago di Como e dello Spluga e la 494 Vigevanese) e da numerose strade provinciali. Molte di esse nelle tratte suburbane assumono caratteristiche di superstrada.

### Ferrovie

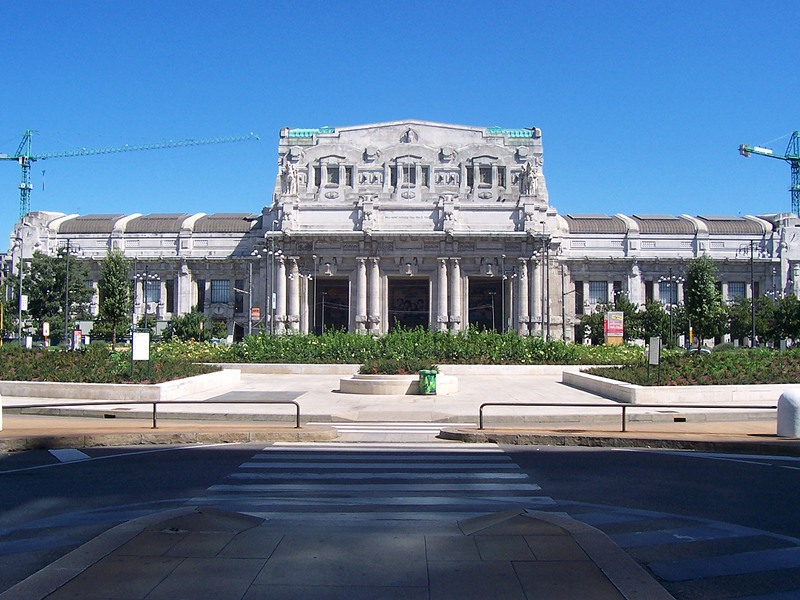
La stazione di Milano Centrale

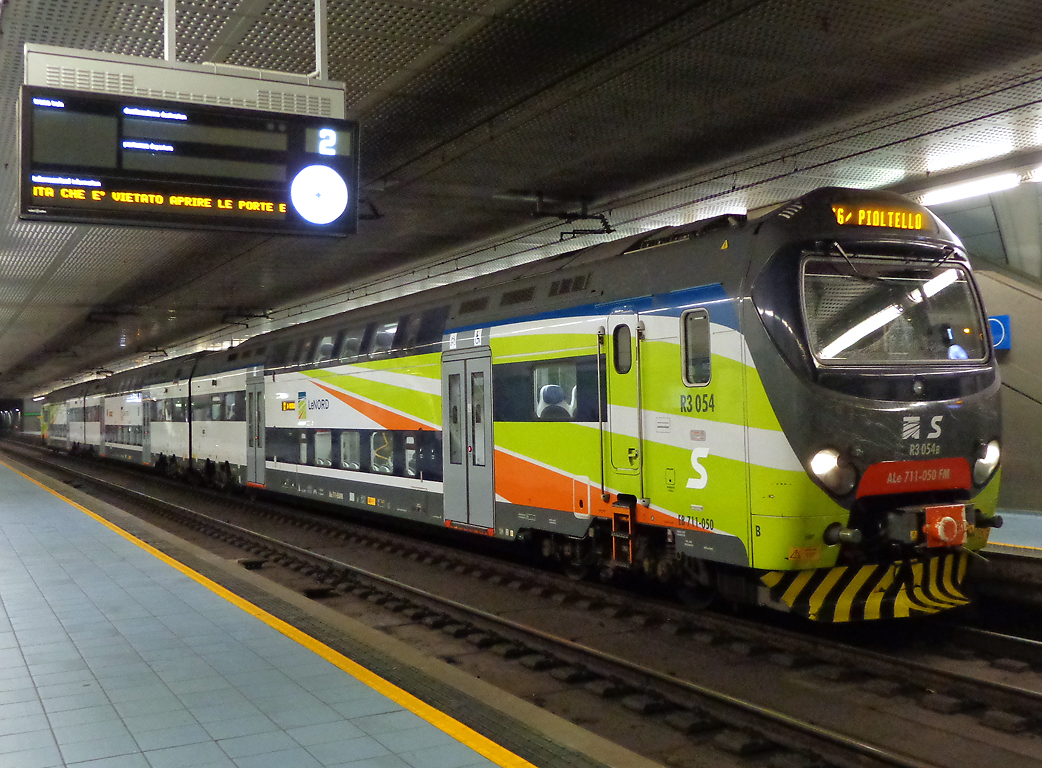
Treno del servizio ferroviario suburbano di Milano in sosta alla stazione di Porta Venezia del passante ferroviario di Milano

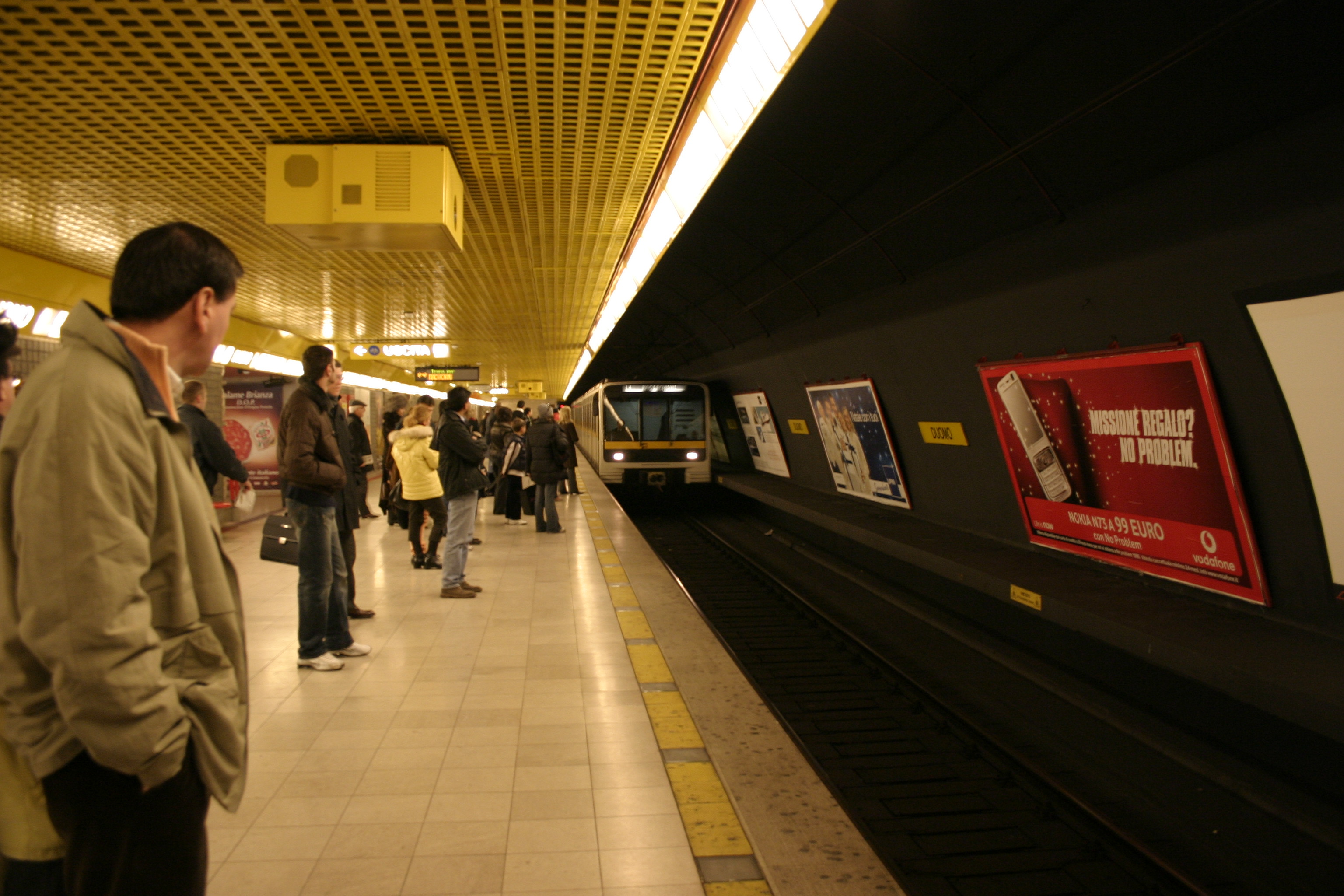
La stazione di Duomo della linea M3 della metropolitana di Milano

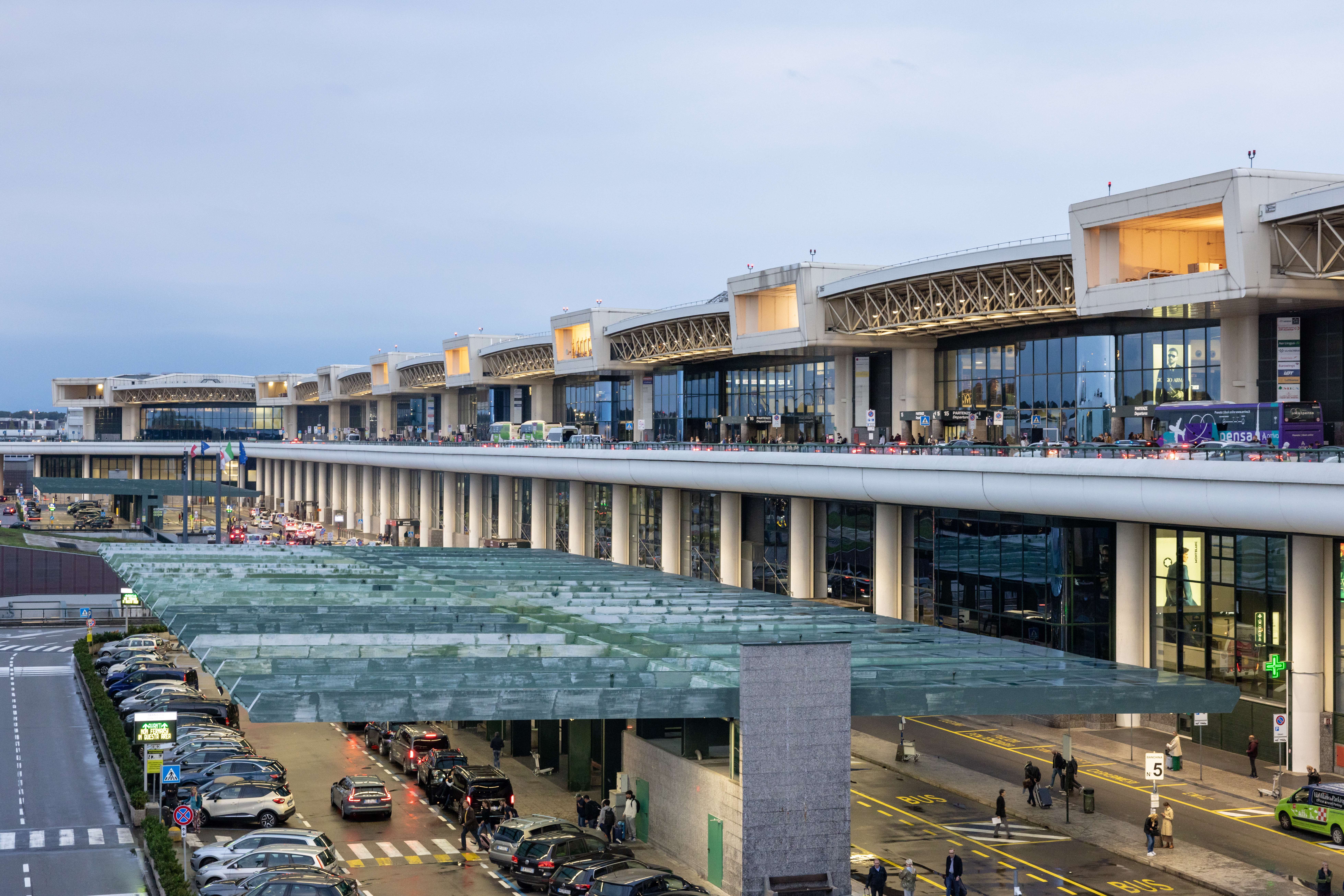
Il Terminal 1 dell'Aeroporto di Milano-Malpensa

Milano è un importante nodo per il traffico ferroviario passeggeri e merci. La città è raggiunta da alcune delle principali linee ferroviarie d'Italia: la Torino-Milano, la Milano-Venezia, la Milano-Genova e la Milano-Bologna; costituisce il punto di partenza delle due linee alpine del Sempione e del Gottardo; è destinazione di un intenso traffico vicinale di tipo pendolare. Milano è anche servita da tre linee ad alta velocità, la Torino-Milano, la Milano-Bologna e la Milano-Verona. Dal 1999 sono garantiti collegamenti verso il terminal 1 dell'aeroporto di Milano-Malpensa tramite il servizio Malpensa Express che parte dalle stazioni di Milano Centrale e Milano Cadorna. Dal 2016 è possibile raggiungere in treno entrambi i due terminal aeroportuali.
La stazione Centrale è la principale della città e, con un traffico giornaliero di 320 000 passeggeri, la seconda in Italia dopo Roma Termini; Milano Centrale è capolinea di treni a lunga percorrenza (Intercity, EuroCity, Frecciabianca e ad alta velocità Frecciarossa, Frecciargento e Italo), e anche di alcuni servizi regionali. Altre importanti stazioni cittadine sono Porta Garibaldi, Lambrate e Rogoredo, dedicate soprattutto al trasporto regionale. Milano è centro della rete delle Ferrovie Nord Milano, a carattere regionale, che hanno capolinea alla stazione Cadorna.
La città è servita da un servizio ferroviario suburbano ("linee S"), che garantisce collegamenti frequenti in un'area di circa 40 km di raggio; fulcro del servizio è il passante ferroviario, una galleria di 9 km che attraversa la città da nord-ovest a sud-est e che è costituita da otto stazioni ferroviarie sotterranee, offrendo numerosi punti d'interscambio con la metropolitana (la più estesa d’Italia) e i trasporti urbani (gestiti come anche la metropolitana da ATM).
Punto di scambio fra i servizi suburbani e quelli regionali sono le "stazioni porta" di Rogoredo, Rho Fiera e Pioltello-Limito. Altre stazioni di interscambio con i regionali sono Lambrate e Villapizzone (da cui parte qualche treno in orari di punta nei giorni feriali in direzione Bergamo, Arquata Scrivia e Piacenza).
La stazione di Milano Smistamento è lo scalo di smistamento ferroviario più grande d'Italia.

### Aeroporti
Nell'area di Milano vi sono tre aeroporti dedicati al normale traffico civile (Aeroporto di Milano-Malpensa e Aeroporto di Milano-Linate, gestiti dalla società SEA, e l'Aeroporto di Orio al Serio gestito dalla società SACBO).
Complessivamente il sistema aeroportuale lombardo, composto da 3 aeroporti, gestisce all'anno un traffico di oltre 42 milioni di passeggeri e di circa 700.000 tonnellate di merci, classificandosi come il primo in Italia sia per volume di passeggeri sia per volume di merci. Secondo Assaeroporti, il dato sommato dei tre aeroporti (Malpensa-Linate-Orio) riguardo ai passeggeri trasportati nel 2022 è infatti di 42.223.435.
- L'Aeroporto di Malpensa con i suoi 21,3 milioni di passeggeri nel 2022 è il secondo aeroporto d’Italia per traffico passeggeri dopo Roma Fiumicino (29,3 milioni di passeggeri) ed è il primo aeroporto d’Italia per traffico merci con 721254 tonnellate nel 2022 ed il 70% delle merci avio del Paese[224] (al secondo posto troviamo l’aeroporto di Roma Fiumicino con 140603 tonnellate nel 2022). Malpensa è al 9º posto al mondo ed al 6º posto in Europa per numero di Paesi serviti con voli di linea diretti[225] e dista 54,5 km dal centro di Milano, collegato tramite il Malpensa Express.[226]
- L'Aeroporto di Linate è il city airport di Milano, distante 8 km dal centro città ed è usato maggiormente per voli nazionali e voli europei. Nel 2022 sono transitati 7,7 milioni di passeggeri classificandosi come 8° aeroporto d’Italia per traffico passeggeri.[227] L’aeroporto di Linate è Hub della compagnia ITA insieme a Roma Fiumicino ed è connesso al centro città tramite la linea metropolitana blu M4.
- L'Aeroporto di Orio al Serio, situato a 54,8 km dal centro di Milano ed a 6 km dal centro di Bergamo, è utilizzato maggiormente dalle compagnie low-cost e principale base di Ryanair. Con un transito di 13,1 milioni di passeggeri nell’anno 2022 si classifica come 3° aeroporto d’Italia per traffico passeggeri dopo Roma Fiumicino e Milano Malpensa.

Inoltre, inglobato entro l'area urbana della periferia nord, vi è il piccolo aeroporto turistico di Bresso.

### Mobilità urbana

Mappa della metropolitana di Milano

Il trasporto pubblico urbano è gestito dall'Azienda Trasporti Milanesi, e serve capillarmente la città e buona parte della città metropolitana. La rete poggia su cinque linee di metropolitana.
La metropolitana conta 125 stazioni (più 2 in costruzione sulla M1) e si estende per 111,8 km, ai quali si aggiunge il passante ferroviario, che è lungo 9 km e che comprende otto stazioni. La rete metropolitana di Milano è la prima in Italia per estensione.
Le linee di trasporto pubblico di superficie sono composte da diciassette linee tramviarie delle quali due extraurbane, il 15 (Rozzano) e il 31 (Cinisello Balsamo), quattro linee filoviarie, di cui due di circonvallazione e numerose linee automobilistiche. Inoltre esiste un people mover che collega la stazione di Cascina Gobba con l'ospedale San Raffaele.

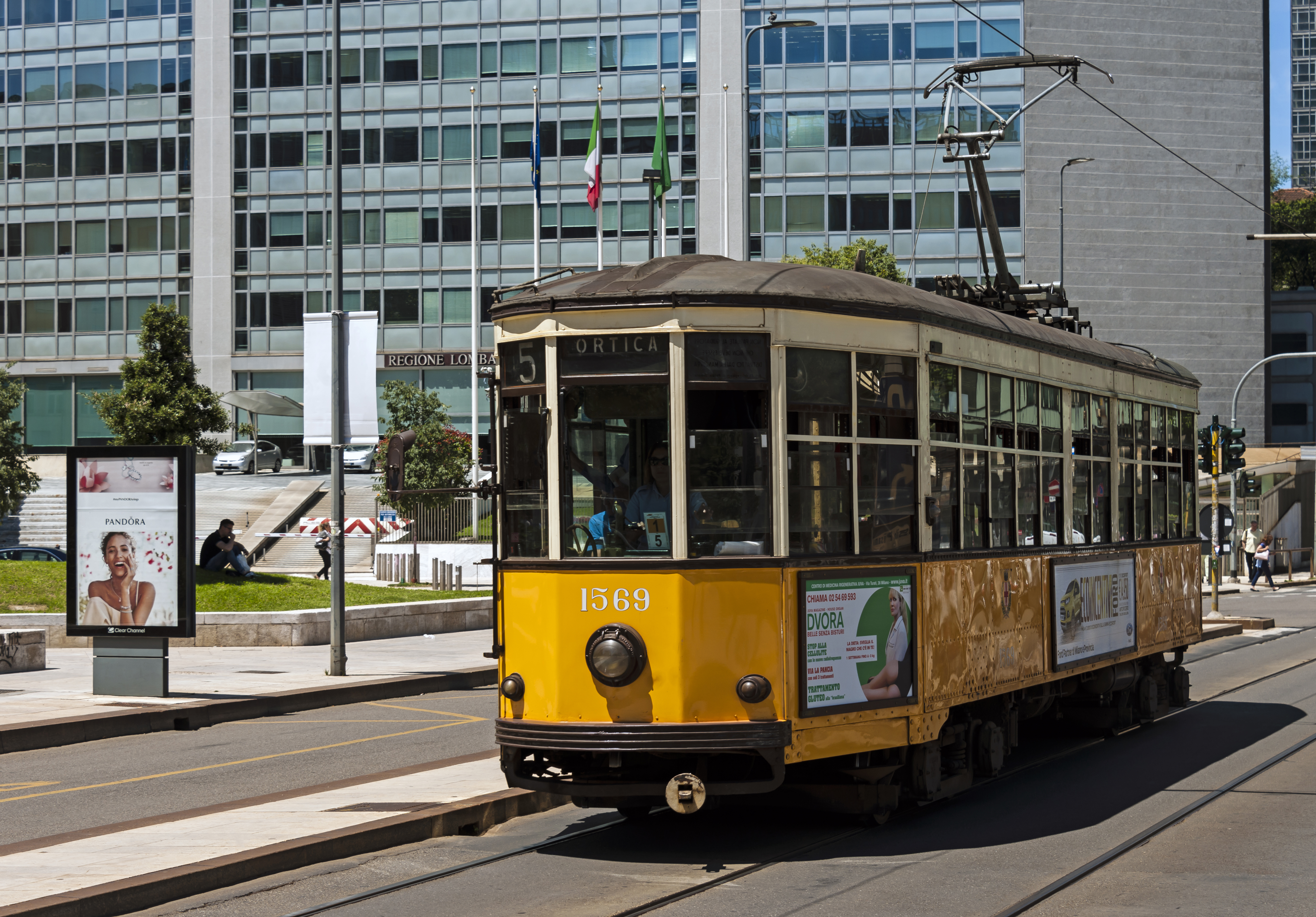
Un esemplare di tram modello Ventotto

Particolare rilievo storico riveste nella città il tram: a fianco dei più moderni Sirio ed Eurotram convivono vetture più datate che hanno fatto la storia della rete tramviaria di Milano. Tra queste vanno ricordate le notissime Ventotto (o Carrelli), vetture tramviarie prodotte fra il 1928 e il 1930: in servizio ininterrottamente per oltre novant’anni, sono ormai diventate uno dei simboli di Milano.
È attiva anche una rete notturna di mezzi pubblici di superficie (autobus e filobus), funzionanti durante i week-end, le festività o i grandi eventi.

### Ospedali
A livello comunale Milano dispone di un'ampia rete ospedaliera e di strutture sanitarie varie. A dicembre 2023 gli ospedali, sia pubblici che privati, sono 31. Tra i maggiori ci sono il Policlinico di Milano, l'Ospedale San Raffaele, l'Ospedale Niguarda Ca' Granda, l'Ospedale Fatebenefratelli e Oftalmico e molti altri.

### Piste ciclabili e bike sharing
Milano ha una rete di piste ciclabili di 255 km, di cui 35 km sono stati realizzati durante l'emergenza sanitaria da COVID-19 nel 2020. Esistono diversi sistemi di bici in sharing (sistema BikeMi e altri) e monopattini (6000 mezzi nel 2021) in sharing. La città è prima in Italia e quinta in Europa, dopo Parigi, Londra, Barcellona e Lione, e ottava al mondo, per il servizio di bike sharing, con 320 stazioni e una flotta che comprende 4280 biciclette a pedalata muscolare e 1.150 a pedalata assistita, 150 anche con seggiolino per bambini.

### Car sharing
Milano è la prima città in Italia e in Europa per car sharing, in rapporto alla popolazione, con 60 000 abbonati e quasi 1 500 vetture gestite da quattro società private che in futuro saliranno a sei.

## Amministrazione

### Storia

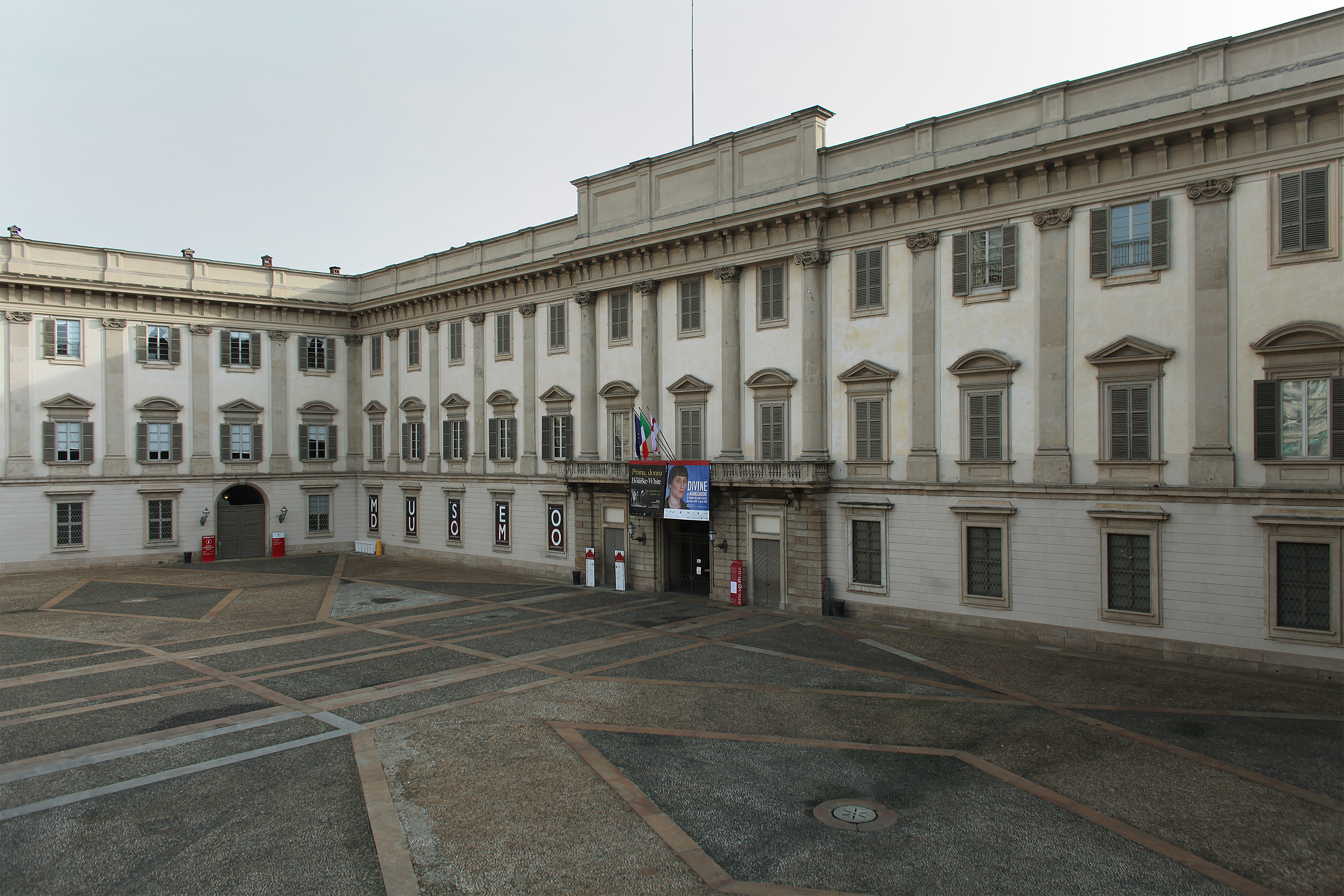
Palazzo Reale, anticamente conosciuto con il nome di Broletto Vecchio. Fu sede del municipio di Milano fino al 1251

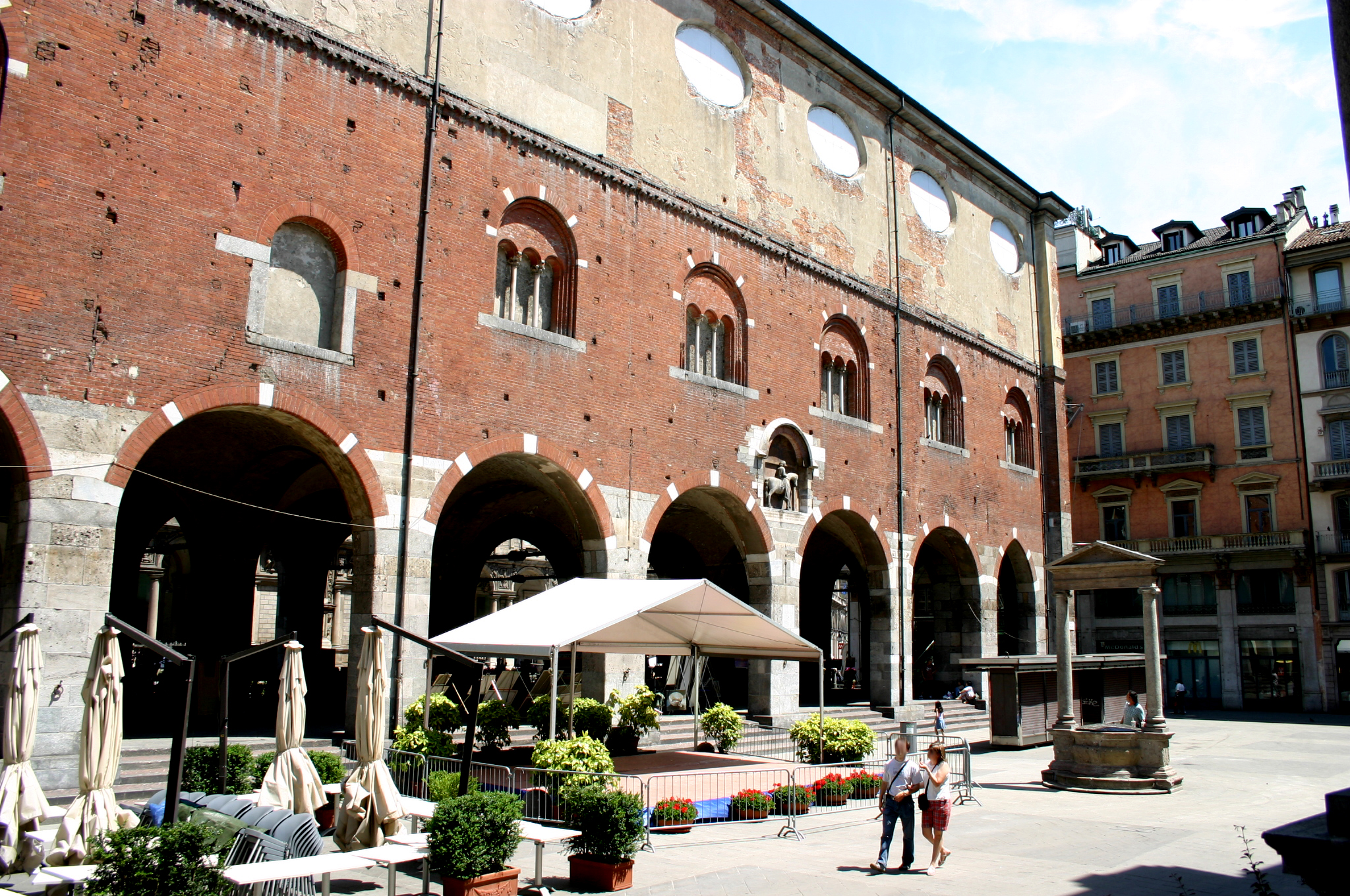
Il Broletto Nuovo di piazza Mercanti, oggi noto come Palazzo della Ragione, che fu sede del municipio di Milano dal 1251 al 1786

La prima forma di governo locale a Milano risale all'epoca romana quando, nel 49 a.C., l'antica Mediolanum venne elevata da Cesare, nell'ambito della Lex Roscia, allo status di municipium. L'istituzione del moderno comune di Milano avvenne invece in epoca comunale, nel 1117: in tale anno fu infatti attestata per la prima volta l'attività dei consoli di Milano e di un podestà; quest'ultima carica fu mantenuta anche durante il periodo della signoria viscontea prima e sforzesca poi.
Il podestà rimase a capo dell'amministrazione comunale di Milano fino al 1860, cioè fino all'anno successivo dell'annessione della Lombardia al Regno di Sardegna, avvenimento che preannunciò l'Unità d'Italia (1861). La legge nº3702 del 23 ottobre 1859 (legge Rattazzi) del governo sabaudo allargò alla Lombardia la legislazione piemontese, che divenne poi quella italiana. A capo dell'amministrazione comunale venne posto il sindaco, che all'epoca era di nomina governativa. In particolare, il sindaco era nominato dal Ministero dell'interno su suggerimento del prefetto.

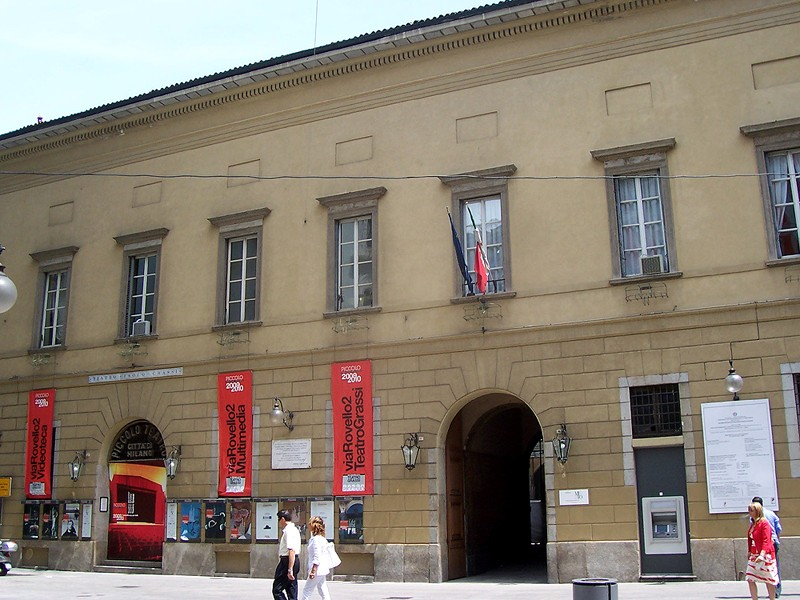
Palazzo Carmagnola (detto Broletto Nuovissimo), sede del municipio di Milano dal 1786 al 1861

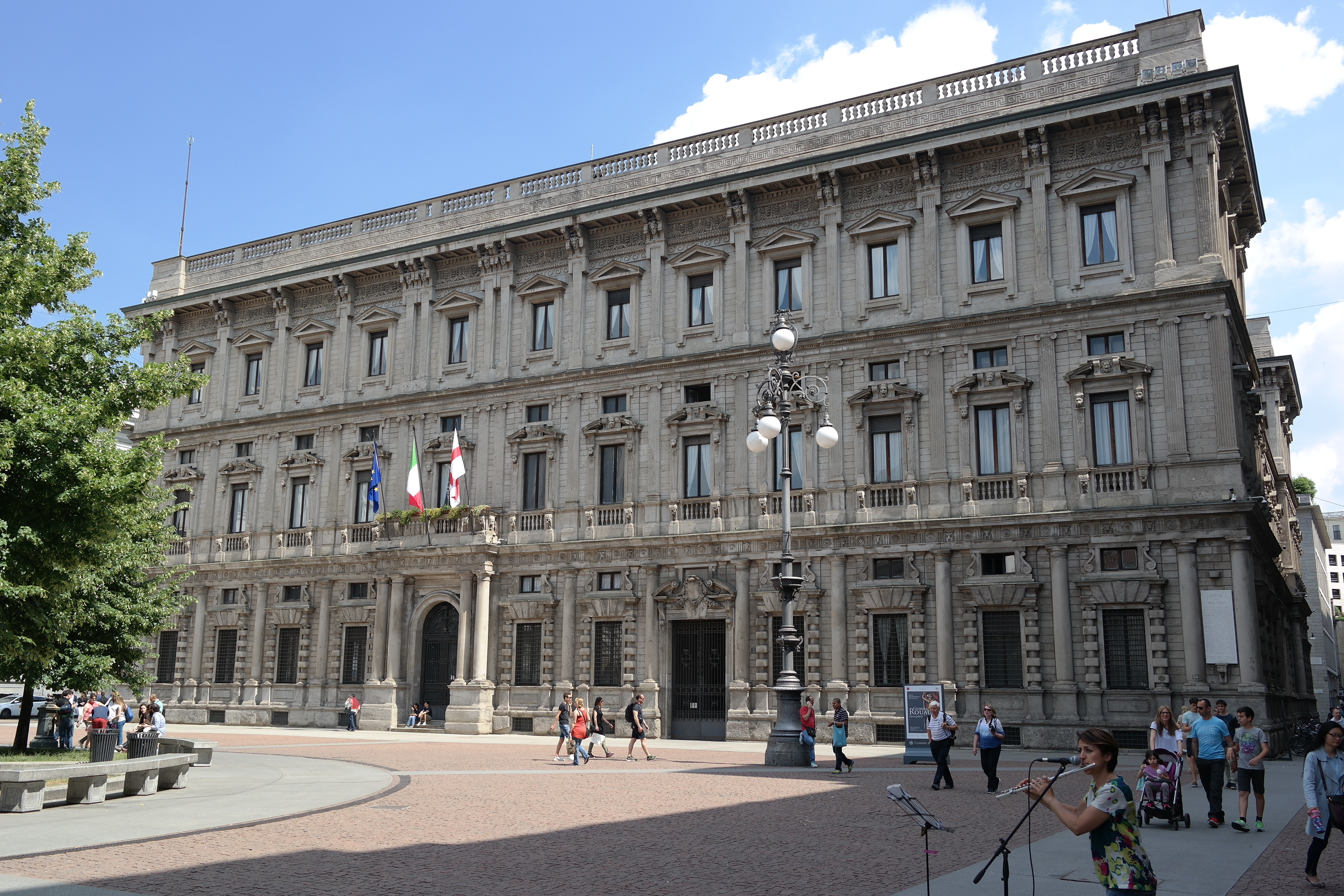
Palazzo Marino, situato in piazza della Scala. Ospita il municipio della città dal 1861

Un cambiamento importante avvenne nel 1889: il regio decreto nº5921 del 10 febbraio ("Testo Unico della legge comunale e provinciale") introdusse l'elezione del sindaco da parte del consiglio comunale per i comuni capoluogo di provincia e per quelli con più di 10 000 abitanti, tra cui Milano. Dal 1926 al 1945, durante l'epoca fascista, con la promulgazione di due delle cosiddette leggi fascistissime, ovvero della legge nº 237 del 4 febbraio 1926 ("Istituzione del Podestà e della Consulta municipale nei comuni con popolazione non eccedente i 5 000 abitanti") e del regio decreto legislativo nº1910 del 3 settembre 1926 ("Estensione dell'ordinamento podestarile a tutti i comuni del regno"), gli organi democratici dei comuni furono soppressi e tutte le funzioni svolte in precedenza dal sindaco, dalla giunta comunale e dal consiglio comunale furono trasferite al podestà, che era nominato dal governo tramite regio decreto. Il podestà era assistito da una consulta municipale, che era invece nominata dal prefetto
Con la Liberazione (1945), sulla scorta del decreto legislativo luogotenenziale nº111 del 4 aprile 1944 ("Norme
transitorie per l'amministrazione dei comuni e delle provincie"), si ristabiliva la carica di sindaco affidandone provvisoriamente la nomina al Comitato di Liberazione Nazionale (CLN). In seguito, grazie al decreto legislativo luogotenenziale nº1 del 7 gennaio 1946 ("Ricostituzione delle Amministrazioni comunali su base elettiva"), il sindaco tornò ad essere eletto dal consiglio comunale: quest'ultimo venne infatti ripristinato dal medesimo provvedimento insieme alla giunta comunale.
Con la legge nº81 del 25 marzo 1993 ("Elezione diretta del sindaco, del presidente della provincia, del consiglio comunale e del consiglio provinciale") venne introdotta l'elezione diretta del sindaco da parte dei cittadini. Contestualmente, con questo provvedimento, fu modificato un altro importante aspetto dell'amministrazione comunale: la nomina della giunta. In precedenza era eletta dal consiglio comunale, mentre dal 25 marzo 1993 è nominata direttamente dal sindaco.
Per quanto riguarda invece la durata del mandato, dal 1859 alla promulgazione delle leggi del 1889 e del 1896, il sindaco restava in carica tre anni rinnovabili. Dopo l'approvazione dei testi legislativi del 1889 e del 1896, nell'occasione dei quali venne decretata la sua elezione da parte del consiglio comunale, il mandato del sindaco venne esteso a quattro anni. Il podestà d'epoca fascista rimaneva invece in carica cinque anni con possibilità di rimozione da parte del prefetto oppure di riconferma oltre i cinque anni prefissati. Dal 1945, con la reintroduzione della carica di sindaco e della sua elezione da parte del consiglio comunale, venne ripristinata la durata di quattro anni. Quest'ultima, nel 1993, venne confermata a quattro anni per poi essere allungata nel 2000, con decreto legislativo nº 267 del 18 agosto ("Testo unico delle leggi sull'ordinamento degli enti locali"), a cinque anni.
Per quanto riguarda le sedi comunali, il primo municipio di Milano fu il Broletto Vecchio, sede municipale fino al 1251, poi ampliato e trasformato in Palazzo Reale. Seguì poi il Palazzo della Ragione (detto Broletto Nuovo) in Piazza Mercanti, sede municipale dal 1251 al 1786. Successivamente diventò municipio di Milano Palazzo Carmagnola (detto Broletto Nuovissimo) in via Broletto, sede comunale dal 1786 e al 1861, quando gli uffici comunali vennero trasferiti presso Palazzo Marino, dove si trovano tuttora.

### Politica
Durante la prima repubblica (1946 - 1993), quando il sindaco veniva eletto dal consiglio comunale, la giunta e il sindaco stesso sono sempre stati esponenti dei partiti socialisti (PSI e PSDI), sostenuti prima da coalizioni di centrosinistra (DC-PSI-PSDI-PRI) e poi, dal 1975, prevalentemente da coalizioni social-comuniste. Dal 1993 al 2011 la città di Milano è stata invece governata da sindaci di centrodestra, espressi prima dalla Lega Nord e poi da Forza Italia. Le elezioni amministrative del 2011 hanno segnato un nuovo punto di svolta, determinando l'inizio delle legislazioni di centrosinistra che sostengono sindaci indipendenti e progressisti.

### Consolati

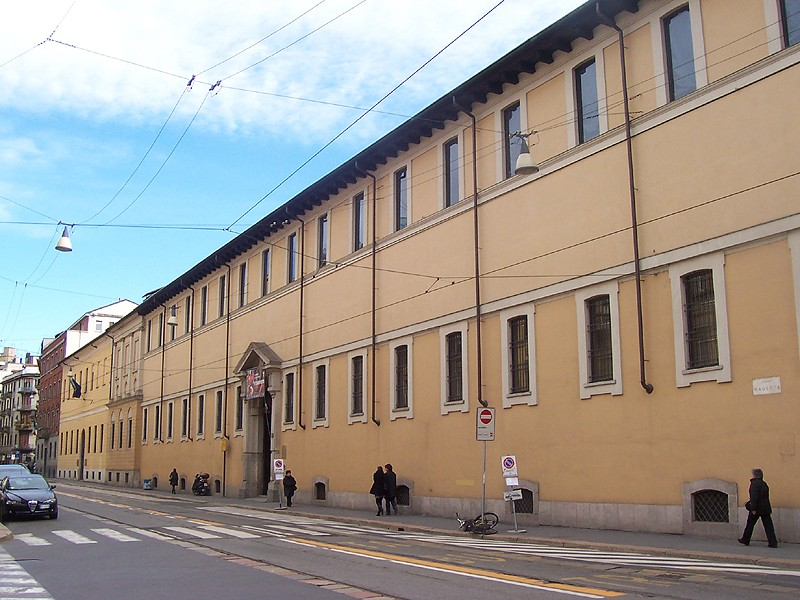
Palazzo delle Stelline, sede della rappresentanza italiana della Commissione europea e ufficio del Parlamento europeo

Al 2020 sono presenti a Milano 122 consolati esteri, diventando così la città europea con più consolati e perfino superando New York per numero di consolati. Sempre a Milano si trova, nel Palazzo delle Stelline, una delle due sedi della rappresentanza in Italia della Commissione europea e uno dei due uffici di informazione per l'Italia del Parlamento europeo.

### Gemellaggi
Milano è gemellata con 15 città nel mondo:
- San Paolo, dal 1961;
- Lione, dal 1967;
- San Pietroburgo, dal 1967;
- Francoforte sul Meno, dal 1969;
- Chicago, dal 1973;
- Birmingham, dal 1974;
- Dakar, dal 1974;
- Shanghai, dal 1979;

- Osaka, dal 1981;
- Tel Aviv, dal 1997;
- Betlemme, dal 2000;
- Cracovia, dal 2003;
- Toronto, dal 2003;
- Melbourne, dal 2004;
- Guadalajara (Messico), dal 2008;
- Taegu, dal 2015;

### Comuni aggregati a Milano

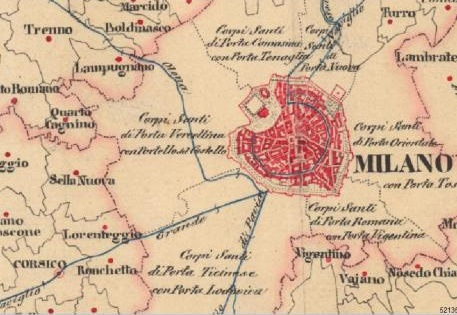
Mappa di Milano, del comune dei Corpi Santi (corrispondente al territorio intorno alla città meneghina) e dei suoi comuni limitrofi su una mappa precedente al 1873

Al momento della fondazione del suo centro abitato Milano aveva probabilmente un'estensione di 12 ettari, diventati 60 ettari (0,6 km²) durante l'epoca romana repubblicana e 100 ettari (1 km²) nell'epoca imperiale, quando Mediolanum divenne capitale dell'Impero romano d'Occidente. 

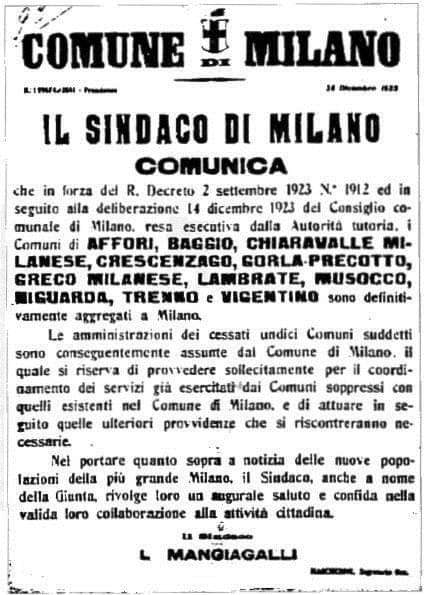
Il manifesto del 1923 che comunicava l'aggregazione a Milano (che diventò operativa nel 1923) dei comuni di Affori, Baggio, Chiaravalle Milanese, Crescenzago, Gorla, Greco Milanese, Lambrate, Musocco, Niguarda, Precotto, Trenno e Vigentino

Nel periodo longobardo la città superò i 200 ettari (2 km²), mentre per tutto il Medioevo, gran parte del centro abitato restò racchiuso entro la Cerchia dei Navigli, dove si ergevano le antiche mura del 1156, con una superficie totale della città pari a di 2,97 km². All'epoca il circondario della città era di 8,32 km².
Dal 1560 al 1873 la città coincise con l'area interna alle mura spagnole di Milano. Il comune aveva così una superficie di 9,67 km², mentre con l'annessione del comune dei Corpi Santi nel 1873, Milano aumentò la propria superficie di 66,35 km², raggiungendo così l'estensione di 76,02 km²: con i comuni e relative frazioni annessi tra il 1918 e il 1923 Milano assorbì altri 105,75 km², arrivando così alla superficie attuale di 181,76 km².

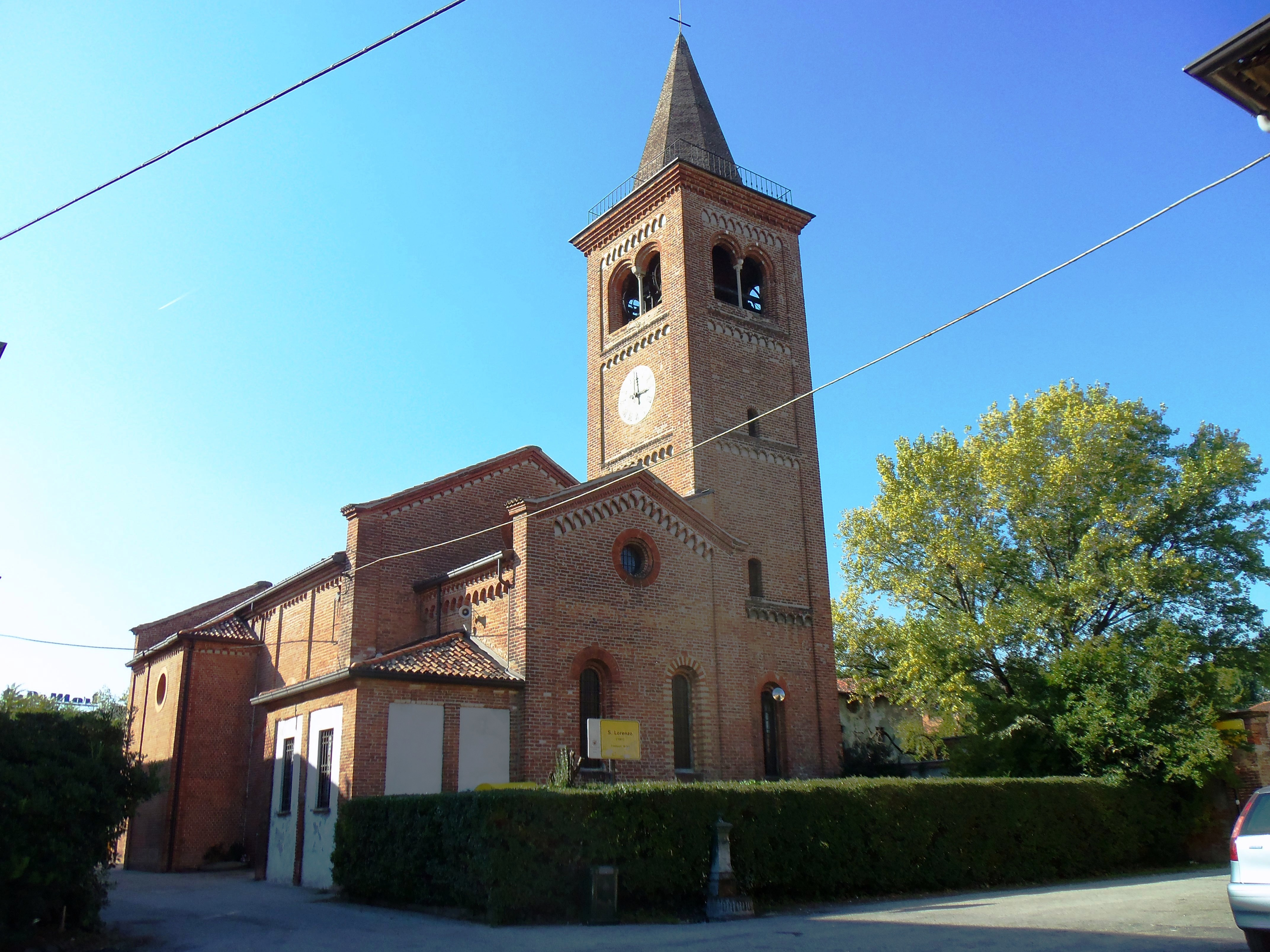
La chiesa di Monluè, una delle più antiche dell'ex comune dei Corpi Santi, che fu annesso a Milano nel 1873

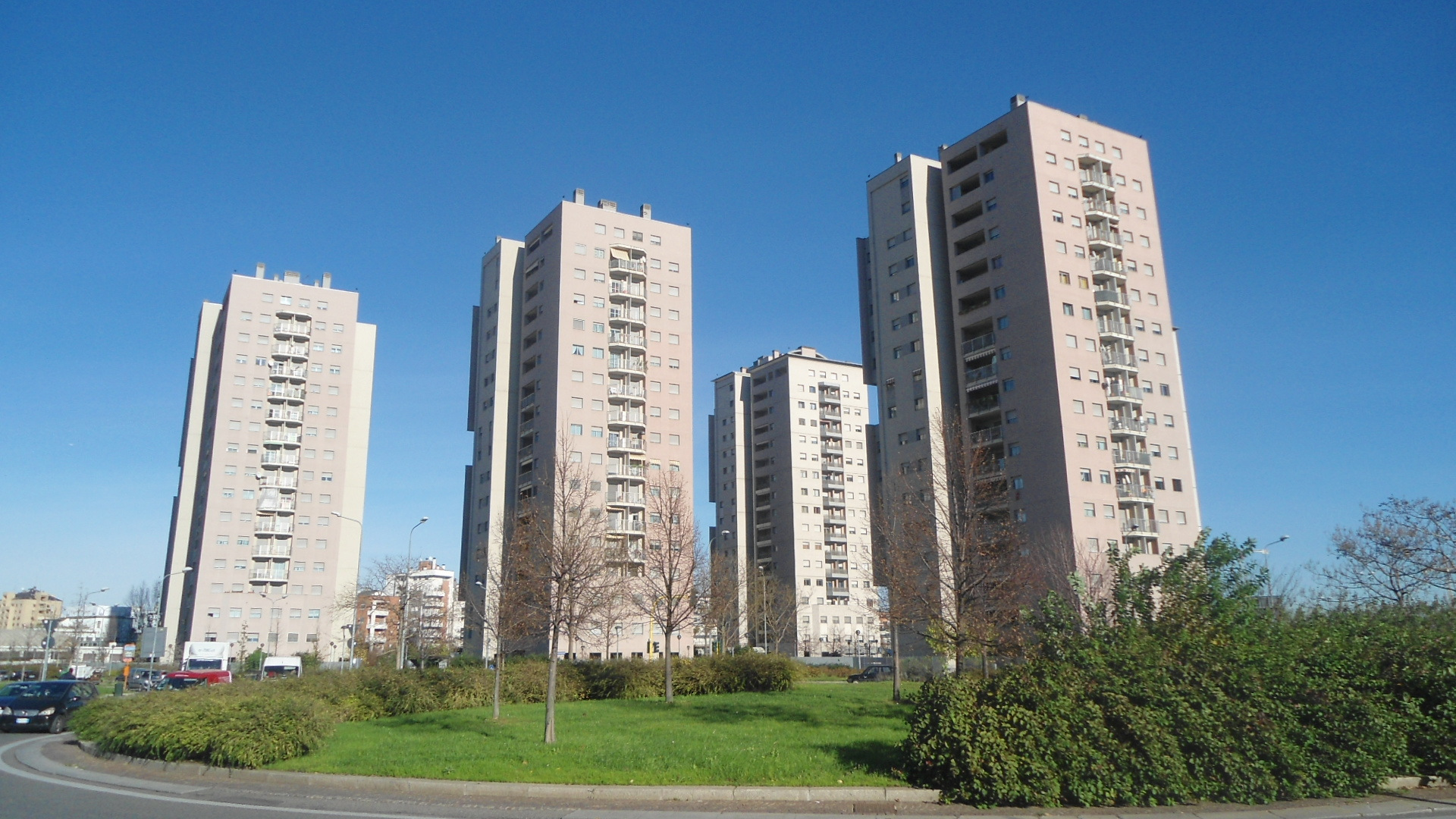
Quarto Oggiaro, che fu comune autonomo fino al 1757, quando fu annesso al comune di Musocco (quest'ultimo fu poi aggregato a Milano nel 1923)

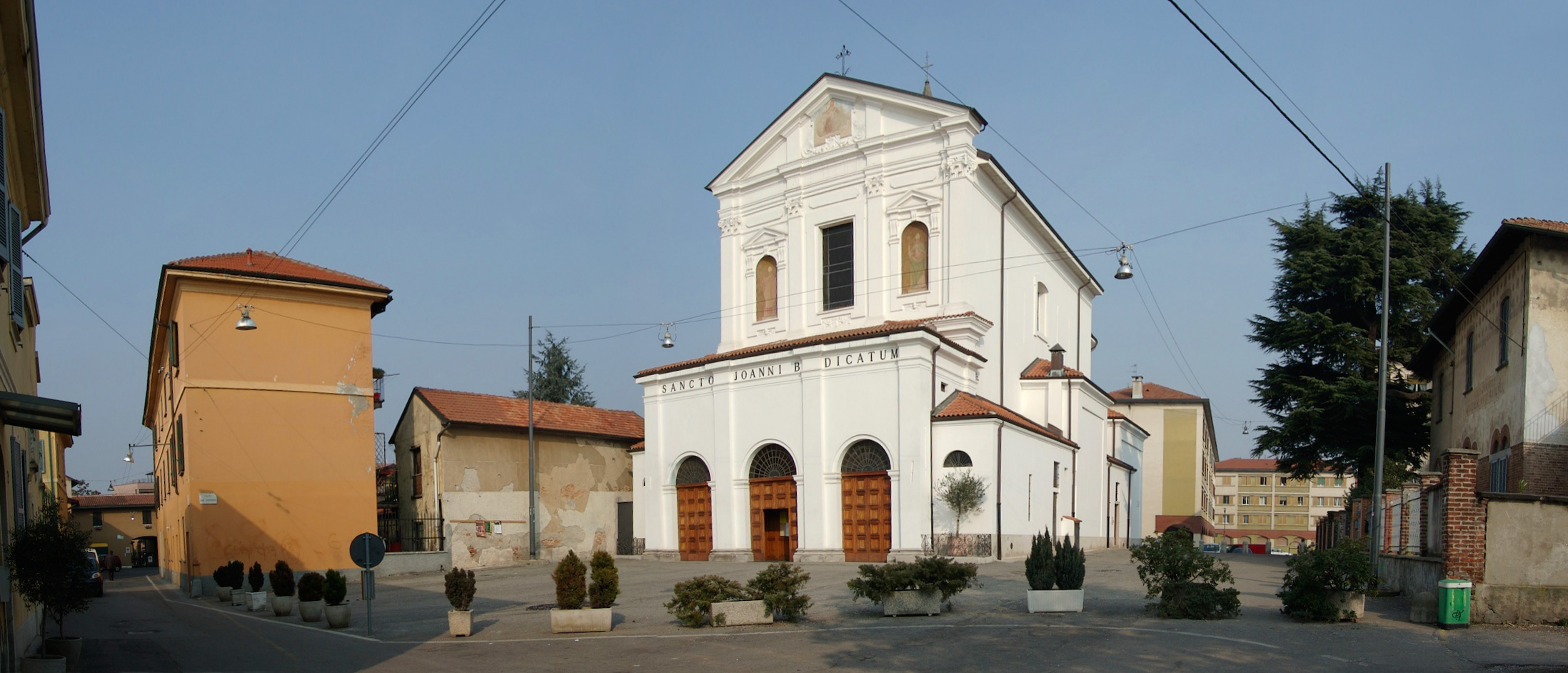
Trenno, che fu comune autonomo fino al 1923

Ai tempi della dominazione spagnola, sul territorio dell'odierna città di Milano insistevano 48 comunità: si trattava di autorità formatesi per consuetudine generalmente accettata, con confini geografici e giurisdizionali non sempre ben definitivi, e con frequenti sovrapposizioni di competenze. Fu l'imperatrice Maria Teresa d'Asburgo a mettere ordine in materia nel 1757: nacquero 41 comuni poi definiti "censuari", sottoposti a uniforme normativa fiscale e con una legislazione scritta che ne stabilì univocamente i poteri.
Nel 1841 l'imperatore Ferdinando d'Asburgo, valutando insoddisfacente il gettito erariale di alcuni piccoli comuni della provincia di Milano del Regno Lombardo-Veneto, li accorpò a più ampie località vicine, scendendo così a trentadue comuni. Con l'Unità d'Italia venne emanata la legge Lanza, finalizzata a un'ulteriore razionalizzazione del territorio delegata al governo: intorno al 1869 nacquero quindi quattordici comuni poi definiti "amministrativi", normati dalla legislazione italiana e non più ereditati dagli Stati pre-unitari.
Già sotto il Regno d'Italia di Napoleone Bonaparte venne emanata una riforma amministrativa di largo respiro che, anticipando i tempi di oltre un secolo, aveva espanso Milano su una superficie comparabile a quella attuale. Tale esperimento, poi abrogato al ritorno degli austriaci, coinvolse trentasei comuni "censuari". Rispetto alla Milano odierna, quella napoleonica era più espansa a sud-est e meno a nord-ovest (i nove comuni "censuari" che non facevano parte della Milano napoleonica ma che appartengono alla Milano odierna sono Bruzzano, Baggio, Assiano, Muggiano, Vialba, Roserio, Cassina Triulza, Figino e Quinto Romano). Le quattro località coinvolte nel progetto napoleonico, ma che oggi non fanno parte del comune di Milano, sono Grancino (comune attuale Buccinasco), Linate (Peschiera Borromeo), Poasco (San Donato Milanese) e Redecesio (Segrate).
Fu infine il fascismo nel 1923, con minori interventi di poco precedenti e successivi, a dare al capoluogo meneghino l'attuale configurazione.

## Sport

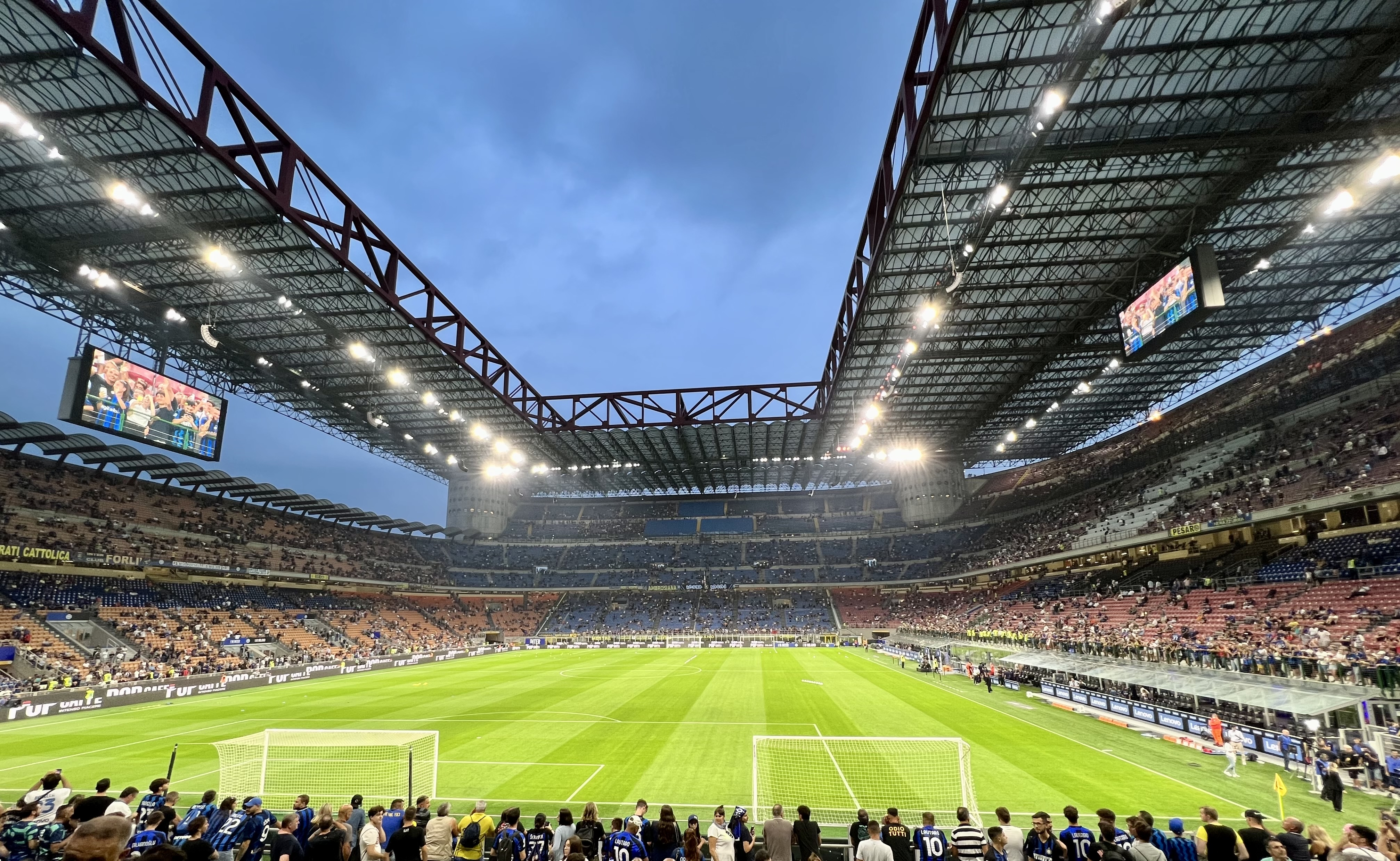
Interno dello Stadio Giuseppe Meazza

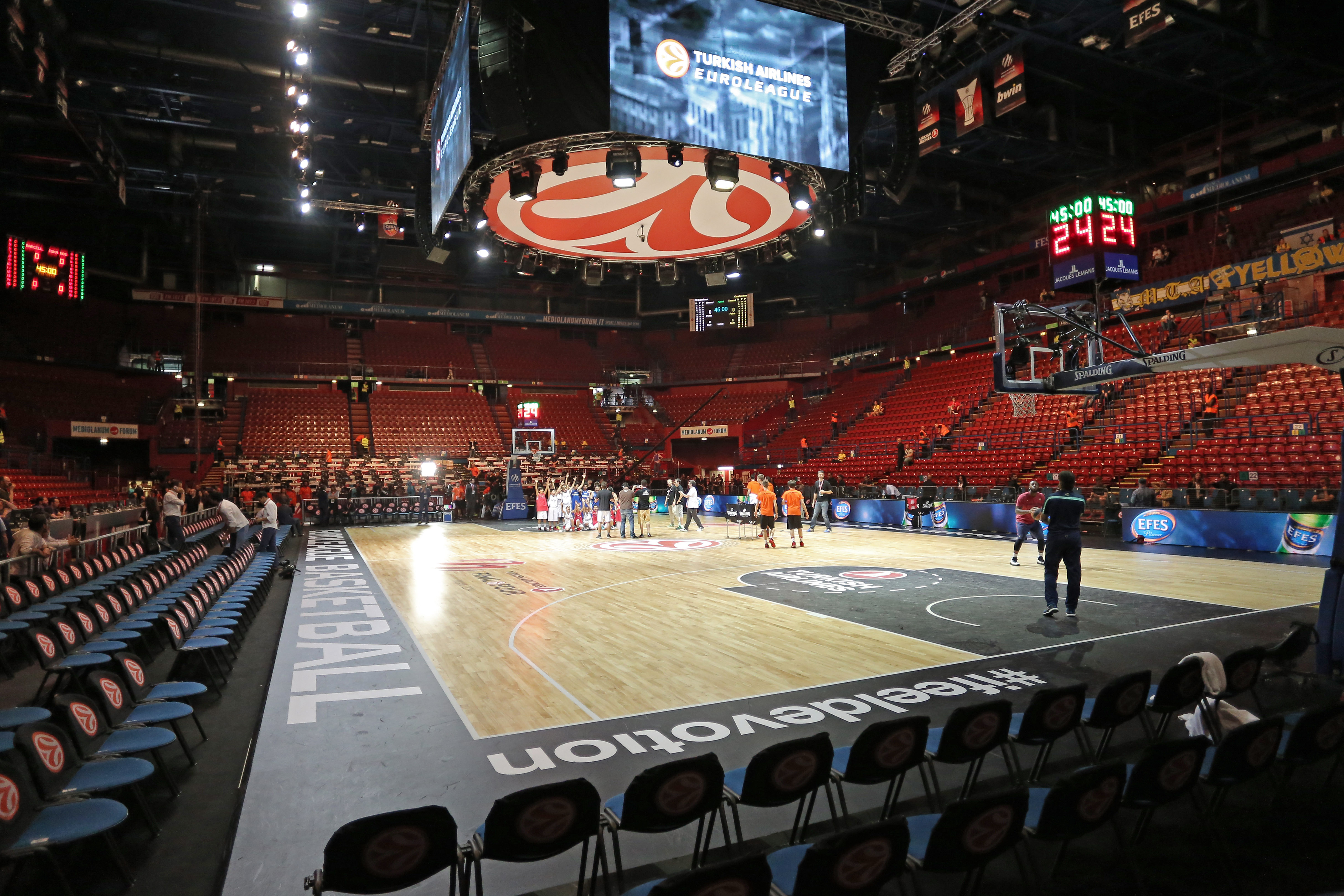
Il Forum di Assago durante le finali di Euroleague 2014

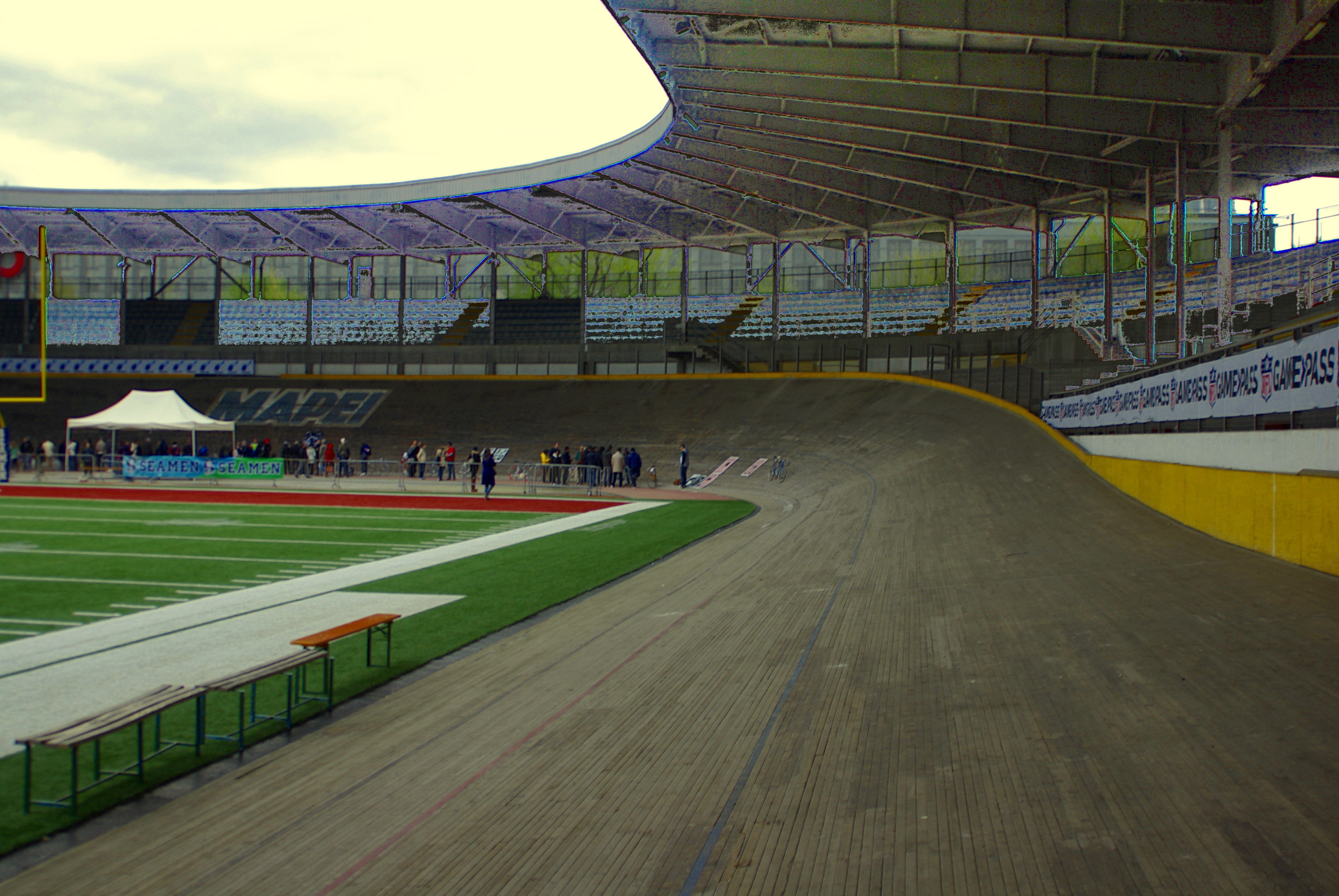
Il Velodromo Maspes-Vigorelli

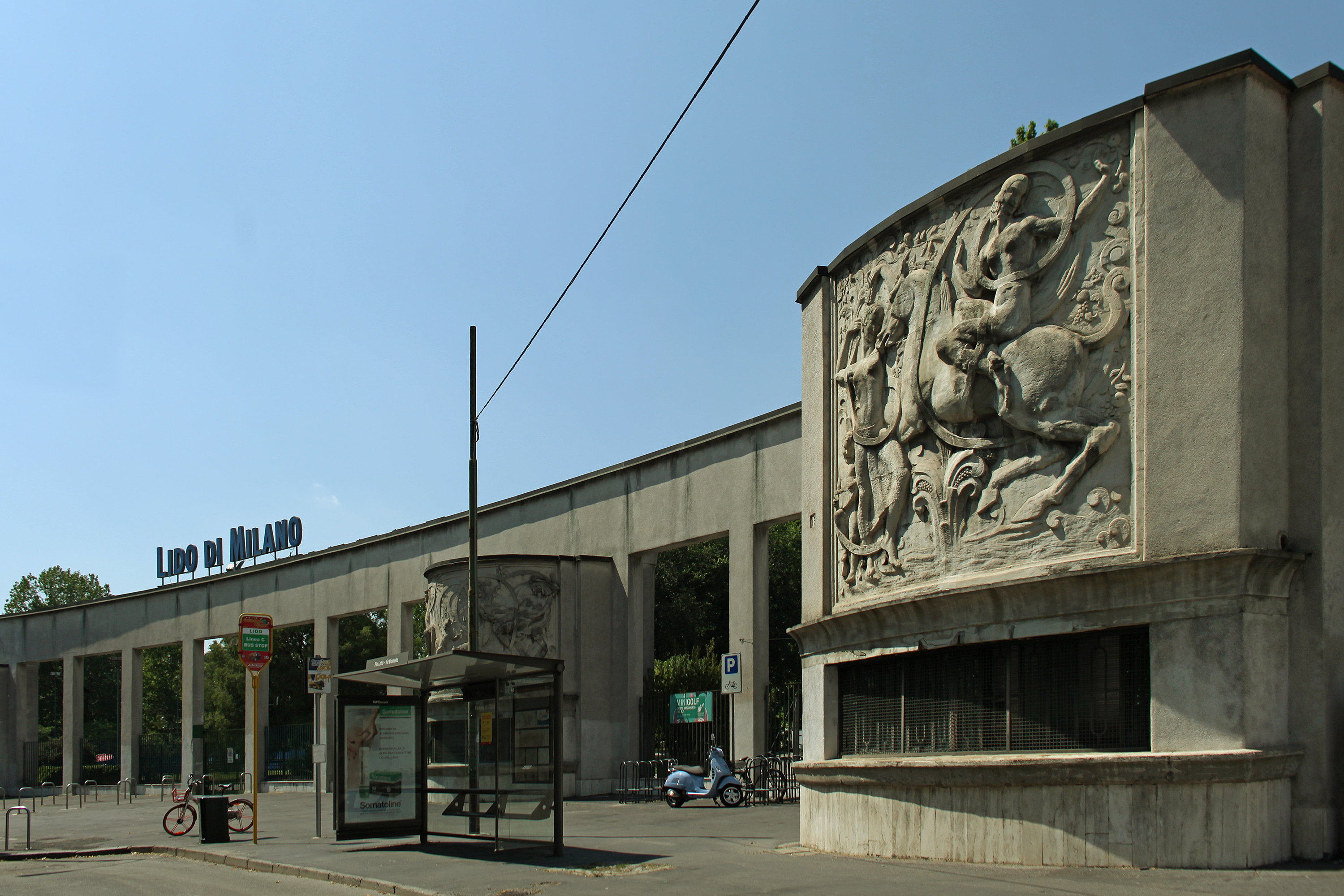
Il Lido di Milano

Le squadre di calcio più conosciute sono l'Inter e il Milan, vincitrici insieme di 39 scudetti (20 l'Inter e 19 il Milan) e 29 coppe internazionali (20 il Milan e 9 l'Inter), tra le quali 10 Coppe dei Campioni/Champions League (7 il Milan e 3 l'Inter). Milano ha ospitato alcuni incontri dei Mondiali di calcio nel 1934 e 1990 (tra cui la partita inaugurale), e degli Europei del 1980, nonché quattro finali di Coppa dei Campioni/Champions League (negli anni 1965, 1970, 2001, 2016), quattro finali di Coppa UEFA/Europa League (1991, 1994, 1995 e 1997), quattro finali di Coppa Intercontinentale e due finali di Supercoppa UEFA quando era prevista la formula della doppia sfida (1963, 1964, 1965 e 1969 per la prima competizione, 1989 e 1994 per la seconda). Alla città è stato assegnato il titolo di Capitale europea dello sport per il 2009.
Le strutture per la pratica dello sport (palestre, campi di gioco e allenamento, centri sportivi polivalenti) sono distribuiti capillarmente nell'intera città, con una naturale limitazione nel centro storico.
Grazie alla nomina ricevuta il 24 giugno 2019 a Losanna, Milano, in nomina condivisa con la città di Cortina d'Ampezzo, ospiterà nel 2026 i XXV Giochi olimpici invernali, quarta edizione dei Giochi olimpici che si svolgeranno in Italia (la terza di quelli invernali) dopo Cortina d'Ampezzo 1956, Roma 1960 e Torino 2006.

### Principali società sportive
Le principali società sportive di Milano sono:
- FC Inter, AC Milan e l’Alcione Milano SS (calcio)
- Olimpia Milano (pallacanestro)
- Rhinos Milano (football americano)
- Seamen Milano (football americano)
- Powervolley Milano (pallavolo)
- Hockey Club Milano Bears (hockey su ghiaccio)
- A.S. Rugby Milano (rugby)
- Hockey Club Milano 24 (hockey in-line)

### Impianti sportivi
Gli impianti sportivi più importanti di Milano sono:
- Arena Civica (atletica leggera, rugby a 15 e calcio)
- Centro Sportivo Saini (football americano, baseball, nuoto sincronizzato e pallanuoto)
- Ippodromo del galoppo di San Siro (ippica)
- Lido di Milano (tennis, calcio a 5, pattinaggio, minigolf e nuoto)
- PalaLido (pallacanestro e pallavolo)
- Piscina Cozzi (sport acquatici)
- Piscina Romano (sport acquatici)
- Sferisterio di via Palermo (vari sport)
- Stadio del ghiaccio Agorà (hockey su ghiaccio)
- Stadio Giuseppe Meazza (calcio)
- Velodromo Maspes-Vigorelli (football americano, ciclismo e hockey su prato)

### Esplicative
1. ↑  L'istituzione del moderno comune di Milano avvenne in epoca comunale, nel 1117: in tale anno fu infatti attestata per la prima volta l'attività dei consoli di Milano e di un podestà. La prima forma di governo locale risale invece all'epoca romana quando, nel 49 a.C., l'antica Mediolanum venne elevata da Cesare, nell'ambito della Lex Roscia, allo status di municipium.
2. ↑   Mario Aventicense, anno 568, in Chronica. URL consultato il 13 novembre 2011 (archiviato dall'url originale il 24 novembre 2012).: «Hoc anno Narses ex praeposito et patricio post tantos prostratos tyrannos, [...] Mediolanum vel reliquas civitates, quas Goti destruxerant, laudabiliter reparatas, de ipsa Italia a supra scripto Augusto remotus est.» («In quest'anno Narsete ex proposito e patrizio, dopo aver abbattuto tanti tiranni [...] e ricostruite lodevolmente Milano e le città rimaste, che i Goti avevano distrutto, fu destituito dal governo dell'Italia dal suddetto Augusto [Giustino II].»)
3. ↑  Francesco Sforza sposò nel 1441 Bianca Maria Visconti, figlia naturale legittimata di Filippo Maria Visconti.
4. ↑  La testimonianza di questa abilità nel lavorare i metalli e forgiare armi è oggi testimoniata dal nome delle vie del centro storico; via Spadari e via Speronari, che indicano le specialità delle botteghe artigianali milanesi del tempo ivi ubicate.
5. ↑  Un suo antenato, Luigi di Turenna, aveva sposato nel 1389 Valentina, figlia del primo duca di Milano, Gian Galeazzo Visconti.
6. ↑  Prenderà possesso della carica nel 1566, dopo aver giurato fedeltà nelle mani dello zio, Federico I d'Asburgo, imperatore dopo l'abdicazione di Carlo V.
7. ↑  Si tratta delle Nuove Costituzioni, cui avevano messo mano Ludovico e Francesco II Sforza.
8. ↑  Che sarà completato nel 1560.
9. ↑  Fatte costruire dal governatore Ferrante I Gonzaga nel 1549, furono completati in soli undici anni e il loro disegno continuò l'espansione monocentrica della città.
10. ↑  Entrambi di Francesco Maria Richini (1584-1658). Il collegio Elvetico è l'attuale sede dell'Archivio di Stato.
11. ↑  Nel 1848 si svolse a Milano uno dei più significativi eventi del Risorgimento italiano, le Cinque giornate
12. ↑  Questo epiteto oggi è in disuso o utilizzato per lo più a scopo ironico; in particolare, gli accenni alla "moralità", sono particolarmente bersagliati dall'ironia in seguito ad alcuni scandali, come quello della Duomo connection o quello di Tangentopoli. Si veda ad esempio Colaprico. Già alla fine dell'Ottocento l'epiteto era contestato, ad esempio in Barilli
13. ↑  A Londra ne era stata inaugurata una l'anno prima, per illuminare l'Holborn Viaduct, ma era priva di rete di distribuzione.
14. ↑  Acquistata a Parigi dall'ingegner Giuseppe Colombo all'Esposizione industriale dov'era stata portata da Thomas A. Edison a scopo dimostrativo, mentre ne costruiva una operativa a New York
15. ↑  Fu eletto ripetutamente al parlamento proprio nel collegio di Milano
16. ↑  Divenne "Partito Nazionale Fascista" a Roma, nel novembre 1921, al congresso che sancì la fusione con il Partito Nazionalista italiano.
17. ↑  Chiusa questa fase, "l'auspicata connessione fra etica e sviluppo è rimasta incompiuta e si è generata, nello spazio politico culturale che si era aperto, un sistema "tattico" di sopravvivenza, secondo Mario Abis, Milano nella competizione internazionale, Rivista italiana di comunicazione pubblica, Fascicolo 36, 2008, p. 123 (Milano: Franco Angeli, 2008). Vi si sostiene anche che Milano è "invecchiata" prigioniera nel suo stereotipo di città dinamica e di efficienza. L'ultima grande occasione è stata proprio generata dal contesto storico di Mani Pulite: a Milano poteva concretizzarsi l'idea che il Paese sarebbe "ripartito" attraverso questa opera di "purificazione". La "Milano da bere" passava attraverso una prova decisiva che avrebbe riportato slancio nella forma di politiche moderne e trasparenti, ma anche questo passaggio è andato completamente a vuoto".
18. ↑  Nel dicembre 2009, il presidente del Consiglio Silvio Berlusconi venne ferito al volto da un cittadino tramite una statuetta del Duomo scaraventata con violenza sul viso del politico. Tale episodio venne definito "Atto di terrorismo":  Aggressione a Silvio Berlusconi, su lastampa.it. URL consultato il 21 giugno 2018.
19. ↑  Una tradizione risalente a Galvano Fiamma (XIV secolo), vuole che tale stemma provenga dall'immagine raffigurata sull'elmo e sullo scudo di un saracino abbattuto da un Ottone Visconti durante la prima crociata. Si tratta però di un racconto inverosimile, al pari delle altre notizie di questo storico sulla partecipazione lombarda alla prima crociata (Giancarlo Andenna, Deus non voluit: i Lombardi alla prima crociata (1100-1101). Dal mito alla ricostruzione della realtà. Atti del Convegno Milano, 11-11 dicembre 1999, Milano, Vita e Pensiero, 2003, ISBN 88-343-0799-2, in partic. pp. 233-234). Un altro mito attribuisce l'origine del simbolo a un analogo scontro tra Eriprando Visconti e un cavaliere tedesco nel 1034. La prima attestazione sicura del simbolo è il 1226, quando venne raffigurato sul pastorale, "ornato con vipere d'avorio", di Ardengo Visconti, abate del monastero di Sant'Ambrogio (Romussi 1927, vol. II, p. 245). Un'altra storia, inverosimile per anacronismo, è riferita dal Petrarca: il simbolo sarebbe stato adottato da Azzone Visconti, cui una vipera sarebbe entrata nell'elmo mentre riposava, ma ne sarebbe uscita, all'atto dell'indossarlo, a fauci spalancate, senza però morderlo. Andenna (cit.) ritiene verosimile l'origine da simboli vescovili raffiguranti un mostro marino che inghiotte Giona, simbolo della resurrezione.
20. ↑  L'aggiunta della corona d'oro venne concessa nel 1336 a Bruzio Visconti dai duchi d'Austria (Romussi, loc. cit.).
21. ↑  In molte fasi storiche, la sede del potere politico era invece il Castello Sforzesco, difeso da imponenti bastioni e fortemente separato dalla città.
22. ↑  Così viene descritta l'edilizia civile di Milano nel 1844: «Le case sono coperte piuttosto pesantemente di tegole, e a molte sovrastano un'altana o un belvedere e terrazzi a giardino. Non poche son munite di parafulmini. Nell'interno hanno bei cortili, resi eleganti e comodi dalle colonne del nostro granito, delle quali si pretese contare ben 39 000 nella città.» Fonte:  Milano e il suo territorio, tomo. II, Milano, coi tipi di Luigi di Giacomo Pirola, 1844,  p. 304. URL consultato il 19 dicembre 2016.
23. ↑  Interessa anche i comuni di Bresso, Cusano Milanino, Cormano, Cinisello Balsamo, Novate Milanese e Sesto San Giovanni.
24. 1 2  Corpi Santi è la denominazione con cui si indicava, fino al XIX secolo circa, la fascia di territorio del suburbio extramurale della maggior parte delle città lombarde e piemontesi. Nei territori soggetti agli Asburgo d'Austria, tra cui ci fu Milano, la riforma generale dello Stato del 1755 ne modificò la denominazione in Comuni rurali, ma il vecchio nome rimase nell'uso comune.
25. ↑  Decreto di Francesco Sforza (1º aprile) per la costruzione del nuovo ospedale, affidata al Filarete, Enciclopedia di Milano.
26. ↑  Fu aperta però nel 1786.
27. ↑  A seconda dei testi consultati si trova questa definizione, così come la dicitura "barocco milanese". Il termine usato non deve tuttavia indurre a considerare la stagione artistica come minore o all'assenza di una scuola artistica nella città. Da Milano infatti partì lo stile che poi si diffuse omogeneamente in tutta la Lombardia: per questo motivi si ritiene più corretta la dicitura "barocco lombardo" per caratterizzare la scuola artistica locale, parlando quindi di "barocco a Milano"
28. ↑  A tal proposito nel 1809, Leopoldo Cicognara, direttore dell'Accademia di belle arti di Venezia, scrive: "…Milano è talmente superiore in artisti e produzione che, senza mezzi straordinari, non potrà mai da alcuna città del regno essere adeguata" v. nota precedente.
29. ↑  I termini dialettali sono ripresi dal Vocabolario Milanese- Italiano, di Francesco Cherubini, 1814
30. ↑  Diventato, assieme al "Pandoro" di Verona nella versione industriale, il dolce natalizio nazionale
31. ↑  La produzione natalizia supera largamente i cento milioni di pezzi  Copia archiviata, su dolceitalia.net. URL consultato il 16 dicembre 2010 (archiviato dall'url originale il 23 luglio 2011).
32. ↑  La più antica vettura tranviaria di Milano, antecedente il 1918, si trova al Museo delle comunicazioni di Cormano.

### Bibliografiche
1. 1 2 3   Comune di Milano 1117-1329, su lombardiabeniculturali.it. URL consultato il 21 giugno 2018.
2. 1 2 3 4   Bilancio demografico mensile anno 2025 (dati provvisori), su demo.istat.it, ISTAT.
3. ↑   Comuni limitrofi a Milano (MI) - distanze in km, su Tuttitalia.it. URL consultato il 1º marzo 2025.
4. ↑   Classificazione sismica (XLS), su rischi.protezionecivile.gov.it.
5. ↑   Tabella dei gradi/giorno dei Comuni italiani raggruppati per Regione e Provincia (PDF), in Legge 26 agosto 1993, n. 412, allegato A, Agenzia nazionale per le nuove tecnologie, l'energia e lo sviluppo economico sostenibile, 1º marzo 2011,  p. 151. URL consultato il 25 aprile 2012 (archiviato dall'url originale il 1º gennaio 2017).
6. ↑   Lajatico è il Comune più ricco d'Italia. La mappa dei redditi degli italiani pre-pandemia, in Il Sole 24 Ore, 27 maggio 2021.
7. ↑   Francesco Cherubini, Vocabolario milanese-italiano, Regia stamperia, 1841. URL consultato il 22 giugno 2022.
8. ↑   Carta "Nomi dialettali dei paesi esplorati"., su navigais-web.pd.istc.cnr.it.
9. ↑  (EN) Geoffrey Hull, The Linguistic Unity of Northern Italy and Rhaetia: Grammar of the Padanian Language: Introduction, Phonology; volume 1, 2017,  p. 224.
10. ↑   Teresa Cappello e Carlo Tagliavini, Dizionario degli etnici e dei toponimi italiani, Bologna, Pàtron, 1981,  p. 323, SBN UMC0979712.
11. ↑  (EN) Tom Scott, The City-State in Europe, 1000-1600: Hinterland, Territory, Region, Oxford University Press,  p. 17.
12. ↑   kuneo_Cav, Storia del ducato di Milano: dai Visconti ai Sforza, su Cavalleria San Maurizio, 20 maggio 2019. URL consultato il 27 ottobre 2022.
13. ↑   European Capitals of Sport, su aceseurope.eu. URL consultato il 23 novembre 2024.
14. ↑  (EN) London and New York are the most connected cities in the world - new data shows, su lborolondon.ac.uk. URL consultato il 10 aprile 2022 (archiviato dall'url originale il 1º ottobre 2023).
15. ↑   Paola Tognini, Il fenomeno carsico in Lombardia, su gruppogrottemilano.it. URL consultato il 29 gennaio 2013 (archiviato dall'url originale il 29 maggio 2012).
16. ↑   AA.VV., Il nostro suolo prima dell'uomo, in Storia di Milano, I, Milano, Fondazione Treccani degli Alfieri, 1954,  p. 11.
17. ↑  Felice Poggi, Idrografia nei dintorni di Milano nell'era romana, Milano, 1911.
18. ↑   Updated world map of the Köppen-Geiger climate classification (PDF), su hydrol-earth-syst-sci.net,  p. 1641.
19. ↑   Il clima dell'Italia, su centrometeoitaliano.it. URL consultato il 21 giugno 2018 (archiviato dall'url originale il 19 novembre 2015).
20. ↑   Università degli Studi di Genova - Dipartimento di Fisica, Atlante Eolico dell'Italia (PDF), in Ricerca di sistema per il settore elettrico - Progetto ENERIN. URL consultato il 15 maggio 2008 (archiviato dall'url originale il 15 marzo 2008).
21. ↑   La salute dei milanesi a rischio per la pessima aria, su MilanoToday, 3 febbraio 2022. URL consultato il 1º aprile 2022.
22. ↑   La nevosità di Milano, su meteogiornale.it. URL consultato il 21 giugno 2018 (archiviato dall'url originale il 20 giugno 2018).
23. ↑  Luigi Mariani, Tutti i disastri minuto per minuto, in Lombardia Verde Archiviato il 29 settembre 2007 in Internet Archive., anno 19 - n. 5 - luglio 2003 Regione Lombardia
24. ↑  Ogliari, Ricciardi, Meda, Asnaghi Milano sotto la neve, Ed. Selecta, 2006, p. 54
25. ↑   Milano e la Neve di 30 anni fa, su panorama.it. URL consultato il 4 gennaio 2021.
26. ↑   Estremi termici mondiali, su mherrera.org. URL consultato il 21 giugno 2018.
27. ↑   Clima Italia, su climieviaggi.it. URL consultato il 21 giugno 2018 (archiviato dall'url originale il 2 marzo 2014).
28. ↑   Tabelle climatiche 1971-2000 della stazione meteorologica di Milano Linate dall'Atlante Climatico 1971-2000 del Servizio Meteorologico dell'Aeronautica Militare (PDF), su clima.meteoam.it. URL consultato il 21 giugno 2018.
29. ↑   Mediolanum-Milano, su romanoimpero.com. URL consultato l'8 luglio 2018.
30. ↑   Maria Grazia Tibiletti Bruno, Nuove iscrizioni epicoriche a Milano, in Scritti in ricordo di Graziella Massari Gaballo e di Umberto Tocchetti Pollini, (l'iscrizione è a p. 100), Milano, 1986,  pp. 99–109.
31. ↑   Riproduzione dell'iscrizione (JPG), su univie.ac.at. URL consultato l'11 ottobre 2020.
32. ↑   materiali che David Stifter, su rootsofeurope.ku.dk. URL consultato l'11 ottobre 2020.
33. ↑  Una riproduzione dell'iscrizione con trascrizione si può vedere online nei materiali che David Stifter ha presentato al convegno Celtic Spring in Copenhagen (23-25 maggio 2012)[32].
34. ↑  Vittore Pisani, Le lingue dell'Italia antica oltre il latino, Torino, Rosenberg & Sellier 1964, p. 331
35. 1 2  David Stifter, "Keltische Schriftsysteme", Historische Sprachforschung 128, X–XX, 2015 [2016] p. 33-56 (p. 50)
36. 1 2  L. Cracco Ruggini, Milano da "metropoli" degli Insubri a capitale d'Impero: una vicenda di mille anni, in Catalogo della Mostra "Milano capitale dell'Impero romani (286-402 d.C.)", a cura di Gemma Sena Chiesa, Milano 1990, p.17.
37. ↑   R. Passarella (a cura di), Studia ambrosiana. Annali dell'Accademia di Sant'Ambrogio, Bulzoni, 2010. URL consultato il 19 aprile 2018.
38. ↑   Il Sestiere di Porta Romana, su storiadimilano.it. URL consultato il 19 aprile 2018.
39. ↑   Zona Centro Storico – Il Cerchio Celtico, su blog.urbanfile.org. URL consultato il 19 aprile 2018.
40. ↑   Antonio Quadri, Le 10 epoche della storia d'Italia antica e moderna, vol. 1, Rusconi, 1826. URL consultato il 19 aprile 2018.
41. ↑   Medhelan, il santuario dei Celti Insubri, su storiadimilano.it. URL consultato il 19 aprile 2018.
42. ↑  (FR) Georges Dottin, La langue gauloise: grammaire, textes et glossaire, Paris, Klincksieck, 1918,  p. 99.
«Dans toutes les langues celtiques, les anciennes aspirées bh, dh, gh, sont devenues des occlusives sonores b, d, g. (…) d: gaulois medio-, irlandais mide «milieu», sanskrit madhya»
43. ↑   Oswald Szemerényi, Introduzione alla linguistica indeuropea, a cura di G.Boccali, V. Brugnatelli M. Negri, Milano, Unicopli, 1985,  p. 78.
«In iranico, lituano, slavo e celtico le medie aspirate indeuropee si confondono in un'unica serie con le medie»
44. ↑  Claudio Beretta, Letteratura dialettale milanese: itinerario antologico-critico, Milano, Hoepli, 2003
45. ↑  Carlo Maria Maggi, Le Rime Milanesi (a cura di Dante Isella), Milano, Garzanti, 2006.
46. ↑  Carlo Antonio Tanzi, Rime Milanesi (a cura di Renato Martinoni), Modena, Ugo Guanda Editore, 2016.
47. ↑  (FR)  Charles Rostaing, Les Noms de lieux, PUF, coll. Que sais-je?, Parigi, 1969.
48. ↑  Gualdoni, p. 10.
49. ↑   Cronologia di Milano dalla fondazione fino al 150 d.C., su storiadimilano.it. URL consultato l'11 luglio 2018.
50. ↑  Polibio, Storie, II, 34.10-15; Cassio Dione Cocceiano, Storia romana, XII, 51-52; Zonara, L'epitome delle storie, VIII, 20.
51. ↑  Tito Livio (Historiae, 5,34).
52. ↑   Milano, in Treccani.it – Enciclopedie on line, Roma, Istituto dell'Enciclopedia Italiana. URL consultato il 21 giugno 2018.
53. ↑  Nel De Magnalibus urbi Mediolani.
54. ↑  Tito Livio, Ab Urbe condita, V, XXXIV; la traduzione delle citazioni testuali è in Tito Livio, Storia di Roma (a cura di Guido Vitali e Carlo Vitali), Milano, Mondadori, 2007, vol. I, p. 769
55. ↑   Nascita dell'Insubria (2017), su academia.edu.
56. ↑  Soprintendenza di Milano L'anfiteatro di Milano e il suo quartiere ed. Skira
57. ↑   Scipióne Calvo, Gneo Cornelio, in Treccani.it – Enciclopedie on line, Roma, Istituto dell'Enciclopedia Italiana. URL consultato il 6 giugno 2018.
58. ↑   Marzo 222 a.C. nella battaglia di Clastidium la prima "unità d'Italia" sotto il vessillo della legione manipolare, su difesaonline.it. URL consultato il 6 giugno 2018.
59. ↑   I Celti (PDF), su www00.unibg.it. URL consultato il 6 giugno 2018 (archiviato dall'url originale il 14 febbraio 2019).
60. ↑   Le colonie romane, su romanoimpero.com. URL consultato il 6 giugno 2018.
61. ↑  La conquista avverrà nel 43 d.C. a opera dell'imperatore Claudio.
62. 1 2   L'anfiteatro, su serenoeditore.com. URL consultato il 6 giugno 2018.
63. ↑   Le origini celtiche, i Romani e l'Impero (Dal 600 a.C al 397 d.C.), su turismo.milano.it. URL consultato il 21 giugno 2018.
64. ↑   101 tesori nascosti di Milano da vedere almeno una volta nella vita, di Gian Luca Margheriti, su books.google.it. URL consultato il 18 giugno 2018.
65. ↑  La tavola fa parte dell'Atlante Tematico d'Italia, realizzato dall'Ufficio Cartografico del Touring Club Italiano con il CNR - Consiglio Nazionale delle Ricerche (1989-1992)
66. 1 2   Le invasioni barbariche e il Medioevo, su turismo.milano.it. URL consultato il 21 giugno 2018.
67. ↑  JB Bury, History of the Later Roman Empire, capitolo 19, Nota 123: «As to the meagre evidence for the vicarius Italiae residing at Milan and the vicarius urbis Romae see Diehl, op. cit. p161. ». Ravegnani, I Bizantini in Italia, p. 62 « [...] probabilmente venne restaurato il vicariato che [...] aveva retto la diocesi italiana»
68. ↑  Paolo Diacono, Libro II
69. ↑   Il regime comunale (sec. XII - sec. XIII), su lombardiabeniculturali.it. URL consultato il 21 giugno 2018.
70. ↑   Lo stato di Milano nella dominazione spagnola, su lombardiabeniculturali.it. URL consultato il 14 settembre 2015.
71. ↑  Alberto Casadei, Marco Santagata Manuale di letteratura italiana medievale e moderna, Laterza, 2007.
72. ↑   Bruno Migliorini, Parole d'autore: (onomaturgia), Firenze, Sansoni, 1975,  p. 6.
73. ↑  Rosa.
74. ↑  Pavoni.
75. ↑   Energia a Milano, Milano, Aem, 1986.
76. ↑   Francesco Ogliari, Storia dei trasporti italiani, vol1: dall'Omnibus alla metropolitana, Milano, 1976,  p. 88.
77. ↑   Gian Luca Lapini, Storia di Milano, La Centrale elettrica di via Santa Radegonda, su storiadimilano.it. URL consultato il 21 giugno 2018.
78. ↑   Expo 1906, su expo1906.it. URL consultato il 21 novembre 2010.
79. ↑   Carlo Tognoli, Caldara Emilio: il socialismo municipale, su ilsocialista.com. URL consultato il 21 giugno 2018.
80. ↑  Milano, 1866-1936, medico. Fu estromesso dalla carica "per motivi di ordine pubblico" il 2 agosto 1922. Da Le vie di Milano, Hoepli, Milano, 2004
81. ↑   Milano 14 febbraio 1916: il primo bombardamento nella storia della città, su lavoce.be. URL consultato il 21 giugno 2018 (archiviato dall'url originale il 20 settembre 2016).
82. ↑   Roberto Roggero, Oneri e onori. Le verità militari e politiche della Guerra di Liberazione, su books.google.it, Grego & Greco, 2006,  p. 157, ISBN 978-88-7980-417-2. URL consultato il 21 giugno 2018.
83. ↑   Maurizio Cucchi, La traversata di Milano, Milano, Mondadori, 2007,  pp. 75–76.
84. ↑   29 aprile 1945: piazzale Loreto., su infoaut.org. URL consultato il 13 agosto 2014.
85. ↑   Egle Santolini, L'uomo che inventò la Milano da bere, in La Stampa, 1º aprile 2008. URL consultato il 14 settembre 2015.
86. 1 2  (EN) OECD, OECD Territorial Reviews: Milan, Italy 2006, collana OECD Territorial Reviews, OECD, 27 novembre 2006, DOI:10.1787/9789264028920-en, ISBN 978-92-64-02891-3. URL consultato il 1º marzo 2025.
87. ↑   MIC, su urbanfile.it. URL consultato il 21 giugno 2018 (archiviato dall'url originale il 25 maggio 2010).
88. ↑  (EN) P.J. Taylor, Leading World Cities: Empirical Evaluations of Urban Nodes in Multiple Networks, in GaWC Research Bulletin, n. 146, 14 luglio 2004. URL consultato il 18 giugno 2006 (archiviato dall'url originale il 2 ottobre 2009).
89. ↑   Premio europeo per le città accessibili, su ec.europa.eu. URL consultato il 3 dicembre 2020.
90. 1 2   Statuto del Comune di Milano, su download.comune.milano.it. URL consultato il 15 novembre 2017 (archiviato dall'url originale il 30 agosto 2021).
91. 1 2   Insegne e simboli. Araldica pubblica e privata, medievale e moderna (sezione III) (PDF), su archivi.beniculturali.it. URL consultato il 21 giugno 2018.
92. ↑   Linee guida per l'applicazione del Patrocinio del Comune di Milano, su mediagallery.comune.milano.it. URL consultato il 21 giugno 2018 (archiviato dall'url originale l'11 agosto 2020).
93. ↑  Pagani, p. 20.
94. ↑   Le maschere di Carnevale - Meneghino, su nonsolocittanova.it. URL consultato il 20 novembre 2017 (archiviato dall'url originale il 7 luglio 2014).
95. ↑   Medaglia alle Città Benemerite del Risorgimento Nazionale: Milano, su quirinale.it. URL consultato il 21 giugno 2018.
96. ↑   Medaglia d'oro al valor militare: Milano, su quirinale.it. URL consultato il 18 giugno 2010.
97. ↑  Gualdoni, p. 9.
98. ↑  Gualdoni, p. 51.
99. ↑   Tutti i segreti del Castello Sforzesco, su milano.corriere.it, 7 luglio 2008. URL consultato il 21 luglio 2010 (archiviato dall'url originale il 22 luglio 2011).
100. ↑   Basilica di Sant'Ambrogio [collegamento interrotto], su turismo.comune.milano.it. URL consultato il 21 giugno 2018.
101. 1 2   Church and Dominican Convent of Santa Maria delle Grazie with "The Last Supper" by Leonardo da Vinci, su whc.unesco.org. URL consultato il 24 settembre 2010.
102. ↑  Gualdoni, 2009, p. 100.
103. ↑   Parola Enrico, «Suono alla Scala, ma vorrei vedere la Scala del calcio», in Corriere.it. URL consultato il 21 luglio 2010 (archiviato dall'url originale il 20 maggio 2011).
104. ↑   Basilica di Sant'Ambrogio, su santambrogio-basilica.it. URL consultato il 1º ottobre 2010 (archiviato dall'url originale il 7 novembre 2016).
105. ↑   Maria Grazia Balzarini e Roberto Cassanelli, Fare storia dell'arte: studi offerti a Liana Castelfranchi, Editoriale Jaca Book, 2000,  p. 234.
106. ↑   Gita fuori porta a Milano: la Cappella Sistina lombarda, su ibeam.it. URL consultato il 21 giugno 2018.
107. ↑   Vie e palazzi di Milano: Piazza Sant'Alessandro, oasi di pace nel centro di Milano, su milano.blogosfere.it. URL consultato il 7 novembre 2010 (archiviato dall'url originale il 20 febbraio 2014).
108. ↑   Marco Rossi, Disegno storico dell'arte lombarda, Milano, Vita e Pensiero, 2005,  p. 147.
109. ↑   Luciano Patetta, Architettura del 400 a Milano, Milano, CittàStudi, 1991,  pp. 178–180.
110. ↑   Basilica di Sant'Eustorgio, Cappella Portinari, su turismo.comune.milano.it. URL consultato il 21 giugno 2018 (archiviato dall'url originale il 28 ottobre 2012).
111. ↑   Roberto Cassanelli, Lombardia Gotica, Milano, Jaca Book, 2002,  p. 39.
112. ↑   Giovanna Ginex e Ornella Selvafolta, Il Cimitero monumentale di Milano: guida storico-artistica, Silvana, 1996.
113. ↑   Silvio Leydi e Rossana Sacchi, Il Cinquecento, Milano, NodoLibri, 1999,  p. 52, ISBN 88-7185-082-3.
114. ↑  Conti, p. 80.
115. ↑  Conti, pp. 74–76.
116. ↑   Le 10 vie di Milano più da Milano: storia e curiosità, su milanocittastato.it. URL consultato il 22 giugno 2018.
117. ↑   Milano archeologica: i luoghi, su milanoarcheologia.beniculturali.it. URL consultato il 22 giugno 2018.
118. ↑   Sotto Milano si nascondono i resti di una città romana, su siviaggia.it. URL consultato il 22 giugno 2018 (archiviato dall'url originale l'11 novembre 2021).
119. ↑   Gli alberi monumentali a Milano, su Comune di Milano. URL consultato il 4 ottobre 2022.
120. ↑   Parco Monte Stella, su comune.milano.it. URL consultato il 7 settembre 2021.
121. ↑   Parco Sud, su provincia.mi.it. URL consultato il 29 novembre 2010 (archiviato dall'url originale il 24 novembre 2010).
122. ↑   C'era una volta: le mura spagnole di Milano, su liberospazio.com. URL consultato il 30 ottobre 2017 (archiviato dall'url originale il 25 settembre 2022).
123. ↑   Zona Porta Romana – Le mura spagnole, su blog.urbanfile.org. URL consultato il 30 ottobre 2017.
124. ↑   Sito ufficiale Idroscalo, su idroscalo.info. URL consultato il 3 ottobre 2010 (archiviato dall'url originale l'8 dicembre 2010).
125. ↑   Itinerari nel verde, su Comune di Milano. URL consultato il 4 ottobre 2022.
126. ↑  (EN) OECD, Competitive Cities in the Global Economy, in Territorial Reviews, Paris, OECD Publishing, novembre 2006, DOI:10.1787/9789264027091-en, ISBN 92-64-02708-4, ISSN 1990-0767 (WC · ACNP). URL consultato il 21 aprile 2018.
127. ↑   Willem Salet, Andy Thornley e Anton Kreukels, Metropolitan governance and spatial planning: comparative case studies of European city-regions, New York, Spon Press, 2003,  p. 265, ISBN 978-0-415-27449-4.
128. ↑   Le aree metropolitane in Italia e i loro caratteri socio-territoriali (PDF), su unimib.it. URL consultato il 21 aprile 2016 (archiviato dall'url originale il 28 maggio 2015).
129. ↑   Comunicato stampa d'ateneo, su unimib.it. URL consultato il 21 aprile 2016 (archiviato dall'url originale il 28 maggio 2015).
130. ↑   Storia di Milano - Cronologia di Milano dal 1971 al 1980, su storiadimilano.it. URL consultato il 18 giugno 2010.
131. ↑   Milano tornata a superare i 1,4 milioni di abitanti | ANSA.it, su www.ansa.it. URL consultato il 1º marzo 2025.
132. ↑   Francesco Cusani, La Peste di Milano del 1630, 1841,  pg. 264.
133. ↑  Dati tratti da:
  -  Popolazione residente dei comuni. Censimenti dal 1861 al 1991 (PDF), su ebiblio.istat.it, ISTAT.
  -  Popolazione residente per territorio – serie storica, su esploradati.censimentopopolazione.istat.it.
Nota bene: il dato del 2021 si riferisce al dato del censimento permanente al 31 dicembre di quell'anno.[133]
134. ↑  Dati tratti da:
  -  Popolazione residente dei comuni. Censimenti dal 1861 al 1991 (PDF), su ebiblio.istat.it, ISTAT.
  -  Popolazione residente per territorio – serie storica, su esploradati.censimentopopolazione.istat.it.
Nota bene: il dato del 2021 si riferisce al dato del censimento permanente al 31 dicembre di quell'anno.
135. ↑   I Municipi del comune di Milano, su comune.milano.it. URL consultato il 9 giugno 2016.
136. ↑   Nuclei di Identità Locale (NIL) | PGT, su www.pgt.comune.milano.it. URL consultato il 18 maggio 2024.
137. ↑   Popolazione residente per cittadinanza o paese di nascita, su demo.istat.it. URL consultato l'11 luglio 2025.
138. ↑   Patrizia Farina, Cina a Milano: famiglie, ambienti e lavori della popolazione cinese a Milano, Milano, Associazione interessi metropolitani, 1997.
139. ↑   Fabio Marcomin, I 5 QUARTIERI ETNICI di Milano, su Milano Città Stato, 19 novembre 2020. URL consultato il 5 maggio 2023.
140. ↑   admin, Comunità [collegamento interrotto], su MilanoAttraverso. URL consultato il 5 maggio 2023.
141. ↑   «La nuova casbah»: quando a Milano c’era il Corno d'Africa, su Corriere della Sera, 12 settembre 2015. URL consultato il 5 maggio 2023.
142. ↑   Milano, se la casbah adesso fa paura | Milano la Repubblica.it, su milano.repubblica.it. URL consultato il 5 maggio 2023 (archiviato dall'url originale il 5 maggio 2023).
143. ↑   Hari De Miranda, L'Asmarina di BUENOS AIRES: il quartiere più esotico di Milano, su Milano Città Stato, 16 gennaio 2023. URL consultato il 5 maggio 2023.
144. ↑   Le memorie dell'Asmarina, su Il Post, 24 aprile 2017. URL consultato il 5 maggio 2023.
145. ↑   Profilo Statistico di San Siro (PDF) [collegamento interrotto], su polis.lombardia.it.
146. ↑   Vite ai margini. Milano, San Siro: stranieri a casa nostra, su Repubblica TV - Repubblica, 19 febbraio 2022. URL consultato il 5 maggio 2023.
147. ↑   Immigrazione, luci spente a San Siro: “Noi, nuovi italiani ma sempre indesiderati””, su la Repubblica, 18 febbraio 2022. URL consultato il 5 maggio 2023.
148. ↑   Saggio sui dialetti gallo-italici, su archive.org. URL consultato il 26 giugno 2018.
149. ↑   definizione di meneghino, su Treccani.it, Treccani. URL consultato il 28 ottobre 2023.
150. ↑  Pietro Verri, Storia di Milano, dalla Stereoseidotipia di Vittoria Gatti-Cairo, Milano, 1836
151. ↑   La Chiesa Valdese a Milano, su milanovaldese.it. URL consultato il 21 giugno 2018.
152. ↑   La Chiesa Cristiana Ortodossa in Italia, su gdrtest2.altervista.org. URL consultato il 25 gennaio 2010.
153. ↑   Chiesa ortodossa bulgara - Milano, su chiesaortodossabulgaramilano.blogspot.com. URL consultato il 21 giugno 2018.
154. ↑   Mosaico, su mosaico-cem.it. URL consultato il 21 giugno 2018.
155. ↑  Vedi  Gli armeni in Italia, su homolaicus.com. URL consultato il 21 giugno 2018.
156. ↑  Vedi  Il Natale degli altri: gli armeni, su marisamoles.wordpress.com. URL consultato il 21 giugno 2018.
157. ↑   Marco Lottaroli, Regina Sara, Ghezzi Marta, Tarroni Laura, Vanzetto Chiara, Oh bej! Oh bej!, in Corriere della Sera, 1º dicembre 1999. URL consultato il 16 luglio 2013.
158. ↑  Beltramini, pp. 133–136.
159. ↑   Sanità Lombardia - Elenco Ospedali Online E Strutture Sanitarie - Pubblici E Privati -Lombardy Hospital, su mi-lorenteggio.com. URL consultato il 21 giugno 2018 (archiviato dall'url originale il 20 agosto 2018).
160. ↑   Ministero della Salute - A tu per tu, su salute.gov.it. URL consultato il 21 giugno 2018 (archiviato dall'url originale il 22 luglio 2011).
161. ↑   Scuole a Milano, su tuttitalia.it, Gwind srl, 14 novembre 2021.
162. ↑   European Society pieg.qxp (PDF), su esfr.org. URL consultato il 21 giugno 2018 (archiviato dall'url originale il 29 ottobre 2012).
163. ↑   Milano capitale dell'economia, su archiviostorico.corriere.it. URL consultato il 21 giugno 2018 (archiviato dall'url originale il 13 aprile 2013).
164. ↑   Parigi città migliore al mondo per studiare. Tra le prime 50 solo Milano, su blitzquotidiano.it, 16 febbraio 2012. URL consultato il 16 settembre 2015.
165. ↑   Federica Cavadini, Destinazione Milano per i cervelli di ritorno, in Corriere della Sera, 20 marzo 2012,  p. 6. URL consultato il 16 settembre 2015 (archiviato dall'url originale il 29 ottobre 2013).
166. 1 2  Atlante delle città d'Italia, p. 54.
167. ↑   Veneranda Biblioteca Ambrosiana, su ambrosiana.it. URL consultato il 7 dicembre 2010.
168. ↑   Biblioteca Sormani, su milano.biblioteche.it. URL consultato il 7 dicembre 2010 (archiviato dall'url originale il 20 ottobre 2017).
169. ↑   Biblioteche di Milano, su comune.milano.it. URL consultato il 7 dicembre 2010.
170. ↑   Conservatorio di Milano, su consmilano.it. URL consultato il 7 novembre 2010.
171. ↑   La Pinacoteca di Brera, su amicidibrera.milano.it. URL consultato il 16 settembre 2010 (archiviato dall'url originale il 12 febbraio 2010).
172. ↑   Pinacoteca di Brera, su turismo.milano.it. URL consultato il 7 novembre 2010.
173. ↑   Sito ufficiale del castello sforzesco- I musei del castello, su milanocastello.it. URL consultato il 7 novembre 2010 (archiviato dall'url originale il 22 luglio 2011).
174. ↑   Sito ufficiale della pinacoteca di Brera, su pinacotecabrera.org. URL consultato il 7 novembre 2010.
175. ↑   Sito ufficiale della triennale di Milano, su triennale.org. URL consultato il 24 settembre 2010 (archiviato dall'url originale il 5 gennaio 2011).
176. ↑   Museo di storia naturale di Milano, su visitamilano.it. URL consultato il 16 settembre 2010 (archiviato dall'url originale l'8 luglio 2014).
177. ↑   Centro di Documentazione sul Progetto Grafico, su Aiap. URL consultato il 15 luglio 2021.
178. 1 2 3   Milano e la televisione, su storiadimilano.it. URL consultato il 14 luglio 2010.
179. ↑   EMG, su it.emglive.com.
180. ↑   UMC, su universalmediacorporation.com. URL consultato il 1º gennaio 2023 (archiviato dall'url originale il 3 settembre 2022).
181. ↑   Milano City Studios, su milanocitystudios.com.
182. 1 2   Media, su milanomet.it. URL consultato il 21 giugno 2018 (archiviato dall'url originale il 29 marzo 2015).
183. ↑   Torna la Music Week: perché Milano è la capitale della musica, su Il Sole 24 ORE. URL consultato il 20 agosto 2020.
184. ↑   Carlo Bertelli, Giuliano Briganti, Antonio Giuliano, Storia dell'arte italiana, Milano, Mondadori Electa, 1991,  p. 338.
185. ↑   Marco Rossi, Disegno storico dell'arte lombarda, Milano, Vita e pensiero, 2005,  p. 103.
186. ↑  Mazzocca, p. 53, v. anche introduzione al volume.
187. ↑  Bossaglia, pp. 12–14.
188. ↑   Armando Besio, Neon e soffitti d'autore l'Arengario ritrovato per De Chirico e Picasso, in La Repubblica, 15 maggio 2010,  p. 14/15. URL consultato il 9 agosto 2010.
189. ↑  In Archivi del futurismo regesti raccolti e ordinati da Maria Drudi Gambillo e Teresa Fiori, Roma 1958, p. 63.
190. ↑   Bucarelli, Palma, NOVECENTO, in Enciclopedia Italiana, Roma, Istituto dell'Enciclopedia Italiana, 1934.
191. ↑   Storia del Piccolo Teatro, su piccoloteatro.org. URL consultato il 26 giugno 2018.
192. ↑   Derby Club, su comedycentral.it (archiviato dall'url originale il 19 giugno 2007).
193. ↑  (EN) Storia - Dal sito ufficiale della manifestazione, su milanofilmfestival.it. URL consultato il 19 giugno 2010 (archiviato dall'url originale il 29 maggio 2010).
194. ↑   MIFF – Milano International Film Festival – And the winner is, su aftersix.it. URL consultato il 29 agosto 2011.
195. ↑   25 anni di successi, verso nuovi entusiasmanti Mix, su cinemagaylesbico.com. URL consultato il 21 giugno 2018 (archiviato dall'url originale il 10 ottobre 2017).
196. ↑   Le pellicole amarcord che raccontano Milano, su ilgiornale.it. URL consultato il 21 giugno 2018.
197. ↑   Milano, cresce il mercato dell’audiovisivo, su milano.corriere.it. URL consultato il 2 gennaio 2016.
198. ↑   Milano, dal Teatro Ducale alla Scala, su baroque.it. URL consultato il 21 giugno 2018.
199. ↑   Global city report, su key4biz.it. URL consultato il 1º novembre 2011 (archiviato dall'url originale il 12 marzo 2013).
200. ↑  Paolo Ruggeri, La Canzone Italiana, Fabbri, 1994, Vol.III, pag.49-60
201. ↑   Antologia lombarda, su sites.google.com. URL consultato il 21 settembre 2017 (archiviato dall'url originale il 30 giugno 2016).
202. ↑  Gianni Brera, La pacciada, Mondadori, 1973, pp. 126-130.
203. ↑  Milano a tavola, passim.
204. ↑   Otto/novecento, Volume 5, Unione stampa periodica italiana, 1981. URL consultato il 18 giugno 2010.
205. ↑   Scheda sull'Antica trattoria del Bagutto, su localistorici.it. URL consultato il 29 novembre 2020 (archiviato dall'url originale il 30 aprile 2013). sul sito dell'associazione culturale "Locali storici d'Italia".
206. ↑   Milano Globale (PDF), su temi.provincia.mi.it. URL consultato il 25 giugno 2018 (archiviato dall'url originale il 12 gennaio 2007).
207. ↑   Expo Milano 2015, su expo2015.org. URL consultato il 25 giugno 2018 (archiviato dall'url originale il 3 maggio 2014).
208. ↑   Giuseppe De Finetti, Giovanni Cislaghi, Mara De Benedetti e Piergiorgio Marabelli, Milano: costruzione di una città, Hoepli, 2002, ISBN 978-88-203-3092-7. URL consultato il 25 giugno 2018.
209. ↑   Milano, città dei grattacieli: ecco le torri da record del capoluogo lombardo, su mobile.ilsole24ore.com. URL consultato il 25 giugno 2018 (archiviato dall'url originale il 26 febbraio 2018).
210. ↑   UniCredit Tower, su unicredit.it. URL consultato il 25 giugno 2018 (archiviato dall'url originale il 4 marzo 2016).
211. ↑   #Xmilanocittastato, Le 30 CONTRADE di Milano, su Milano Città Stato, 15 ottobre 2018. URL consultato il 30 maggio 2019.
212. ↑  Colombo, p. 5.
213. ↑   Dettaglio località abitate, su dawinci.istat.it, ISTAT. URL consultato il 1º aprile 2012 (archiviato dall'url originale l'11 giugno 2012).
214. ↑  Giovanna Maria Fagnani, Sei cascine da salvare, Corriere della Sera, 14 ottobre 2010
215. 1 2   Valore aggiunto per abitante, a prezzi correnti - Italia, Lombardia e province lombarde. Anno 2017, su asr-lombardia.it. URL consultato il 2 agosto 2019 (archiviato dall'url originale il 9 luglio 2018).
216. ↑   assolombarda.it,  https://www.assolombarda.it/centro-studi/booklet-economia-ndeg71-dicembre-2022.
217. ↑   comune.milano.it,  https://www.comune.milano.it/-/bilancio.-fitch-conferma-il-rating-del-comune-di-milano-a-bbb-con-outlook-stabile.
218. ↑   Global Destination Cities Index 2019 di Mastercard: aumentano i turisti che scelgono l'Italia, su newsroom.mastercard.com. URL consultato il 26 marzo 2020 (archiviato dall'url originale il 6 novembre 2019).
219. ↑   2015 Global Destination Cities Index, su newsroom.mastercard.com. URL consultato il 15 gennaio 2017 (archiviato dall'url originale il 30 dicembre 2016).
220. ↑   Milano Centrale, su grandistazioni.it. URL consultato il 21 giugno 2018 (archiviato dall'url originale il 24 settembre 2011).
221. ↑   Milano Smistamento, su delta-november.it. URL consultato il 5 marzo 2021.
222. ↑   Statistiche Assaeroporti, su assaeroporti.com. URL consultato il 21 febbraio 2023.
223. ↑   Aeroporti italiani: nel 2022 passeggeri in crescita, gli scali del Sud e delle Isole guidano la ripresa del traffico verso i livelli pre-Covid, su Assaeroporti, 31 gennaio 2023. URL consultato il 21 febbraio 2023.
224. ↑   Gabriele Ceresa, Malpensa torna tra i primi 10 aeroporti al mondo per Paesi serviti con voli diretti, su MALPENSA24, 15 febbraio 2023. URL consultato il 22 febbraio 2023.
225. ↑   Orari Malpensa Express, su malpensaexpress.it.
226. ↑   Statistiche Dati di Traffico Aeroportuale Italiano, su Assaeroporti. URL consultato il 21 febbraio 2023.
227. ↑   Aeroporto di Bresso, su aeroclubmilano.it. URL consultato il 25 giugno 2010 (archiviato dall'url originale il 18 gennaio 2010).
228. ↑   Ilaria Carra, Metrò, via alla nuova linea 5: i treni non hanno conducenti, in la Repubblica, 5 febbraio 2013.
«Come ricorda Metropolitana milanese: "Nel 2020 la rete disporrà di 5 linee e 118 chilometri, grazie agli interventi in corso: la M1 fino a Bettola, tutta la 4 e la 5 fino a San Siro" come promette il direttore generale di MM, Stefano Cetti.»
229. ↑   Gli storici tram di Milano... a San Francisco, su virtualcar.it. URL consultato il 21 giugno 2018 (archiviato dall'url originale il 10 ottobre 2017).
230. ↑   ATM - Rete notturna, su atm-mi.it. URL consultato il 28 settembre 2012 (archiviato dall'url originale il 13 settembre 2012).
231. ↑   Mobilità. A dicembre 35 km di nuove ciclabili a Milano - Mobilità. A dicembre 35 km di nuove ciclabili a Milano - Comune di Milano, su comune.milano.it. URL consultato il 5 novembre 2021.
232. ↑   Monopattini in Sharing - Comune di Milano, su comune.milano.it. URL consultato il 5 novembre 2021.
233. ↑   Bike sharing: Milano è terza in Europa, su mondoecoblog.com. URL consultato il 28 settembre 2012.
234. ↑   Milano quinta in Europa per uso della bicicletta, su blog.urbanfile.org. URL consultato il 21 giugno 2018.
235. ↑   Bike sharing. Nuova app del Bikemi, la tessera si fa virtuale, su comune.milano.it. URL consultato il 5 novembre 2021.
236. ↑   Milano diventa la capitale europea del car sharing, su vocidimilano.it. URL consultato il 21 giugno 2018 (archiviato dall'url originale il 9 marzo 2014).
237. 1 2 3 4 5 6 7 8 9 10 11 12 13 14 15   Breve storia dell'amministrazione comunale (1861–2011), su comune.cavacurta.lo.it. URL consultato il 12 luglio 2016 (archiviato dall'url originale l'11 settembre 2016).
238. ↑   Palazzo Reale dai Visconti agli Sforza, su storiadimilano.it. URL consultato il 7 marzo 2020.
239. ↑   Il Palazzo della Ragione, su palazzodellaragionefotografia.it. URL consultato il 18 aprile 2018 (archiviato dall'url originale il 25 aprile 2018).
240. ↑   Alessandro Colombo, I trentasei stendardi di Milano comunale (PDF), Milano, Famiglia Meneghina, 1935,  p. 49.
241. ↑   Milano è la città europea con più consolati, su lombardiaspeciale.regione.lombardia.it. URL consultato il 29 agosto 2022.
242. ↑   Commissione europea - Rappresentanza in Italia, su italy.representation.ec.europa.eu. URL consultato il 29 agosto 2022.
243. ↑   Ufficio del Parlamento europeo a Milano, su europarl.europa.eu. URL consultato il 29 agosto 2022.
244. ↑   Gemellaggi, su comune.milano.it. URL consultato il 27 agosto 2021.
245. ↑   Mediolanum, su books.openedition.org. URL consultato il 10 luglio 2018.
246. ↑   Milano torna Mediolanum, su ilgiornale.it. URL consultato il 10 luglio 2018.
247. ↑  Rossetti Pepe, Forme di potere e struttura sociale in Italia nel Medioevo, p. 184.
248. ↑  Melotti, Cultura e partecipazione sociale nella città in trasformazione, p. 23.
249. ↑  De Finetti, p. 353.
250. ↑  R.D. 8 giugno 1873, n. 1413
251. ↑  con il R.D. 2 settembre 1923, n. 1912
252. ↑   Impianti sportivi per zona, su milanotoday.it. URL consultato il 9 dicembre 2010.